# Горки (Казань)
Горки (тат. Горки) — жилой район, один из крупнейших «спальных» районов Казани.

## Территориальное расположение, границы
Жилой район Горки расположен в южной части Казани, на территории Приволжского района.
Поскольку Горки не обладают статусом отдельного административно-территориального образования, данный жилой район не имеет чётких границ. Бесспорной территорией Горок являются 14 микрорайонов многоэтажной жилой застройки, появившиеся в 1970—1990-е годы. Вместе с тем, к Горкам также принято относить ряд прилегающих земельных участков, застроенных преимущественно объектами общественного назначения, которые функционально тяготеют к данному жилому району:
- территорию, расположенную с южной стороны улицы Танковой и протянувшуюся от Межрегионального клинико-диагностического центра (МКДЦ) до Городской клинической больницы №18, включая также поликлинику №18 и Казанский автотранспортный техникум им. А.П. Обыденнова;
- территорию, расположенную между улицами Хусаина Мавлютова, Рихарда Зорге и Братьев Касимовых, включая станцию метро «Горки», Колледж пищевых технологий при КНИТУ и Международную школу Казани;
- сквер по улице Академика Парина с прилегающей к нему зоной коммерческой застройки (Торговый комплекс «Сити Центр»).

С учётом этого северная граница Горок проходит от Танкового кольца в северо-восточном направлении вдоль изгибов улицы Танковой, затем в юго-восточном направлении прямой линией по улице Рихарда Зорге, далее в восточном направлении с небольшими изгибами по улице Братьев Касимовых, участку проспекта Победы и улице Академика Завойского до перекрёстка с улицей Комиссара Габишева. Именно по этой линии проходит административная граница между Советским и Приволжским районами города Казани. На востоке и юге граница Горок проходит плавной линией по улицам Комиссара Габишева и Дубравной, постепенно сворачивая к северу, доходит до улицы Хусаина Мавлютова, затем поворачивает в западном направлении и проходит по улице Академика Парина. Западная граница Горок проходит по улице Карбышева, далее идёт извилистой линией вдоль малоэтажной застройки посёлка Старые Горки, частично проходя по улицам 2-й Героев Хасана и 4-й Калининградской, после чего тянется в широтном направлении по улице Профессора Камая, поворачивает к северу снова на улицу Карбышева, затем сворачивает на запад и тянется по улице 2-й Туринской до Танкового кольца.

## Территориальные подразделения

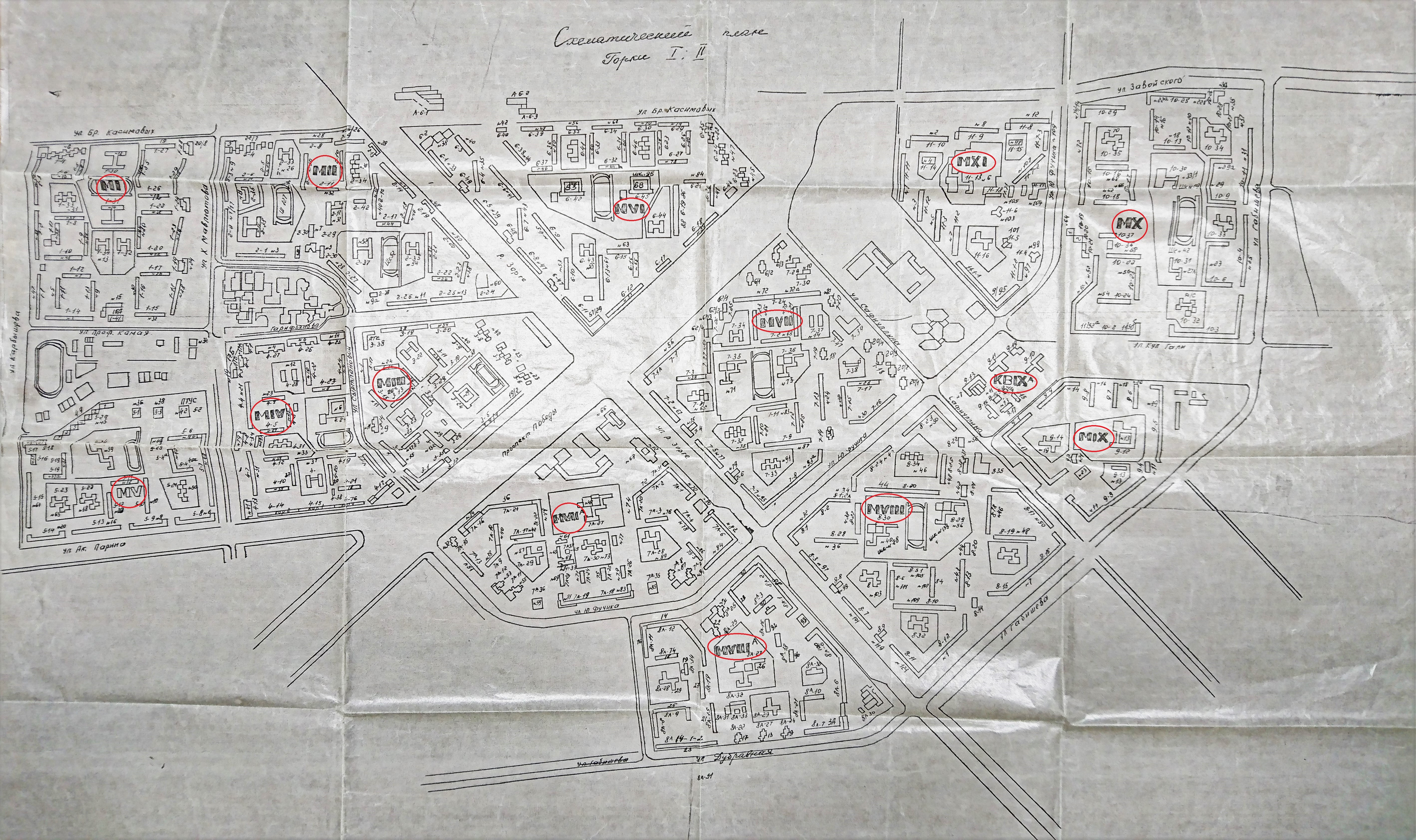
Схематический план жилого района Горки: объекты существующие и проектируемые (около 1990)

### Деление на жилые районы и микрорайоны
Жилой район Горки состоит из трёх территориальных подразделений, которые в архитектурно-планировочных документах также именуются жилыми районами: Горки-1, Горки-2 и Горки-3. Каждый из указанных жилых районов отделён друг от друга магистральными улицами — проспектом Победы и улицей Рихарда Зорге, и каждый из них состоит из нескольких пронумерованных микрорайонов (всего их 14). При этом, согласно информации проектировщика жилого района Горки-3 Сергея Павловича Саначина, один из микрорайонов Горок — 6-й микрорайон, является обособленной территориальной единицей, не входящей ни в один из вышеуказанных жилых районов (это обусловлено тем, что 6-й микрорайон отделён от остальной территории Горок магистральными улицами — проспектом Победы и улицей Рихарда Зорге). 
Структура территориальных подразделения жилого района Горки:
Горки-1 состоит из пяти микрорайонов (в скобках указаны улицы, расположенные по периметру каждого из микрорайонов):
- 1-й микрорайон (улицы Карбышева, Братьев Касимовых, Хусаина Мавлютова, Профессора Камая);
- 2-й микрорайон (улицы Хусаина Мавлютова, Братьев Касимовых, Рихарда Зорге, Гарифьянова, Сыртлановой);
- 3-й микрорайон (улицы Сыртлановой, Гарифьянова, Рихарда Зорге, проспект Победы);
- 4-й микрорайон (улицы Хусаина Мавлютова, Гарифьянова, Сыртлановой, сквер по улице Академика Парина);
- 5-й микрорайон (улицы Профессора Камая, Хусаина Мавлютова, Академика Парина, Карбышева и граница малоэтажной застройки вдоль посёлка Старые Горки).

Горки-2 состоит из 6 микрорайонов:  
- 7-й микрорайон (улица Рихарда Зорге, проспект Победы, улицы Сафиуллина, Юлиуса Фучика);
- 8-й микрорайон (улицы Рихарда Зорге, Юлиуса Фучика, Сафиуллина, Комиссара Габишева);
- 9-й микрорайон (улицы Кул Гали, Комиссара Габишева, Сафиуллина), а также квартал 9А (небольшая территория между собственно 9-м микрорайоном и улицей Юлиуса Фучика);
- 10-й микрорайон (улицы Юлиуса Фучика, Академика Завойского, Комиссара Габишева, Кул Гали);
- 11-й микрорайон (улицы Академика Завойского, Юлиуса Фучика, Кул Гали).

Горки-3 состоит из трёх микрорайонов:
- микрорайон 7А (проспект Победы, улицы Рихарда Зорге, Юлиуса Фучика);
- микрорайон 8А (улицы Юлиуса Фучика, Рихарда Зорге, Дубравная);
- микрорайон 9А (улицы Юлиуса Фучика, Дубравная, проспект Победы).

Обособленная территориальная единица:
- 6-й микрорайон (улицы Рихарда Зорге, Братьев Касимовых, проспект Победы).

Следует иметь в виду, что деление на микрорайоны сформировалось в период проектирования и застройки Горок. И тогда это имело практическое значение, так как каждый из строящихся домов имел строительный номер, например, дом 7—3, где первая цифра обозначала номер микрорайона, а вторая — строительный номер дома в рамках указанного микрорайона. После ввода в эксплуатацию дома получали постоянную адресацию по улицам, рядом с которыми они располагались; тот же дом со строительным номером 7—3 получил постоянный адрес: проспект Победы, 58.
По этой причине использование нумерации по микрорайонам утратило практическое значение, после чего довольно быстро вышло из обихода и даже забылось. В памяти большинства жителей Горок сохранилась лишь нумерация трёх микрорайонов благодаря их использованию в официальной городской топонимике (существуют трамвайные остановки «8-й микрорайон» и «9-й микрорайон», а также автобусная и троллейбусная остановка «10-й микрорайон»). Кроме того, границы многих микрорайонов стали восприниматься искажённо. Например, 10-й микрорайон многие воспринимают как совокупность собственно 10-го и 11-го микрорайонов, а 1-й микрорайон очень часто воспринимается как синоним Горки-1.

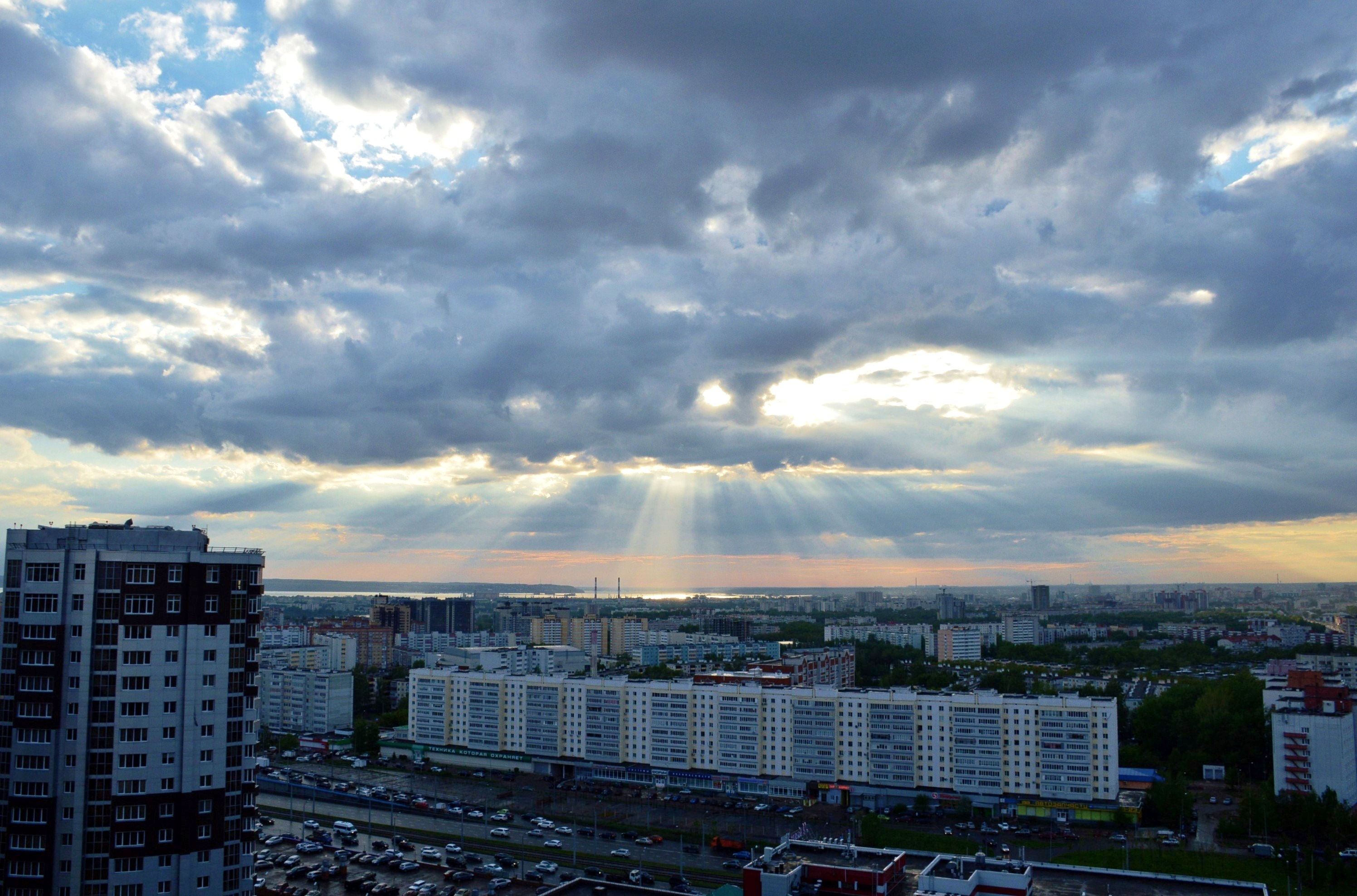
В вечерних сумерках: вид на Горки-1 (май 2017)
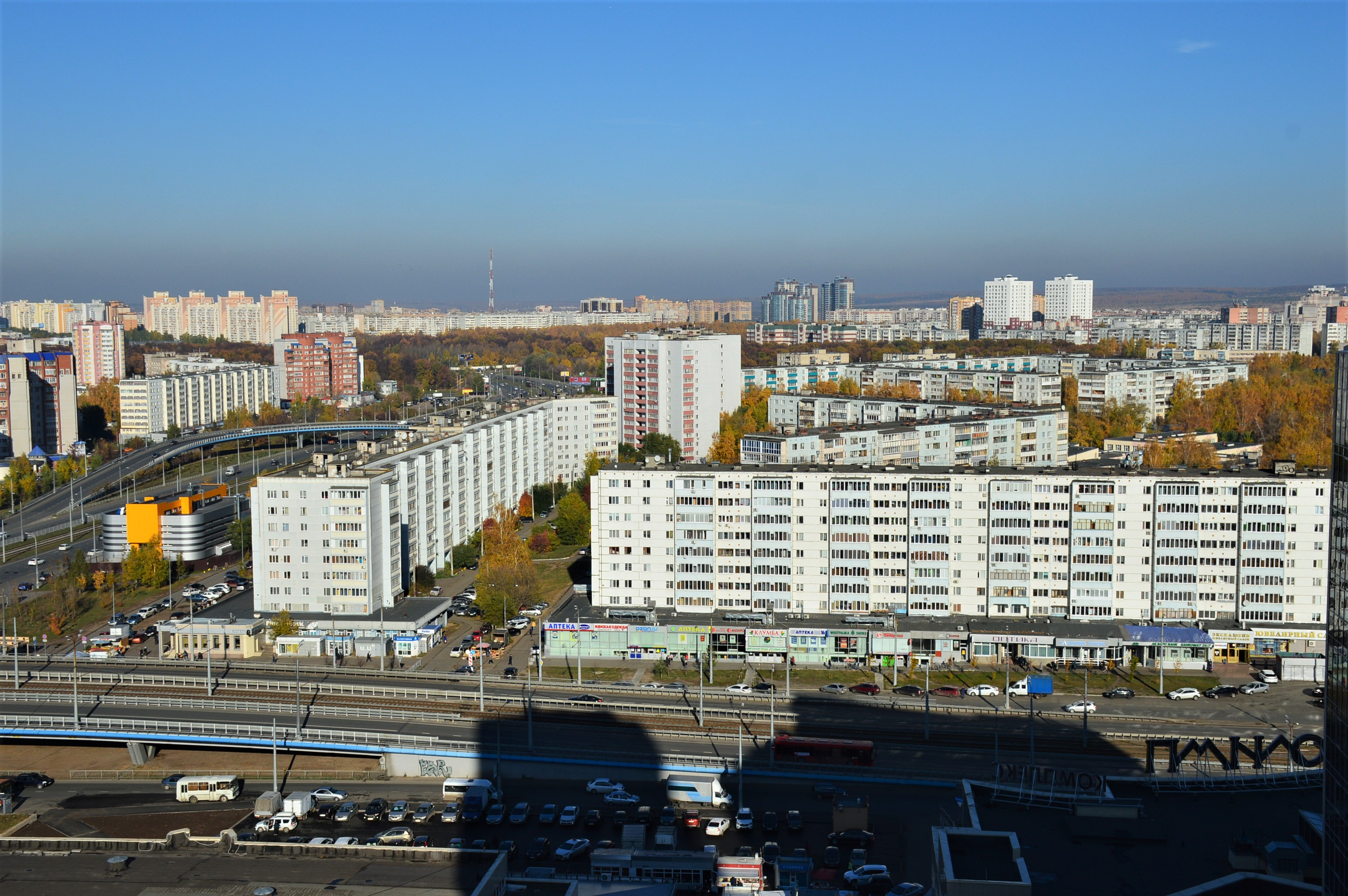
Вид на 7-й микрорайон, Горки-2 (октябрь 2018)
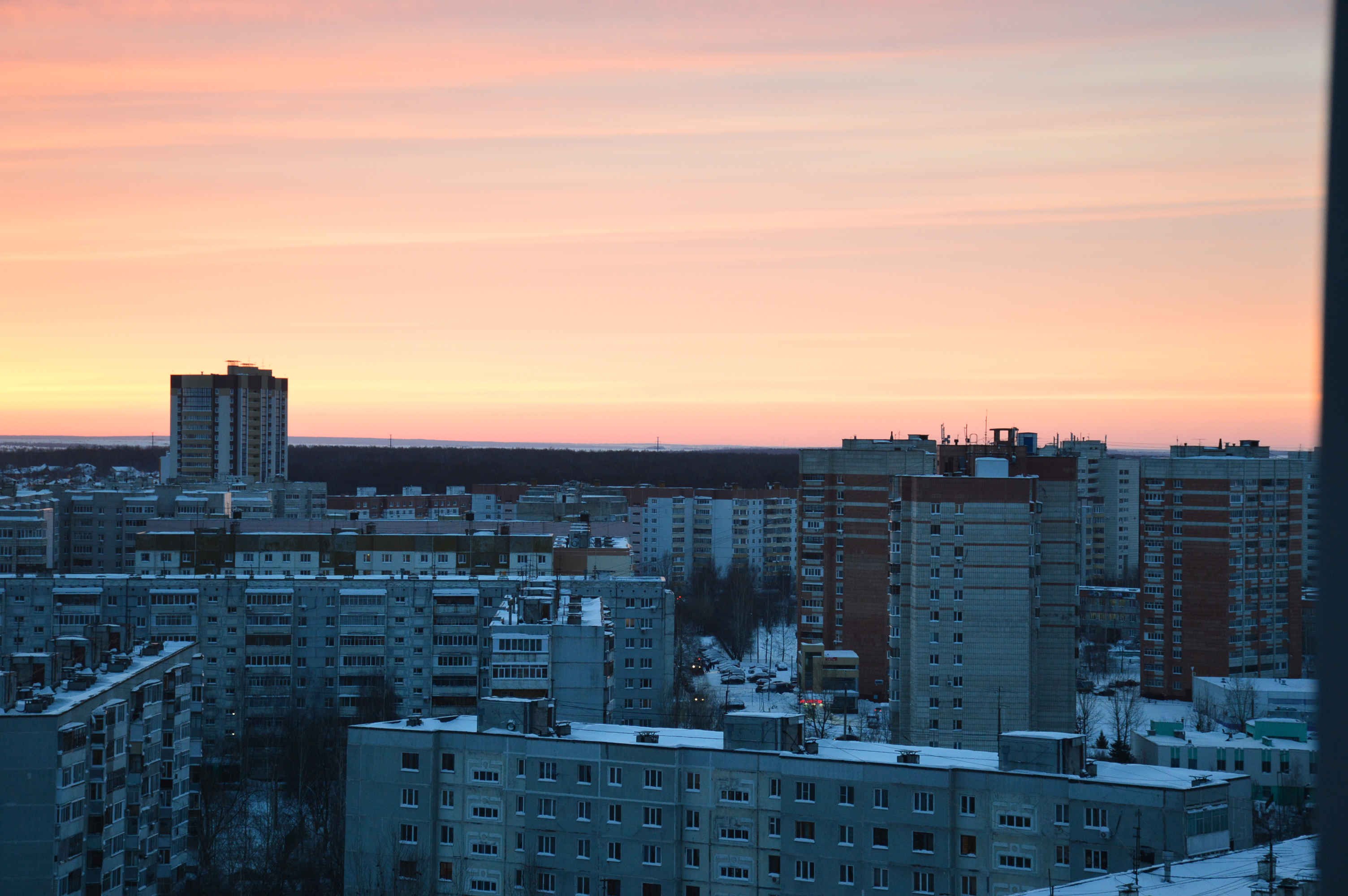
Зимнее утро: вид на микрорайоны 7А и 8А, Горки-3 (январь 2018)
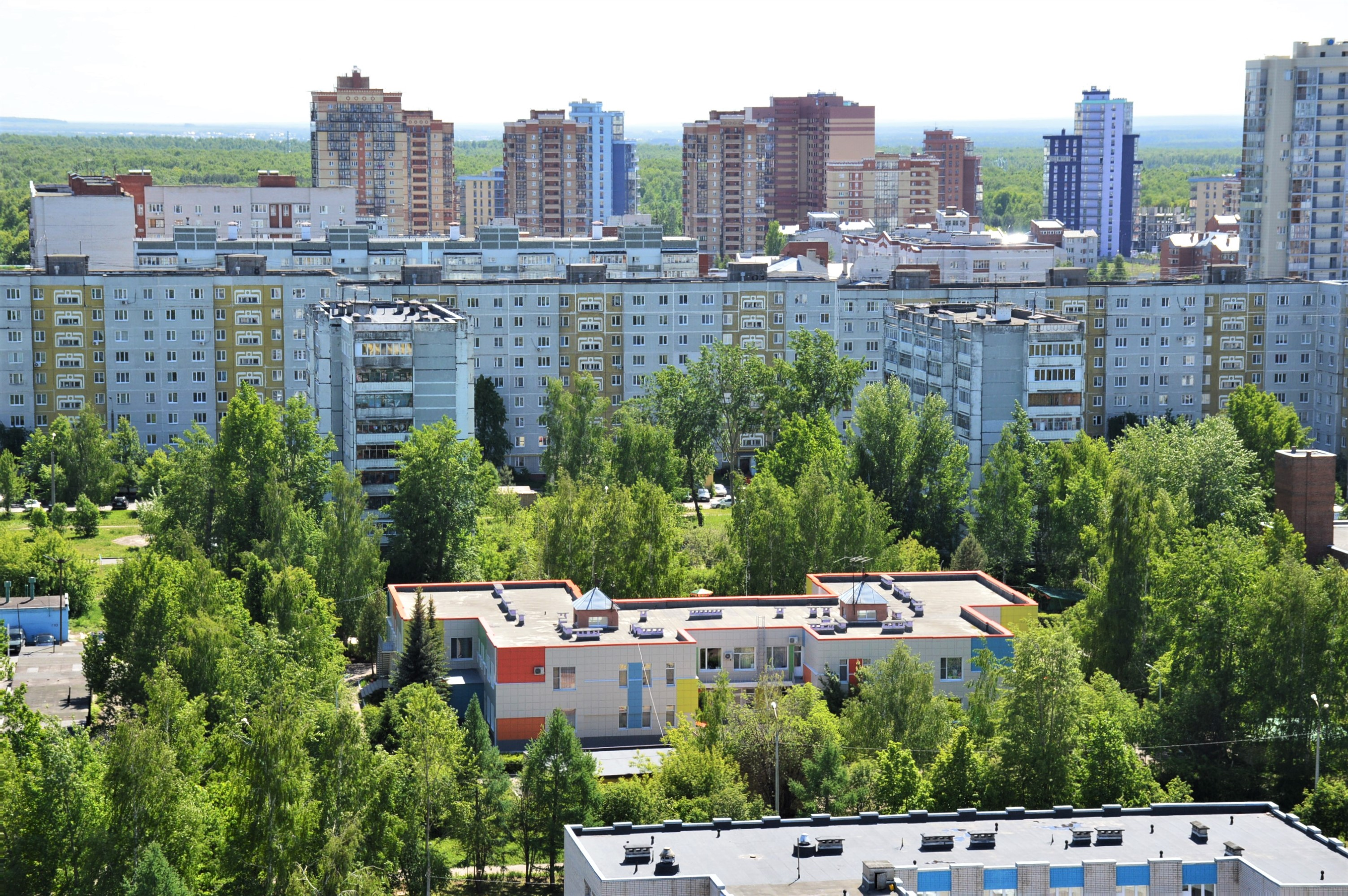
Вид на Горки-3 и жилой комплекс «Экопарк «Дубрава». На переднем плане — Дом ребёнка в микрорайоне 7А (май 2019)
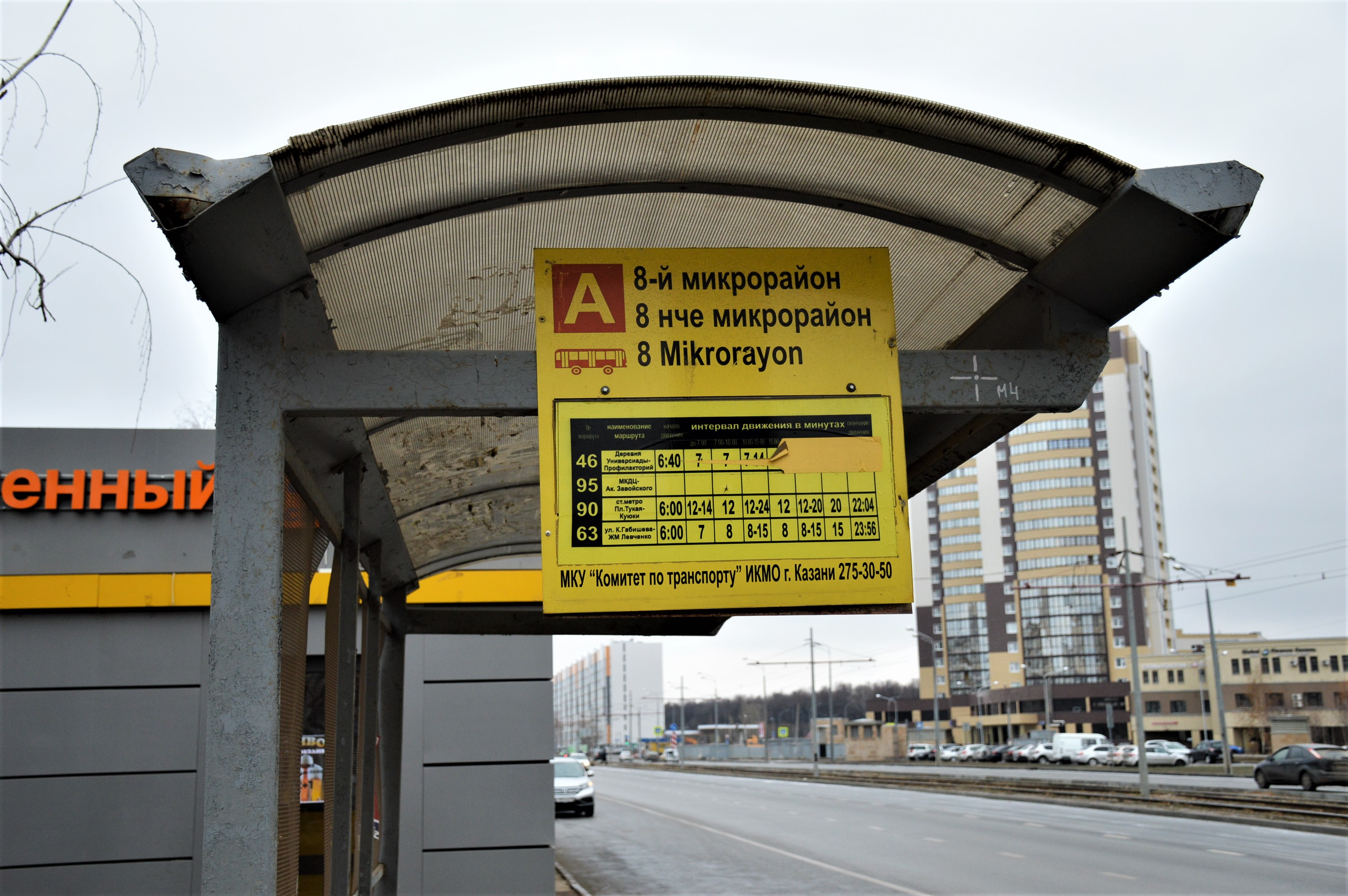
Информационное табло на бывшей автобусной остановке «8-й микрорайон» (ноябрь 2018)

### Деление на учётные жилые комплексы
В начале 2000-х годов Казань была разделена на 51 управу, которые должны были стать низшими территориальными органами управления. Однако в конечном итоге они стали не имеющими администраций учётными жилыми комплексами в рамках градостроительно-кадастрового учёта, а также подразделениями городского Единого расчётного центра и управляющих компаний жилищно-коммунального хозяйства (ЖКХ). Территориально в состав такого учётного жилого комплекса были включены один или несколько (в зависимости от размеров) кварталов многоэтажной застройки, а также (в ряде случаев) городские посёлки.
В соответствии с этим территория жилого района Горки была разделена на следующие учётные жилые комплексы (в скобках указаны микрорайоны, входящие в состав учётного жилого комплекса):
- «Первые Горки» (1-й, 2-й, 3-й и 4-й микрорайоны);
- «Урмантау» (6-й микрорайон);
- «Вторые Горки» (7-й и 8-й микрорайоны);
- «Кол Гали» (9-й, 10-й и 11-й микрорайоны, а также посёлки Алтан и Плодопитомник);
- «Дубравный» (микрорайоны 7А, 8А и 9А).

Кроме того, территория 5-го микрорайона, а также посёлок Старые Горки, были включены в состав учётного жилого комплекса «Кабан».

## Название
Жилой район Горки получил своё название от находящегося рядом с ним посёлка (бывшей деревни) Горки. Позже, чтобы избежать путаницы, за посёлком закрепилось название Старые Горки.
В начале 2000-х годов, в связи со строительством и последующим открытием станции метро «Горки» (2005 год), предпринимались попытки ввести в употребление в отношении неё и всего жилого района Горки татароязычное название — «Таулык», но оно не прижилось.

### Производные от названия Горки
- Посёлок Старые Горки (бывшая деревня Горки);
- Учётный жилой комплекс «Первый Горки» (в составе 1-го, 2-го, 3-го и 4-го микрорайонов);
- Учётный жилой комплекс «Вторые Горки» (в составе 7-го и 8-го микрорайонов);
- Жилой комплекс «Новые Горки» на улице Родины;
- Лесопарковая зона Горкинский лес, являющаяся южной частью парка «Горкинско-Ометьевский лес»;
- Станция метро «Горки»;
- Отдел полиции № 8 «Горки» Управления МВД РФ по г. Казани (Оренбургский тракт, 93);
- Управляющая компания «Горки» (ул. Сафиуллина, 17А);
- Товарищество собственников жилья «Горки-9» (ул. Юлиуса Фучика, 12А);
- Эксплуатационно-производственное управление «Горки» ООО «Газпром трансгаз Казань» (ул. Рихарда Зорге, 31);
- Поликлиника «Горки» на территории Городской клинической больницы № 18 (ул. Хусаина Мавлютова, 2);
- Стоматологическая клиника «Горки-2» (ул. Рихарда Зорге, 102);
- Торговый центр «ГоркиПарк» (ул. Рихарда Зорге, 11Б);
- Автосалон «Volvo Car Горки» (ул. Родины, 1В).

## История

### План застройки Горок

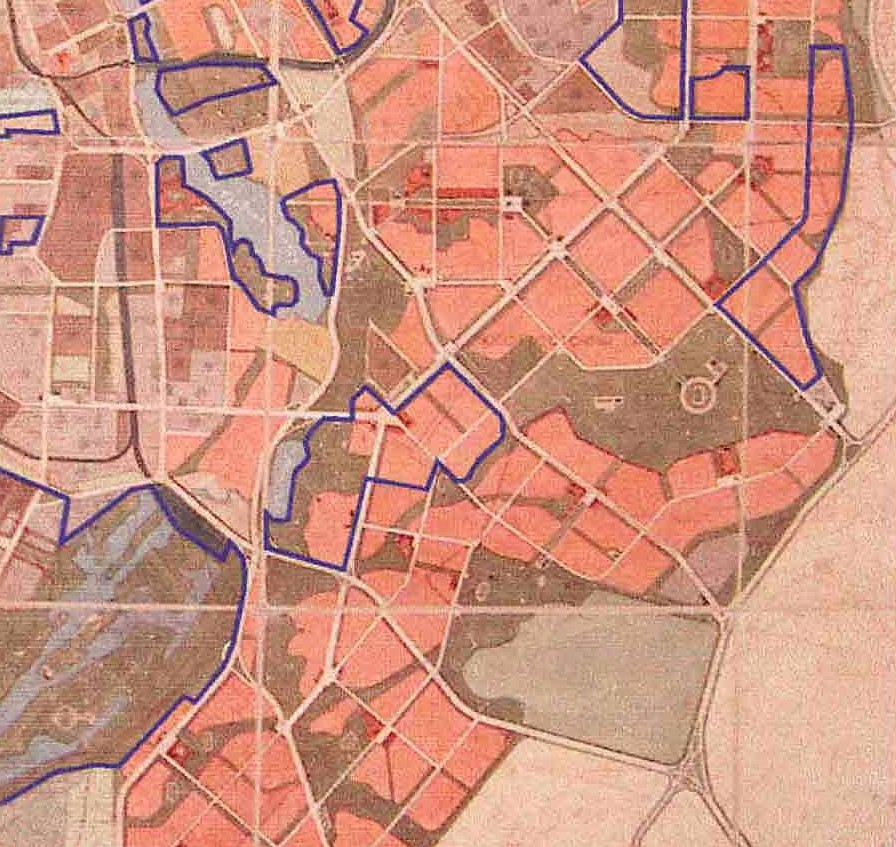
Будущий жилой район Горки на карте Генерального плана Казани 1969 года (фрагмент карты). Разработчик: Ленгипрогор (Ленинградский государственный институт проектирования городов)

Появление крупного жилого района Горки в юго-восточной части Казани было спроектировано специалистами Ленинградского института проектирования городов (Ленгипрогор), которые в 1965—1968 годах вели разработку Генерального плана Казани, утверждённого в 1969 году.
В соответствии с данным документом, размещение новых жилых зон было предусмотрено на территории семи планировочных районов города: Северном Заречье, Юдино, Западном Заречье, Восточном Заречье, Центральном, Северо-Восточном и Юго-Восточном.
«В Юго-Восточный район включены застраиваемые территории бывшего танкодрома и посёлка Горки. В дальнейшем к нему присоединятся около 1000 га земли Татарского научно-исследовательского сельскохозяйственного института, учхоза сельхозинститута и плодопитомнического совхоза. Новые жилые массивы запроектированы в виде своеобразных комплексов, представляющих законченные архитектурные ансамбли. Художественно выразительные группы жилых домов, общественные здания в гармоничном сочетании с обилием зелёных насаждений и прекрасными природными условиями будут отвечать высоким эстетическим требования».
В путеводителе «Казань» 1977 года новый в то время жилой район Горки обозначен в качестве объекта интереса для туристов. Авторы путеводителя, называя район застройки посёлком, описывают его следующим образом:

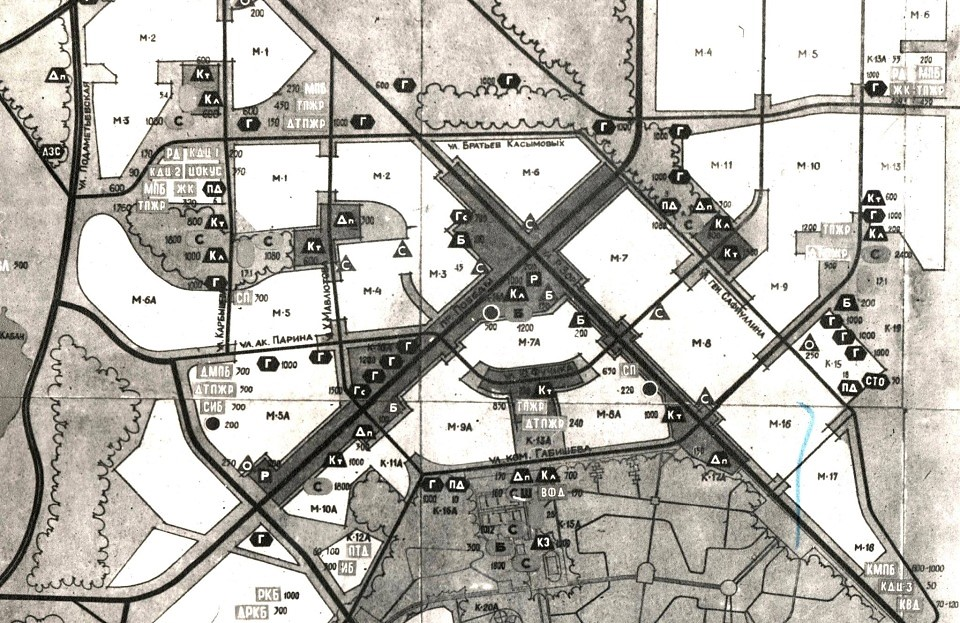
Казань. Перспективный план застройки жилого района Горки (1970—1976).

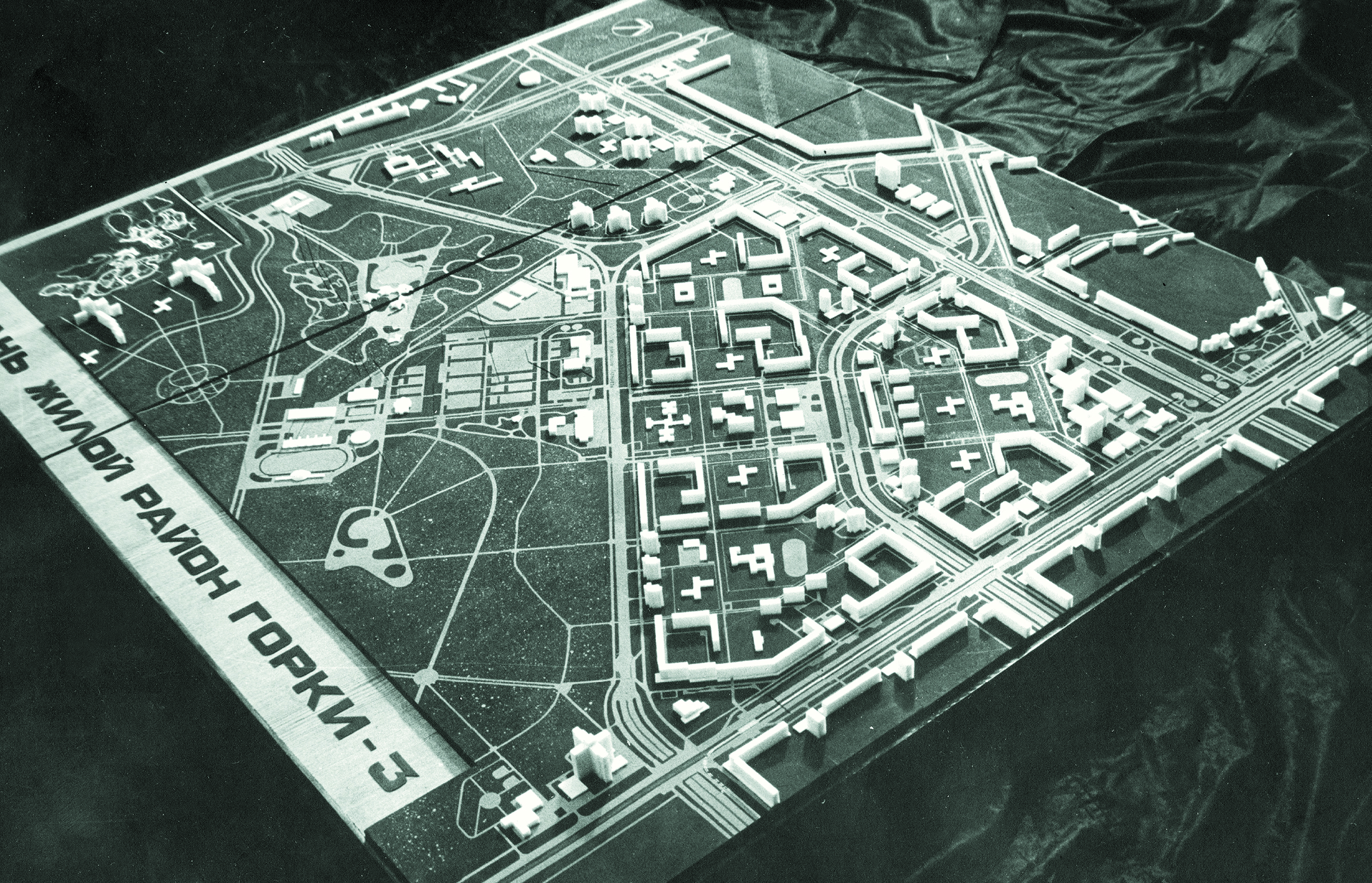
Проект планировки района «Горки-3» (1982)

«Расположен он вдали от промышленных предприятий на второй надпойменной террасе Волги. Своими окраинами посёлок примыкает к лесу. В ряде мест жилые кварталы рассекаются старыми лесополосами. Низкий уровень шума, чистота и свежесть воздуха делают этот район одним из самых перспективных для жилищного строительства в Казани.
Застройка посёлка началась в 1970 г. и ведётся по проекту архитектора А.А. Дворниченко (институт “Татаргражданпроект”), который в типовые разработки вносит свои творческие решения. В каждом микрорайоне планируется комплекс бытовых услуг, школа, детские сады и ясли. Основные транспортные магистрали проложены в удалении от жилых зданий. Большинство квартир — улучшенной планировки, все дома снабжены коммунальными удобствами.
После окончания застройки восемь микрорайонов займут почти 280 гектаров. Жить здесь будут около 130 тысяч казанцев. В основном планируется строить здания повышенной этажности — в 9—17 этажей».
Впрочем, разрабатываемый в те годы перспективный план застройки Горок оказался более грандиозным и не ограничивался восьмью микрорайонами. Помимо тех 14 микрорайонов, которые, пусть и в неполном объёме, но всё-таки были к середине 1990-х годов возведены, планировалось расширить застройку Горок на более обширной территории. В частности, на месте нынешней Деревни Универсиады предполагалось построить микрорайон 5А, на территории посёлка Старые Горки — микрорайон 6А. Микрорайон 10А, а также кварталы 11А и 12А должны были появиться на участке между Оренбургским трактом, проспектом Победы и улицей Дубравной. За улицей Комиссара Габишева, на месте нынешних посёлков Восточный, Алтан и Плодопитомник, предполагалось возвести многоэтажные жилые дома 13-го, 16-го, 17-го и 18-го микрорайонов, а также 15-го квартала. Впрочем, эти грандиозные планы так и остались на бумаге.

### Застройка Горок в советский период (1970—1991 годы)

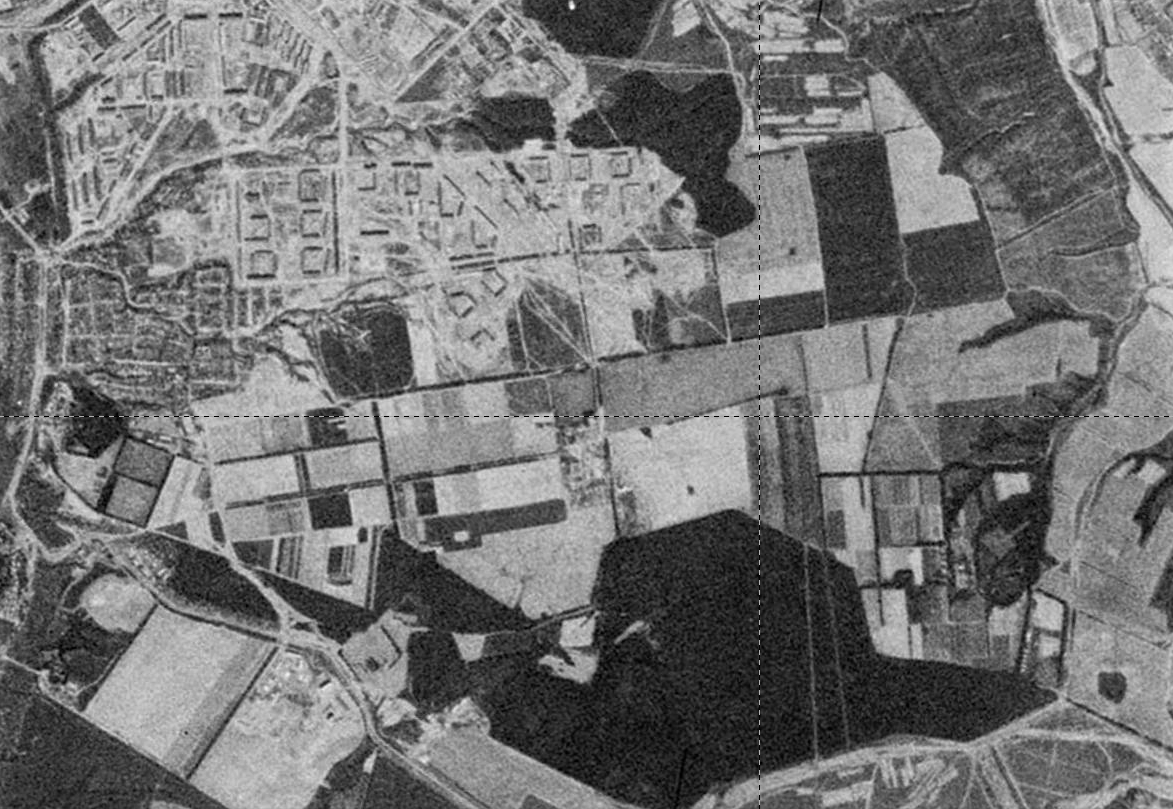
Застройка жилого района Горки (Казань) на спутниковом снимке (31 марта 1974)

В процессе подготовки к возведению 1-го микрорайона были снесены одноэтажные домовладения в северо-восточной части посёлка Старые Горки, располагавшиеся на северных участках улиц 1-я, 2-я, 3-я и 4-я Калининградская. Строительство микрорайона в основном осуществлялось в 1970-1974 годах. За этот период здесь построили более 20 многоэтажных жилых домов, большинство из которых составили пятиэтажные панельные «хрущёвки» серии 1-467. Лишь вдоль улиц Карбышева и Профессора Камая возвели четыре девятиэтажных панельных дома (ул. Карбышева, 29, 33, 47/1; ул. Профессора Камая, 5). А среди пятиэтажных «хрущёвок» одна оказалась кирпичной (ул. Профессора Камая, 9) — единственный дом серии 1-447 на территории Горок (центральные секции данного дома выстроены из силикатного кирпича, а обе боковые — из красного кирпича). В 1977 году к нему добавилась ещё одна пятиэтажная кирпичная «хрущёвка» малосемейного типа (ул. Карбышева, 35). Дома в микрорайоне размещены в форме четырёхугольника (по одному дому на каждую из сторон), образуя тем самым довольно обширный общий двор. Вскоре такие дворы стали называть «квадратами», а весь микрорайон — «коробкой». Всего в микрорайоне в первой половине 1970-х годов построили построили шесть «квадратов», между которыми возвели две школы (№ 10 и № 40) и детские сады. Во второй половине 1970-х — 1980-е годы панельное однообразие 1-го микрорайона разбавили несколько девятиэтажных кирпичных домов.

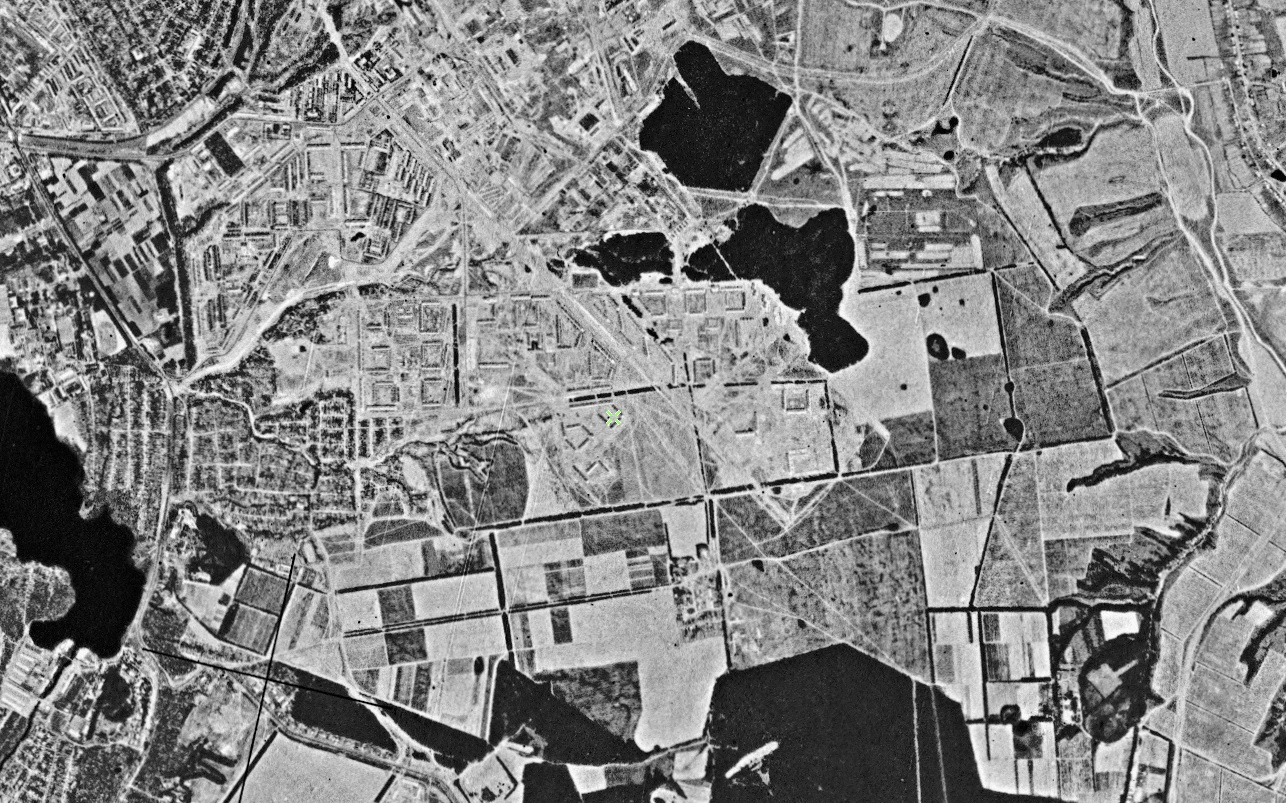
Застройка жилого района Горки (Казань) на снимке с американского спутника (10 июня 1975)

В начале 1970-х годов началась застройка 2-го и 6-го микрорайонов. В ходе строительства 2-го микрорайона стали более активно возводить девятиэтажные панельные и кирпичные дома, которые, однако, размещались по периметру его территории, в то время как внутреннее пространство в основном отводилось пятиэтажным панельным «хрущёвкам» серий 1-464 и 1-467. Исключение составил лишь южный участок границы микрорайона по улице Гарифьянова, вдоль которой вместо высотных зданий построили две «хрущёвки». Отчасти такому же принципу следовали при застройке 3-го, 4-го и 6-го микрорайонов, с той лишь разницей, что, начиная с 1980-х годов, заметно увеличилась доля возводимых кирпичных домов. Застройка 2-го микрорайона в целом была завершена в начале 1980-х годов. Как и в 1-м микрорайоне, здесь также появились две школы (№ 52 и № 127) и детские сады. В 1982 году была возведена первая во 2-м микрорайоне 14-этажка — кирпичный дом серии 1-528КП-80 (ул. Рихарда Зорге, 48), позже последовали ещё две 14-этажки данной серии (ул. Рихарда Зорге, 28 — 1986 год; ул. Сыртлановой, 7 — 1987 год). Кроме того, в 1983 году здесь появился панельный дом серии И-209(А) с довольно редкой для советской Казани этажностью – 12 этажей (ул. Гарифьянова, 9А), при том что стандартная этажность домов данной серии — 14 этажей. 

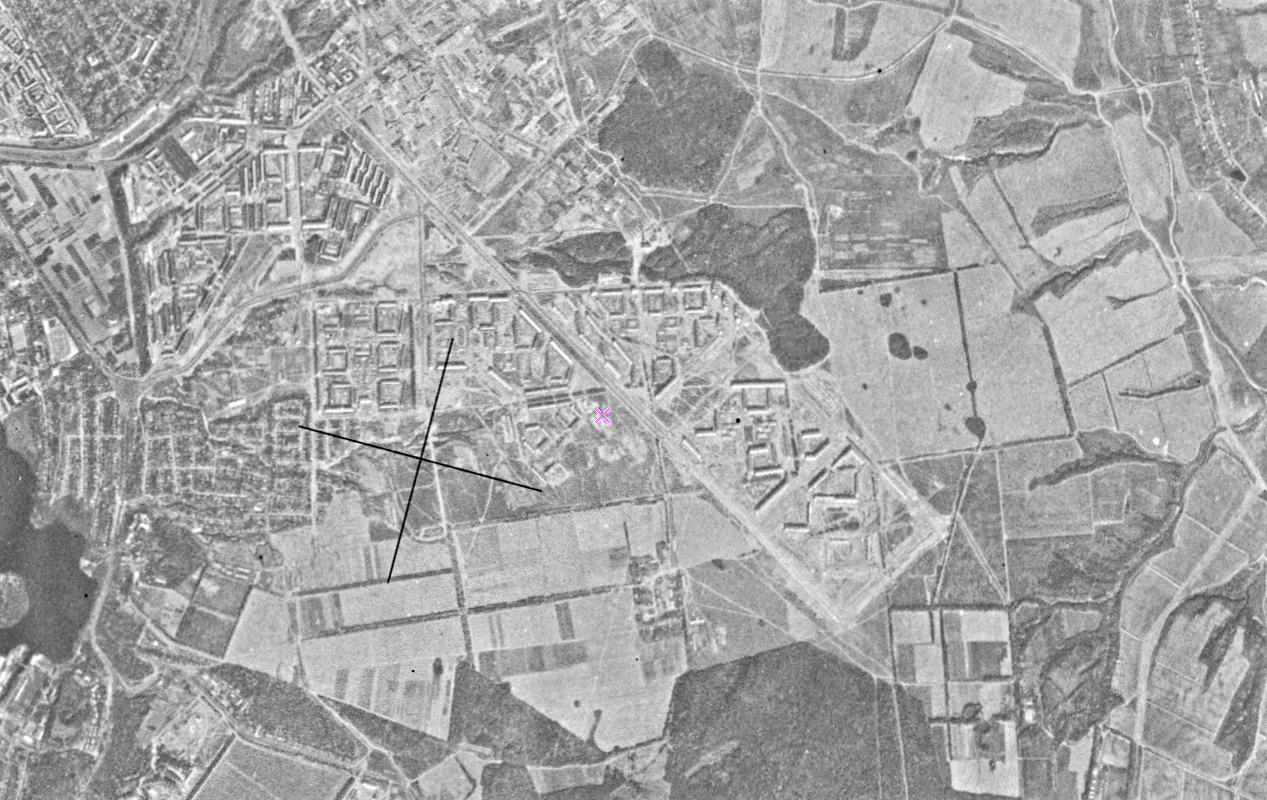
Застройка жилого района Горки (Казань) на снимке с американского спутника (5 сентября 1977)

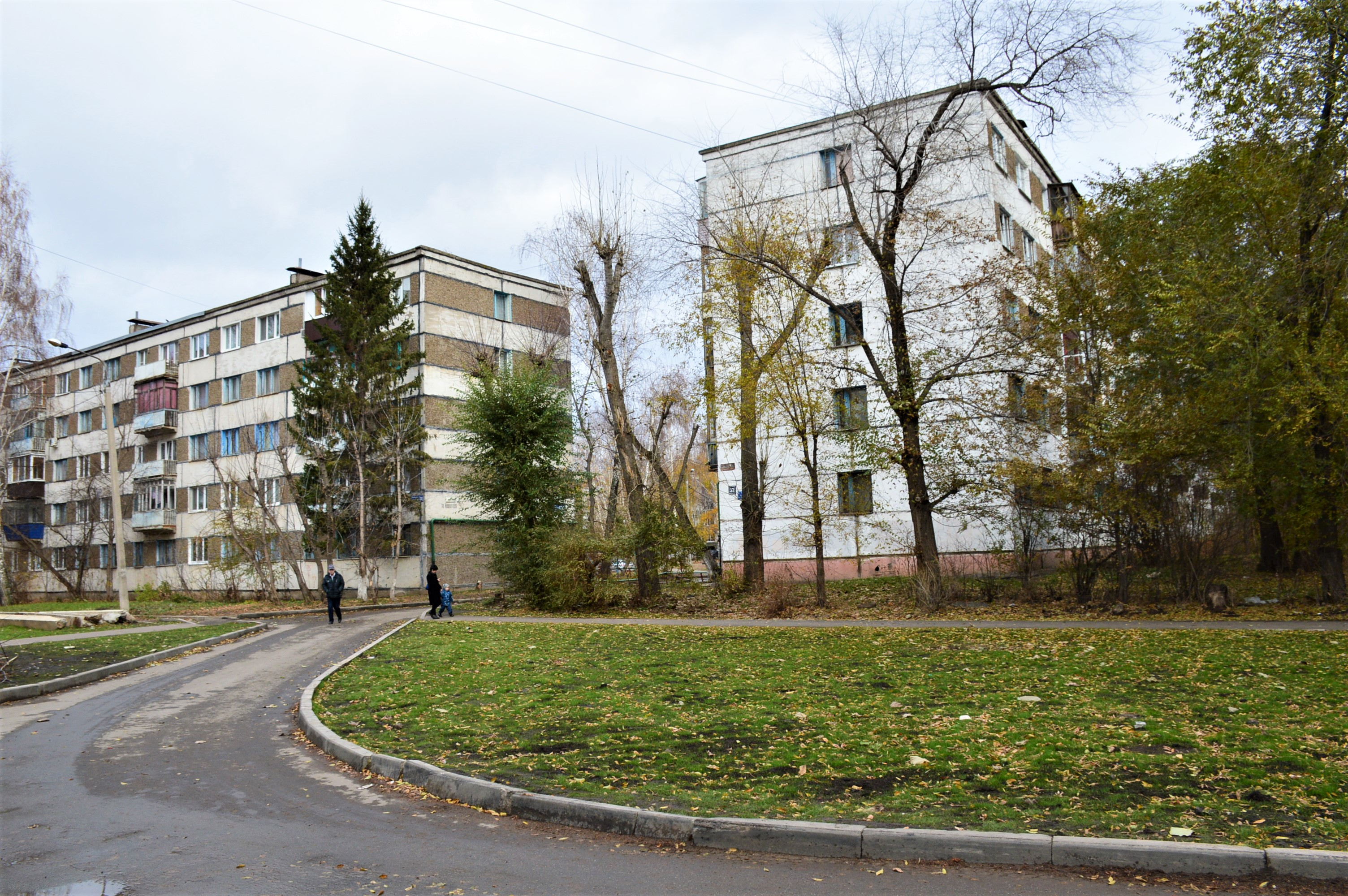
Первые жилые дома на Горках, возведённые в 1970 году — пятиэтажные «хрущёвки» серии 1-467: ул. Хусаина Мавлютова, 30, 34 (ноябрь 2018)
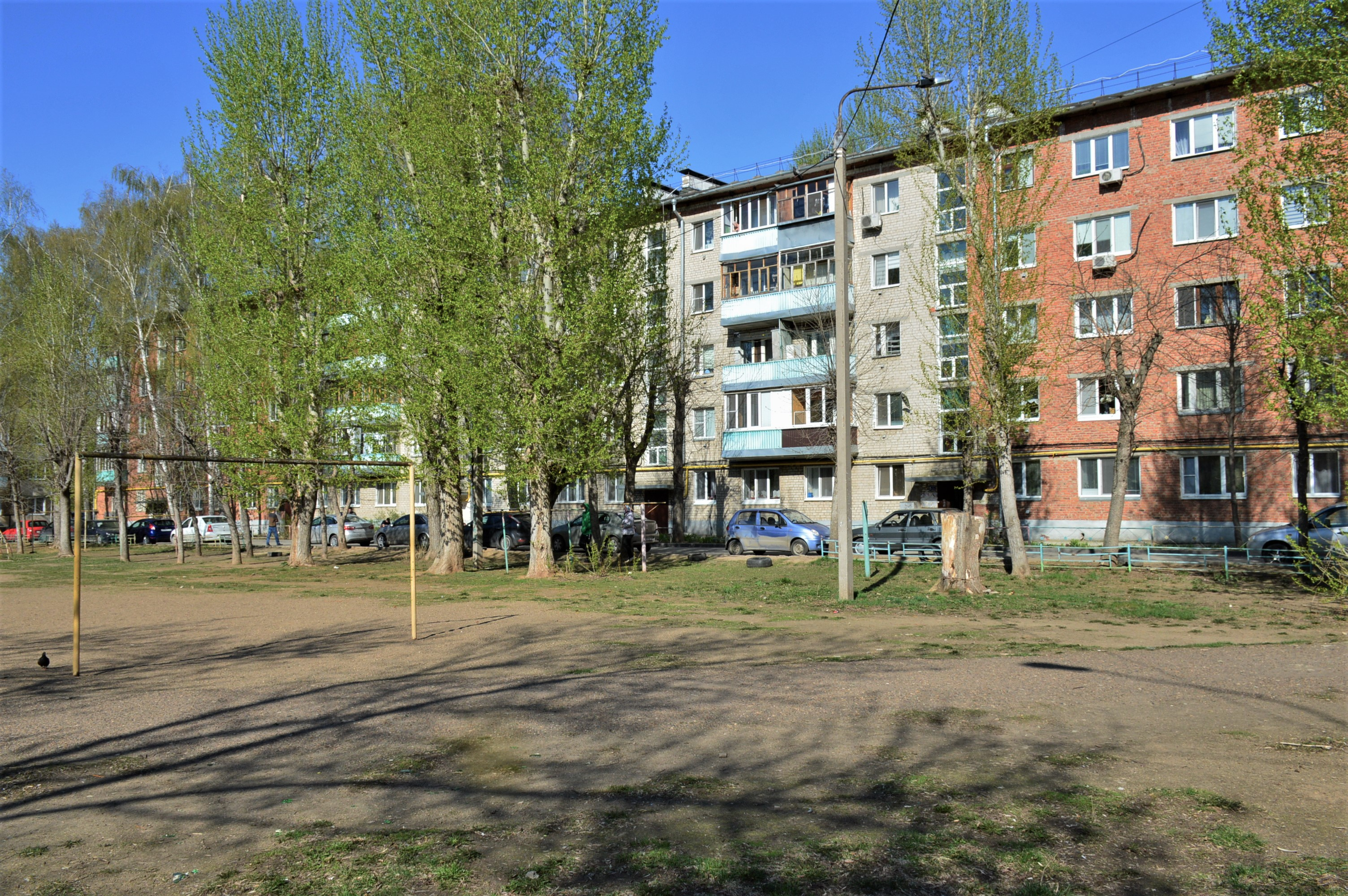
Пятиэтажная «хрущёвка» серии 1-447 в 1-м микрорайоне (Горки-1): ул. Професора Камая, 9 (май 2020)
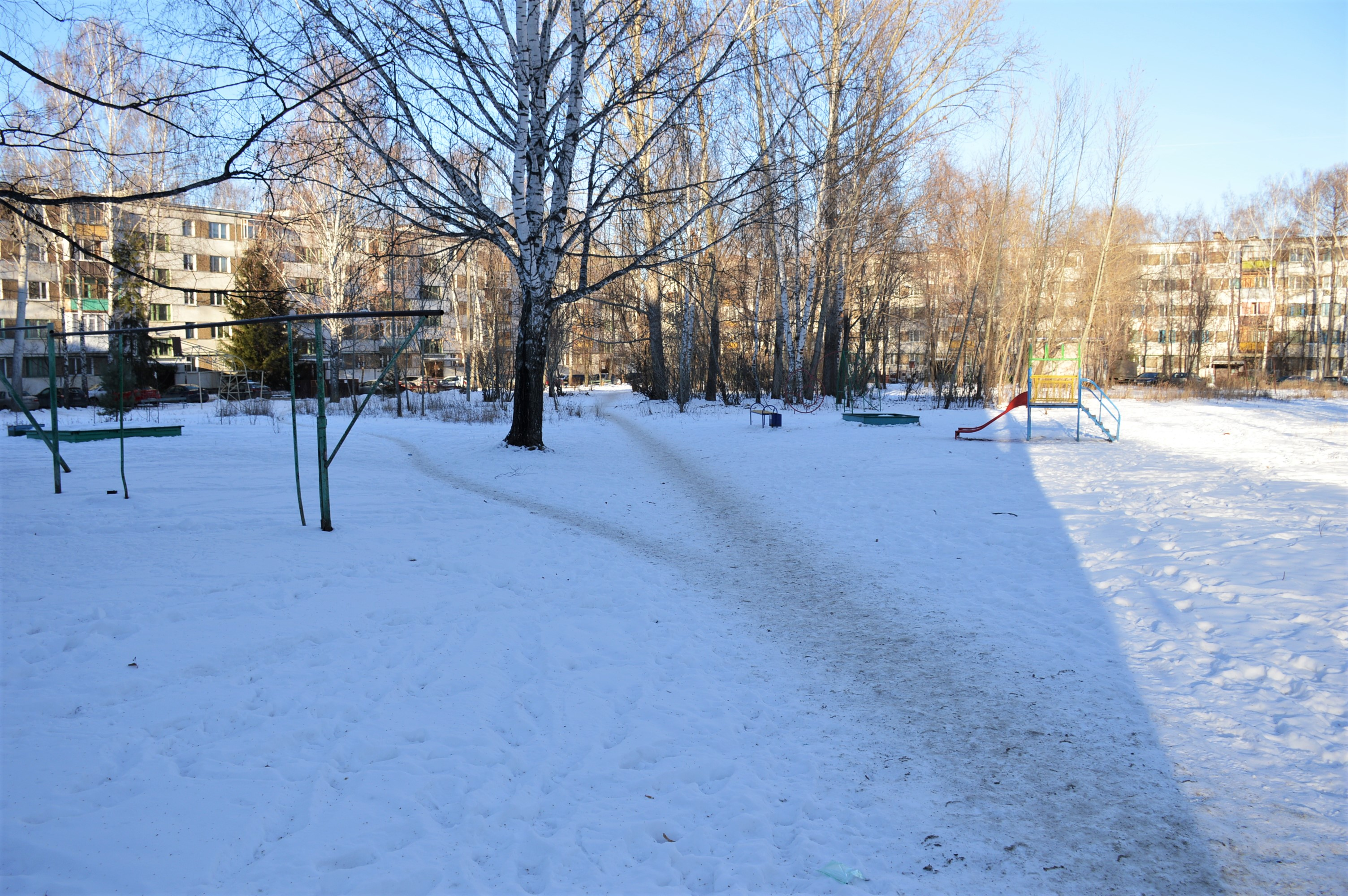
Один из дворов в 1-м микрорайоне (Горки-1), когда-то называвшихся «квадратом» (декабрь 2018)
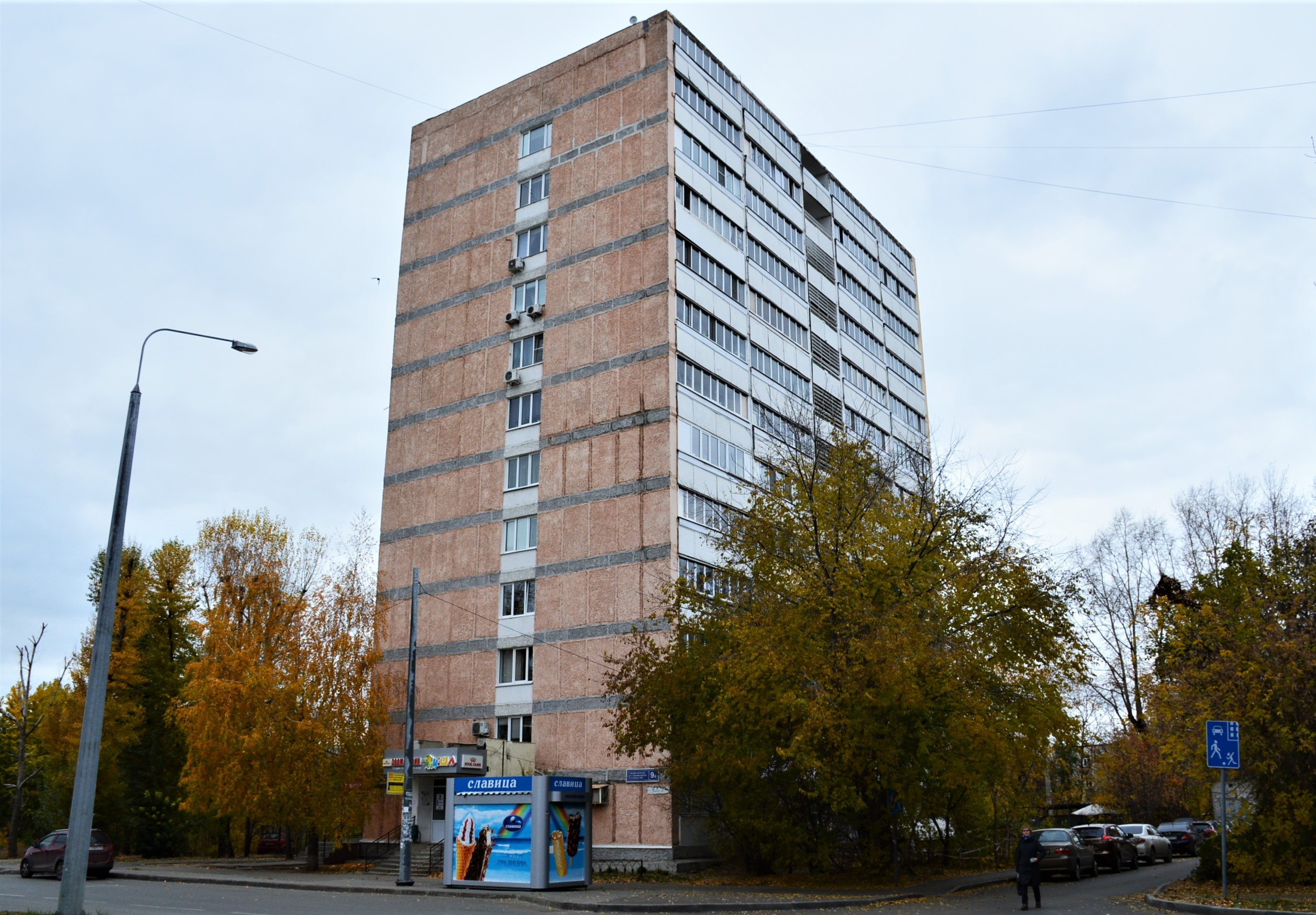
12-этажный дом серии И-209(А) во 2-м микрорайоне (Горки-1): ул. Гарифьянова, 9А (октябрь 2018)

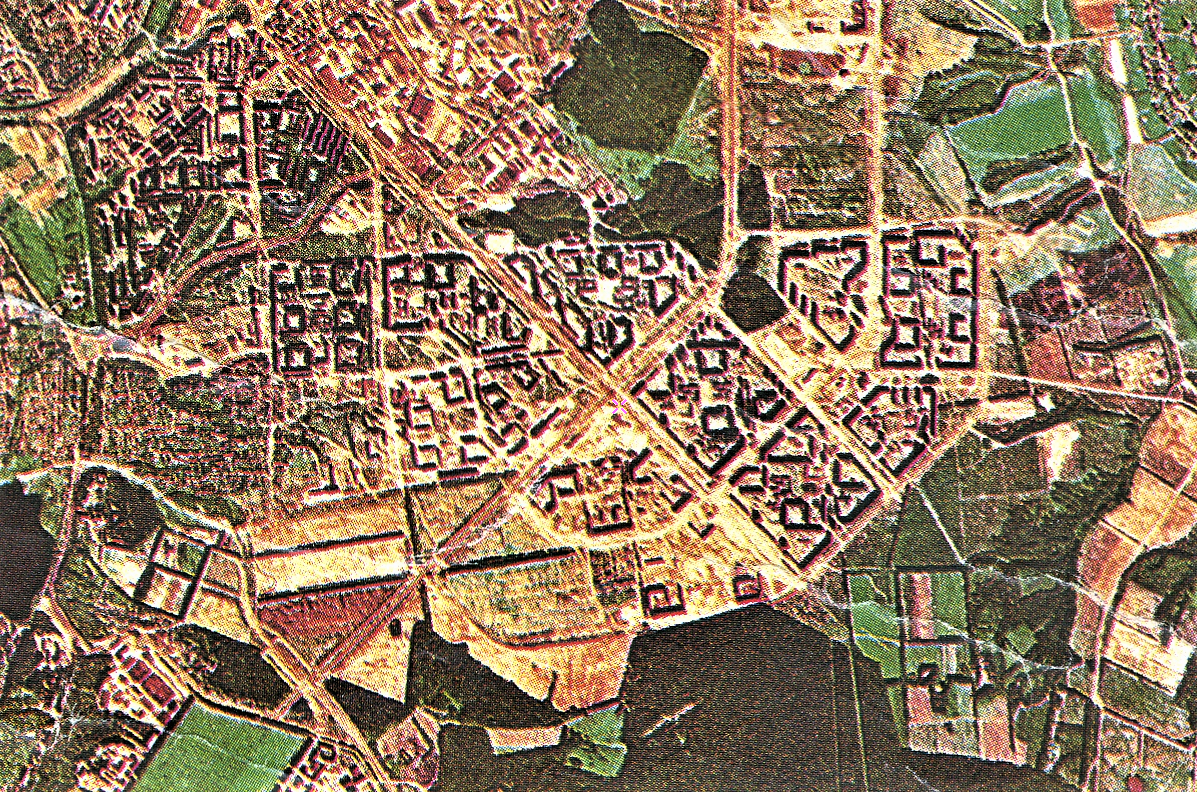
Застройка жилого района Горки (Казань) на снимке со спутника (1988-1989; фрагмент издания Совинформспутника, ГЦ Природа)

При застройке 6-го микрорайона более активно использовалось строительство девятиэтажных панельных и кирпичных домов. Вдоль улицы Рихарда Зорге такие дома составили две линии застройки (возведены в 1974—1985 годах), полностью скрыв за собой пятиэтажные панельные «хрущёвки» серий 1-464 и 1-467. В 1985 году на углу улиц Рихарда Зорге и Братьев Касимовых построили кирпичную девятиэтажку, а позже к ней была пристроена стилобатная часть, в которой открылся филиал магазина «Детский мир» (ул. Братьев Касимовых, 38). Что касается «хрущёвок», то большая их часть (дома серии 1-467) возведена в северной части микрорайона, примыкающей к улице Братьев Касимовых. Также были построены две школы (№ 83 и № 95) и детские сады. Застройка 6-го микрорайона в основном завершилась к середине 1980-х годов, хотя в постсоветский период по периметру его границ возвели ещё несколько кирпичных домов различной этажности (6, 10, 11 этажей), преимущественно методом точечной застройки.
Строительство 3-го микрорайона началось в середине 1970-х годов. Здесь преобладают пятиэтажные панельные «хрущёвки», основная масса которых возведена в 1974 году (более 10 домов). «Хрущёвки» обрамляют внешний контур 3-го микрорайона со стороны улиц Гарифьянова и Сыртлановой. В 1980 году в восточной его части были построены два девятиэтажных кирпичных общежития (ул. Гарифьянова, 25 и 42), благодаря которым стала формироваться высотная линия застройки со стороны будущего сквера Славы; завершился этот процесс в середине 1990-х годов, когда по аналогичному проекту было возведено третье общежитие (просп. Победы, 21). В последние годы советской власти были возведены два девятиэтажных дома, обозначивших границу 3-го микрорайона со стороны проспекта Победы (просп. Победы, 19 — 1987 год; просп. Победы, 17 — 1990 год).

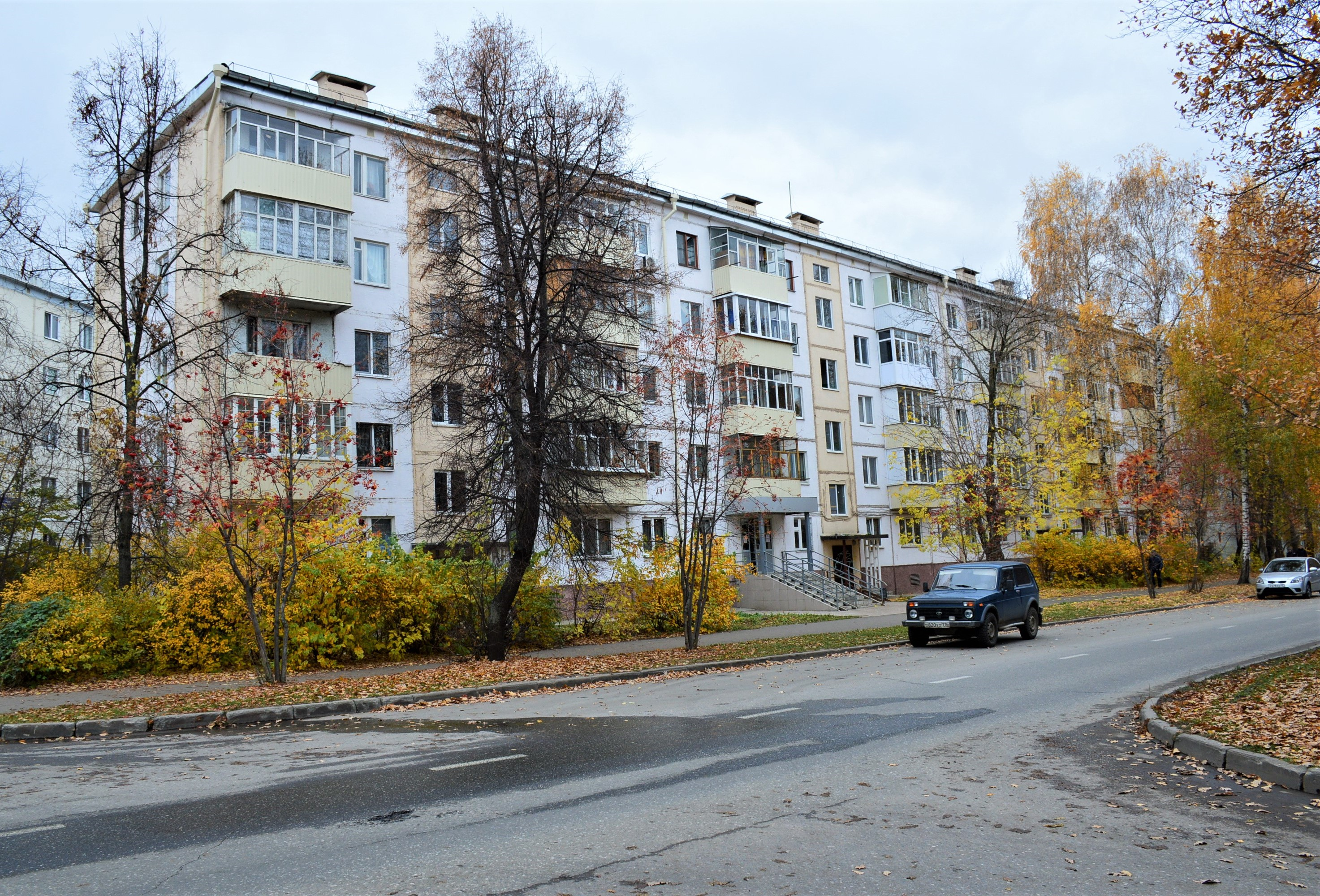
Пятиэтажная «хрущёвка» серии 1-464 в 3-м микрорайоне (Горки-1): ул. Гарифьянова, 34 (октябрь 2018)
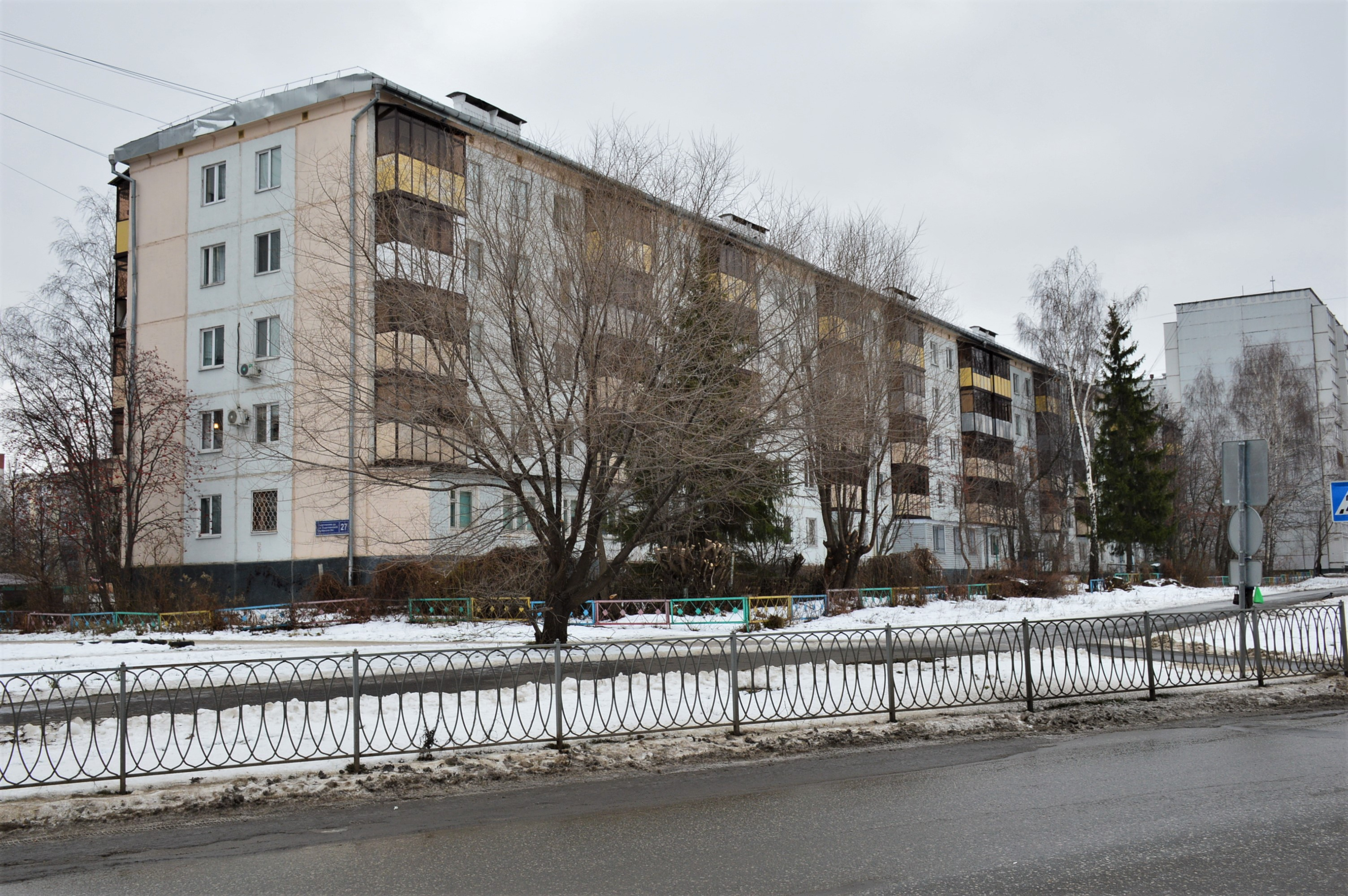
Пятиэтажная «хрущёвка» серии 1-464 в 3-м микрорайоне (Горки-1): ул. Сыртлановой, 27 (декабрь 2019)
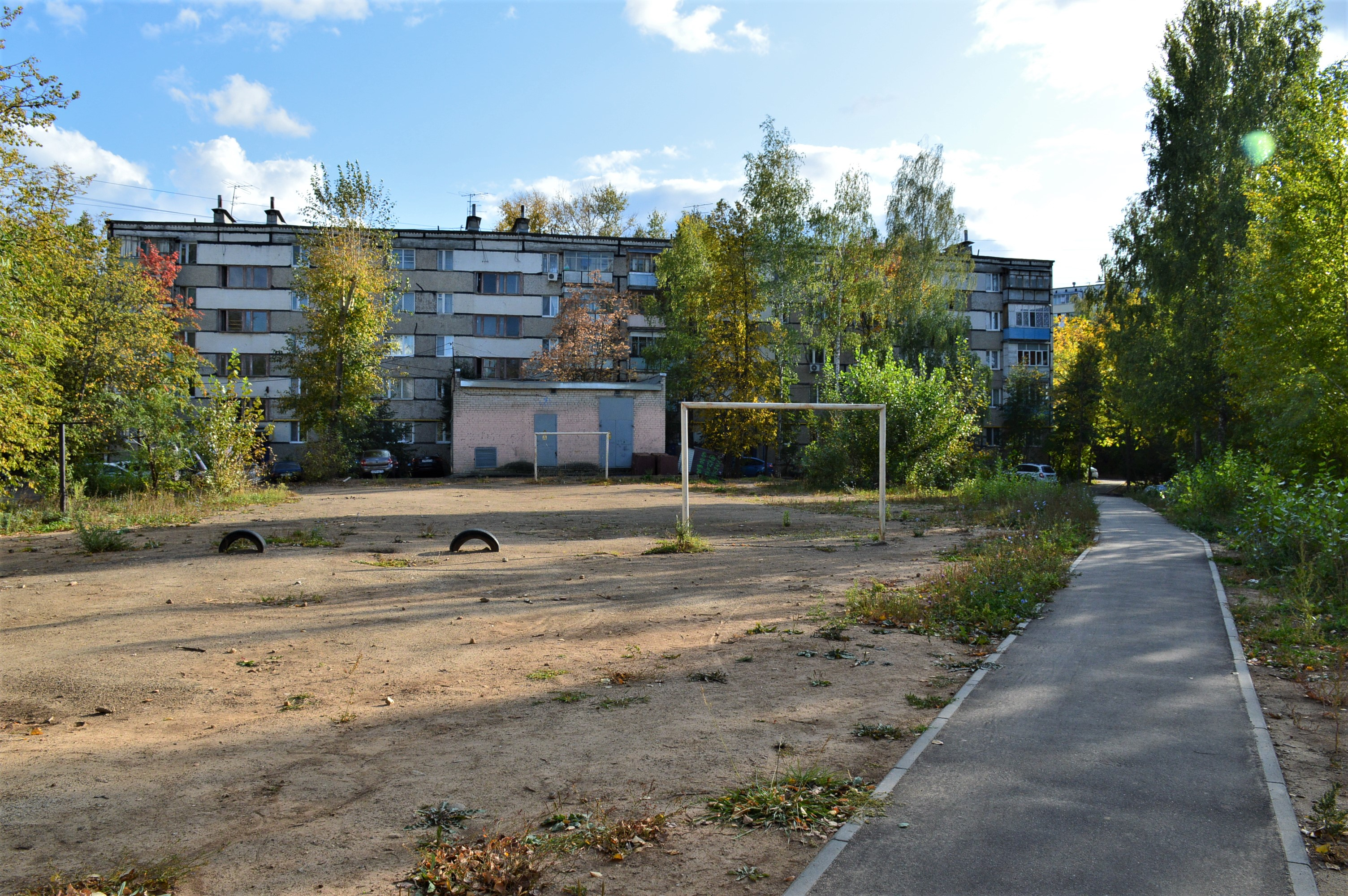
Пятиэтажная «хрущёвка» серии 1-467 в 6-м микрорайоне (Горки-1): ул. Братьев Касимовых, 46 (сентябрь 2019)
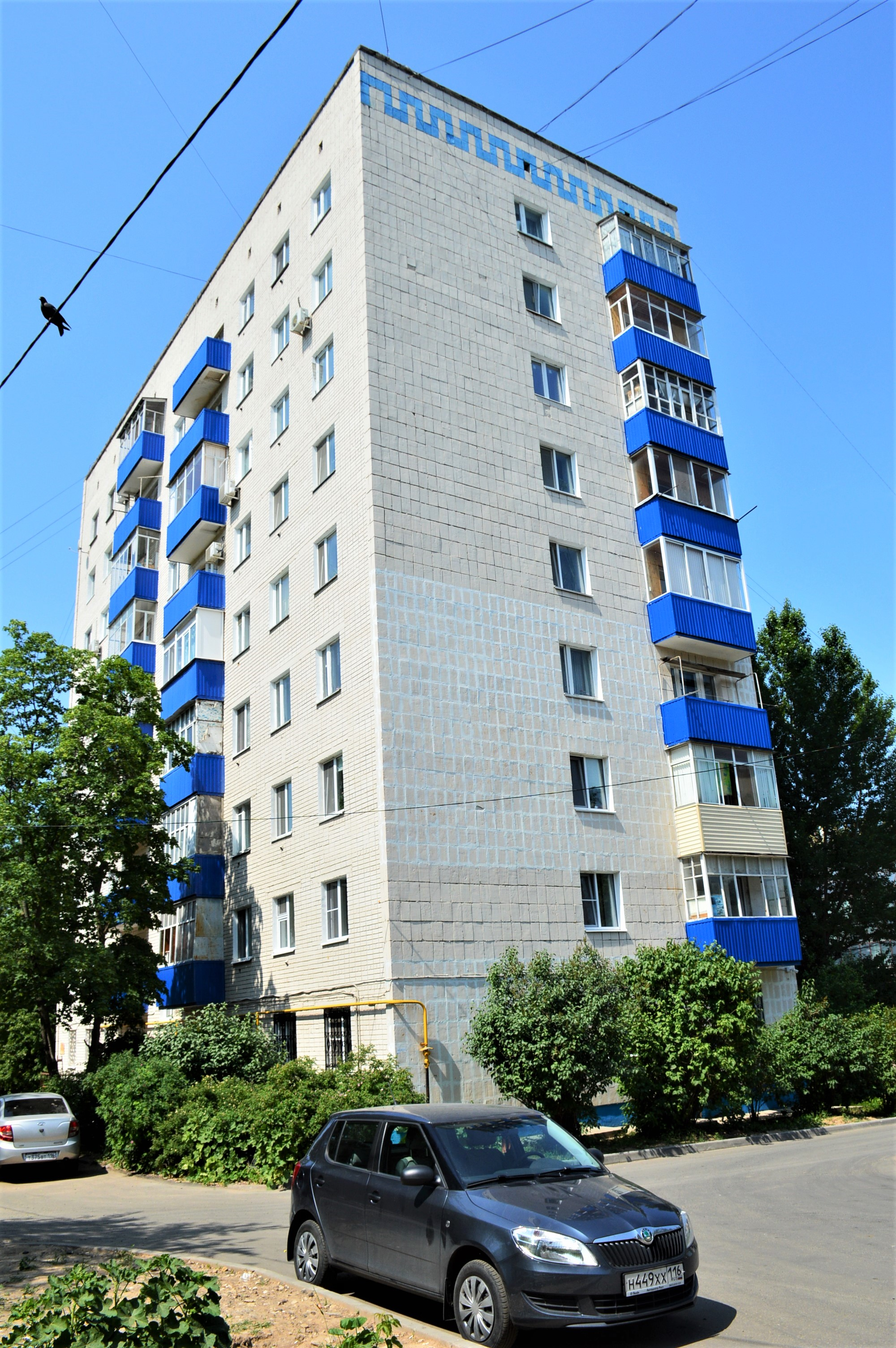
Девятиэтажный жилой дом в 6-м микрорайоне (Горки-1): ул. Братьев Касимовых, 56 (июнь 2019)

В середине 1970-х годов началась застройка 7-го микрорайона. Это был первый микрорайон на Горках, планировка которого исключала возведение пятиэтажных «хрущёвок». Все запроектированные здесь дома были девяти- и четырнадцатиэтажными. И если первые строились преимущественно панельными, то вторые — исключительно кирпичными. Основную массу девятиэтажек возвели в 1975—1976 годах. Три девятиэтажки по улице Рихарда Зорге были построены в 1977 (дом 67), 1978 (дом 95) и 1979 (дом 77) годах. Большинство 14-этажных зданий советского времени серии 1-528КП-80 возведены в начале 1980-х годов. Именно в 7-м микрорайоне в 1981 году появились первые в жилом районе Горки 14-этажки: просп. Победы, 62 (корпуса 1—3); ул. Рихарда Зорге, 75. Позже возвели ещё два таких дома (просп. Победы, 62 корпус 4 — 1982 год; ул. Рихарда Зорге, 89 — 1983 год). В советский период на территории 7-го микрорайона также были построены две школы (№ 21 и № 68) и детские сады. Одним из последних объектов, возведённых в 1989 году в рамках изначально утверждённого проекта застройки микрорайона, стал девятиэтажный панельный дом на перекрёстке улицы Рихарда Зорге и проспекта Победы (просп. Победы, 56). В первые годы с момента заселения этот дом среди окрестных жителей воспринимался как «элитный», только лишь на том основании, что среди его жильцов было немало чиновников, в том числе сотрудники аппарата Совета министров Татарской АССР, прокуратуры, судебных органов, Казанского горисполкома. В частности, здесь жили будущий руководитель аппарата Президента Республики Татарстан А. А. Сафаров и будущий мэр Казани И. Р. Метшин. Кроме того, этот дом, как и две другие панельные девятиэтажки данного микрорайона, отличается особой формой: один из его концов выстроен с поворотом под углом в 45 градусов (аналогичные по форме дома возвели и в 8-м микрорайоне). Благодаря этому такие дома в народе стали называться «клюшками» (сверху они действительно напоминают хоккейные клюшки). Также в 1989 году вдоль улицы Юлиуса Фучика были построены два 14-этажных кирпичных дома (ул. Сафиуллина, 32 и 32А), в одном из которых в 1990-х — начале 2000-х годах находился офис депутата Государственной Думы второго и третьего созывов С. П. Шашурина.
Во второй половине 1970-х годов началась застройка 8-го микрорайона девятиэтажными панельными домами. Основная их масса (около 20) была возведена в 1977—1982 годах. Последнюю девятиэтажную «панельку» советского проекта построили в 1988 году (ул. Юлиуса Фучика, 34). В 1979—1987 годах были возведены четыре 14-этажных кирпичных дома серии 1-528КП-80 (ул. Сафиуллина, 56 — 1979 год; ул. Рихарда Зорге, 99 — 1984 год; ул. Рихарда Зорге, 119 — 1986 год; ул. Комиссара Габишева, 5 — 1987 год). Также были построены две школы (№ 78 и № 139) и детские сады. В постсоветский период 8-й микрорайон в наименьшей степени подвергся точечной застройке; на его территории был возведён лишь один девятиэтажный кирпичный дом (ул. Сафиуллина, 50А).
В конце 1970-х годов с возведением пятиэтажных панельных и кирпичных домов началась застройка 4-го микрорайона. К 1988 году построили более 10 таких домов. С 1985 года здесь стали возводить девяти-, десяти- и четырнадцатиэтажные здания, в основном кирпичные, которые разместились по периметру территории микрорайона.
Также в конце 1970-х годов началась застройка 10-го и 11-го микрорайонов девятиэтажными панельными домами. В 10-м микрорайоне в 1980—1985 годах было введено в строй около 20 таких домов. В середине этого десятилетия здесь построили несколько кирпичных высоток в 9 и 14 этажей. Кроме того, в советский период в микрорайоне возвели три школы (№ 18, № 42 и № 69) и детские сады. В 10-м микрорайоне в 1981—1982 годах был возведён самый длинный в жилом районе Горки многоквартирный дом, прозванный в народе «китайской стеной». Это панельная девятиэтажка, сочленённая из трёх частей, каждая из которых имеет собственную адресацию: ул. Юлиуса Фучика, 52, 52А, 52Б. Общая длина дома составляет около 500 метров. В нём 15 подъездов и 680 квартир.
В 11-м микрорайоне в 1979—1982 годах ввели в строй более 10 девятиэтажных панельных домов. Во второй половине 1980-х годов здесь были построены три 12-этажных кирпичных дома оригинальной для типовой застройки Казани архитектуры (серия 124-124-4), в горизонтальном разрезе напоминающие трилистник (ул. Юлиуса Фучика, 99 — 1985 год; ул. Юлиуса Фучика, 101 — 1988 год; ул. Юлиуса Фучика, 103 — 1989 год). В этом же десятилетии в 11-м микрорайоне были возведены торговый центр, объединявший гастроном с комплексом бытовых услуг и кинотеатром, а также детские сады. Однако школ строить не стали (хватало тех, что были в 10-м микрорайоне).
9-й микрорайон — один из самых маленьких микрорайонов Горок — застраивался в 1983—1985 годах девятиэтажными панельными домами. Здесь также возвели школу № 24 и детский сад. В постсоветский период была освоена прилегающая к 9-му микрорайону территория, которая в проекте застройки Горок значилась как квартал 9А. Впрочем, большая часть возведённых здесь зданий имеет общественное назначение.

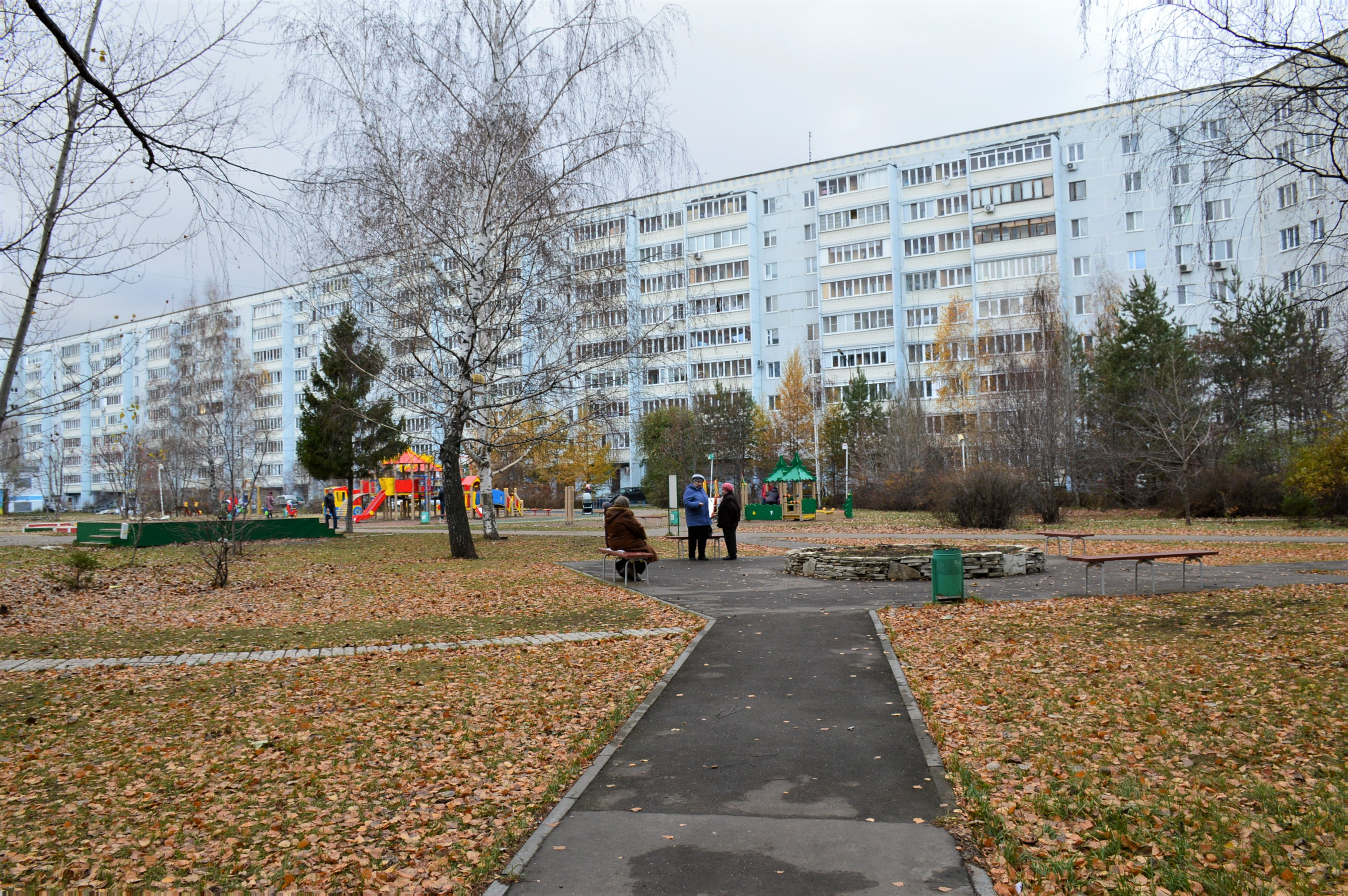
Девятиэтажный жилой дом в 7-м микрорайоне (Горки-2): просп. Победы, 56 (ноябрь 2018)
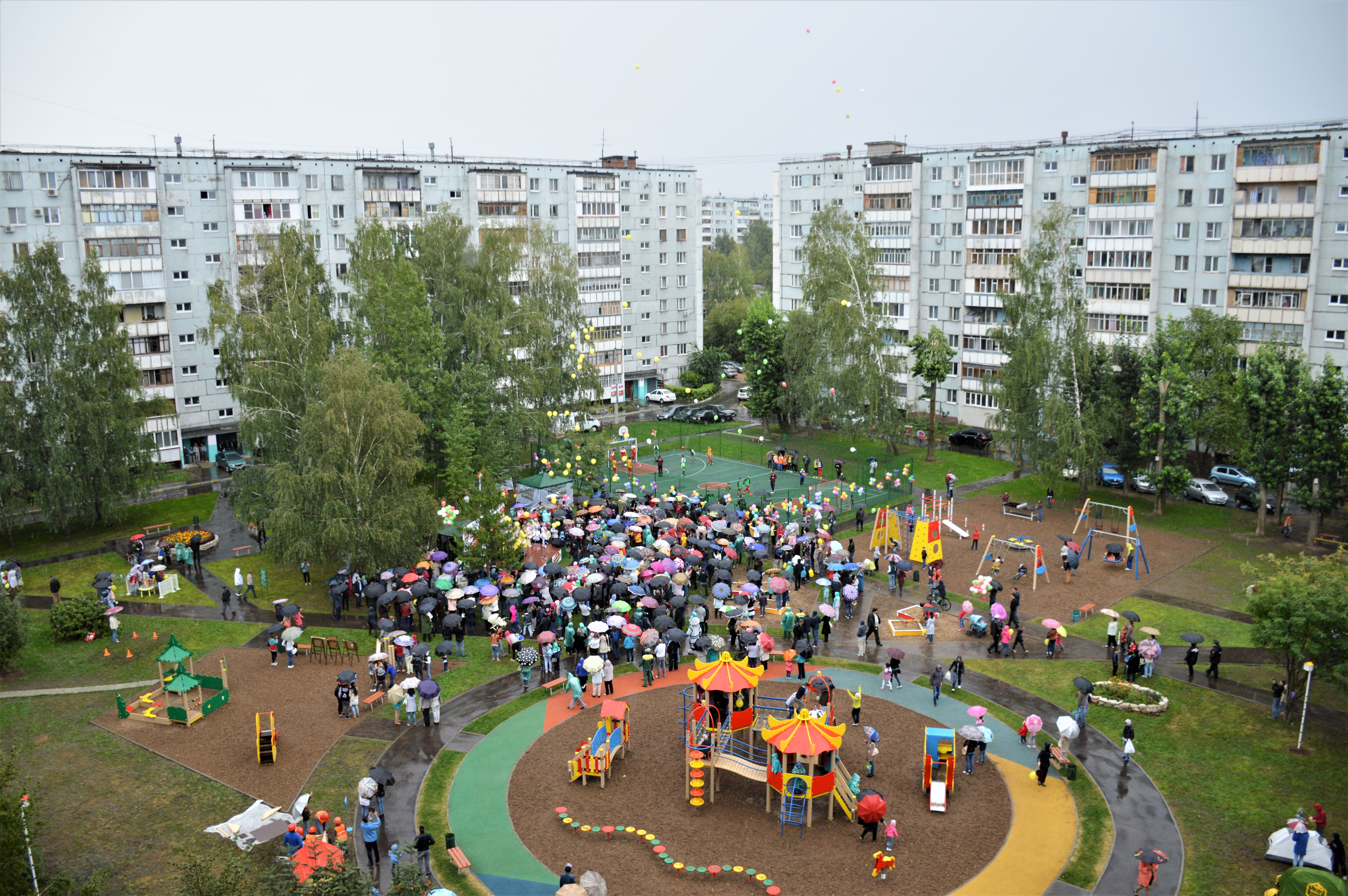
Торжественное открытие детской площадки «Счастливое детство» с участием Президента Татарстана Р.Н. Минниханова, 30 августа 2016 (двор между домами: просп. Победы, 56, 58, 60)
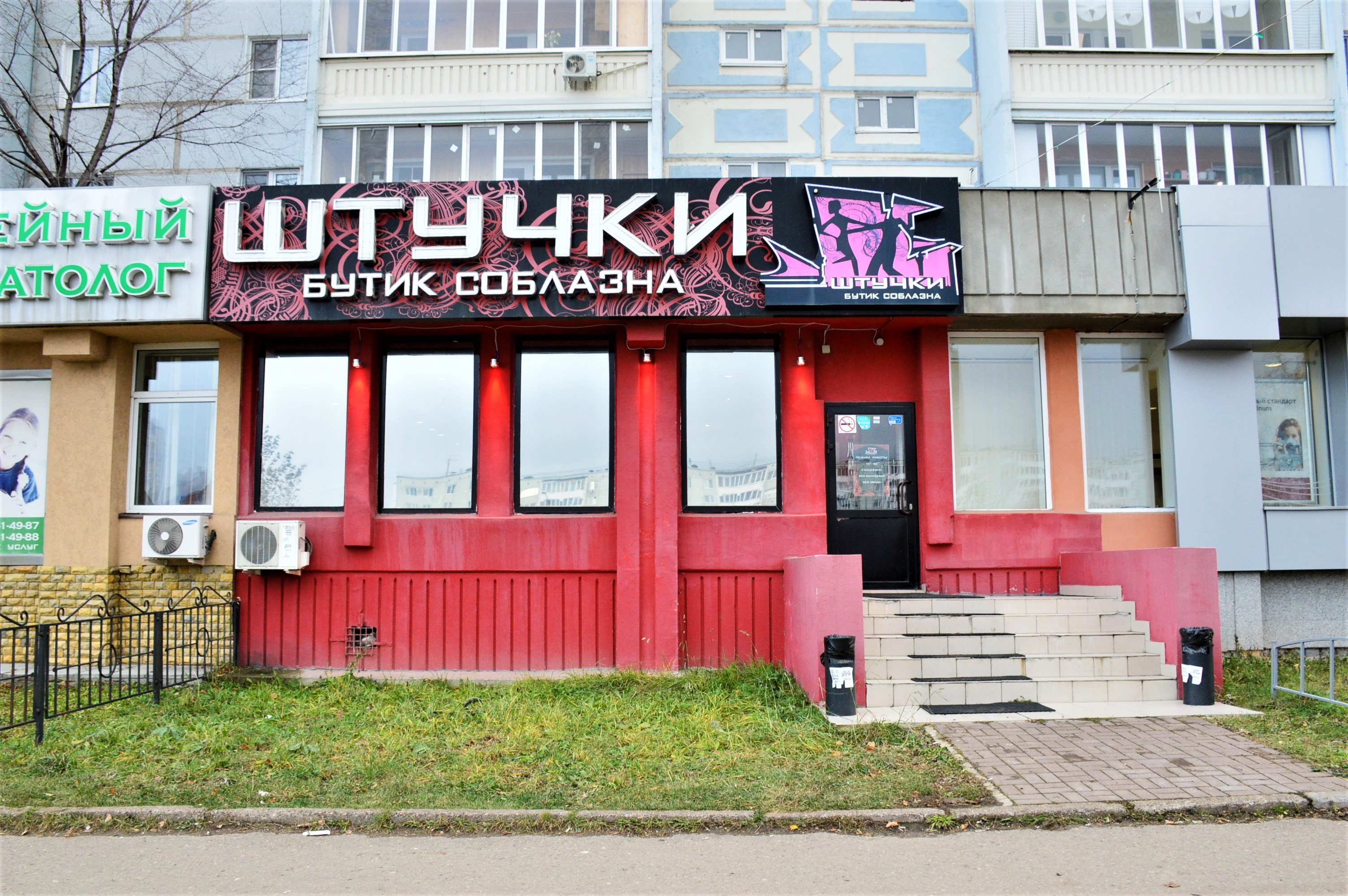
Бутик соблазна «Штучки»: просп. Победы, 56 (ноябрь 2018)
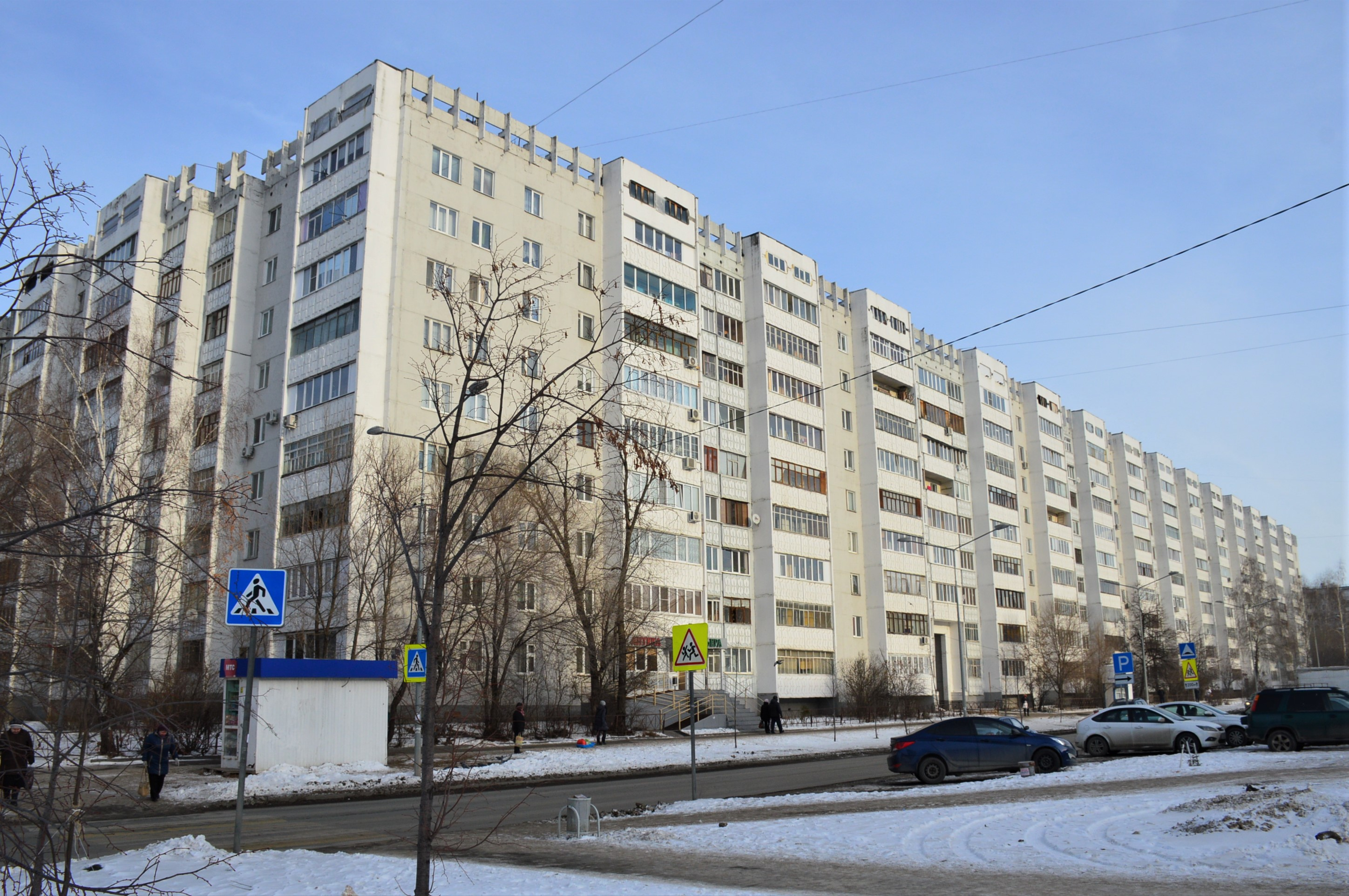
Девятиэтажный жилой дом в 10-м микрорайоне (Горки-2), прозванный «китайской стеной»: ул. Юлиуса Фучика, 52, 52А, 52Б. Вид со стороны улицы Кул Гали (декабрь 2018)
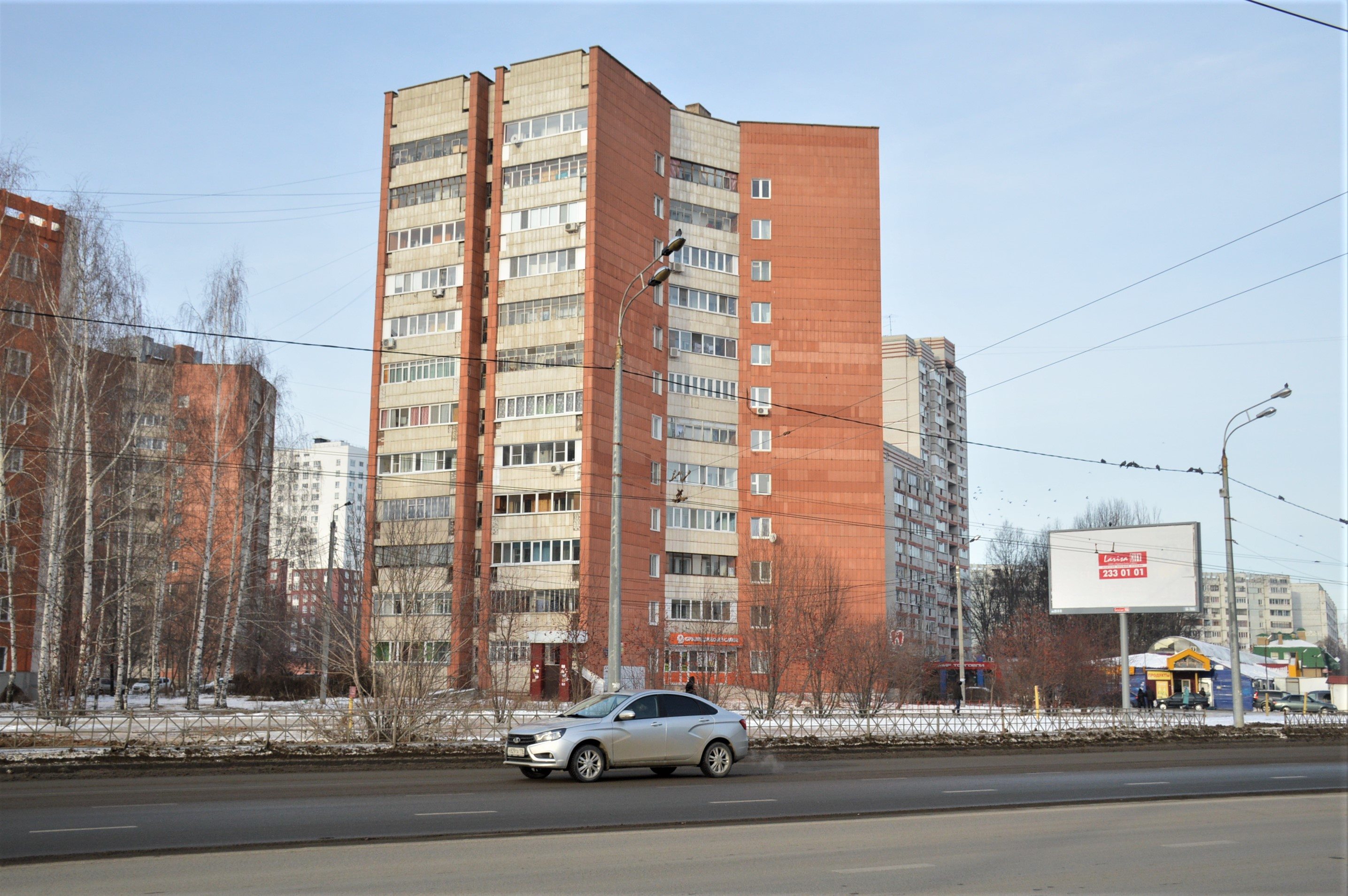
12-этажный жилой дом в 11-м микрорайоне (Горки-2): ул. Юлиуса Фучика, 99 (декабрь 2018)

Во второй половине 1980-х годов начинается строительство 5-го микрорайона, который, однако, так и остался недостроенным, а часть территории, предназначавшейся под его застройку, до сих пор занимают одноэтажные дома посёлка Старые Горки. В соответствии с проектом застройки Горок в северо-западной части этого микрорайона, на месте нынешних улиц 1-я, 2-я, 3-я и 4-я Калининградская, планировалось строительство стадиона. Но реализовать этот проект не удалось. В советский период на территории микрорайона было построено Казанское медицинское училище (в настоящее время — Казанский медицинский колледж), а также пять жилых домов (в 1986—1991 годах) —  четыре пятиэтажных кирпичных и один десятиэтажный панельный. Освоение территории 5-го микрорайона в основном происходило в постсоветский период.

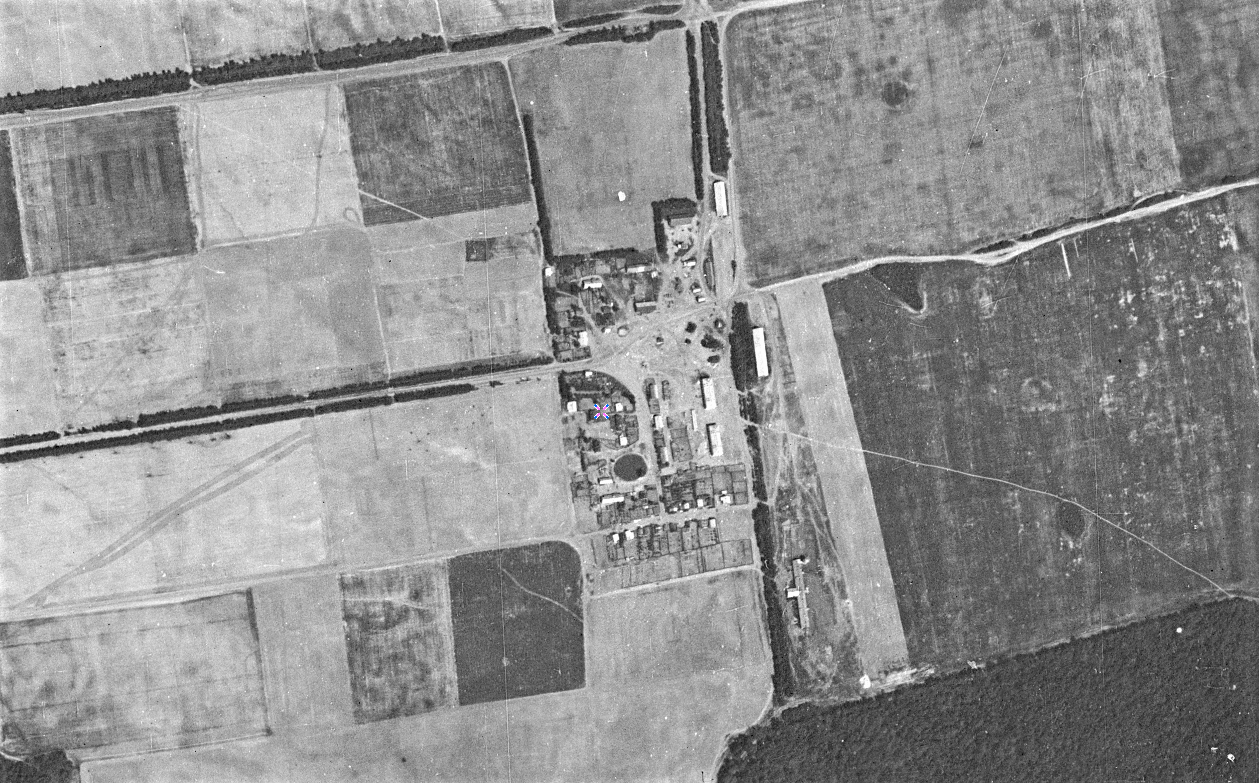
Посёлок Семхоз на снимке с американского спутника (7 июня 1966). В конце 1980-х — начале 1990-х годов его территория попала под застройку микрорайонов 7А, 8А и 9А (Горки-3).

Также во второй половине 1980-х годов начинается застройка микрорайонов, относящихся к жилому массиву Горки-3. Эти микрорайоны, в отличие от предыдущих, получили цифровое и литерное обозначение. Часть домов построена в конце 1980-х — 1990-е годы на месте снесённого посёлка Семхоз, просуществовавшего с 1920-х до середины 1990-х годов.
Застройка Горок-3 началась с микрорайона 7А, северную часть которого планировалось превратить в общественный центр всего жилого района Горки. С этой целью здесь возвели здание Приволжского рынка, а также кинотеатр «Чулпан» (открылся в 1992 году). Было начато строительство банного комплекса, которое, однако, превратилось в долгострой (открытие водно-оздоровительного комплекса «Дельфин» состоялось только в 2013 году). В 1986—1989 годах значительная часть территории микрорайона была застроена девятиэтажными домами, в основном панельными. Здесь также появилась школа № 19 и детские сады. При этом многие участки оставались свободными и застраивались уже в постсоветский период.
В 1989—1991 годах началось строительство микрорайона 8А, возводились в основном девяти- и десятиэтажные панельные дома.
Застройка микрорайона 9А пришлась уже на постсоветский период.
Некоторые значимые объекты, построенные в советские годы в жилом районе Горки и на прилегающей территории: городская клиническая больница № 18, Казанский автотранспортный техникум им. А.П. Обыденнова, Профессионально-техническое училище (ПТУ) № 54, Городское профессиональное техническое училище № 49 (ГПТУ-49).

### Застройка Горок в постсоветский период (с 1991 года)
В первой половине 1990-х комплексная застройка Горок по инерции ещё продолжалась, хотя этот процесс постепенно затухал, так как социалистическая система государственного жилищного строительства уже ушла в прошлое. 
В эти годы продолжалось строительство микрорайона 8А, большая часть территории которого к середине 1990-х годов была освоена, в основном благодаря возведению девяти- и десятиэтажных панельных домов, а со стороны улицы Рихарда Зорге — кирпичных. Здесь также были построены гимназия № 6 и детский сад.
В 1991 году начинается строительство микрорайона 9А — последнего микрорайона Горок, который удалось возвести. К 1995 году его территория была застроена преимущественно в западной части (ближе к проспекту Победы) девяти- и десятиэтажными панельными домами, хотя один дом, возведённый в 1993 году, оказался пятиэтажной «панелькой» (просп. Победы, 26). На характер дальнейшей застройки данного микрорайона повлияло наличие в центральной его части Казанской метеорологической станции, появившейся здесь ещё в советский период. Территория метеостанции вместе с прилегающим пространством образует большой пустырь. Поскольку плотная высотная застройка оказывает негативное воздействие на результаты климатического мониторинга, по периметру этого пустыря возведены дома ограниченной этажности (чаще всего до 5 этажей), и лишь на более удалённом расстоянии появляются высотные строения в 9, 10, 16 и 19 этажей. Кроме того, на территории микрорайона 9А построили школу № 150 и гимназию № 16, а также детские сады. Строительство в восточной части микрорайона осуществлялось с конца 1990-х годов до 2014—2015 годов.
В 1990-е — начале 2000-х годов осуществлялась застройка южной части 5-го микрорайона, прилегающей к улицам Хусаина Мавлютова и Академика Парина, в основном кирпичными десяти- и четырнадцатиэтажными домами.
В середине 1990-х годов комплексная застройка Горок практически прекратилась. При этом инициированная первым Президентом Татарстана М.Ш. Шаймиевым государственная республиканская программа ликвидации ветхого жилья (1996—2004 годы), в рамках которой осуществлялось масштабное строительство новых многоквартирных домов (Азино-1), практически не затронула Горки. Пришедшая ей на смену в 2005 году государственная республиканская программа социальной ипотеки также мало отразилась на характере застройки этого жилого района, хотя один эпизод всё-таки оставил знаменательный след.
Именно в микрорайоне 8А на одном из пустырей был возведён первый в республике «соципотечный» дом (ул. Дубравная, 11). 13 июля 2006 года состоялась торжественная церемония его сдачи, в которой принял участие М.Ш. Шаймиев. Среди новосёлов значительную часть составили семьи государственных служащих.
Начиная со второй половины 1990-х годов строительство новых жилых домов на Горках в основном осуществлялось на условиях долевого строительства и чаще всего методом точечной застройки. В ряде случаев такое строительство приводило к существенному сокращению дворовых пространств и усилению нагрузки на коммуникации, что провоцировало недовольство окрестных жителей. При отсутствии массовой застройки на Горках практически исчезло панельное домостроение. Отныне при строительстве новых домов использовался кирпич, чаще всего силикатный, а в 2010-х годах стали возводиться высотные монолитные здания.
В 1-м микрорайоне в 1997 и 2002 годах было построено два девятиэтажных кирпичных дома. Также на прилегающей к микрорайону территории, по чётной стороне улицы Карбышева к построенным в советский период девятиэтажным кирпичным общежитиям (ул. Карбышева, 60, 62) добавились возведённые в 2002—2006 годах два панельных и один кирпичный дома в 9 и 10 этажей.
Во 2-м микрорайоне в 1990-х — начале 2000-х годах появилось несколько кирпичных домов различной этажности (6, 9 и 14 этажей). В 3-м микрорайоне в этот период был застроен центральный участок тремя кирпичными домами (6, 9, 10 этажей).
В 6-м микрорайоне в 1998—2011 годах методом точечной застройки возвели девять кирпичных домов различной этажности (6, 10, 11 этажей). Из них обращают на себя внимание три одноподъездных шестиэтажных дома, построенных в 1998—1999 годах вдоль улицы Рихарда Зорге в промежутках между девятиэтажками (ул. Рихарда Зорге, 37, 39А, 47А). Своей архитектурой и качеством строительного материала (красный кирпич) они вносят заметный диссонанс в привычный характер советской панельной застройки, не столько оживляя, сколько нарушая, изначальное, пусть и однообразное, но единое архитектурно-стилевое решение данной части 6-го микрорайона.
В 1996 и 2011 годах на участках 7-го микрорайона, примыкающих к улице Сафиуллина, методом точечной застройки были возведены три кирпичных дома в 9 и 10 этажей (ул. Сафиуллина, 16, 16А и 26А). В 9 микрорайоне в 2005—2006 годах был застроен десятиэтажными кирпичными домами самый дальний участок, к северу от трамвайного кольца. В 10-м микрорайоне с 1998 года появилось несколько высотных кирпичных и монолитных домов различной этажности (7, 10, 16, 20 этажей). В 1998—2015 годах в центральной части 11-го микрорайона, которую так и не успели освоить в советский период, возвели несколько высотных домов в 9, 10, 16 и 20 этажей (панельные, кирпичные, монолитные). Также в 1990-х — начале 2000-х годов были построены два девятиэтажных кирпичных дома на прилегающей к 11-му микрорайону территории — между улицей Кул Гали и Соловьиной рощей (ул. Кул Гали, 2 и 2А).

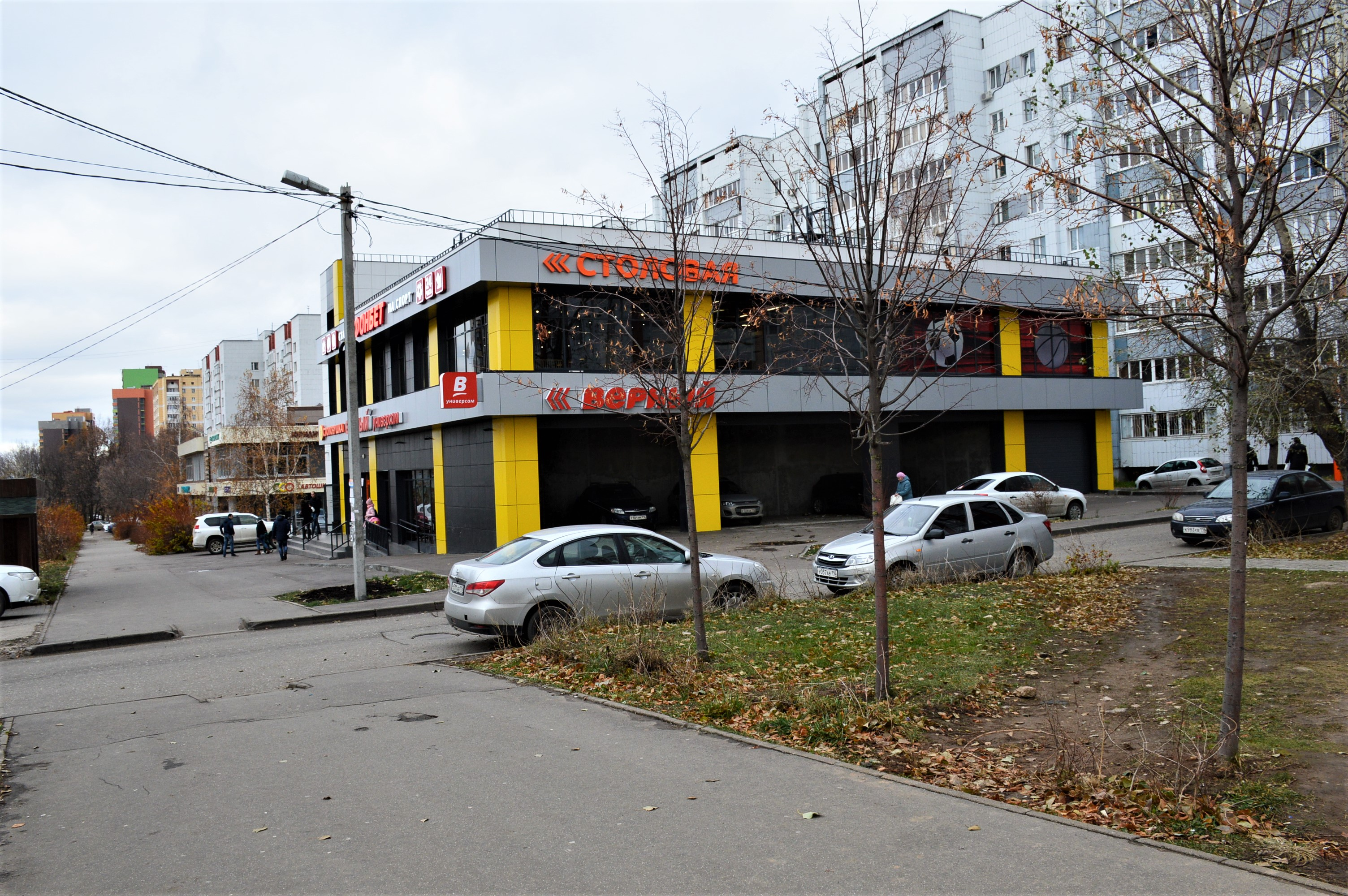
Пример точечной застройки на улице Хусаина Мавлютова (ноябрь 2018)
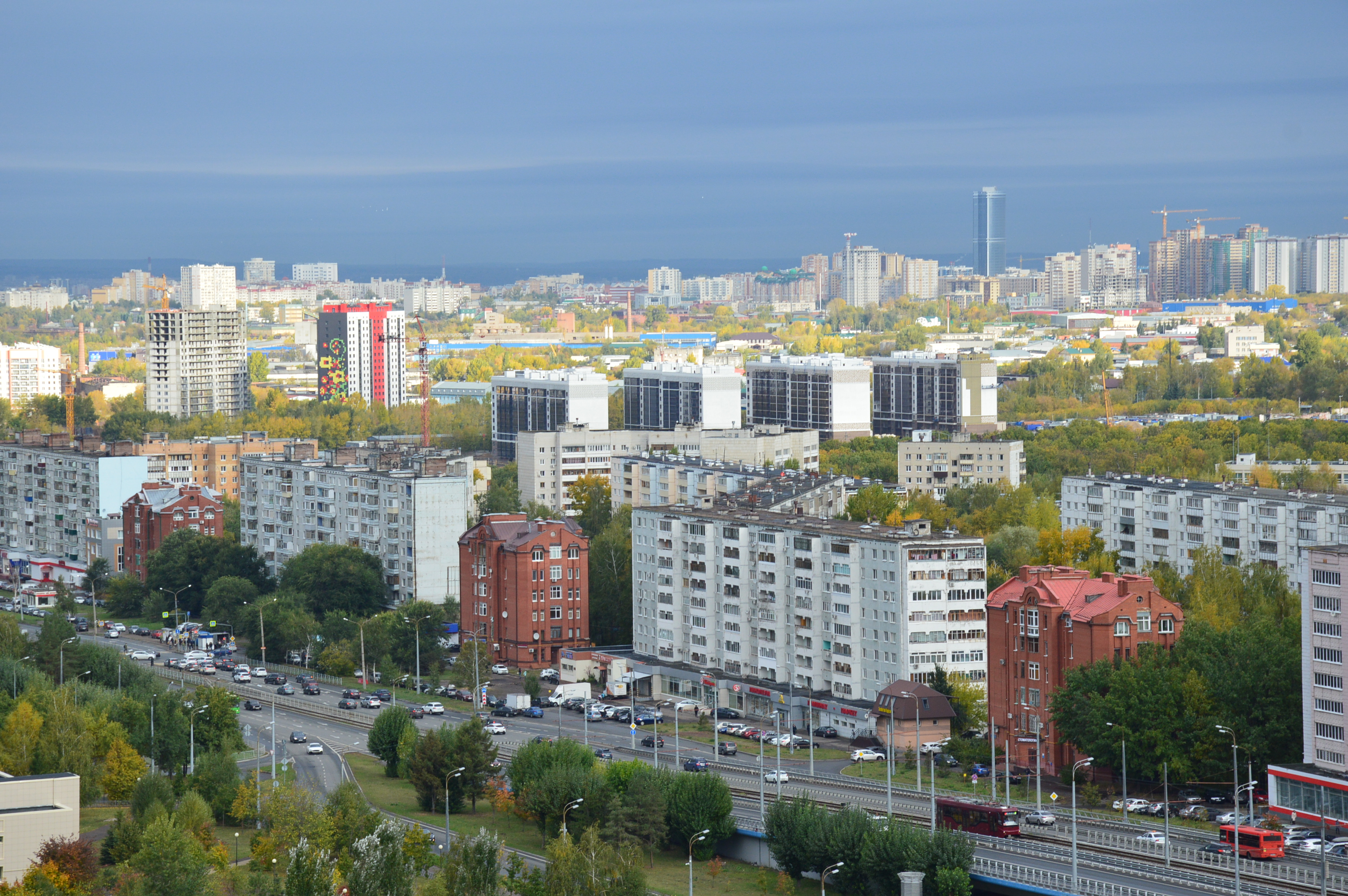
Пример точечной застройки конца 1990-х годов на улице Рихарда Зорге (октябрь 2018)
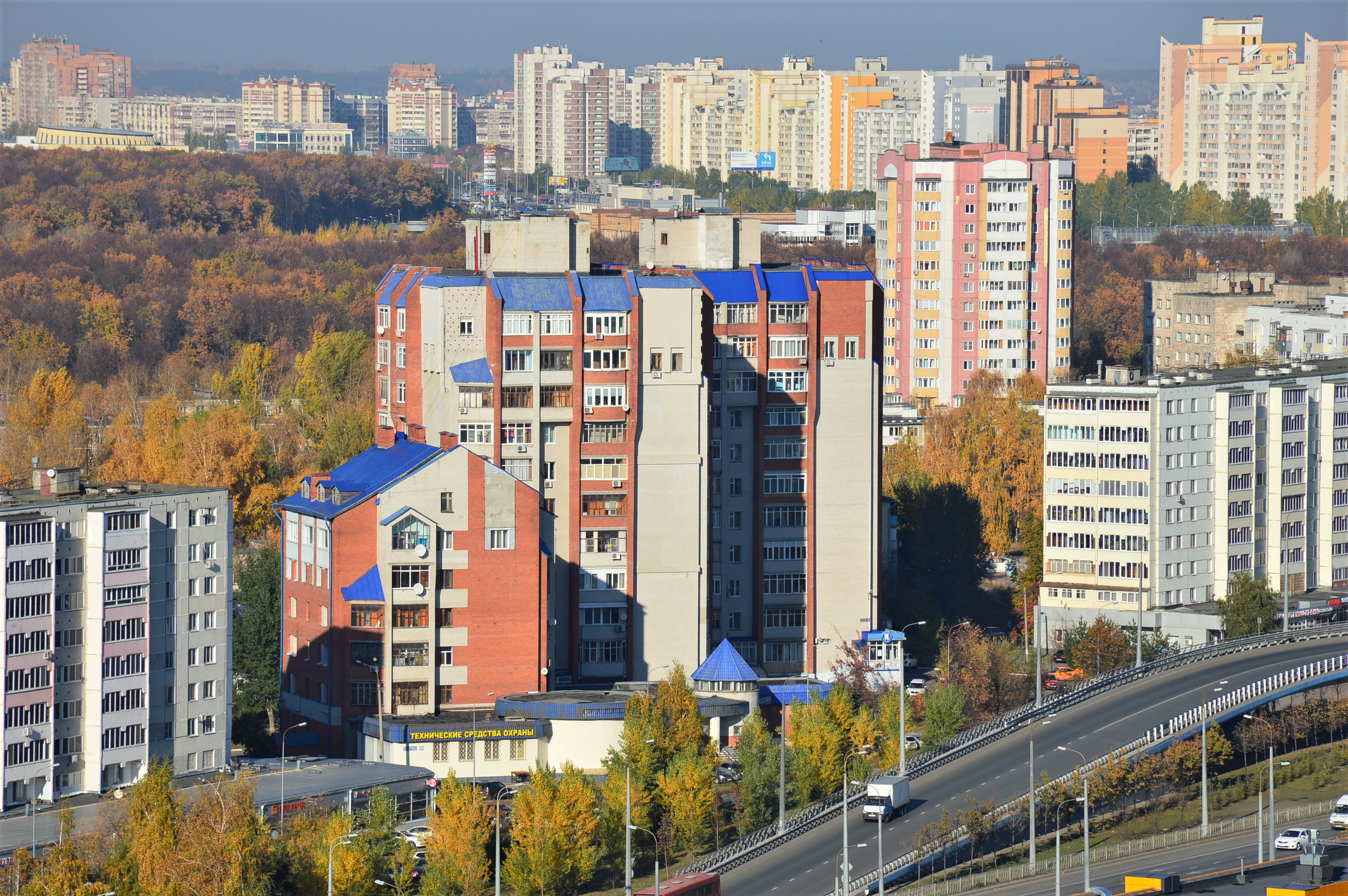
Пример точечной застройки начала 2000-х годов на проспекте Победы (октябрь 2018)
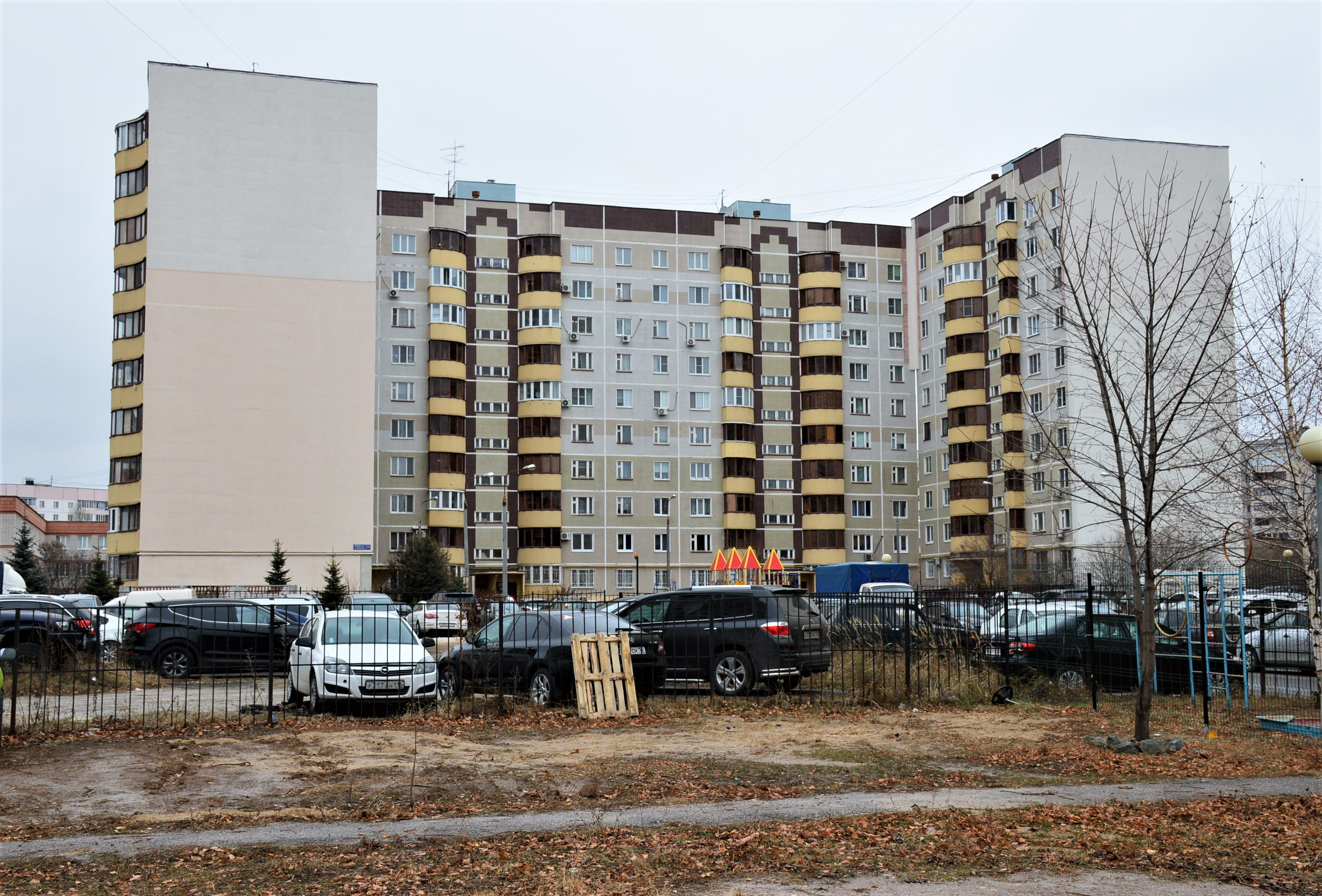
Первый в Татарстане дом, построенный по республиканской программе социальной ипотеки: ул. Дубравная, 11 (ноябрь 2018)
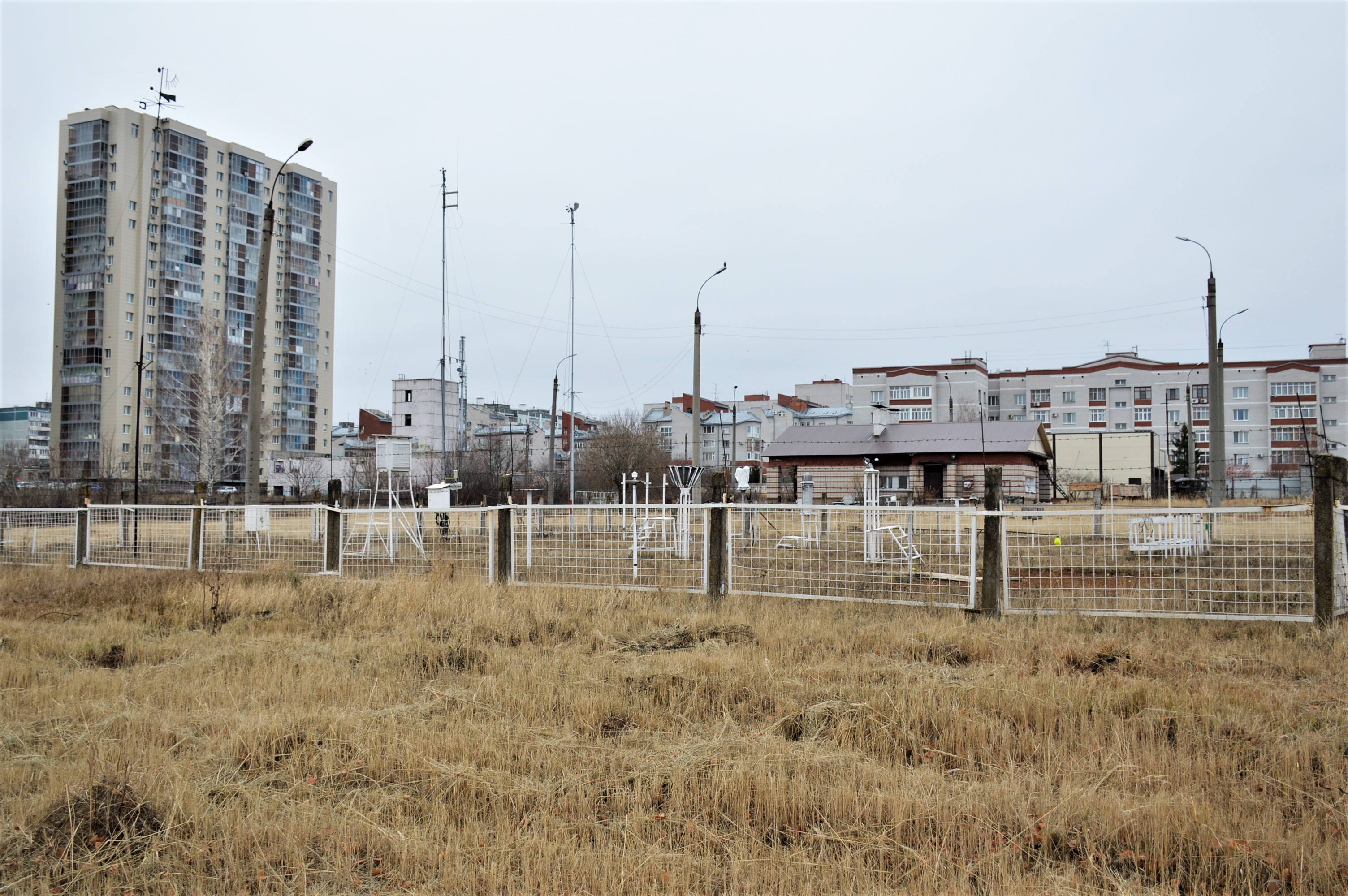
Метеорологическая станция: ул. Дубравная, 16 (ноябрь 2018)

С начала 2010-х годов на отдельных участках жилого района Горки методом монолитного домостроения начинают возводиться высотные жилые комплексы, состоящие из двух и более корпусов, как правило, с прилегающей дворовой инфраструктурой.
В 5-м микрорайоне самым крупным жилым комплексом является ЖК «Романтика», состоящий из шести корпусов в 14—17 этажей, введённых в строй поэтапно в 2014—2017 годах (ул. Профессора Камая, 8, 8А, 10к1, 10к2, 10к3, 10к4).
В микрорайоне 7А жилой комплекс «Флагман», состоящий из трёх 19-этажных корпусов, введён в строй в 2012—2013 годах (просп. Победы, 46, 46А, 46Б). Рядом находится жилой комплекс «Олимп», состоящий из двух корпусов в 19 и 25 этажей, строительство которого продолжалось с задержками на протяжении пяти лет — с 2012 до 2017 года (ул. Рихарда Зорге, 66В). На данный момент 25-этажная высотка (последний этаж технический, но часть его пространства может быть переоборудована под жилое помещение) предположительно является самым высоким зданием на территории всего жилого района Горки.
В микрорайоне 8А находится жилой комплекс «Зорге — Дубравная», состоящий из двух 19-этажных корпусов, построенных в 2013—2016 годах (ул. Рихарда Зорге, 104/1).
В 10-м микрорайоне однокорпусный 20-этажный жилой комплекс «Дом волшебника», построен в 2015—2016 годах (ул. Комиссара Габишева, 45).
На прилегающих к Горкам территориях самым крупным является жилой комплекс «Экопарк «Дубрава», занимающий обширное пространство между улицей Дубравной и лесопарком «Дубрава». Он включает в себя более 20 корпусов различной этажности (12—19 этажей). Первые дома были введены в эксплуатацию в 2009 году.
В постсоветский период на территории жилого района Горки построено немало крупных объектов различного назначения. В частности, с начала 2000-х годов возведено несколько крупноформатных торговых центров (Торговый комплекс «Сити Центр», ТЦ «Проспект», ТЦ «Олимп»). В процессе подготовки Казани к XXVII Всемирной летней Универсиаде 2013 года на территории Горок и прилегающей территории было построено несколько спортивных сооружений, комплекс жилых и административных зданий Деревни Универсиады, а также проведена модернизация дорожно-транспортной инфраструктуры.

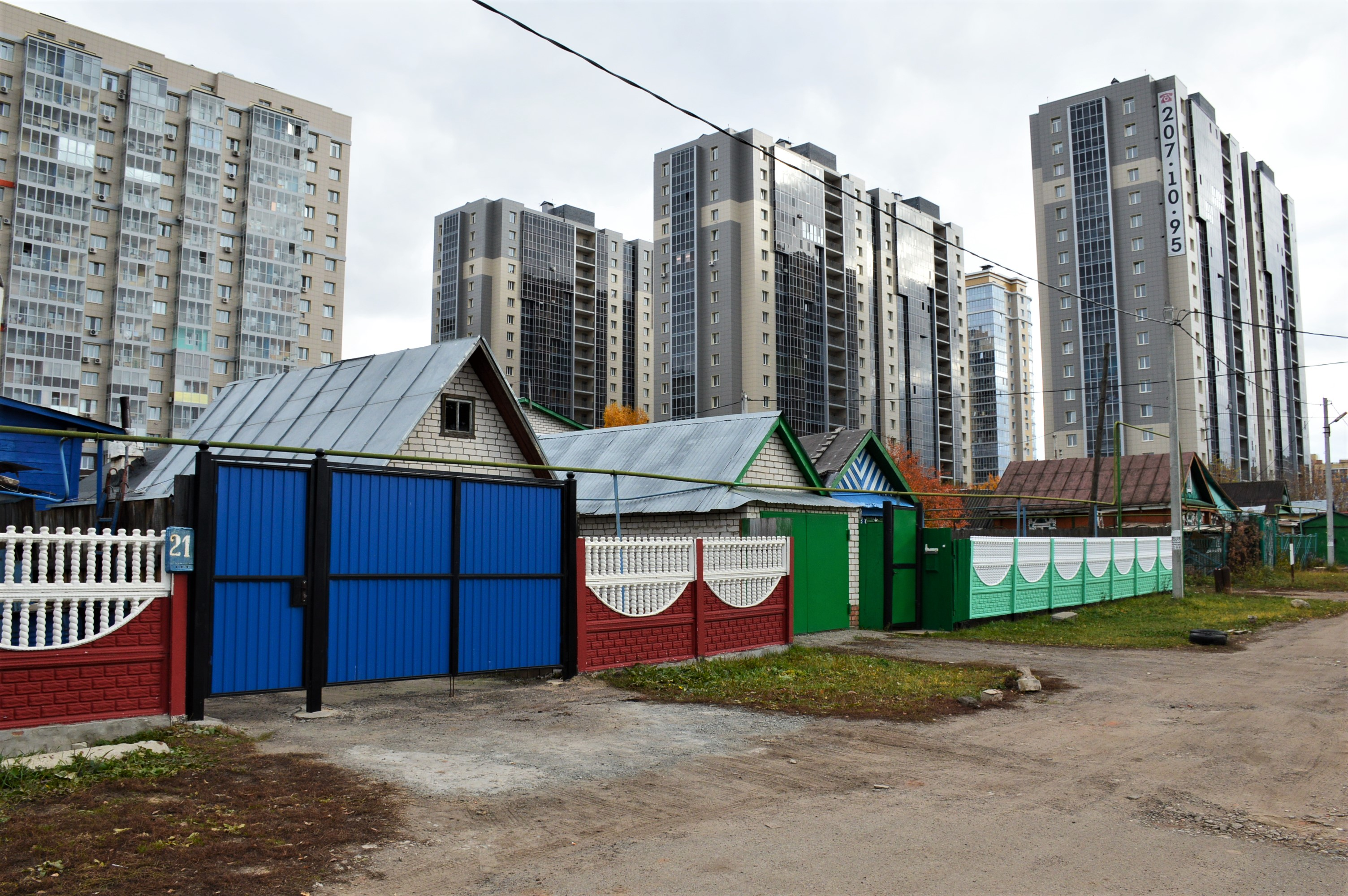
Вид на жилой комплекс «Романтика» со стороны посёлка Старые Горки (октябрь 2018)
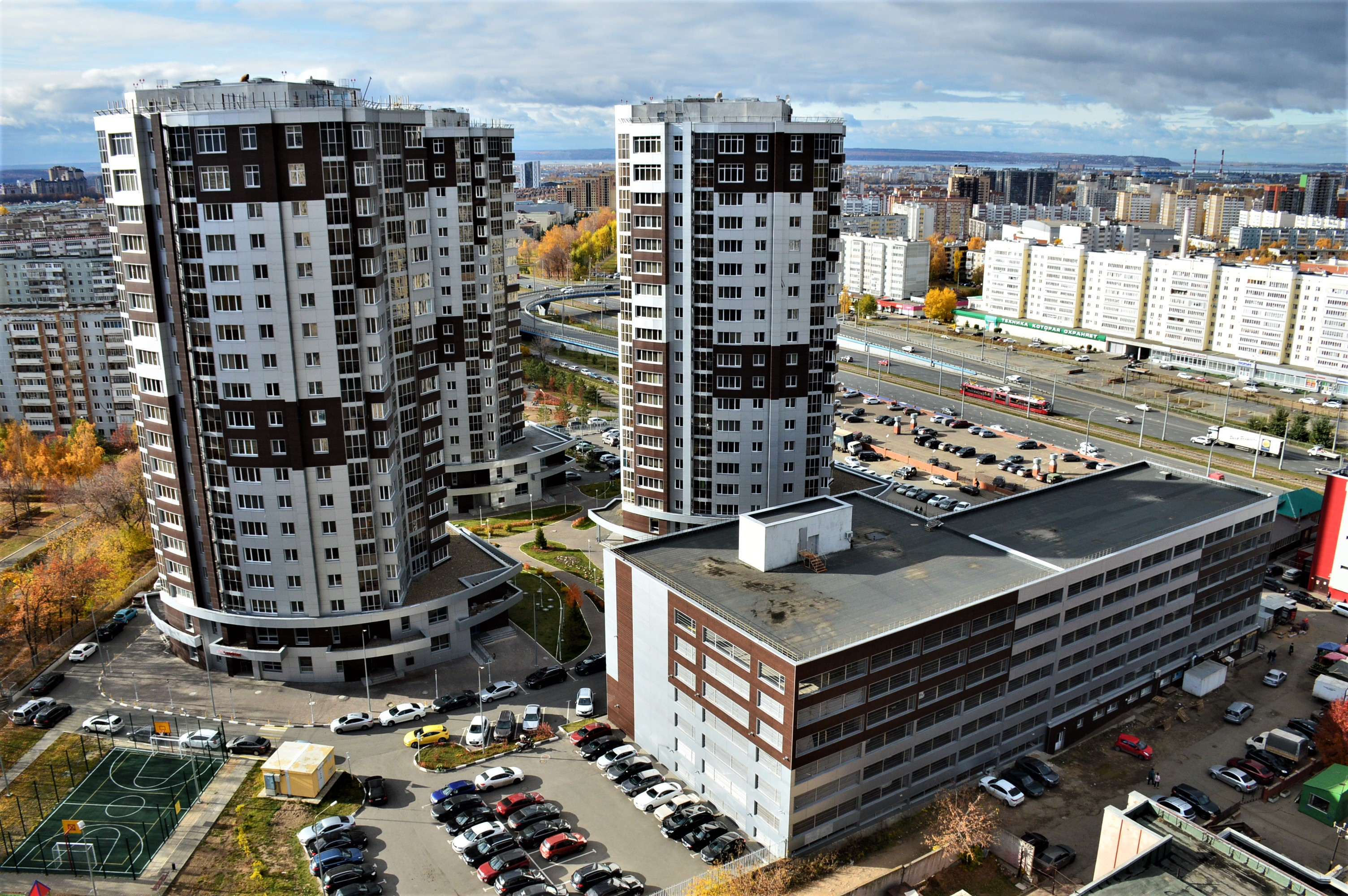
Жилой комплекс «Флагман»: просп. Победы, 46, 46А, 46Б (октябрь 2018)
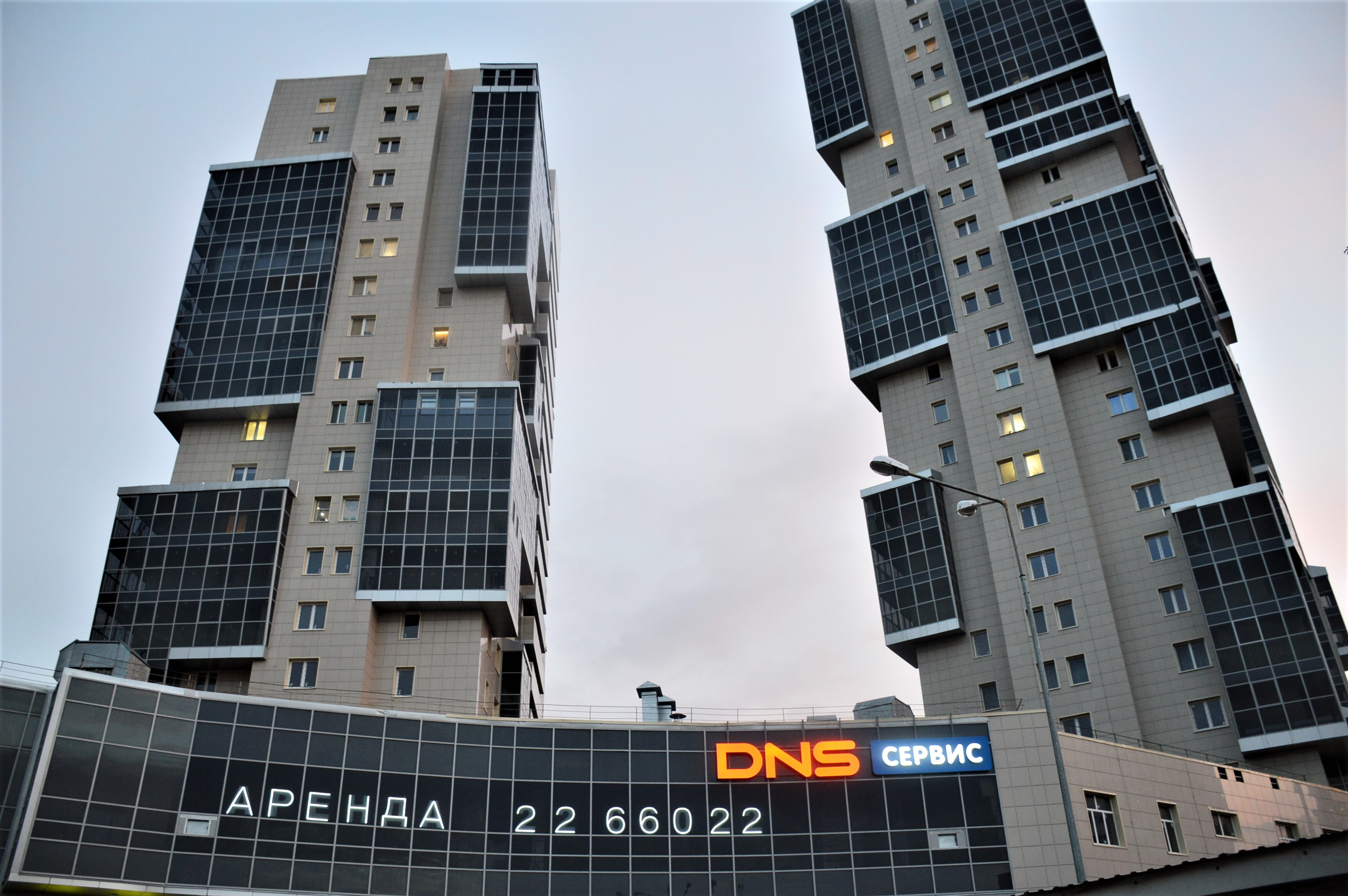
Жилой комплекс «Олимп»: ул. Зорге, 66В (октябрь 2018)
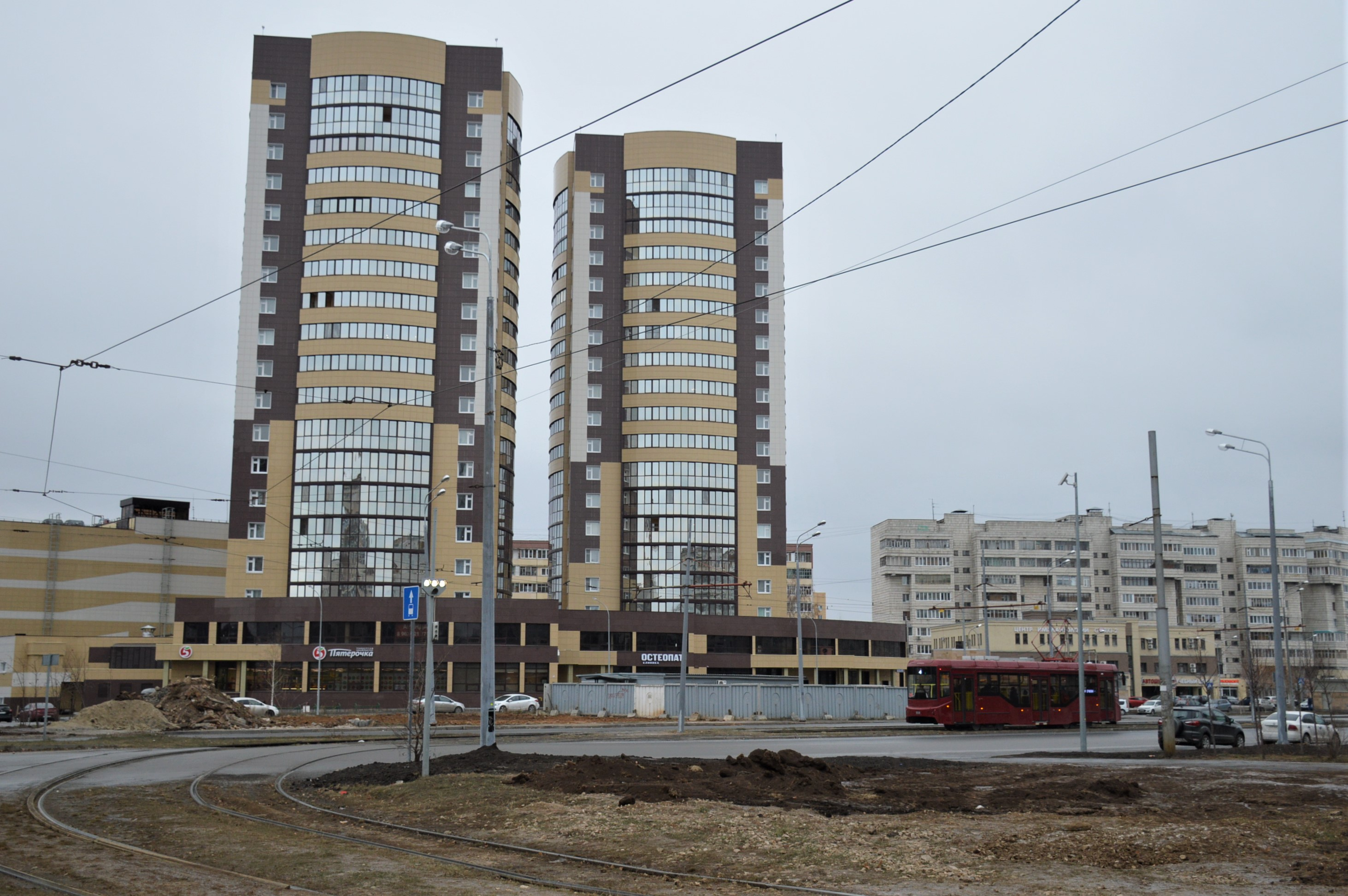
Жилой комплекс «Зорге — Дубравная»: ул. Рихарда Зорге, 104/1 (ноябрь 2018)
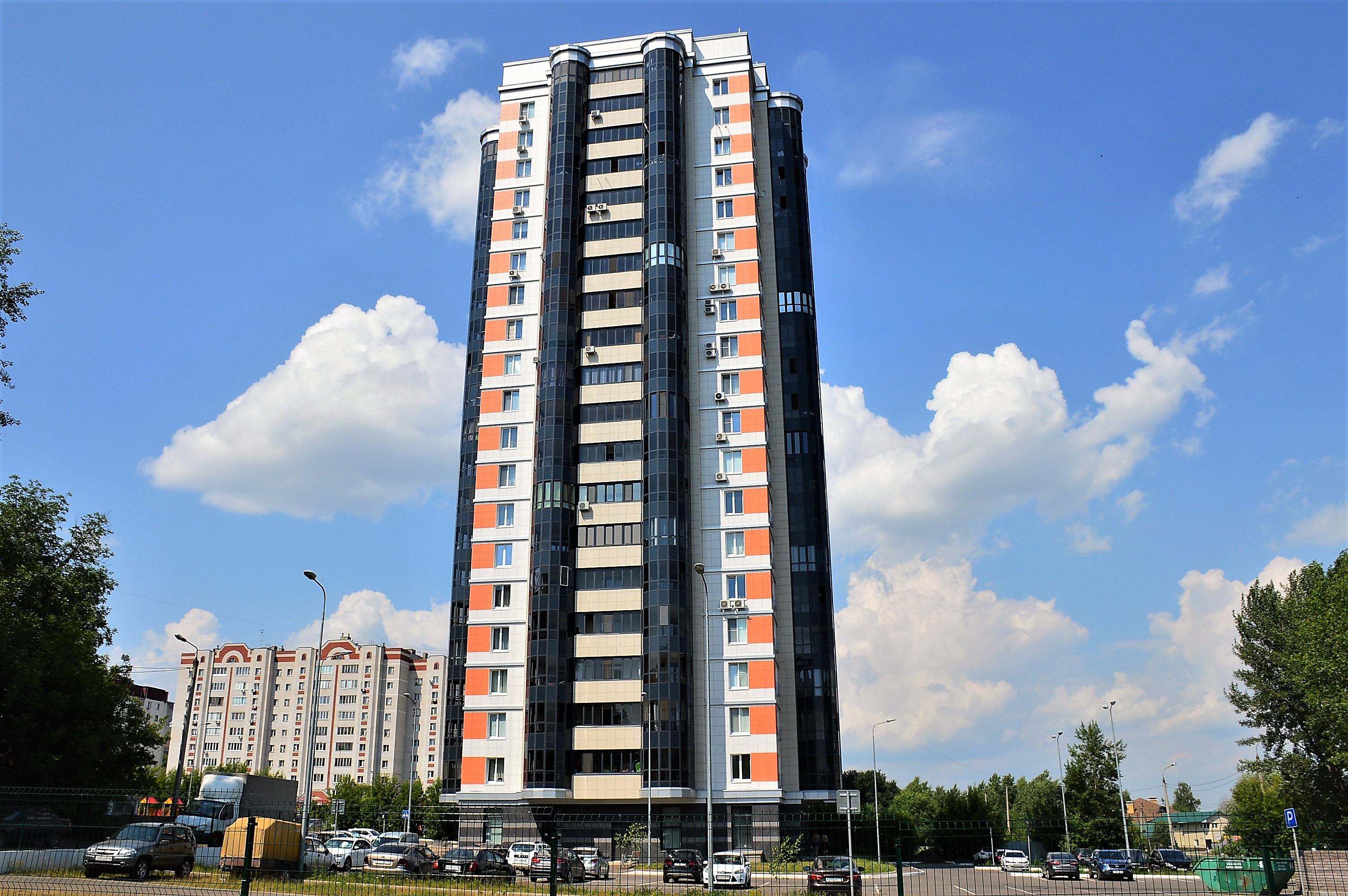
Жилой комплекс «Дом волшебника»: ул. Комиссара Габишева, 45 (июнь 2019)

## Уличная сеть
По территории жилого района Горки, а также вдоль его границ проходит 20 улиц, одна из которых имеет статус проспекта, ещё одна именуется трактом. Планировочную ось жилого района Горки составляют две перпендикулярные по отношению друг к другу магистрали — идущий с юго-запада на северо-восток и далее поворачивающий строго на север проспект Победы, а также идущая с северо-запада на юго-восток улица Рихарда Зорге. Место пересечения этих магистралей является крупным транспортным узлом (автобусные, трамвайные, троллейбусные маршруты, станция метро «Проспект Победы»), а также общественным и торговым центром всего жилого района Горки.
| Список улиц, проходящих через Горки | Список улиц, проходящих через Горки | Список улиц, проходящих через Горки   | Список улиц, проходящих через Горки | Список улиц, проходящих через Горки        | Список улиц, проходящих через Горки |
| Название улицы                      | Фотоизображение                     | Нормативный вариант адресной таблички | Документ, которым утверждено название | Длина (в метрах)                           |                                     |
| ----------------------------------- | ----------------------------------- | ------------------------------------- | --- | ------------------------------------------ | ----------------------------------- |
| Академика Завойского улица          |                                     |                                       | Постановление Совета Министров Татарской АССР от 29 февраля 1984 года № 115; Решение Казанского горисполкома от 11 сентября 1984 года № 329р | 1911                                       |                                     |
| Академика Парина улица              |                                     |                                       | Постановление Совета Министров Татарской АССР от 22 сентября 1972 года № 35                                                                  | 1300, в т.ч. 804 — длина проезжего участка |                                     |
| Братьев Касимовых улица             |                                     |                                       | Решение Казанского горисполкома от 9 июня 1970 года № 448                                                                                    | 2431                                       |                                     |
| Гарифьянова улица                   |                                     |                                       | Решение Казанского горисполкома от 11 мая 1971 года № 379                                                                                    | 1000                                       |                                     |
| Героев Хасана 2-я улица             |                                     |                                       | — | 302                                        |                                     |
| Дубравная улица                     |                                     |                                       | Решение Казанского горисполкома от 15 марта 1989 года № 229                                                                                  | 2199                                       |                                     |
| Калининградская 4-я улица           |                                     |                                       | — | 110                                        |                                     |
| Карбышева улица                     |                                     |                                       | Решение Казанского горисполкома от 6 мая 1967 года № 380                                                                                     | 1973                                       |                                     |
| Комиссара Габишева улица            |                                     |                                       | Решение Совета Министров Татарской АССР от 20 января 1978 года № 55; Решение Казанского горисполкома от 29 марта 1978 года № 319             | 2355                                       |                                     |
| Кул Гали улица                      |                                     |                                       | Решение Совета Министров Татарской АССР от 8 сентября 1983 года № 452; Решение Казанского горисполкома от 14 ноября 1983 года № 488          | 3303                                       |                                     |
| Оренбургский тракт                  |                                     |                                       | Протокол комиссии Казанского горсовета от 2 ноября 1927 года б/н                                                                             | 6272                                       |                                     |
| Победы проспект                     |                                     |                                       | Решение Казанского горисполкома от 23 апреля 1975 года № 329                                                                                 | 9784                                       |                                     |
| Профессора Камая улица              |                                     |                                       | Решение Казанского горисполкома от 11 мая 1971 года № 379; Протокол Совета Министров Татарской АССР от 20 июля 1971 года № 30                | 596                                        |                                     |
| Рихарда Зорге улица                 |                                     |                                       | Решение Казанского горисполкома от 6 мая 1967 года № 380                                                                                     | 3931                                       |                                     |
| Сафиуллина улица                    |                                     |                                       | Постановление Совета Министров Татарской АССР от 5 ноября 1974 года № 47                                                                     | 1787                                       |                                     |
| Сыртлановой улица                   |                                     |                                       | Протокол Совета Министров Татарской АССР от 22 сентября 1972 года № 35                                                                       | 1180                                       |                                     |
| Танковая улица                      |                                     |                                       | — | 1939                                       |                                     |
| Туринская 2-я улица                 |                                     |                                       | — | 873                                        |                                     |
| Хусаина Мавлютова улица             |                                     |                                       | Решение Казанского горисполкома от 9 июня 1970 года № 488                                                                                    | 2339                                       |                                     |
| Юлиуса Фучика улица                 |                                     |                                       | Решение Казанского горисполкома от 7 мая 1976 года № 446                                                                                     | 5121                                       |                                     |

### Уличные топонимы (годонимы) Горок
В наименованиях 20 вышеуказанных улиц преобладают имена известных людей — всего таких улиц 13. Из них четыре улицы носят имена крупных учёных, четыре — имена героев Великой Отечественной войны (1941—1945), три — имена большевиков, участников революции 1917 года и Гражданской войны (1918—1920), одна улица носит имя журналиста и участника движения Сопротивления в годы Второй мировой войны (1939—1945), ещё одна — имя средневекового поэта.
Помимо них, есть ещё одна улица, названная в честь людей — не персонифицированных советских героев боёв у озера Хасан (1938).
Кроме того, три улицы названы в честь городов России — Калининграда, Оренбурга и Туринска (Свердловская область). Названия двух улиц имеют отношение к военной тематике — Победе в Великой Отечественной войне (1941–1945) и танкам. Ещё одна улица названа по находящемуся рядом природному объекту.

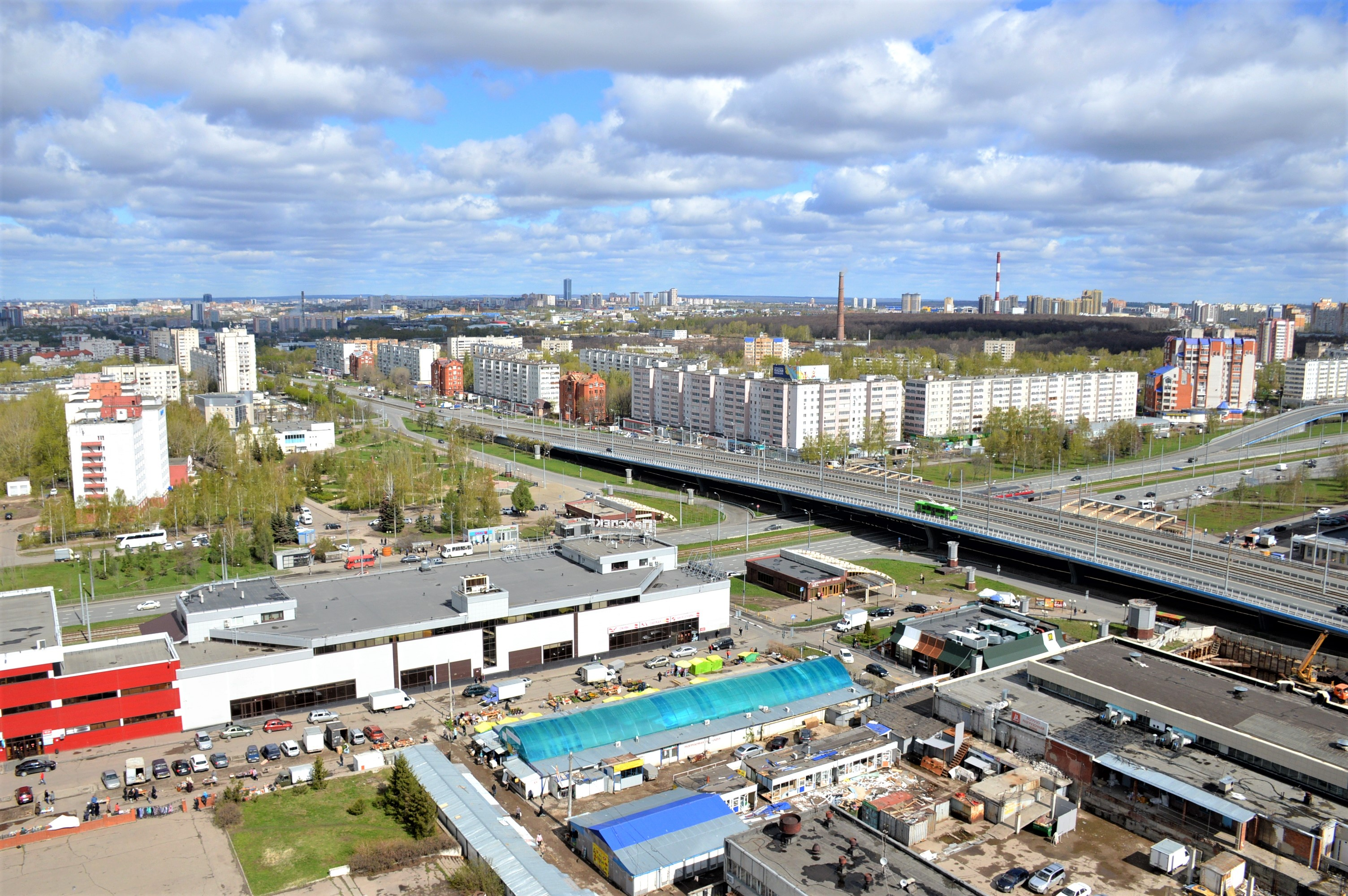
Перекрёсток улицы Рихарда Зорге и проспекта Победы (май 2017)
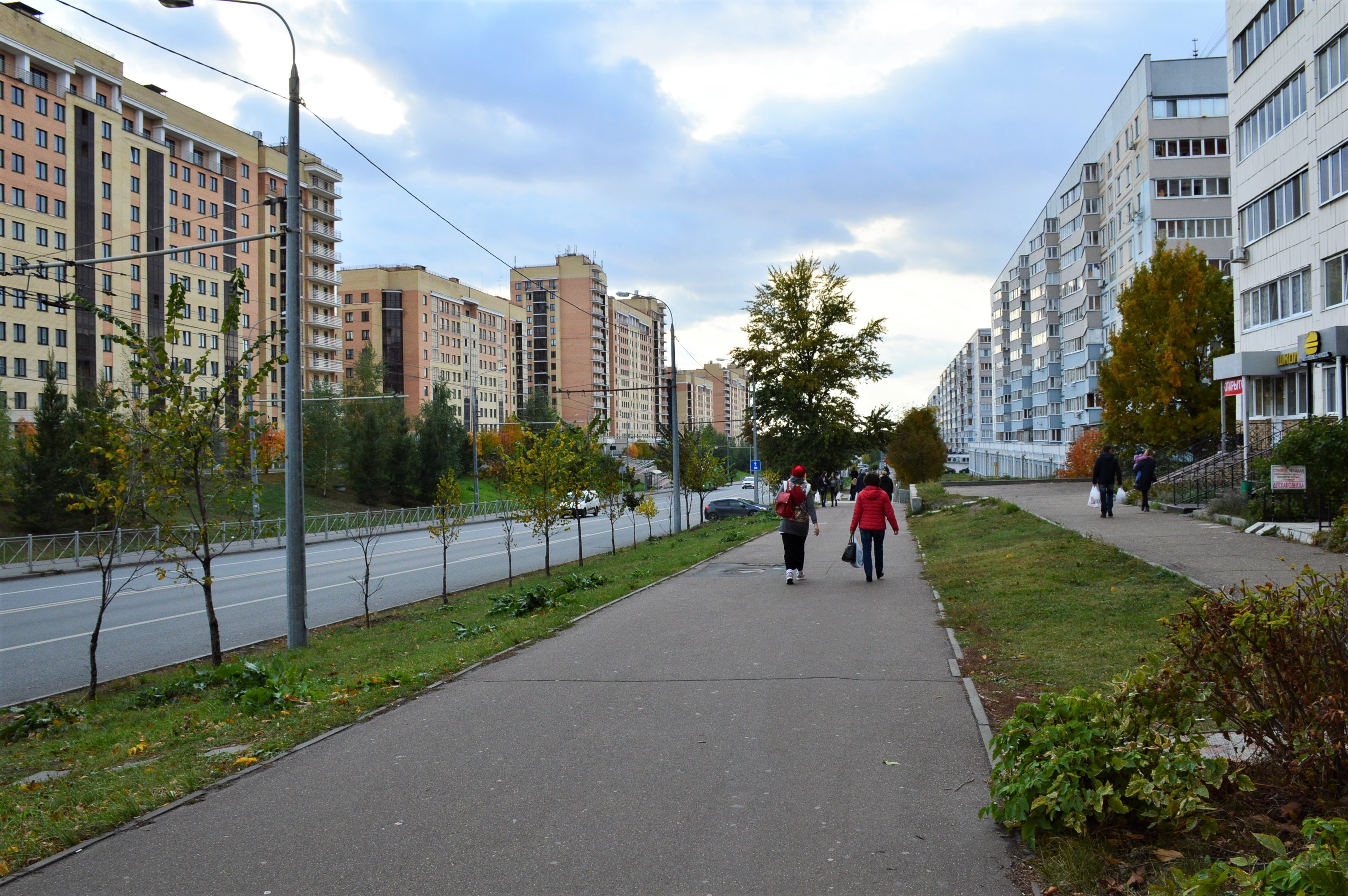
Улица Академика Парина у Деревни Универсиады (октябрь 2018)
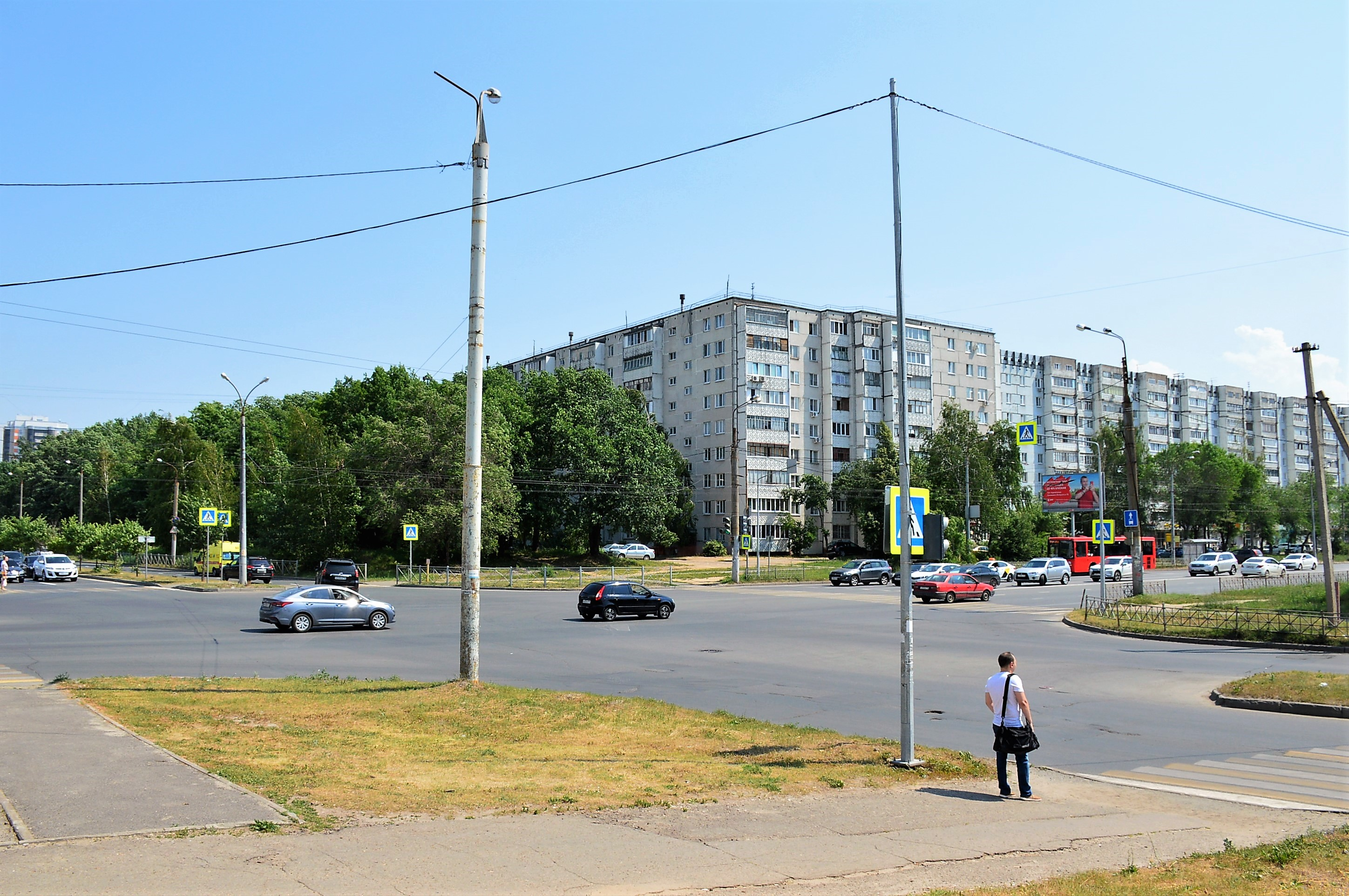
Перекрёсток улиц Академика Завойского и Юлиуса Фучика (июнь 2019)
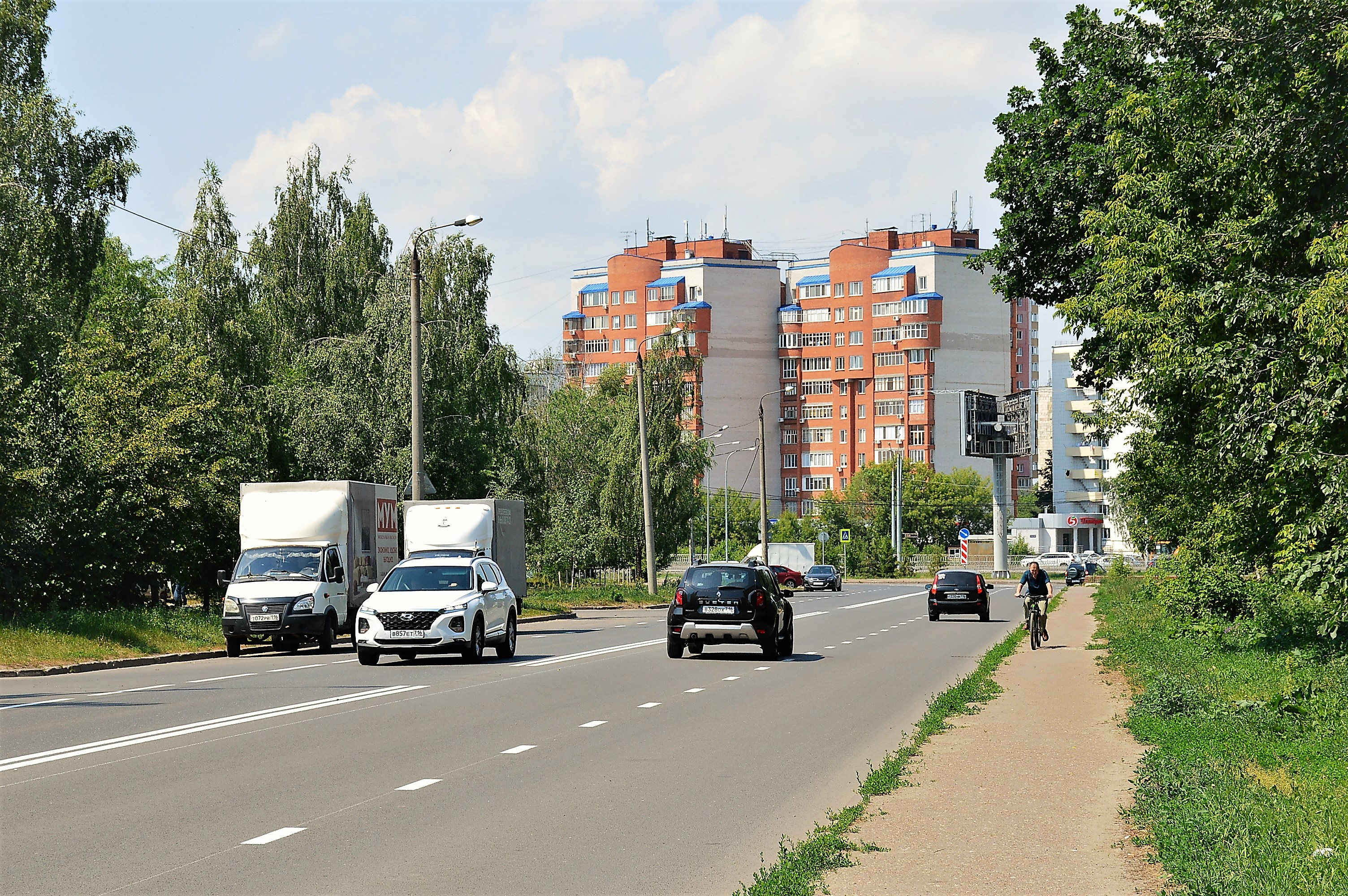
Начальный участок улицы Сафиуллина: вид в сторону проспекта Победы (июнь 2019)
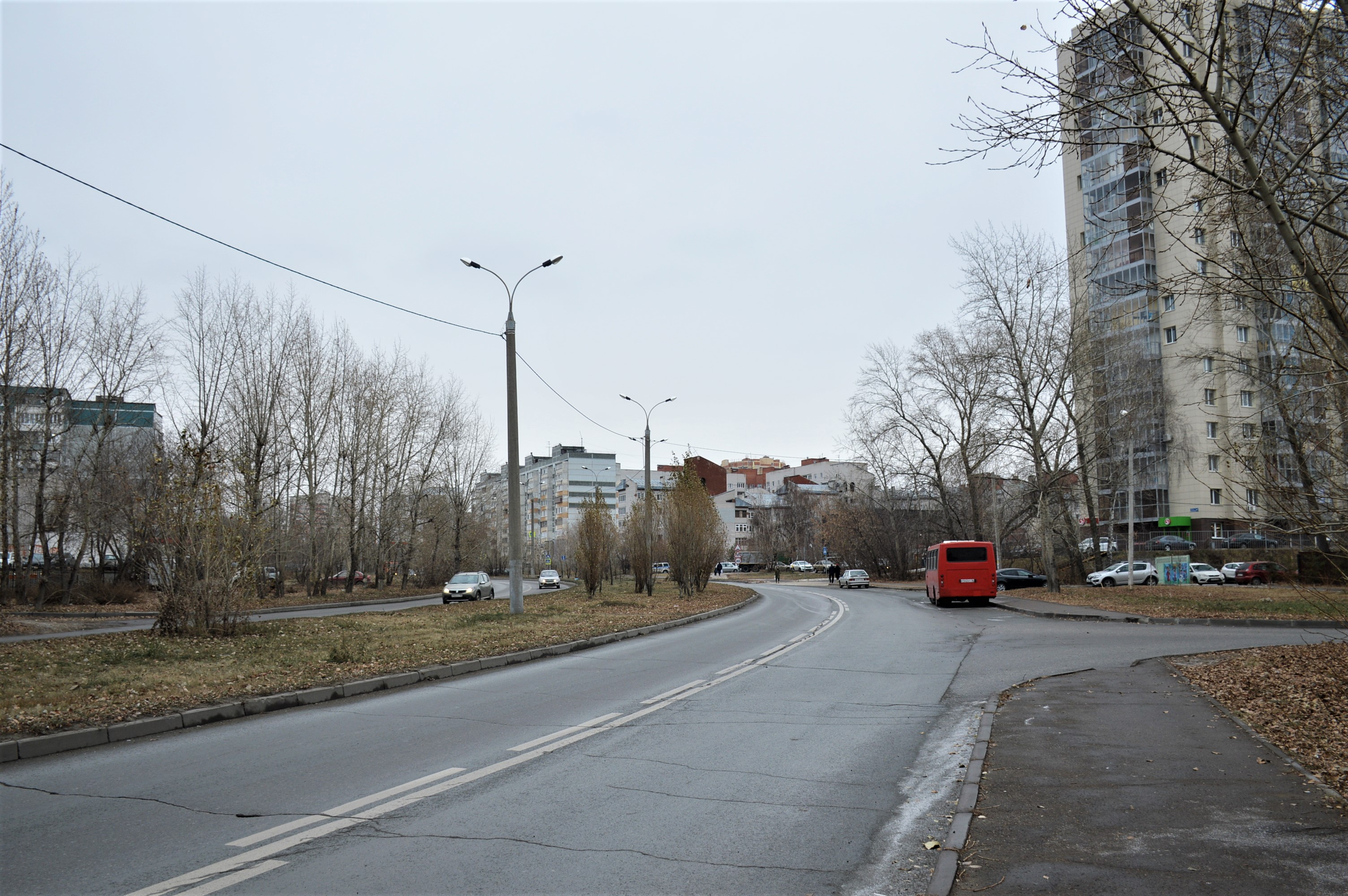
Улица Юлиуса Фучика (ноябрь 2018)

## Городской общественный транспорт
Городской общественный транспорт появился на Горках в 1972—1973 годах, когда был пущен автобусный маршрут № 32 «Горки — Улица Айдинова».
В 1976 году сюда пришли первые трамваи (маршруты № 11 и № 12) и троллейбусы (маршрут № 8).
В 1977 году Горки были связаны с другими частями Казани 8 автобусными, 2 трамвайными и одним троллейбусным маршрутами.
По состоянию на июнь 1987 года, количество автобусных маршрутов, шедших в данный жилой район, возросло до 14 (в том числе 3 транзитных), трамвайных — до 3, троллейбусных — до 2.
В 2005 году Горки получили транспортную связь с центром города посредством метрополитена.
По состоянию на август 2018 года, Горки были связаны с другими частями Казани и пригородами 20 автобусными (в том числе 14 транзитными), 2 трамвайными, 4 троллейбусными (в том числе 3 транзитными) маршрутами, а также Центральной линией метрополитена.

### Автобусные маршруты
Первый автобусный маршрут, связавший в 1972—1973 годах новый жилой район с центром Казани (№ 32), сначала имел конечную остановку на Горках в месте пересечения улиц Танковой и Рихарда Зорге (где сейчас располагается станция метро «Горки»). Позже данный маршрут продлили по улице Хусаина Мавлютова до 1-го микрорайона.
Примерно в эти же годы до этой конечной остановки был продлён автобусный маршрут № 17, прежде ходивший до Казанского мясокомбината (по состоянию на 1970 год, данный автобус ходил по маршруту «Площадь Свободы — Мясокомбинат»).
К 1977 году количество автобусных маршрутов, связывавших Горки с другими частями Казани, возросло до 8.
| Список автобусных маршрутов, связывавших Горки с другими частями Казани (по состоянию на 1977 год) | Список автобусных маршрутов, связывавших Горки с другими частями Казани (по состоянию на 1977 год) |
| Номер маршрута                                                                                     | Крайние пункты маршрута                                                                            |
| -------------------------------------------------------------------------------------------------- | -------------------------------------------------------------------------------------------------- |
| 14                                                                                                 | Горки — Площадь Вахитова                                                                           |
| 17                                                                                                 | Горки — Улица Чехова                                                                               |
| 32                                                                                                 | Горки — Улица Айдинова                                                                             |
| 36                                                                                                 | Проспект Победы — Площадь Вахитова                                                                 |
| 37                                                                                                 | Проспект Победы — Улица Чехова                                                                     |
| 38                                                                                                 | Проспект Победы — Улица Айдинова                                                                   |
| 41                                                                                                 | Проспект Победы — Улица Айдинова (дублировал 38-й маршрут)                                         |
| 44                                                                                                 | Проспект Победы — Улица Модельная                                                                  |

К 1980 году количество автобусных маршрутов увеличилось до 9: к действующим добавился маршрут № 43 «Улица Сафиуллина — Площадь Вахитова». Прежде 43-й маршрут ходил по другому направлению: «Речной вокзал — Московский рынок». Кроме того, автобусные маршруты № 41 и № 44 были продлены до конечной остановки «Улица Сафиуллина».
К июню 1987 года количество автобусных маршрутов, связывавших Горки с другими частями Казани, возросло до 14, в том числе 3 транзитных. Крупным конечным пунктом стал 10-й микрорайон, где завершали движение 6 автобусных маршрутов (№№ 24, 41, 43, 44, 51, 68). Из перечня прежних «горкинских» маршрутов к этому времени исчезли 2, их перевели на другие направления: № 17 «Улица Можайского — Улица Моисеева» и № 32 «Улица Усманова — Жилплощадка». С расширением территории застройки Горок 5 маршрутов были продлены до более удалённых микрорайонов: № 36 и № 38 — до улицы Юлиуса Фучика (оба маршрута доходили до конечной остановки, огибая 8-й микрорайон по улице Комиссара Габишева), а № 41, № 43 и № 44 — до 10-го микрорайона. Также был продлён маршрут № 37, в прежние времена заканчивавший движение на проспекте Победы; отныне он стал транзитом проходить через Горки (по улице Рихарда Зорге и проспекту Победы) до конечной остановки «УЧХОЗ» (Ферма-2). Кроме того, на Горках в 1980-е годы появились новые маршруты: № 24 (прежде ходил по другому направлению: «Улица Ленинградская — Площадь Свободы»), № 49 и № 52 (связывали разные районы Горок с ЦУМом), № 51 (ходил до улицы Модельной, дублируя 44-й маршрут), № 68 (ходил только по территории Горок, связывал между собой две крайние точки данного жилого района — 10-й микрорайон и 18-ю поликлинику). С открытием на территории Лаишевского района аэропорта «Казань» (1979) до него от старого аэропорта были пущены два автобусных маршрута № 121 и № 122, ходивших транзитом через Горки (по улице Рихарда Зорге и проспекту Победы).
| Список автобусных маршрутов, связывавших Горки с другими частями Казани (по состоянию на июнь 1987 года) | Список автобусных маршрутов, связывавших Горки с другими частями Казани (по состоянию на июнь 1987 года) |
| Номер маршрута                                                                                           | Крайние пункты маршрута                                                                                  |
| --- | --- |
| 14 | Улица Мавлютова — Площадь Вахитова                                                                       |
| 24 | 10-й микрорайон — Улица Айдинова                                                                         |
| 36 | Улица Юлиуса Фучика — Площадь Вахитова                                                                   |
| 37 | УЧХОЗ — Улица Чехова (проходил через Горки транзитом)                                                    |
| 38 | Улица Юлиуса Фучика — Улица Айдинова                                                                     |
| 41 | 10-й микрорайон — Улица Айдинова (дублировал 24-й маршрут)                                               |
| 43 | 10-й микрорайон — Площадь Вахитова                                                                       |
| 44 | 10-й микрорайон — Улица Модельная                                                                        |
| 49 | Улица Юлиуса Фучика — ЦУМ                                                                                |
| 51 | 10-й микрорайон — Улица Модельная (дублировал 44-й маршрут)                                              |
| 52 | Улица Мавлютова — ЦУМ                                                                                    |
| 68 | 10-й микрорайон — Улица Карбышева (ходил только по территории Горок)                                     |
| 121 | Агентство «Аэрофлот» (старый аэропорт) — Аэропорт «Казань» (проходил через Горки транзитом)              |
| 122 | Агентство «Аэрофлот» (старый аэропорт) — Аэропорт «Казань» (проходил через Горки транзитом)              |

В 1990-е годы количество автобусных маршрутов в Казани продолжало расти, но общая схема сети сохраняла основу и принципы, сформированные в советский период. Помимо появления новых маршрутов, менялась схема движения некоторых старых, но в целом эти изменения не были кардинальными.
В 1998 году Горки были связаны с другими частями Казани 27 автобусными маршрутами, в том числе 9 транзитными. Помимо улицы Рихарда Зорге и проспекта Победы, к этому времени сильно возросло транспортное значение улицы Юлиуса Фучика, по которой ходило множество маршрутов не только до 10-го микрорайона, но и далее в сторону жилого района Азино. Один из таких маршрутов № 91 («Азино-2 — ЦУМ») считается первым в Казани частным автобусным маршрутом. Он был открыт в 1997 году и обслуживался АО «Казанское производственное объединение грузового автотранспорта № 3» (КПОГАТ-3), владельцем и гендиректором которого был Олег Горлик.
| Список автобусных маршрутов, связывавших Горки с другими частями Казани (по состоянию на 1998 год) | Список автобусных маршрутов, связывавших Горки с другими частями Казани (по состоянию на 1998 год) |
| Номер маршрута                                                                                     | Крайние пункты маршрута                                                                            |
| -------------------------------------------------------------------------------------------------- | -------------------------------------------------------------------------------------------------- |
| 3                                                                                                  | ЦУМ — ДРКБ (проходил через Горки транзитом)                                                        |
| 14                                                                                                 | Улица Парина — 5-я горбольница                                                                     |
| 24                                                                                                 | 10-й микрорайон — Речной порт                                                                      |
| 25                                                                                                 | Чеховский рынок — ДРКБ (проходил через Горки транзитом)                                            |
| 32                                                                                                 | Проспект Победы — Куюки                                                                            |
| 36                                                                                                 | 10-й микрорайон — 5-я горбольница                                                                  |
| 37                                                                                                 | Чеховский рынок — Ферма-2 (проходил через Горки транзитом)                                         |
| 38                                                                                                 | Улица Завойского — Площадь Тукая                                                                   |
| 41                                                                                                 | Улица Дубравная — Речной порт                                                                      |
| 43                                                                                                 | 10-й микрорайон — Юнусовская площадь                                                               |
| 44                                                                                                 | 10-й микрорайон — Улица Фрезерная                                                                  |
| 49                                                                                                 | Улица Закиева — ЦУМ (проходил через Горки транзитом)                                               |
| 52                                                                                                 | Улица Парина — ЦУМ                                                                                 |
| 54                                                                                                 | 10-й микрорайон — Улица Халитова                                                                   |
| 58                                                                                                 | 10-й микрорайон — Железнодорожный вокзал                                                           |
| 59                                                                                                 | Улица Сафиуллина — Улица Модельная                                                                 |
| 64                                                                                                 | Улица Братьев Касимовых — Улица Мусина                                                             |
| 66                                                                                                 | Чеховский рынок — Ферма-2 (проходил через Горки транзитом, дублировал 37-й маршрут)                |
| 68                                                                                                 | 18-я поликлиника — Улица Закиева                                                                   |
| 79                                                                                                 | Дворец спорта — Улица Закиева (проходил через Горки транзитом)                                     |
| 85                                                                                                 | Проспект Победы — Улица Волгоградская                                                              |
| 88                                                                                                 | Театр им. Камала — Ферма-2 (проходил через Горки транзитом)                                        |
| 90                                                                                                 | 10-й микрорайон — Улица Волгоградская                                                              |
| 91                                                                                                 | Азино-2 — ЦУМ (проходил через Горки транзитом)                                                     |
| 94                                                                                                 | Проспект Победы — Улица Чуйкова                                                                    |
| 95                                                                                                 | 10-й микрорайон — Улица Халитова (дублировал 54-й маршрут)                                         |
| 121                                                                                                | Агентство «Аэрофлот» (старый аэропорт) — Аэропорт «Казань» (проходил через Горки транзитом)        |

С начала 2000-х годов количество автобусных маршрутов в Казани резко увеличилось за счёт появления множества частных перевозчиков. Они получали новые маршруты, которые обслуживались малогабаритным транспортом (микроавтобусами) и поэтому имели статус маршрутных такси.
Многие линии маршрутных такси полностью или в значительной степени дублировали автобусные маршруты. Также резко возросла проблема безопасности перевозок. В результате в 2007 году власти Казани кардинально пересмотрели городскую систему автобусного сообщения: сократили общее количество маршрутов и провели их перенумерацию, изменили схему маршрутного движения, радикально обновили автобусный парк и вывели из использования малогабаритный транспорт, отменили маршрутное такси.

#### Действующие маршруты
По состоянию на октябрь 2024 года, количество автобусных маршрутов, связывающих Горки с другими частями Казани, составило 17, в том числе 11 транзитных (не считая сезонных маршрутов).
| Список автобусных маршрутов, связывающих Горки с другими частями Казани (по состоянию на октябрь 2024 года) | Список автобусных маршрутов, связывающих Горки с другими частями Казани (по состоянию на октябрь 2024 года) | Список автобусных маршрутов, связывающих Горки с другими частями Казани (по состоянию на октябрь 2024 года) | Список автобусных маршрутов, связывающих Горки с другими частями Казани (по состоянию на октябрь 2024 года) |
| Номер маршрута                                                                                              | Крайние пункты маршрута                                                                                     | Протяжённость маршрута (в километрах)                                                                       | Предприятие, обслуживающее маршрут                                                                          |
| --- | --- | --- | --- |
| 4 | Жилой массив Ферма-2 — Жилой массив Новая Сосновка (проходит через Горки транзитом)                         | 24,59 | МУП «ПАТП-2» (420087, г. Казань, ул. Крылова, 3)                                                            |
| 5 | ЦУМ — Улица Халитова (проходит через Горки транзитом)                                                       | 27,42 | МУП «ПАТП-2» (420087, г. Казань, ул. Крылова, 3)                                                            |
| 18 | Улица Северополюсная — Переулок Дуслык (проходит через Горки транзитом)                                     | 32,57 | МУП «ПАТП-2» (420087, г. Казань, ул. Крылова, 3)                                                            |
| 22 | Улица Можайского — Жилой массив Ферма-2 (проходит через Горки транзитом)                                    | 24,45 | МУП «ПАТП-2» (420087, г. Казань, ул. Крылова, 3)                                                            |
| 30 | Переулок Дуслык — Улица Привокзальная (проходит через Горки транзитом)                                      | 33 | МУП «ПАТП-2» (420087, г. Казань, ул. Крылова, 3)                                                            |
| 31 | Торговый центр МЕГА (IKEA) — Жилой массив Старое Победилово (проходит через Горки транзитом)                | 29,48 | МУП «ПАТП-2» (420087, г. Казань, ул. Крылова, 3)                                                            |
| 33 | Улица Ленинградская — Жилой массив Ферма-2 (проходит через Горки транзитом)                                 | 29,02 | ООО «КПАТП-9» (420083, г. Казань, пос. Константиновка, ул. Заречная, 3А)                                    |
| 34 | Жилой массив Ферма-2 — Жилой массив Дербышки (проходит через Горки транзитом)                               | 25,70 | МУП «ПАТП-2» (420087, г. Казань, ул. Крылова, 3)                                                            |
| 45 | Жилой массив Ферма-2 — Су Анасы (проходит через Горки транзитом)                                            | 39,28 | МУП «ПАТП-2» (420087, г. Казань, ул. Крылова, 3)                                                            |
| 46 | Жилой комплекс «Экопарк „Дубрава“» — Профилакторий                                                          | 41,42 | МУП «ПАТП-4» (420095, г. Казань, ул. Восстания, д.108А)                                                     |
| 47 | Деревня Универсиады — Улица Батыршина                                                                       | 20,67 | МУП «ПАТП-4» (420095, г. Казань, ул. Восстания, д.108А)                                                     |
| 55 | 39-й квартал — Жилой комплекс Лесной городок (проходит через Горки транзитом)                               | 23 | «УМ-4» (420073, г. Казань, ул. Седова, 2)                                                                   |
| 68 | Станция метро «Проспект Победы» — Улица Иман                                                                | 7,5 | МУП «ПАТП-2» (420087, г. Казань, ул. Крылова, 3)                                                            |
| 74 | 10-й микрорайон — Дворец водных видов спорта                                                                | 22,44 | ООО «КПАП № 7» (420061, г. Казань, ул. Ершова, 27А)                                                         |
| 77 | Деревня Универсиады — Нефтебаза                                                                             | 16,5 | МУП «ПАТП-2» (420087, г. Казань, ул. Крылова, 3)                                                            |
| 90 | Станция метро «Площадь Г.Тукая» — Куюки (проходит через Горки транзитом)                                    | 22,43 | МУП «ПАТП-2» (420087, г. Казань, ул. Крылова, 3)                                                            |
| 94 | Станция метро «Дубравная» — Жилой массив Привольный                                                         | 8 | МУП «ПАТП-2» (420087, г. Казань, ул. Крылова, 3)                                                            |
| 197 | Автовокзал «Восточный» — Международный аэропорт «Казань» (проходит через Горки транзитом)                   | 29,98 | ООО «ПАТП-8» (420101, г. Казань, ул. Профессора Камая, 2Б)                                                  |
| 252 | Торговый центр «Порт» — Станция метро «Проспект Победы»                                                     | 5,67 | ООО «ИТЦ»                                                                                                   |

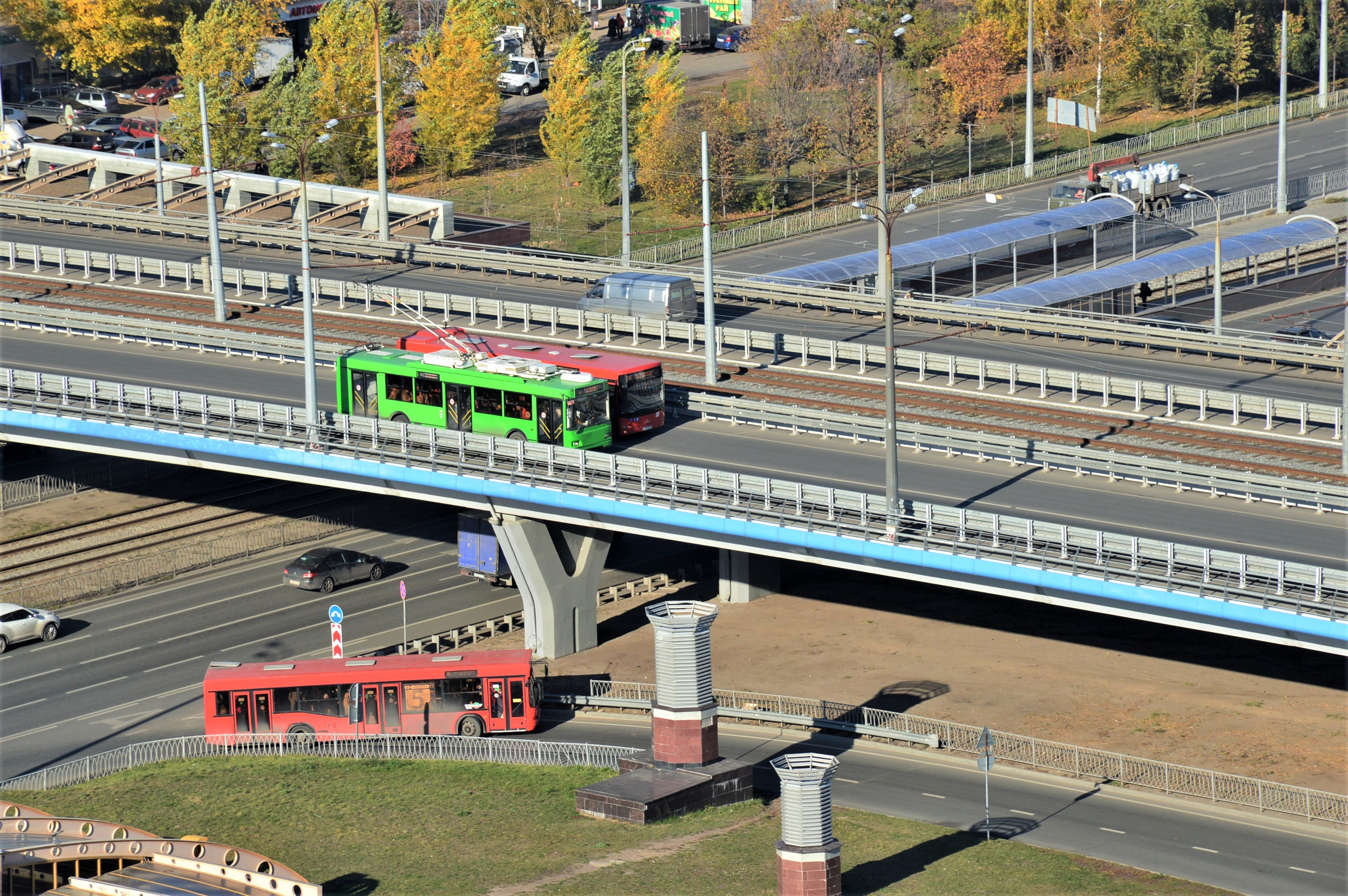
Автобусы и троллейбус на транспортной развязке на пересечении проспекта Победы и улицы Рихарда Зорге (октябрь 2018)
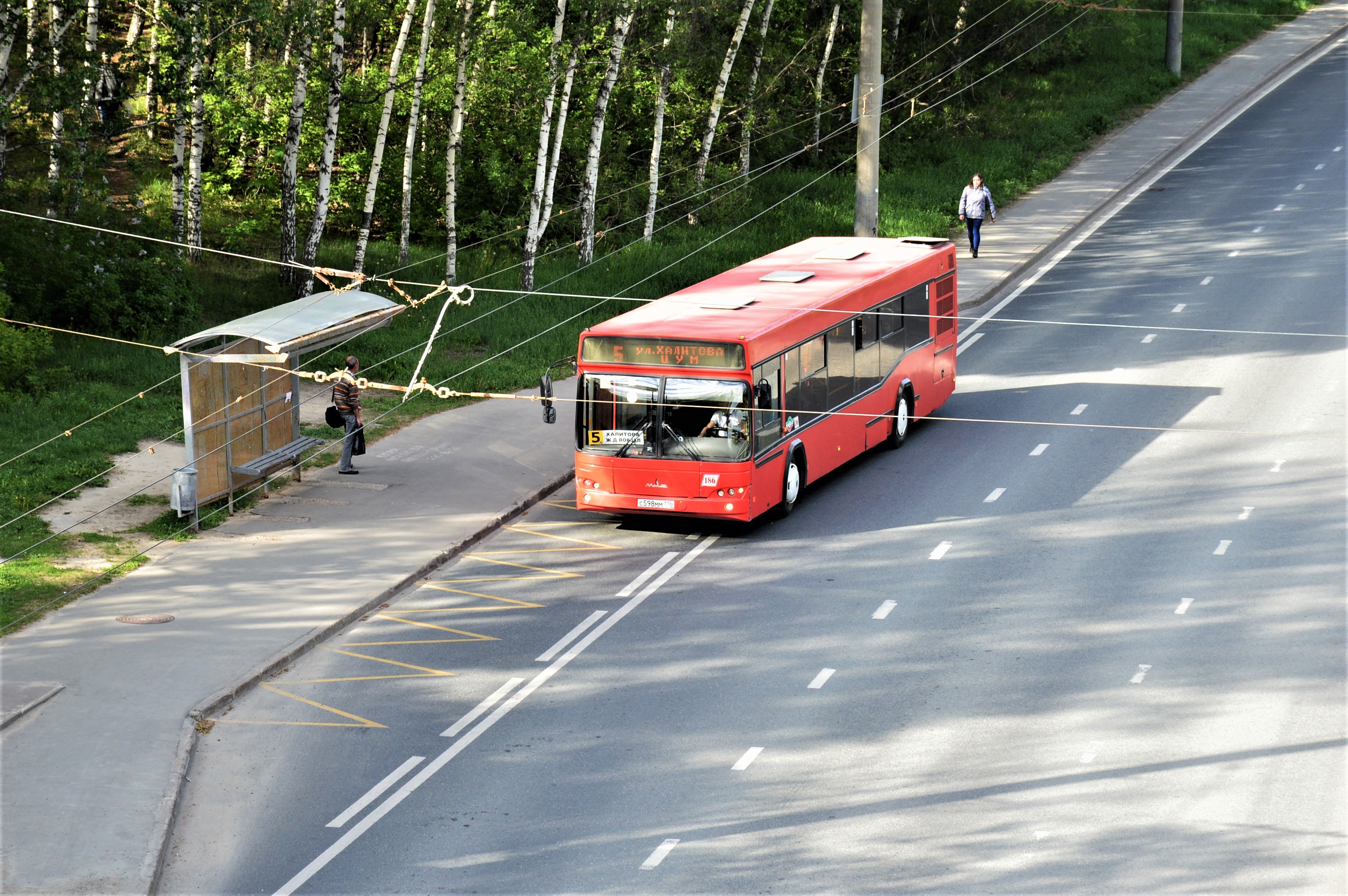
Автобус маршрута 5 (модель МАЗ-103) на улице Танковой (май 2019)
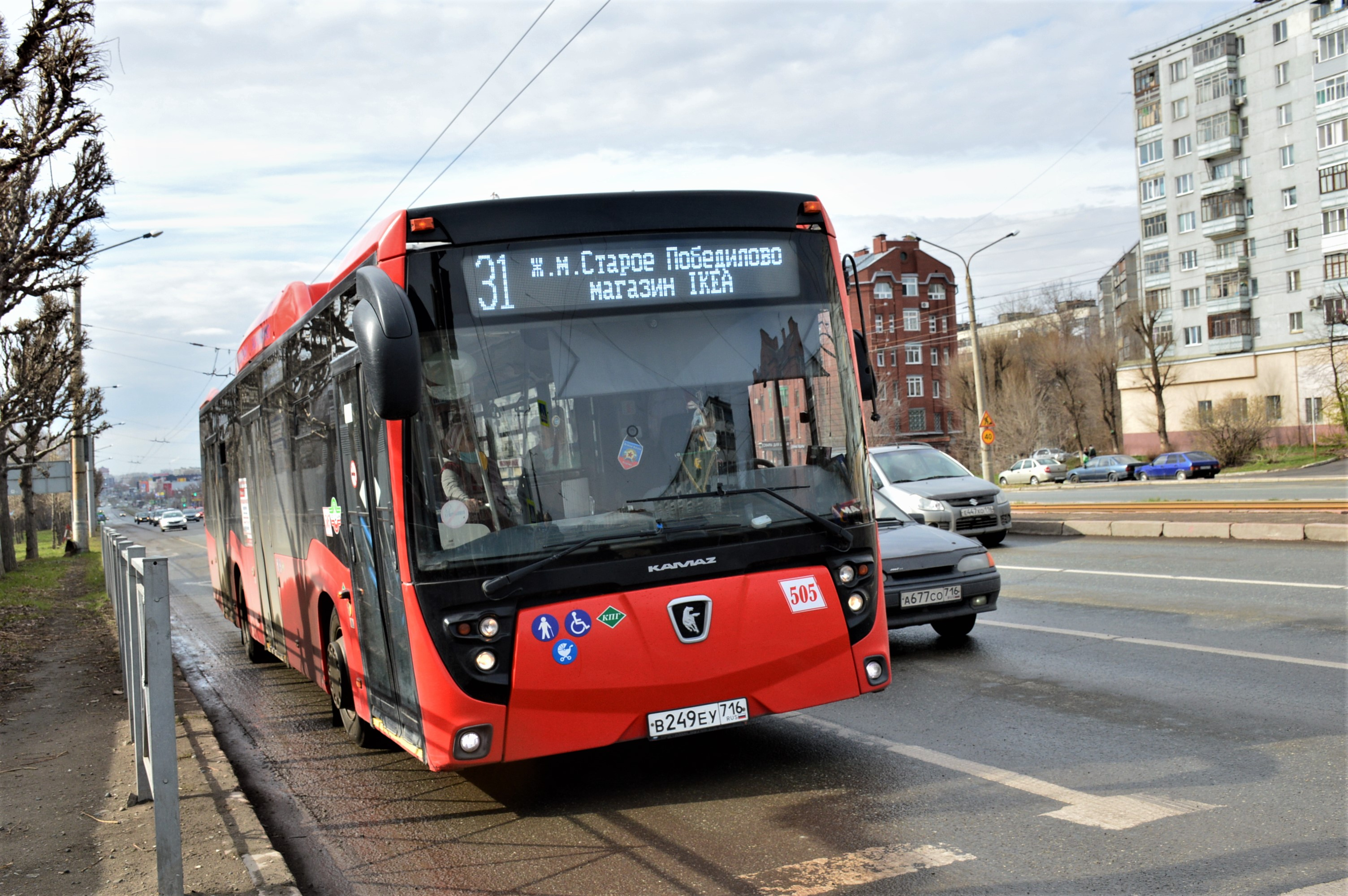
Автобус маршрута 31 (модель НефАЗ-5299-40-57 CNG) на улице Рихарда Зорге (апрель 2020)
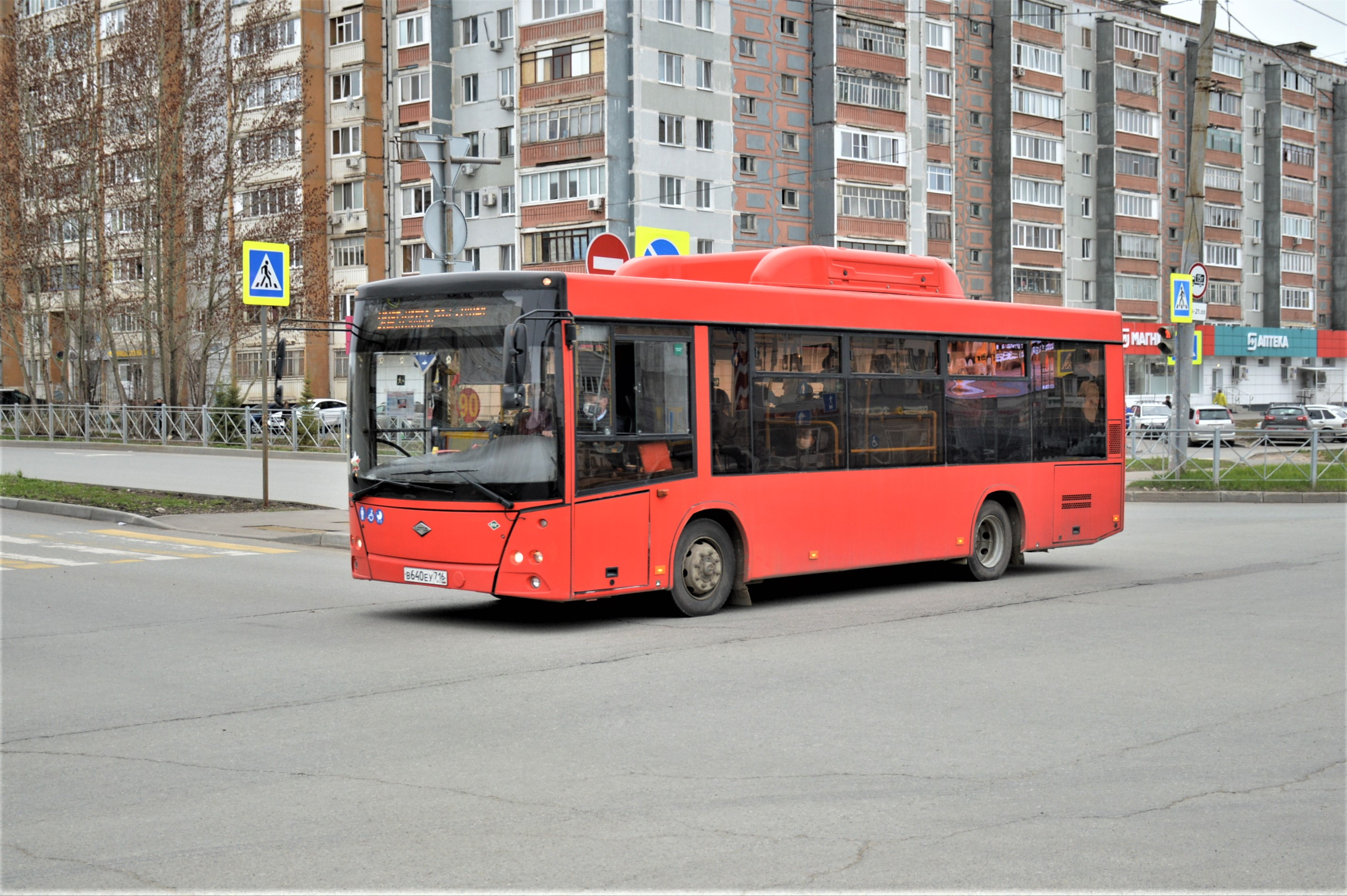
Автобус маршрута 90 (модель LOTOS 206 CNG) на перекрёстке улиц Рихарда Зорге и Юлиуса Фучика (апрель 2020)
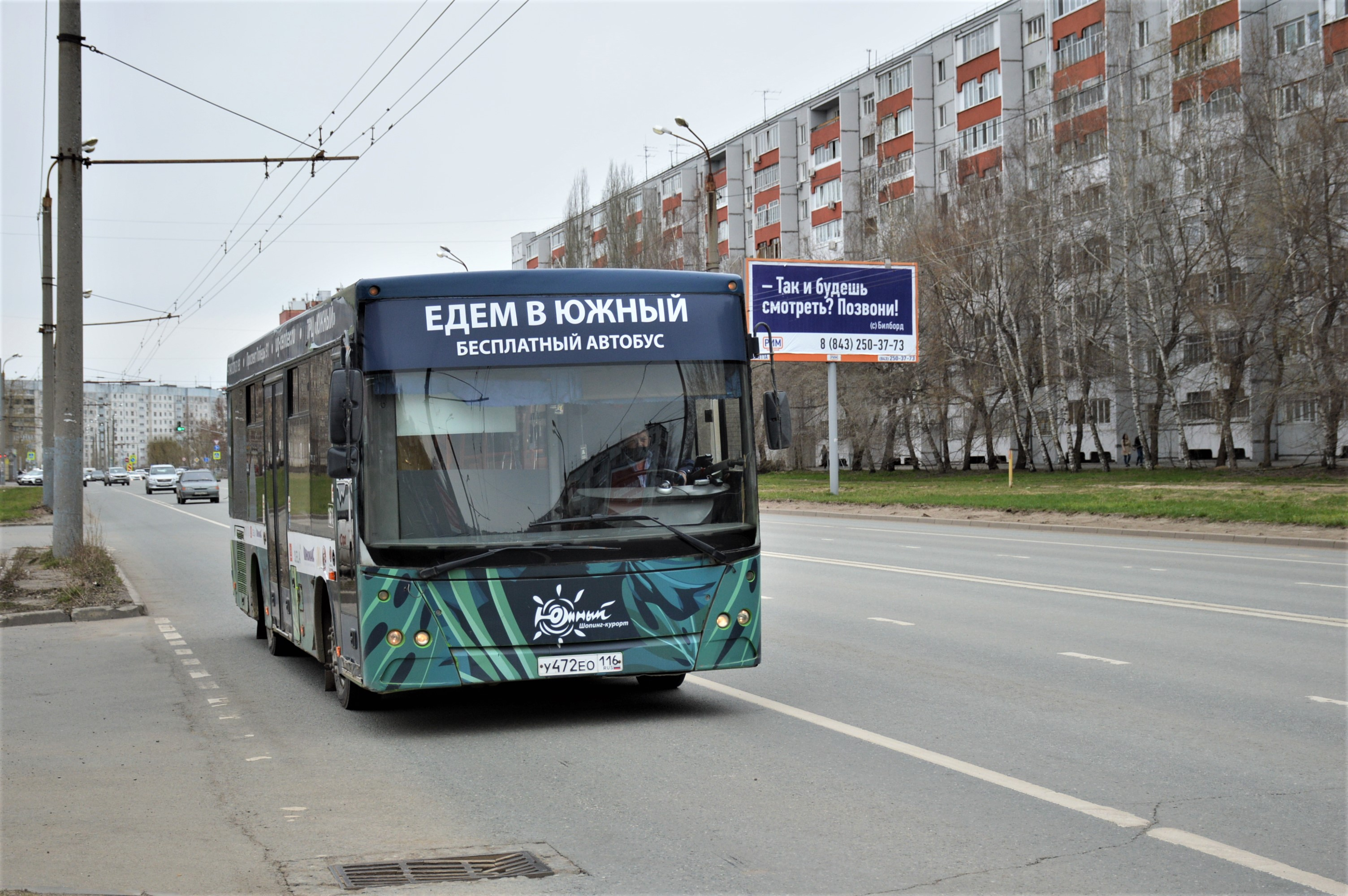
Бесплатный автобус (модель МАЗ-206), идущий до Торгово-развлекательного центра «Южный», на улице Юлиуса Фучика (апрель 2020)

### Трамвайные маршруты
В 1976 году по улице Рихарда Зорге пошли трамваи двух маршрутов: № 11 «Улица Компрессорная — Проспект Победы» и № 12 «Площадь Куйбышева — Проспект Победы». Маршрут № 11 был открыт двумя годами ранее (1974) и до этого ходил от улицы Компрессорной до остановки «Сады». Маршрут № 12 был новым, его пустили специально по случаю открытия трамвайного движения в новый жилой район. На Горках разворотное кольцо обоих трамвайных маршрутов располагалось вдоль улицы Рихарда Зорге, за перекрёстком с проспектом Победы, около нынешнего водно-оздоровительного комплекса «Дельфин» и Приволжского рынка.
В декабре 1980 года открылось движение по следующему участку трамвайных путей, проложенному вдоль улиц Рихарда Зорге и Комиссара Габишева с конечной остановкой «9-й микрорайон». Здесь в первые шесть лет ходили трамваи с литерным обозначением маршрутов: № 11А «Улица Компрессорная — 9-й микрорайон» и № 12А «Площадь Куйбышева — 9-й микрорайон». В 1986 году литерные маршруты упразднили, а маршруты № 11 и № 12 были продлены до 9-го микрорайона. При этом, противоположная конечная остановка маршрута № 11 стала называться «Улица Халитова» в связи с переименованием в 1986 году улицы Компрессорной в улицу Халитова.
Двумя годами ранее (1984) до Горок был пущен ещё один трамвайный маршрут — пиковый № 15, который стал ходить по маршруту «Улица Ершова — 9-й микрорайон». В 1986 году данный маршрут был немного сокращён и его конечной остановкой стало разворотное кольцо у Приволжского рынка: «Улица Ершова — Проспект Победы». Но в 1992 году его вновь пустили до 9-го микрорайона. В 2004 году маршрут № 15 был закрыт в связи с демонтажом разворотного кольца у Центрального парка культуры и отдыха им. Горького (по причине строительства транспортной развязки на пересечении улиц Николая Ершова и Вишневского).
В 1999 году открылось трамвайное движение по проспекту Победы и улице Академика Арбузова на участке протяжённостью 8,7 км (от улицы Рихарда Зорге до Сибирского тракта). Это позволило запустить движение трамваев сразу по трём новым маршрутам — № 19, № 20 и № 21.
Маршрут номер № 19 «Проспект Победы — Улица Короленко» работал до июля 2011 года, неизменно используя разворотное кольцо у Приволжского рынка. Менялась только его конечная остановка с противоположной стороны: в 2008 году этот маршрут продлили до железнодорожного вокзала с движением по улицам Декабристов, Новокремлёвской и Саид-Галеева, в сентябре 2009 года его укоротили до улицы Короленко (в связи с началом строительства транспортной развязки на пересечении улицы Декабристов и проспекта Хусаина Ямашева), а с августа 2010 года он стал ходить по ещё более укороченному маршруту до улицы Халитова (в связи с началом реконструкции проспекта Хусаина Ямашева).
Маршруты № 20 и № 21 являлись кольцевыми. Их протяжённость достигала 32 км и по этому показателю они считались самыми длинными в России. Оба маршрута ходили до железнодорожного вокзала, но в противоположных направлениях. Маршрут № 20 шёл против часовой стрелки: на Горках трамваи сворачивали с улицы Рихарда Зорге на проспект Победы, далее двигались в сторону Азино, Ново-Савиновского и Московского районов, Ленинской дамбы до железнодорожного вокзала, после чего через центр города, а также улицы Николая Ершова, Гвардейская и Рихарда Зорге возвращались к проспекту Победы. Трамваи маршрута № 21 двигались по этой же линии, но в обратном направлении, то есть по часовой стрелке. Оба маршрута закрылись в 2008 году, когда были разобраны трамвайные пути в центре города — на участке от площади Тукая (Кольцо) до улицы Гвардейской.
По этой же причине в 2008 году был закрыт маршрут № 12, связывавший 9-й микрорайон с центральной частью Казани. До 2002 года трамваи данного маршрута использовали в центре города разворотное кольцо вокруг квартала, ограниченного улицами Куйбышева (в настоящее время — Пушкина), Островского, Университетской и Правобулачной; менялась только название и место дислокации конечной остановки: до 1986 года — «Площадь Куйбышева», в 1986—1994 годах — «Комбинат «Здоровье»; в 1994—2002 годах — «Улица Островского». Летом 2002 года данное разворотное кольцо было ликвидировано, а конечная остановка маршрута № 12 была перенесена на улицу Каюма Насыри. Здесь трамваи разворачивались вплоть до закрытия данного маршрута в 2008 году.
Следует также упомянуть ещё два трамвайных маршрута, ходивших в 2004-2005 годах на Горки: № 22 «Речной вокзал — 9-й микрорайон» и № 23 «Улица Кызыл Татарстан — 9-й микрорайон».
В 2011—2012 годах в процессе подготовки Казани к XXVII Всемирной летней Универсиаде 2013 года осуществлялся капитальный ремонт проспекта Победы с заменой трамвайных путей и возведением на нём двух транспортных развязок. По этой причине в июле 2011 года маршрут № 19 был временно закрыт. Строительство транспортной развязки на пересечении проспекта Победы и улицы Рихарда Зорге отразилось и на схеме движения маршрута № 11. Из-за невозможности проехать в сторону 9-го микрорайона в июле 2011 года его пришлось укоротить, для чего на пересечении улиц Гарифьянова и Рихарда Зорге построили временное разворотное кольцо. С открытием в августе 2012 года вышеуказанной транспортной развязки движение трамваев по маршруту № 11 до 9-го микрорайона возобновилось, однако теперь они стали ходить по путепроводу над проспектом Победы. Существовавшая до 2011 года возможность для трамваев осуществлять поворот с проспекта Победы на обе стороны улицы Рихарда Зорге и обратно исчезла. С учётом этого ещё на этапе проектирования вышеуказанной транспортной развязки было принято решение удлинить трамвайные пути по проспекту Победы вплоть до микрорайона Солнечный город, на въезде в который был построен поворотный треугольник. 31 октября 2012 года трамвайное движение по проспекту Победы возобновилось. Однако теперь это был маршрут не № 19, а № 5, а его крайними остановками стали «Железнодорожный вокзал — Солнечный город».
В соответствии с постановлением Исполнительного комитета г. Казани от 4 октября 2012 года № 7270 была проведена перенумерация маршрутов городского транспорта, в том числе трамвайных. Официально новые номера маршрутов стали действовать с 1 мая 2013 года. В частности, маршрут № 5 сохранил свой номер, а маршрут № 11 стал ходить под № 4.
Маршрут № 5 «Железнодорожный вокзал — Солнечный город» изначально планировалось сделать скоростным трамваем. Этому должна была способствовать поэтапная реконструкция трамвайных путей на всём протяжении его следования: по Кировской дамбе (2007—2008); по улицам Несмелова и Большая Крыловка (2009—2010); по улице Ленской и проспекту Хусаина Ямашева (2010—2011), по улице Академика Арбузова и проспекту Победы (2011—2012). Однако открыть полноценное скоростное движение не удалось, в том числе по причине наличия на многих участках маршрута пересечений с автомобильным транспортом. В 2019 году маршрут № 5 продлили почти на 1 км через микрорайон Солнечный город вдоль улицы Баки Урманче до её пересечения с улицей Мидхата Булатова, где оборудовали новый поворотный треугольник. Соответственно изменилось название конечной остановки — «Улица Мидхата Булатова». Движение трамваев по новому участку началось в ноябре 2019 года.
29 августа 2020 года трамвайный маршрут № 5 стал кольцевым и самым протяжённым в России — 34 км. Это произошло благодаря строительству 800-метрового участка Большого Казанского кольца (от улицы Мидхата Булатова до улицы Борисковской), названного магистралью 100-летия Татарской АССР. По этой магистрали проложили новые трамвайные пути, замкнув их со старыми на улице Авангардной. А сам трамвайный маршрут был разделён на два встречно-кольцевых маршрута — № 5 (по часовой стрелке) и № 5А (против часовой стрелки).

#### Действующие маршруты
В настоящее время Горки связаны с другими частями Казани тремя трамвайными маршрутами — № 4, № 5 (5А) и № 7.
| Список трамвайных маршрутов, связывающих Горки с другими частями Казани (по состоянию на октябрь 2024 года) | Список трамвайных маршрутов, связывающих Горки с другими частями Казани (по состоянию на октябрь 2024 года) | Список трамвайных маршрутов, связывающих Горки с другими частями Казани (по состоянию на октябрь 2024 года) | Список трамвайных маршрутов, связывающих Горки с другими частями Казани (по состоянию на октябрь 2024 года) | Список трамвайных маршрутов, связывающих Горки с другими частями Казани (по состоянию на октябрь 2024 года) |
| Номер маршрута                                                                                              | Дата открытия маршрута                                                                                      | Крайние пункты маршрута                                                                                     | Примерная протяжённость маршрута (в километрах)                                                             | Предприятие, обслуживающее маршрут                                                                          |
| --- | --- | --- | --- | --- |
| 4 | 1974 | Улица Халитова — 9-й микрорайон                                                                             | 12,1 | МУП «Метроэлектротранс». Трамвайное депо им. И. К. Кабушкина (420053, г. Казань, Сибирский тракт, 46)       |
| 5 (5А) | 31 октября 2012 (кольцевое движение открыто 29 августа 2020)                                                | Кольцевой (проходит через Горки транзитом)                                                                  | 34 | МУП «Метроэлектротранс». Трамвайное депо им. И. К. Кабушкина (420053, г. Казань, Сибирский тракт, 46)       |
| 7 | 2 июля 2022                                                                                                 | Железнодорожный вокзал — Улица Глазунова (проходит через Горки транзитом)                                   | 25,5 | МУП «Метроэлектротранс». Трамвайное депо им. И. К. Кабушкина (420053, г. Казань, Сибирский тракт, 46)       |

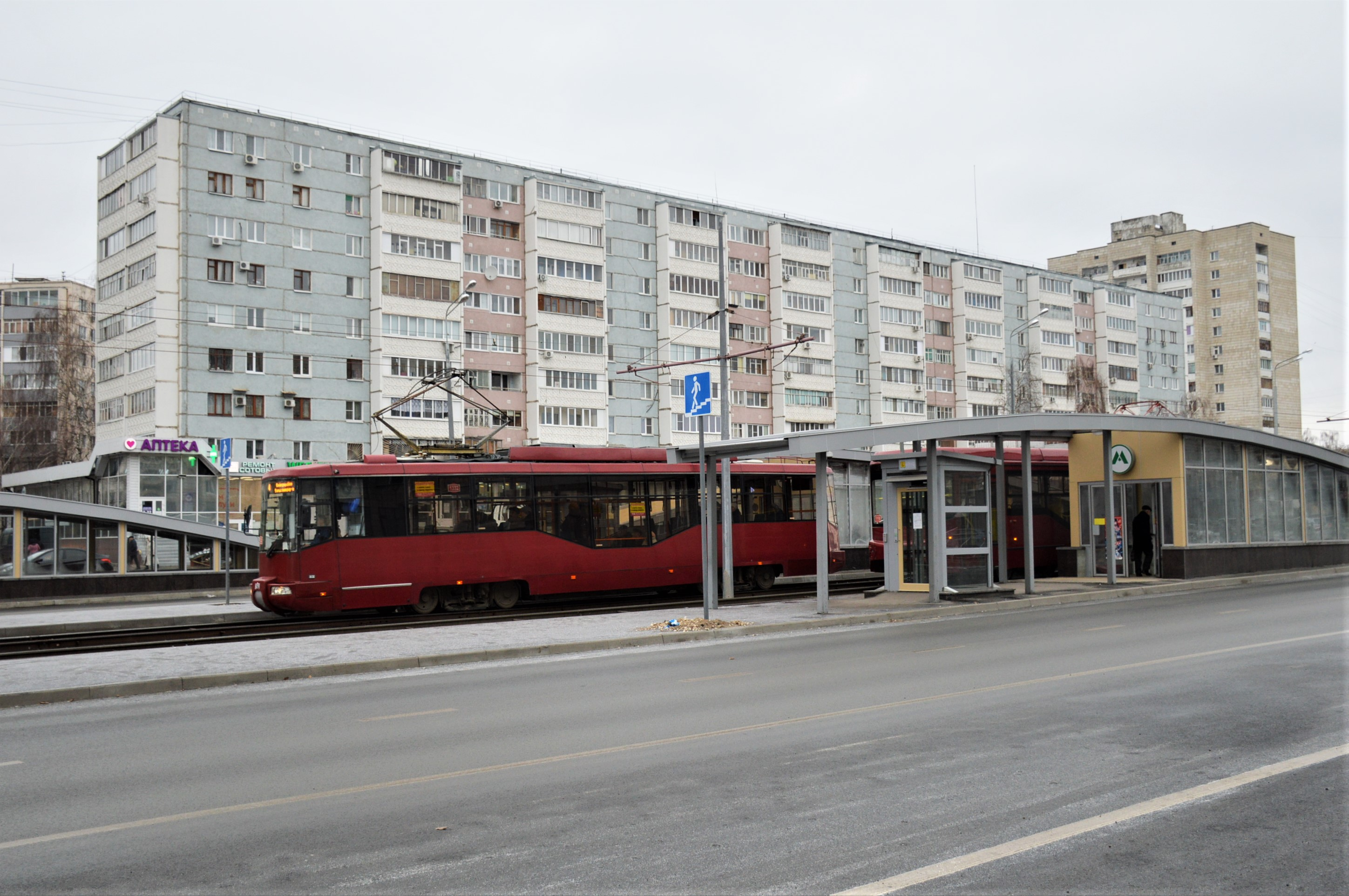
Трамвай маршрута 4 (модель АКСМ-62103) на остановке у станции метро «Дубравная» на улице Рихарда Зорге (ноябрь 2018)
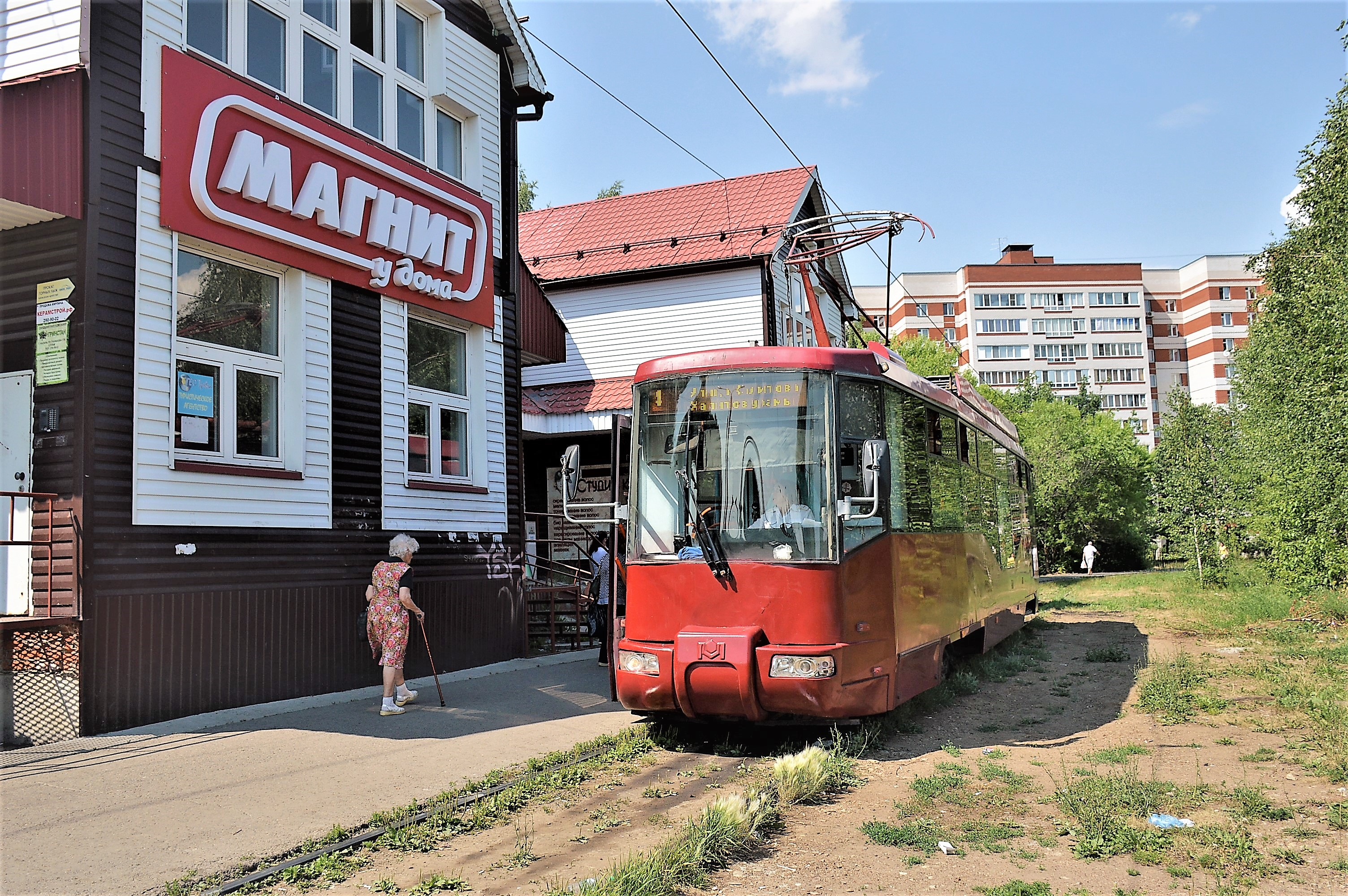
Трамвай маршрута 4 (модель АКСМ-62103) на конечной остановке «9-й микрорайон» (июнь 2019)
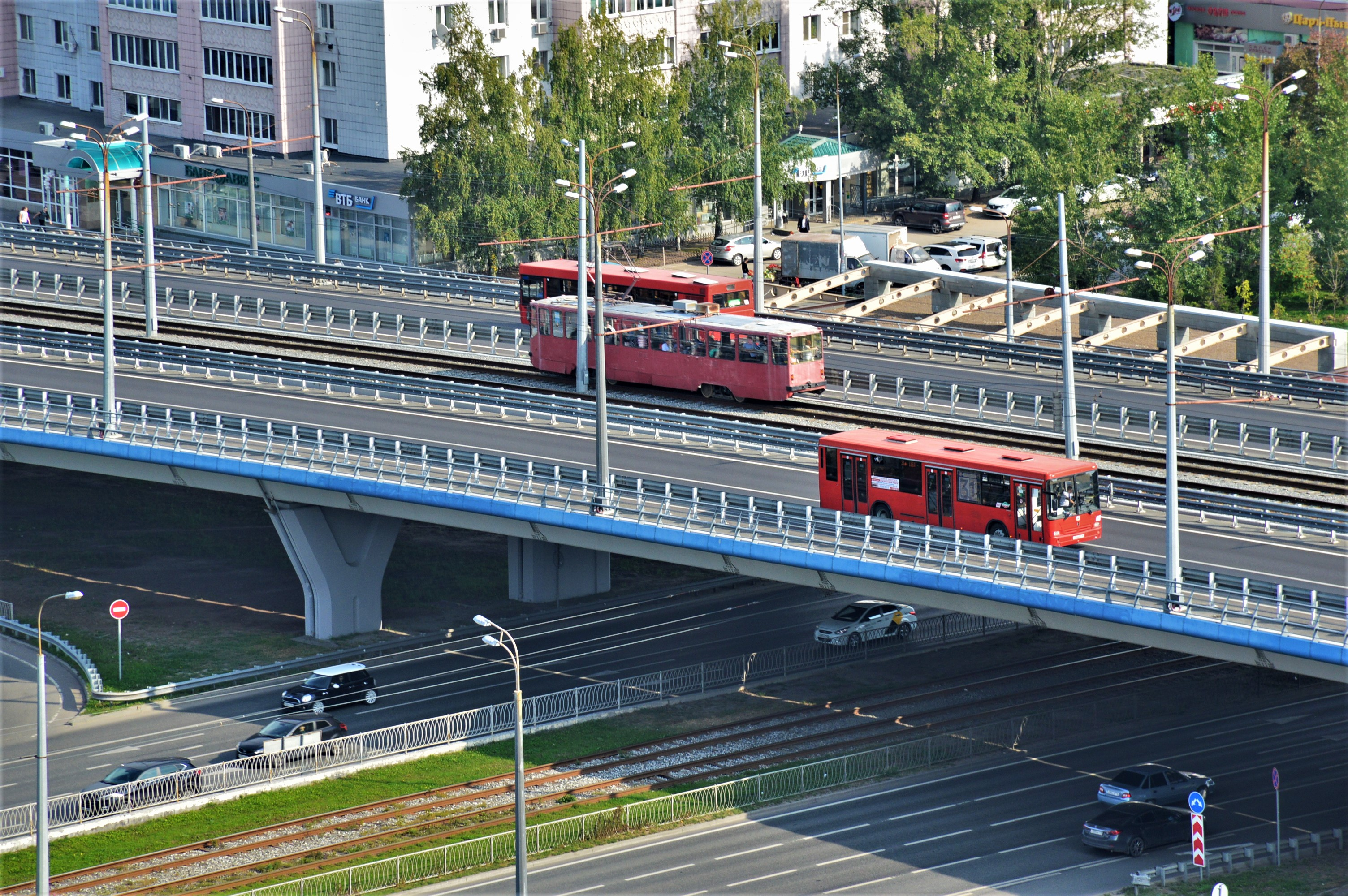
Трамвай маршрута 4 (модель 71-402 «СПЕКТР») на путепроводе по улице Рихарда Зорге (август 2019)
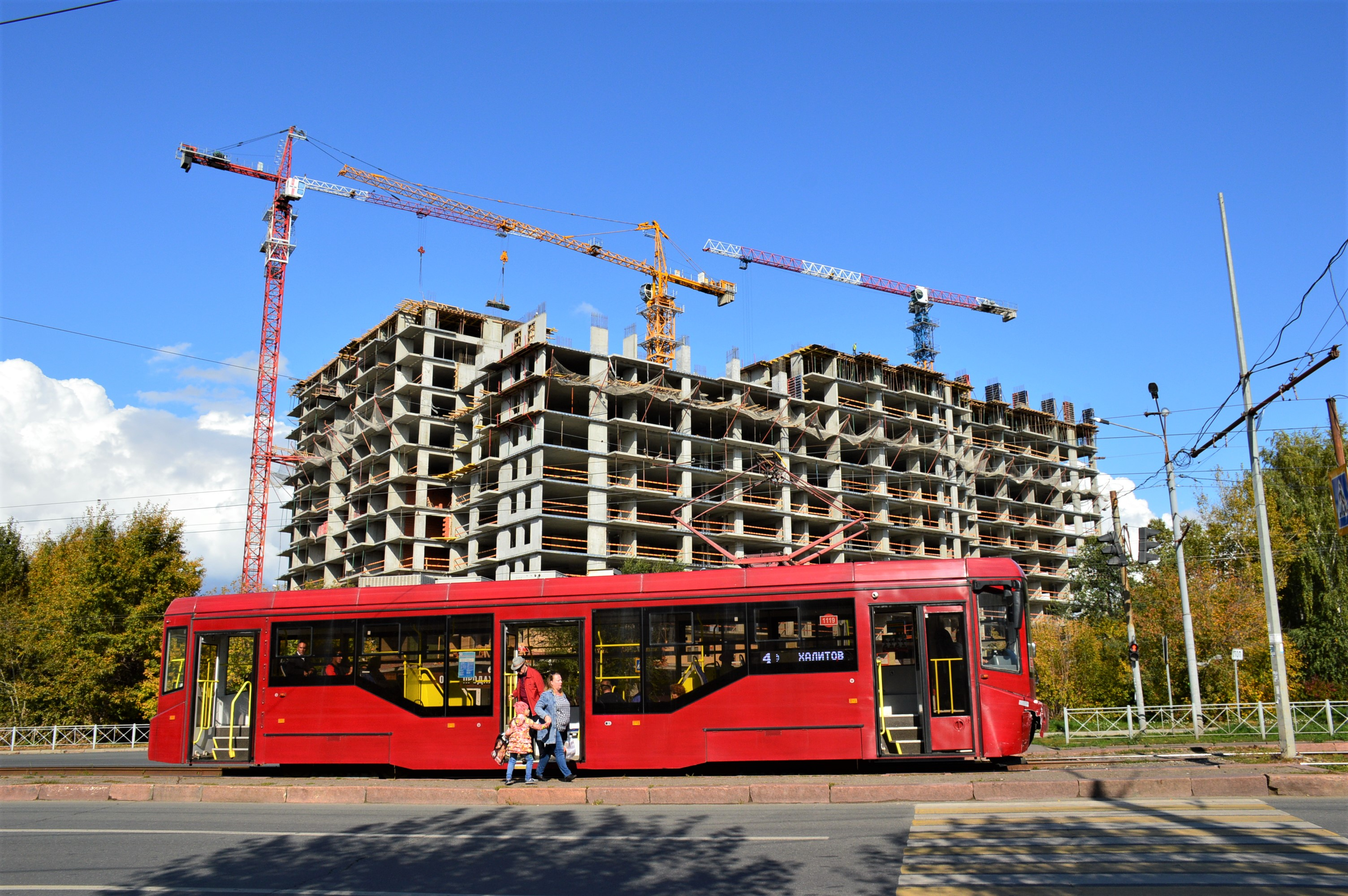
Трамвай маршрута 4 (модель 71-407-01) на остановке «Улица Братьев Касимовых» (сентябрь 2019)
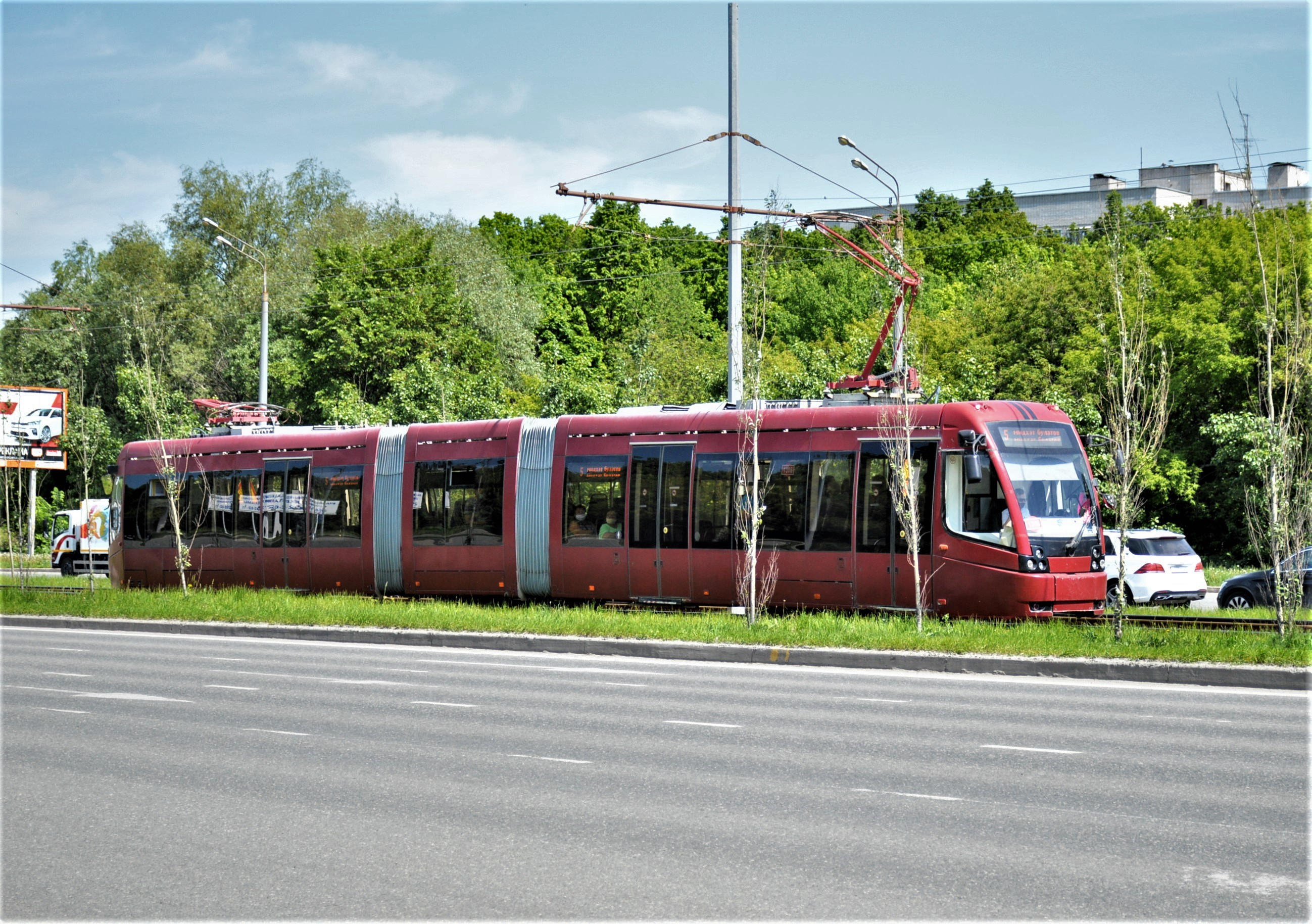
Трамвай маршрута 5 (модель АКСМ-843) на проспекте Победы, около Соловьиной рощи (май 2020)

### Троллейбусные маршруты
Первым «горкинским» троллейбусным маршрутом стал № 8 «Площадь Куйбышева — Горки», открытый в 1976 году. От центра города его движение совпадало с маршрутом № 6 «Площадь Куйбышева — Улица Техническая», но на Танковом кольце они расходились. Маршрут № 8 сворачивал влево и по улице Танковой, а затем по улице Хусаина Мавлютова достигал 1-го микрорайона, со стороны которого была устроена конечная остановка — площадка для разворота троллейбуса.
К 1979 году был открыт второй «горкинский» маршрут — № 9 «Улица Техническая — Горки». В 1980-е годы была переименована конечная остановка «Горки», которую стали называть «Улица Мавлютова».
В последующие годы строительство троллейбусной линии шло в сторону отдалённых микрорайонов Горок и далее к новостройкам микрорайона Азино-2. Она была проложена от улицы Хусаина Мавлютова по улицам Сыртлановой и Гарифьянова, далее по улицам Рихарда Зорге и Юлиуса Фучика. В 1990 году её довели до 10-го и 11-го микрорайонов, пустив сюда новый маршрут № 11 «Площадь Куйбышева — Улица Завойского», а также продлив маршрут № 9 «Улица Техническая — Улица Завойского». В 1992 году данную троллейбусную линию довели до Азино-2, запустив по ней новый маршрут № 12 «Площадь Куйбышева — Улица Минская». Через 6 лет эту линию продлили ещё дальше — до нового микрорайона Азино-1, пустив по ней в 1998 году новый маршрут № 15 «Сквер Славы — Улица Академика Сахарова», связавший данный микрорайон с Горками. Во многих публикациях, в том числе известного казанского краеведа Л. М. Жаржевского, конечная остановка маршрута № 15 на Горках именуется «Проспектом Победы». Однако её официальное название было «Сквер Славы», так как троллейбусы данного маршрута осуществляли разворот для движения в обратном направлении не на самом проспекте Победы, а несколько дальше — за сквером Славы, на улице Гарифьянова.
До 26 июля 1997 года конечной остановкой в центре города для троллейбусных маршрутов №№ 6, 8, 11 и 12 (три последних шли со стороны Горок) являлась площадка с разворотным кольцом, находившаяся рядом с площадью Куйбышева, на нечётной стороне улицы Свердлова (ныне — Петербургская). В связи со строительством Торгово-развлекательного центра «Кольцо» эта конечная остановка была закрыта (её территория вошла в зону застройки), также был демонтирован участок троллейбусной контактной сети по улице Свердлова между площадью Куйбышева (ныне — Тукая) и улицей Айдинова. По этой причине все вышеуказанные троллейбусы были пущены в объезд по кольцевому маршруту: от улицы Свердлова по улицам Айдинова, Островского, Пушкина, через площадь Тукая и Щербаковскому переулку с выходом на улицу Свердлова и далее по маршруту. Учитывая также, что ровно через месяц, 26 августа 1997 года, площадь Куйбышева была переименована в площадь Тукая, название конечной остановки вышеуказанных троллейбусных маршрутов тоже изменилось и стало называться «Детский мир».
В 2002 году в связи с началом строительства станции метро «Площадь Тукая» движение троллейбусных маршрутов №№ 6, 8, 11, 12 в центре города вновь изменилось: участки контактной сети вдоль Щербаковского переулка, улиц Свердлова и Эсперанто были демонтированы, а вышеуказанные троллейбусы пустили по улицам Правокабанной (ныне — Марселя Салимжанова), Пушкина, Островского, Луковского (ныне — Туфана Миннуллина), Павлюхина и далее по маршруту. Название конечной остановки также изменилось на «Сквер Тукая».
Примерно в этот же период (к 2002 году) произошли изменения на двух «горкинских» маршрутах с противоположной стороны. Маршрут № 8 был продлён от прежней конечной остановки «Улица Мавлютова» (здесь разворотная троллейбусная площадка, существовавшая с 1976 года, была упразднена, а её место занял продовольственный рынок) до новой конечной остановки «Сквер Славы». Также продлили троллейбусный маршрут № 12 от улицы Минской до улицы Академика Сахарова.
В результате сложилась ситуация, при которой самый протяжённый из всех «горкинских» троллейбусных маршрутов — № 12 «Сквер Тукая — Улица Академика Сахарова», полностью дублировался двумя другими маршрутами: № 8 «Сквер Тукая — Сквер Славы» и № 15 «Сквер Славы — Улица Академика Сахарова», и почти дублировался маршрутом № 11 «Сквер Тукая — Улица Завойского». В 2005 году маршруты № 8, № 11 и № 15 были закрыты.
В августе 2006 года удлинили маршрут № 9 со стороны конечной остановки «Улица Техническая». Была построена кольцевая односторонняя троллейбусная линия по улицам Авангардной, Кулагина и Технической, по которой пустили троллейбусы двух маршрутов — № 6 и № 9.
Примерно в это же время маршрут № 9 был удлинён и с другой стороны — от улицы Академика Завойского до Азино-1 («Улица Кулагина — Улица Академика Сахарова»).
Шедшие в Азино-1 со стороны Горок маршруты № 9 и № 12 для возвращения назад делали оборот по односторонней кольцевой линии по улице Академика Сахарова, дороге-дублёру проспекта Победы и улице Закиева с последующим выходом на улицу Юлиуса Фучика. Этот кольцевой маршрут действовал до 1 июля 2008 года, после чего был закрыт, а троллейбусы № 9 и № 12 стали разворачиваться по другому кольцевому маршруту, открытому ещё в ноябре 2007 года для нового троллейбуса № 20 «Речной вокзал — Улица Академика Глушко». Это было одностороннее кольцевое движение по улицам Академика Сахарова, Бигичева, Академика Глушко, Вагапова с выходом на улицу Академика Сахарова и далее по маршруту. При этом на многих троллейбусах данных маршрутов ещё долгое время, вплоть до 2010 года, на маршрутных табличках значилось прежнее название конечной остановки — «Улица Академика Сахарова», в то время как официально её название изменилось: № 9 «Улица Кулагина — Улица Академика Глушко», № 12 «Сквер Тукая — Улица Академика Глушко».
В августе 2008 года по только что построенной троллейбусной линии по улицам Гвардейской (на всём её протяжении) и Рихарда Зорге (на участке от улицы Даурской до улицы Гарифьянова) был пущен новый маршрут № 21 «Речной вокзал — Улица Завойского». В конце 2009 года он был продлён до Азино-2 («Речной вокзал — Улица Минская»), а 24 сентября 2010 года — до Азино-1 («Речной вокзал — Улица Академика Глушко»).
Тогда же, 24 сентября 2010 года в этом микрорайоне вновь частично изменили схему движения троллейбусных маршрутов благодаря введению в строй новой линии по улице Вагапова (в восточном направлении) с поворотом направо на южный участок улицы Академика Глушко и далее по восточному участку улицы Закиева до пересечения с улицей Юлиуса Фучика. С учётом этого только что доведённый до Азино-1 троллейбус № 21 для возвращения назад стал делать оборот по новой линии, после чего выходил на улицу Юлиуса Фучика и следовал далее по маршруту. С 24 сентября 2010 года по новой линии также стал ходить троллейбус № 9, однако он делал оборот по большому кольцу: как и прежде, он выходил на улицу Бигичева, сворачивал направо на улицу Академика Глушко и следовал по ней, минуя прежний поворот направо на улицу Вагапова, до улицы Закиева, после чего сворачивал на неё и выходил на улицу Юлиуса Фучика, далее следуя по маршруту. С августа 2011 года по такому же маршруту стал совершать оборотное движение и троллейбус № 12.
В июне 2012 года в связи со строительством транспортной развязки на пересечении проспекта Победы и улицы Рихарда Зорге временно было прервано прямое троллейбусное сообщение из центра города в Азино через Горки. В связи с этим маршруты № 9 и № 12 были укорочены и стали ходить до Деревни Универсиады. Маршрут № 21, двигавшийся по улице Рихарда Зорге, поворачивал на улицу Гарифьянова, затем шёл по улицам Сыртлановой и Хусаина Мавлютова, а в районе станции метро «Горки» выходил на улицу Рихарда Зорге и далее следовал по маршруту.
Для обеспечения связи между Азино и Горками с другой стороны строящейся транспортной развязки был пущен маршрут № 12А «Проспект Победы — Улица Академика Глушко». На Горках данный троллейбус разворачивался прямо на улице Рихарда Зорге, переезжая с одной проезжей части на противоположную через трамвайные пути (около супермаркета «Бахетле»: ул. Рихарда Зорге, 77). В Азино-1 для возвращения назад он делал оборот по большому кругу: от улицы Академика Сахарова по улицам Бигичева, Академика Глушко, Закиева с выходом на улицу Юлиуса Фучика и далее по маршруту. 4 июля 2012 года в связи с реконструкцией дорожного полотна на улице Бигичева троллейбус № 12А стал делать оборот по малому кругу: от улицы Академика Сахарова по улицам Вагапова, Академика Глушко, Закиева с выходом на улицу Юлиуса Фучика и далее по маршруту. Но уже 1 августа он вернулся к прежней схеме.
Также в июне 2012 года был пущен маршрут № 22 «Площадь Свободы — Проспект Победы», ходивший по улицам Горького  (Карла Маркса — в обратном направлении), Николая Ершова, Патриса Лумумбы, проспекту Альберта Камалеева, улицам Академика Сахарова и Юлиуса Фучика с разворотом на улице Рихарда Зорге.
С открытием 29 августа 2012 года транспортной развязки на пересечении проспекта Победы и улицы Рихарда Зорге было восстановлено движение до улицы Академика Глушко маршрутов № 9, № 12 и № 21, в то время как маршрут № 12А был закрыт. При этом, однако, изменилась схема движения первых двух маршрутов: поскольку к этому времени было ликвидировано троллейбусное движение по улицам Сыртлановой и Гарифьянова, троллейбусы № 9 и № 12 с улицы Танковой стали сворачивать не на улицу Хусаина Мавлютова, как прежде, а на улицу Рихарда Зорге, по которой выходили напрямую к путепроводу на перекрёстке с проспектом Победы.
В сентябре 2012 года был закрыт троллейбусный маршрут № 22.
Кроме того, в начале сентября 2012 года был восстановлен упразднённый в 2005 году маршрут № 8, но с изменённой конечной остановкой на Горках («Сквер Тукая — Деревня Универсиады»). Также до Деревни Универсиады были пущены ещё два маршрута: № 9А «Улица Кулагина — Деревня Универсиады» и № 9Б «Площадь Свободы — Деревня Универсиады» (последний ходил по улицам Карла Маркса, Пушкина, Горького, Николая Ершова, Гвардейская, Рихарда Зорге, Хусаина Мавлютова и Академика Парина). Но уже в середине сентября 2012 года в связи с малым пассажиропотоком маршрут № 9Б был закрыт. При этом продлили маршрут № 8 от сквера имени Тукая по улице Пушкина через площадь Свободы до улицы Толстого с движением по улице Горького в одном направлении и улице Карла Маркса — в обратном («Улица Толстого — Деревня Универсиады»).
В соответствии с утверждённой в октябре 2012 года новой схемой маршрутной сети пассажирского транспорта (официально начала действовать с 1 мая 2013 года) была проведена перенумерация троллейбусных маршрутов. Маршрут № 21 стал № 5, маршрут № 9А стал № 11, маршруты № 8, № 9 и № 12 сохранили свою нумерацию.
Позже маршрут № 11 «Улица Кулагина — Деревня Универсиады» был закрыт.

#### Действующие маршруты
В настоящее время Горки связаны с другими частями Казани четырьмя троллейбусными маршрутами — №№ 5, 8, 9, 12.
| Список троллейбусных маршрутов, связывающих Горки с другими частями Казани (по состоянию на январь 2020 года) | Список троллейбусных маршрутов, связывающих Горки с другими частями Казани (по состоянию на январь 2020 года) | Список троллейбусных маршрутов, связывающих Горки с другими частями Казани (по состоянию на январь 2020 года) | Список троллейбусных маршрутов, связывающих Горки с другими частями Казани (по состоянию на январь 2020 года) | Список троллейбусных маршрутов, связывающих Горки с другими частями Казани (по состоянию на январь 2020 года) |
| Номер маршрута                                                                                                | Дата открытия маршрута                                                                                        | Крайние пункты маршрута                                                                                       | Примерная протяжённость маршрута (в километрах)                                                               | Предприятие, обслуживающее маршрут                                                                            |
| --- | --- | --- | --- | --- |
| 5 | 2008 (до 1 мая 2013 — маршрут № 21)                                                                           | Речной порт — Улица Академика Глушко, 15 (проходит через Горки транзитом)                                     | 19,1 | МУП «Метроэлектротранс». Троллейбусное депо № 1 (420036, г. Казань, ул. Дементьева, 1А)                       |
| 8 | 1976 (не работал в 2005—2012)                                                                                 | Площадь Свободы — Деревня Универсиады                                                                         | 12,6 | МУП «Метроэлектротранс». Троллейбусное депо № 2 (420054, г. Казань, ул. Тульская, 39)                         |
| 9 | не позже 1979                                                                                                 | Улица Кулагина — Улица Академика Глушко, 15 (проходит через Горки транзитом)                                  | 19,0 | МУП «Метроэлектротранс». Троллейбусное депо № 2 (420054, г. Казань, ул. Тульская, 39)                         |
| 12 | 1992 | Сквер имени Тукая — Улица Академика Глушко, 15 (проходит через Горки транзитом)                               | 18,4 | МУП «Метроэлектротранс». Троллейбусное депо № 2 (420054, г. Казань, ул. Тульская, 39)                         |

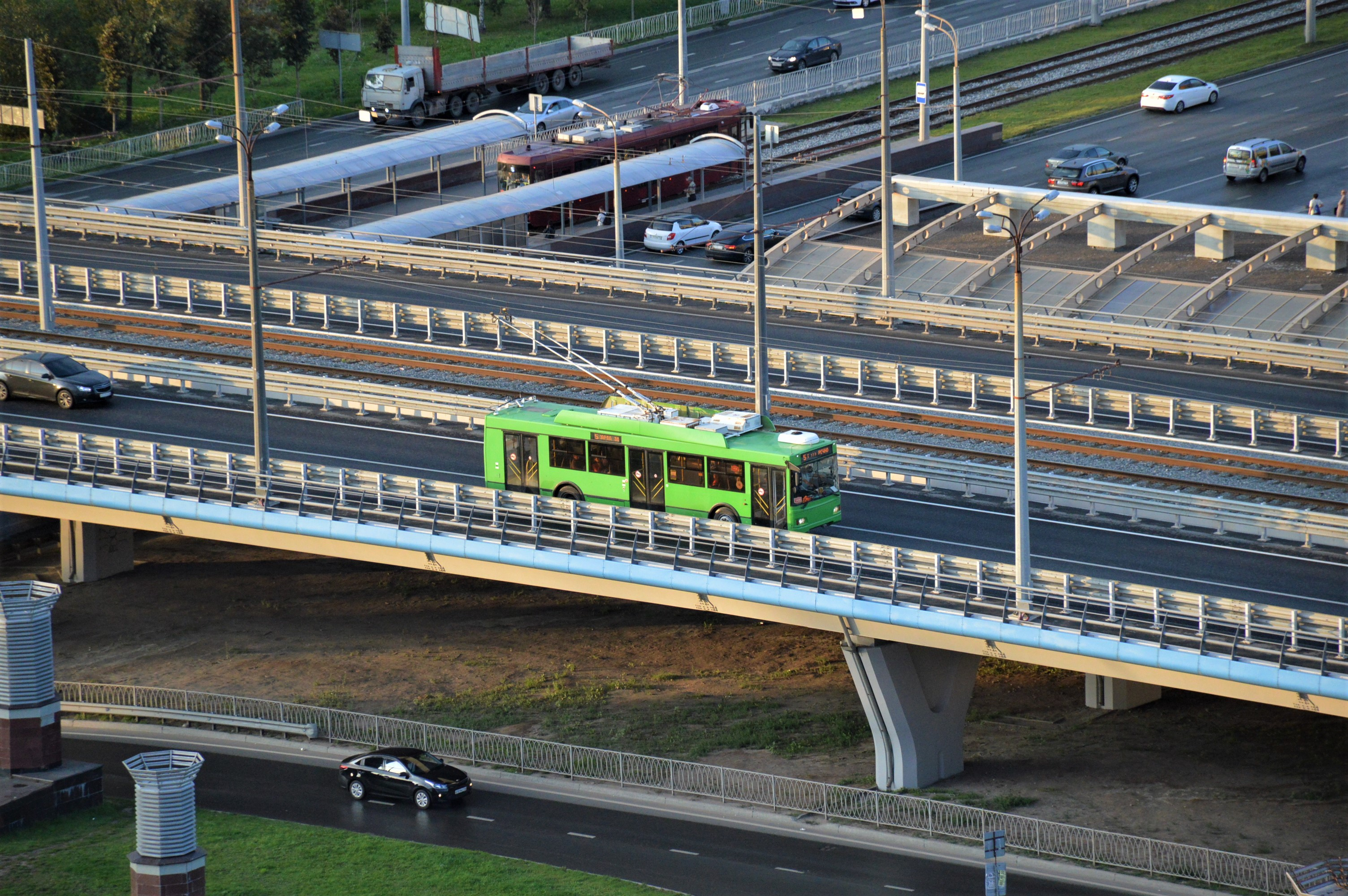
Троллейбус маршрута 5 (модель Тролза-5275.03 «Оптима») на путепроводе по улице Рихарда Зорге (август 2019)
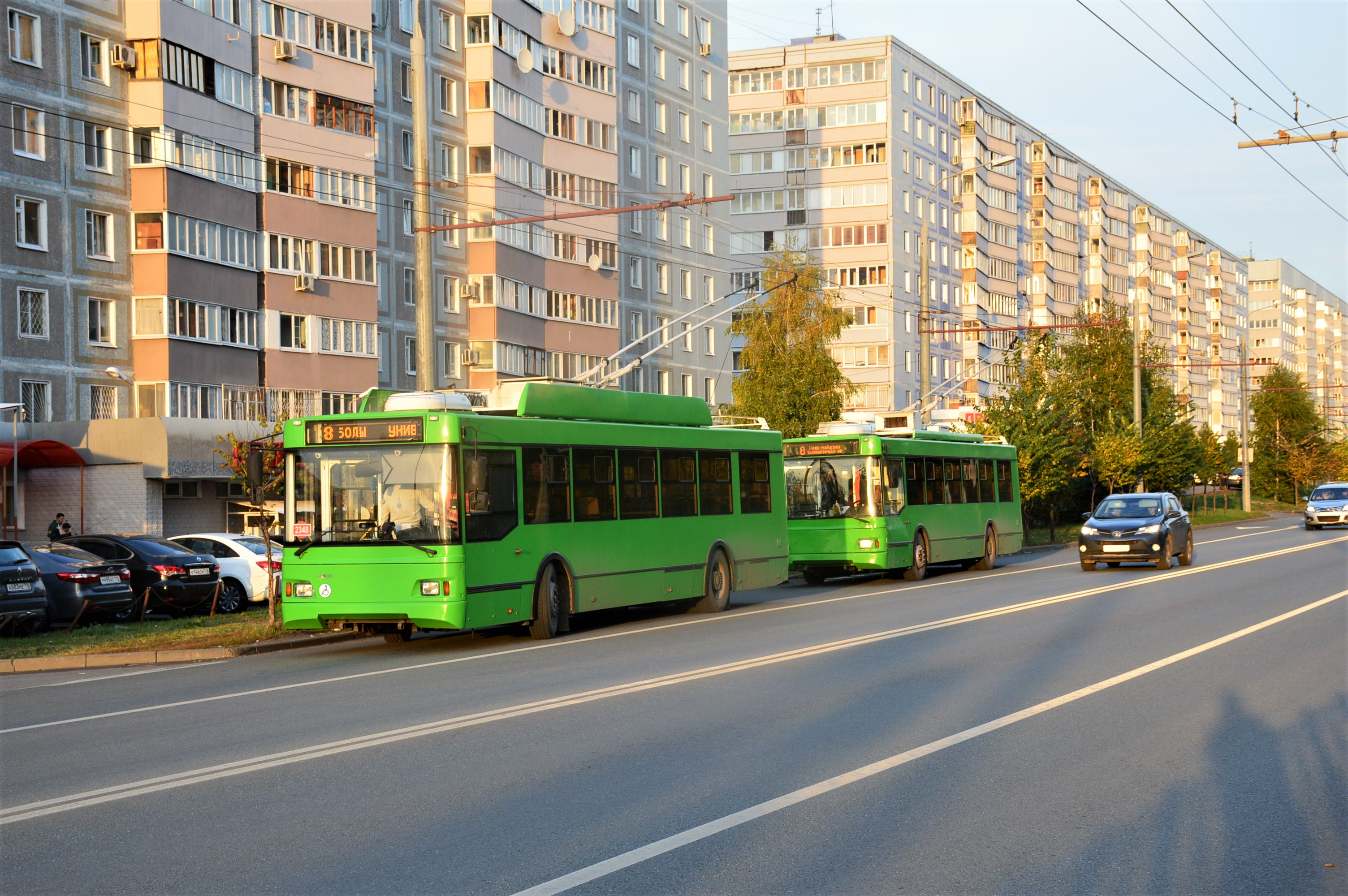
Троллейбусы маршрута 8 (модель Тролза-5275.03 «Оптима») на конечной остановке «Деревня Универсиады» (октябрь 2018)
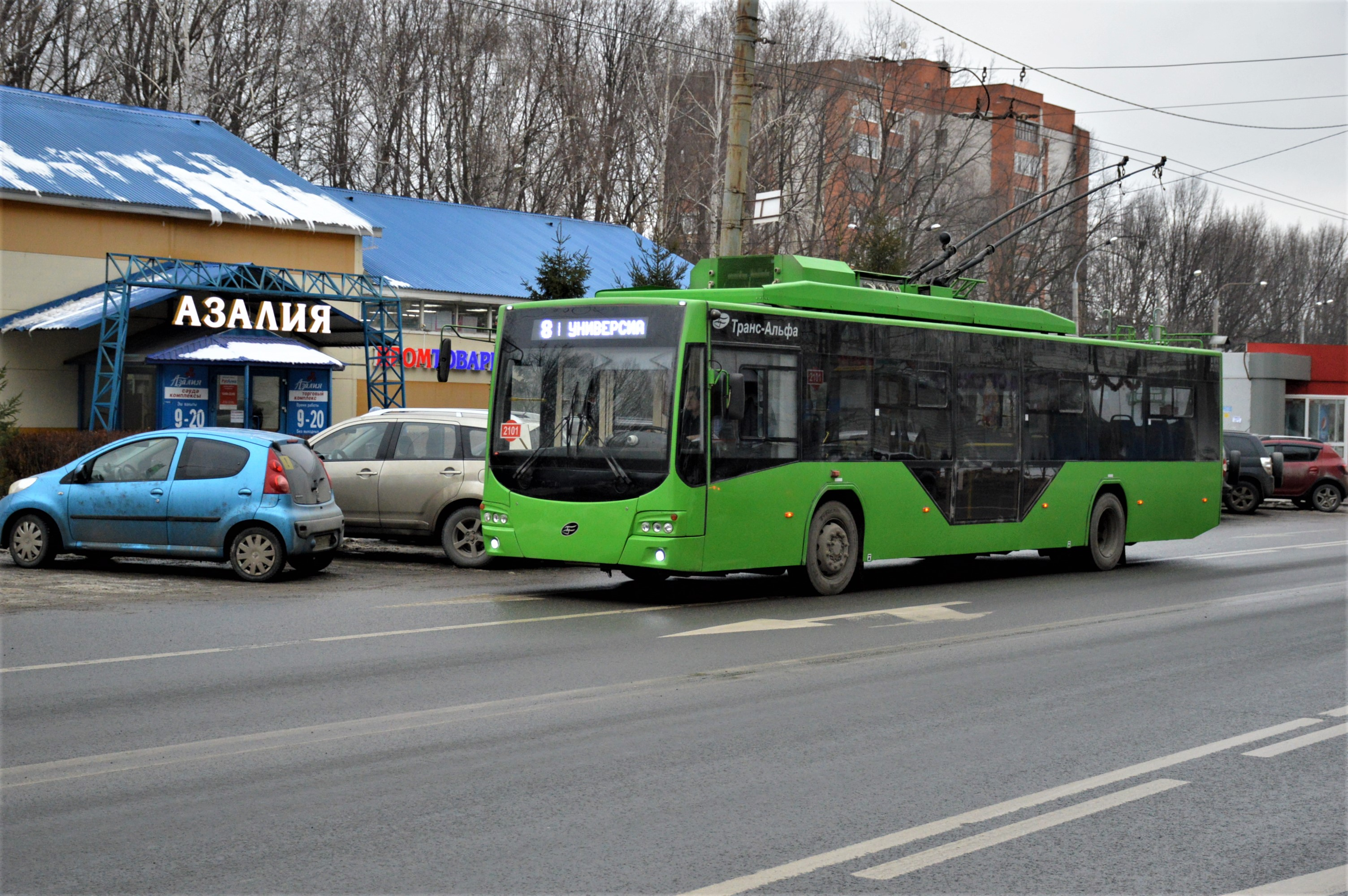
Троллейбус маршрута 8 (модель ВМЗ-5298.01 «Авангард») на улице Хусаина Мавлютова (декабрь 2019)
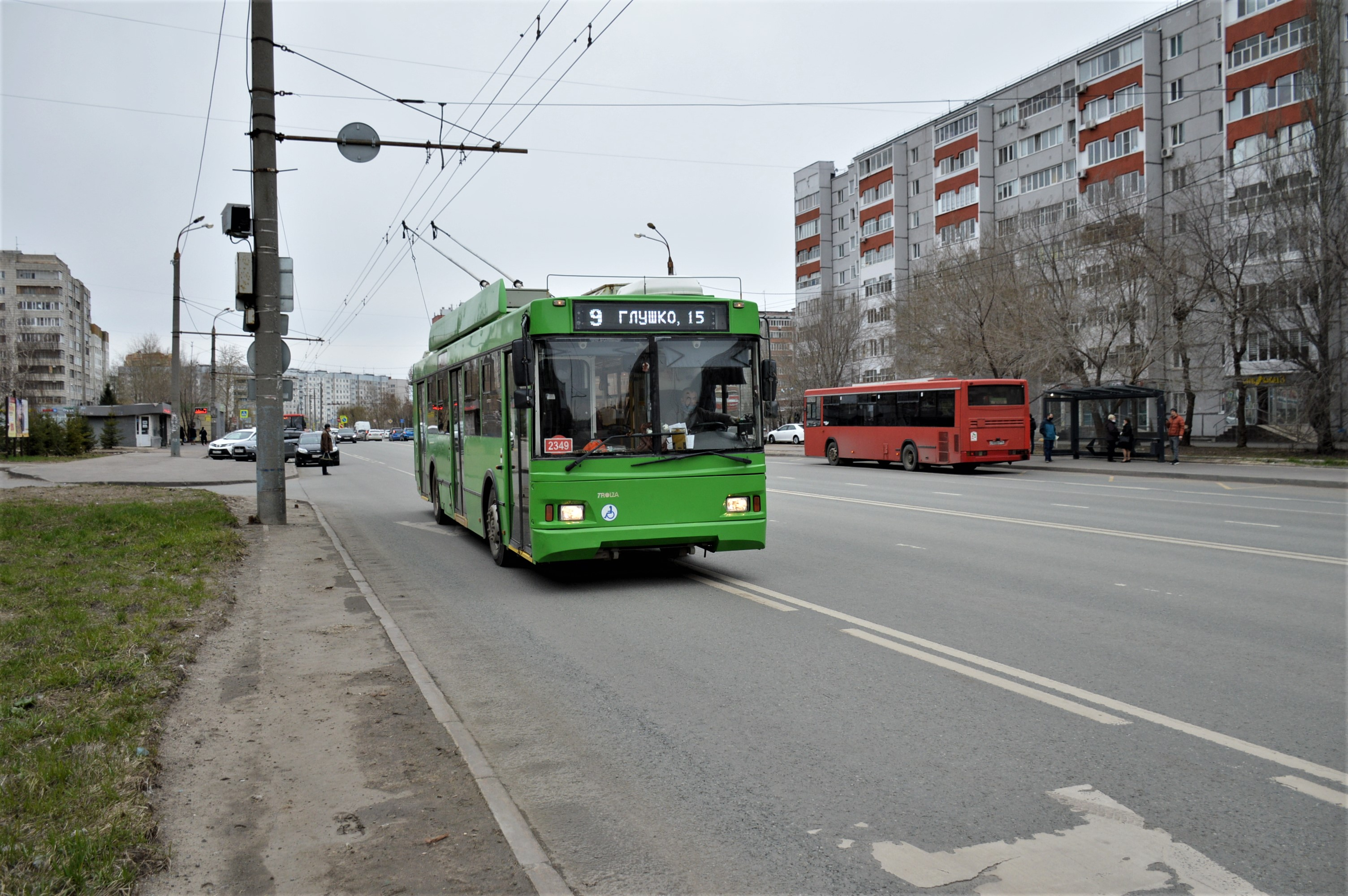
Троллейбус маршрута 9 (модель Тролза-5275.03 «Оптима») на улице Юлиуса Фучика (апрель 2020)
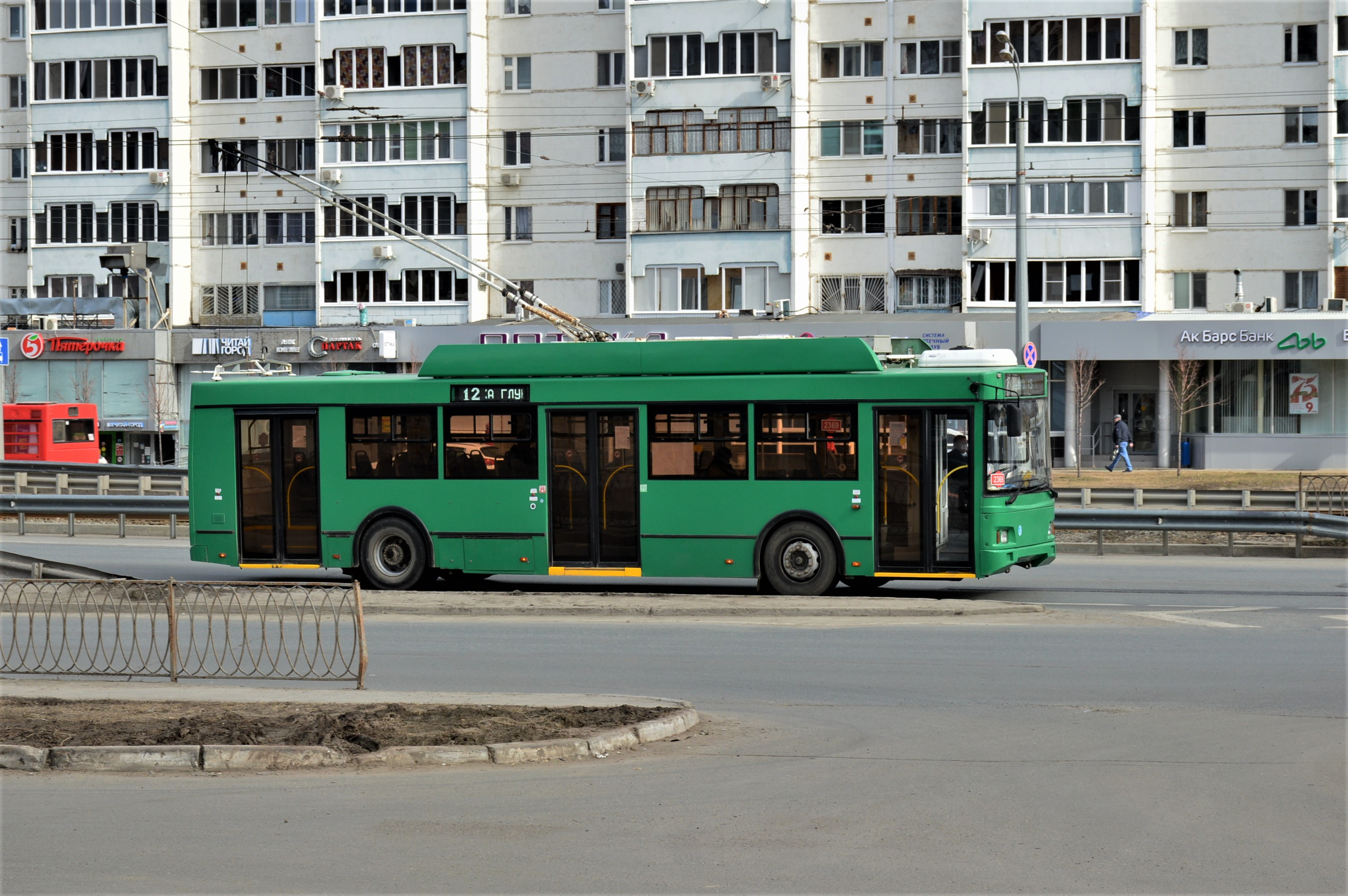
Троллейбус маршрута 12 (модель Тролза-5275.03 «Оптима») на улице Рихарда Зорге (апрель 2020)

### Метрополитен
27 августа 2005 года была открыта станция метро «Горки» Центральной линии метрополитена, которая, впрочем, несмотря на название, расположена на некотором удалении от ближайших микрорайонов одноимённого жилого района. По-настоящему первой станцией метро, расположенной внутри микрорайонной застройки Горок, стала станция «Проспект Победы», открытая 29 декабря 2008 года, а второй — станция метро «Дубравная», открытая 30 августа 2018 года.
В перспективе с южной части жилого района Горки пойдёт вторая линия метро — «Савиновская». Утверждённый проект первой очереди данной линии предусматривает строительство четырёх станций. На перекрёстке улиц Юлиуса Фучика и Рихарда Зорге будет построена станция «Улица Юлиуса Фучика», которая станет пересадочной на станцию «Дубравная». Следующей станет станция «10-й микрорайон» в районе одноимённой остановки общественного транспорта. Таким образом, в случае реализации данного проекта на территории Горок появится две новых станции метро. От станции «10-й микрорайон» «Савиновская линия» будет проложена в сторону жилого района Азино, где появится ещё одна станция — «100-летие ТАССР», а далее, в районе торгового центра «МЕГА» — станция «Улица Академика Сахарова».

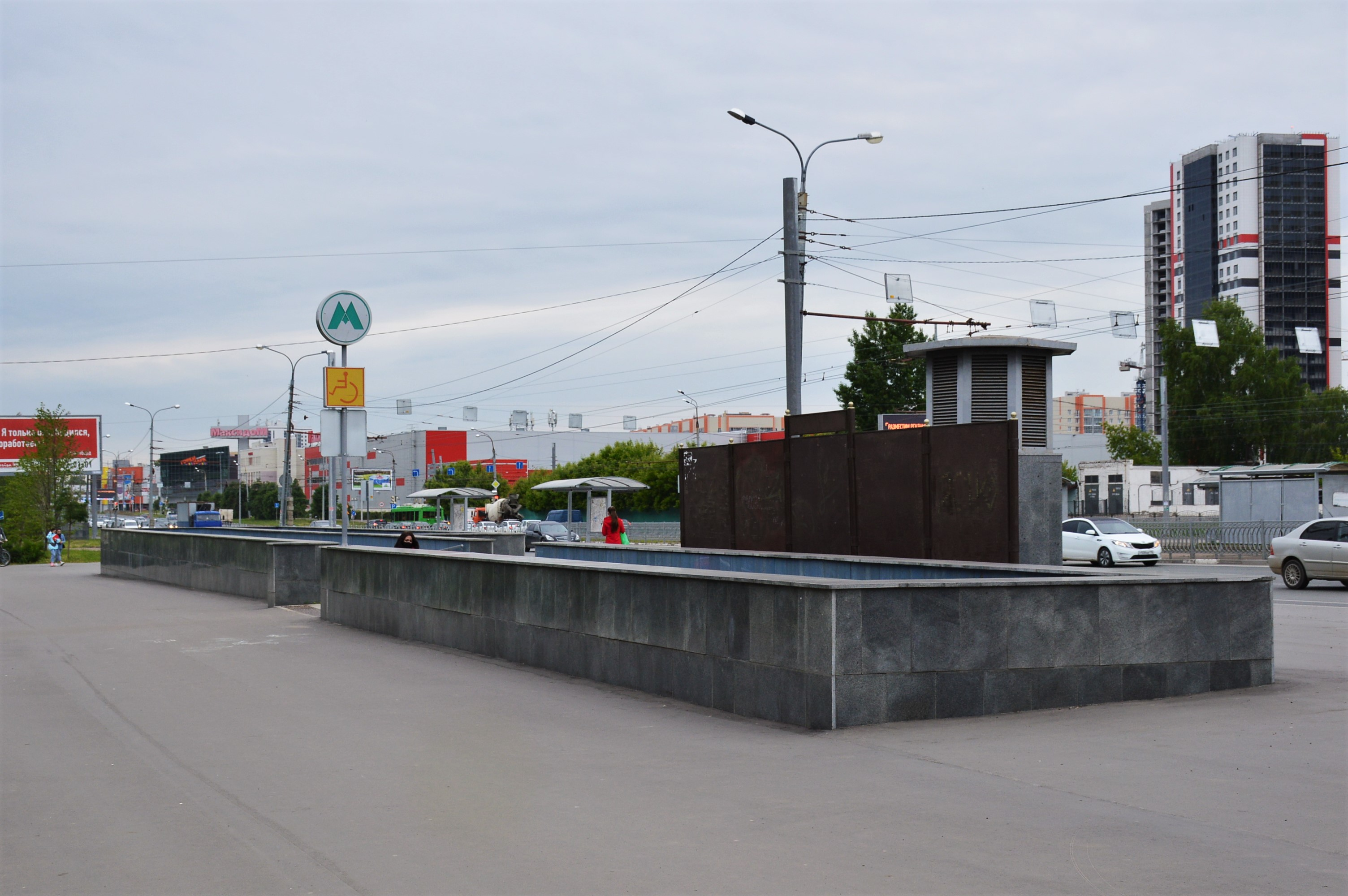
Вход на станцию метро «Горки» (июнь 2020)
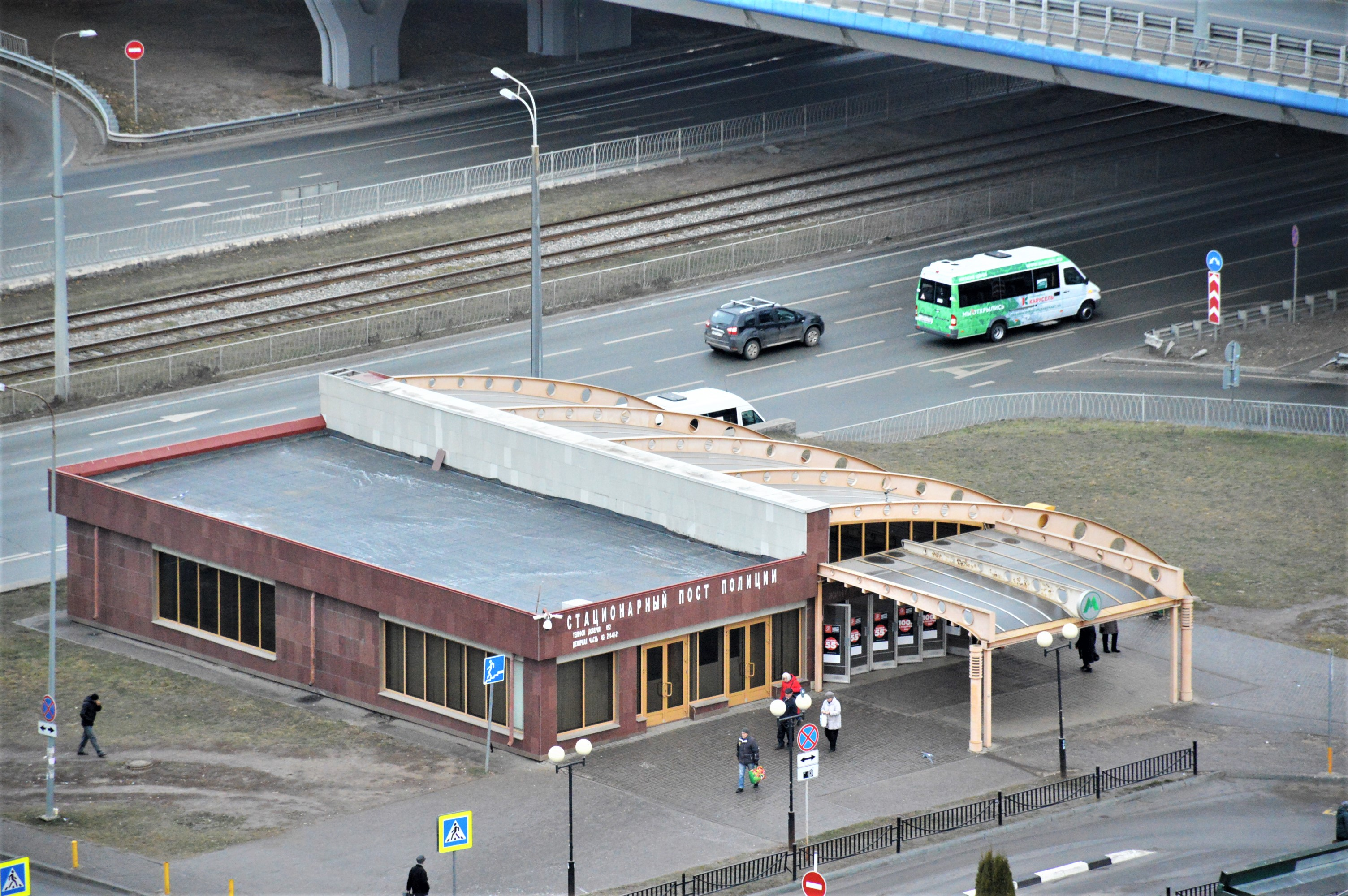
Входной павильон станции метро «Проспект Победы» со стороны ресторана «Вкусно - и точка» (быв. «Макдоналдс») (ноябрь 2018)
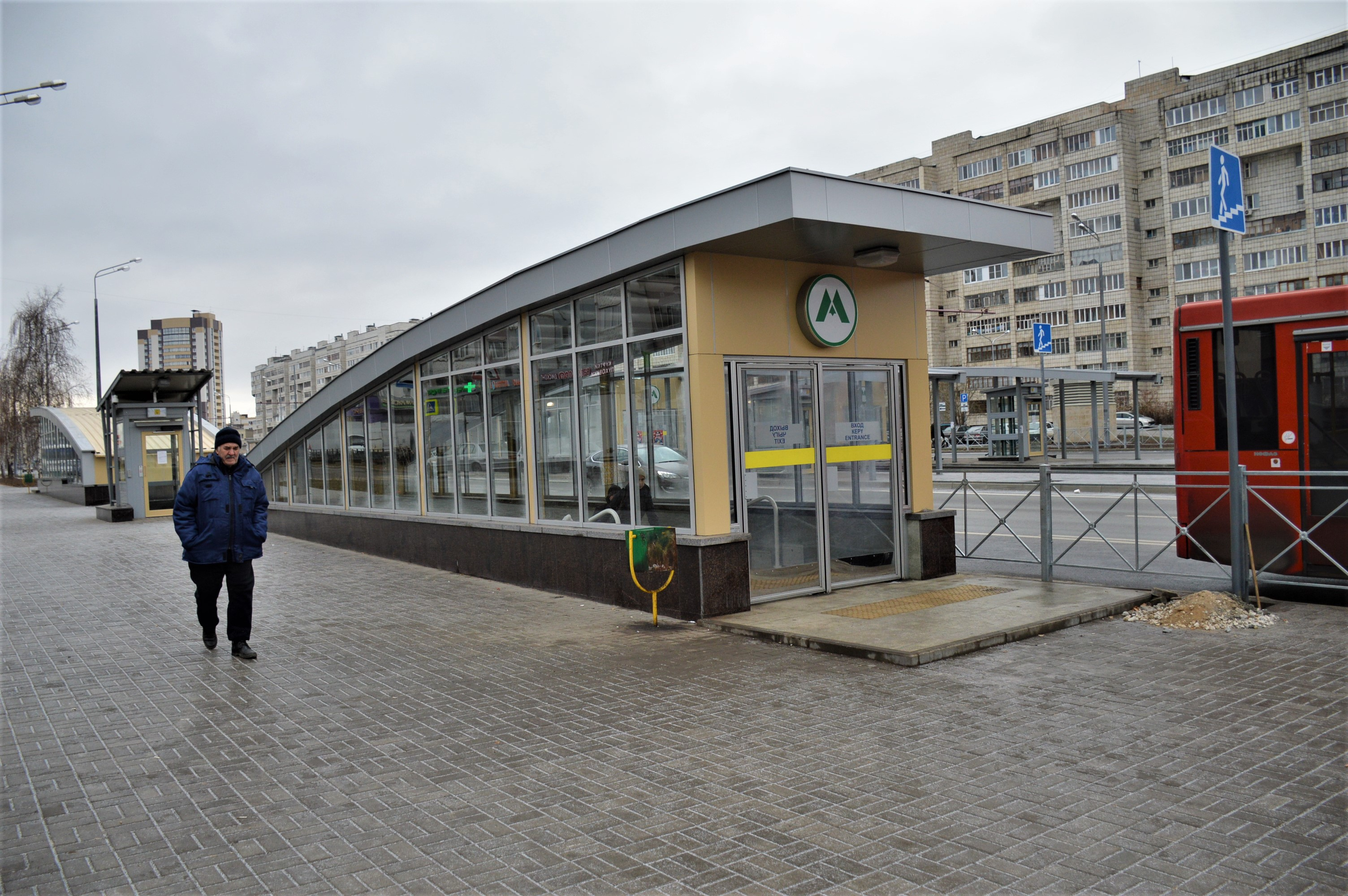
Входной павильон станции метро «Дубравная» (ноябрь 2018)

## Органы государственной и муниципальной власти, государственные и муниципальные учреждения
На территории жилого района Горки находятся несколько территориальных подразделений органов государственной власти и государственных учреждений. Большинство их располагается в одной зоне — в районе улиц Академика Парина, Хусаина Мавлютова, Гарифьянова.
Органы судебной власти:
- Приволжский районный суд г. Казани (ул. Хусаина Мавлютова, 50);
- Мировые судьи судебных участков №№ 7, 8, 9, 10, 11 по Приволжскому судебному району г. Казани (ул. Комиссара Габишева, 35).

Правоохранительные органы:
- Прокуратура Приволжского района г. Казани (ул. Хусаина Мавлютова, 41);
- Следственный отдел по Приволжскому району Следственного Комитета России по Республике Татарстан (ул. Хусаина Мавлютова, 19);
- Отдел полиции № 8 «Горки» Управления МВД РФ по г. Казани (Оренбургский тракт, 93);
- Отдел полиции № 9 «Сафиуллина» Управления МВД РФ по г. Казани (ул. Сафиуллина, 1А).

Иные органы государственной и муниципальной власти, государственные и муниципальные учреждения:
- Управление Федеральной службы по надзору в сфере связи, информационных технологий и массовых коммуникаций по Республике Татарстан (ул. Гарифьянова, 28А);
- Межрайонная инспекция Федеральной налоговой службы России № 4 по Республике Татарстан (ул. Гарифьянова, 2);
- Управление Пенсионного фонда России в Приволжском районе г. Казани (ул. Академика Парина, 16);
- Отдел образования Управления образования Исполнительного комитета г. Казани по Вахитовскому и Приволжскому районам (ул. Братьев Касимовых, 6);
- Отдел Управления ЗАГС по Приволжскому району г. Казани (ул. Рихарда Зорге, 89);
- Отдел социальной защиты Министерства труда, занятости и социальной защиты Республики Татарстан в Приволжском районе г. Казани (ул. Рихарда Зорге, 39);
- Отделение Республиканского центра материальной помощи в Приволжском районе г. Казани (ул. Рихарда Зорге, 39);
- Центр занятости населения Приволжского района г. Казани (ул. Братьев Касимовых, 22/7).

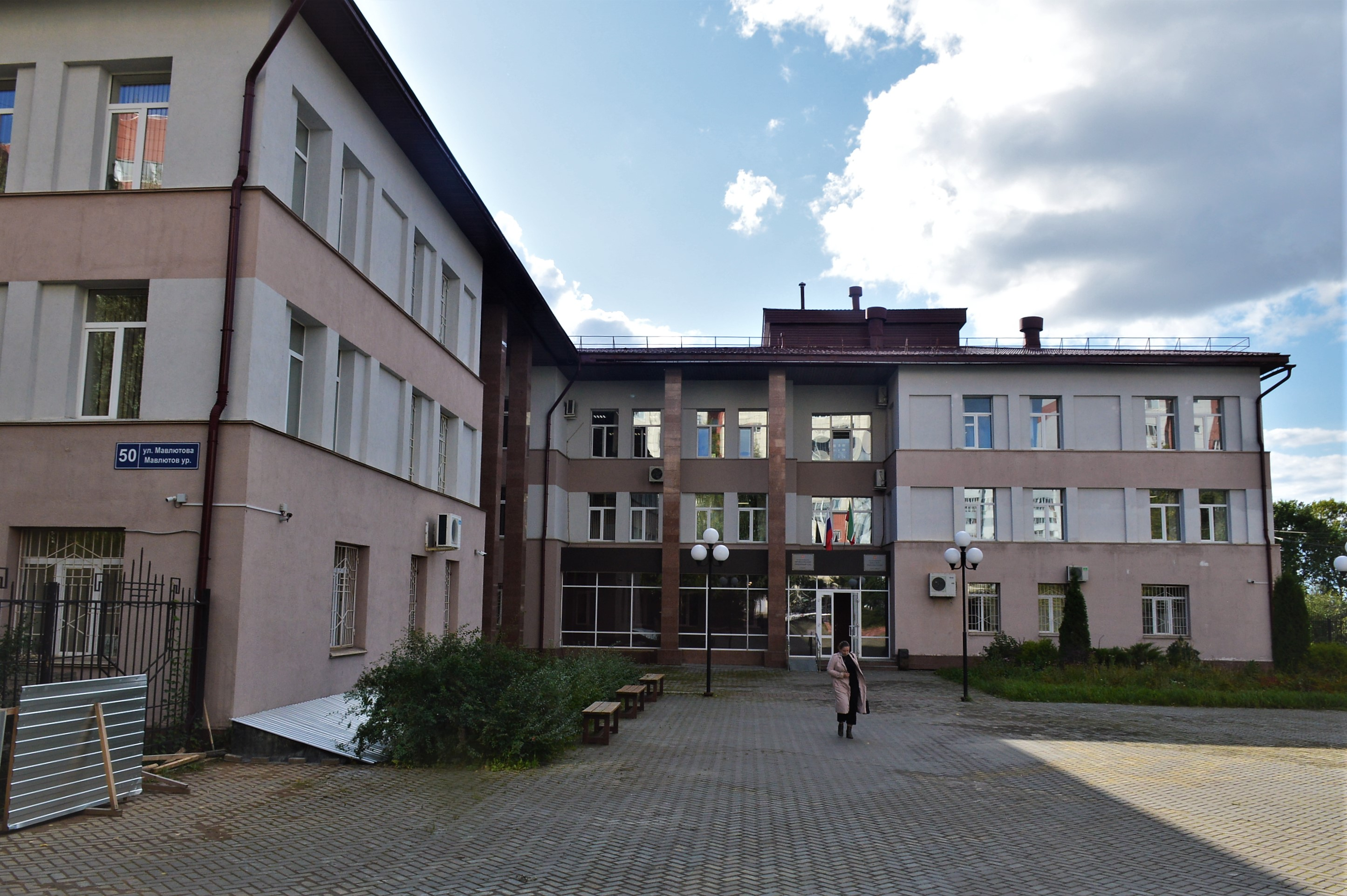
Приволжский районный суд г. Казани: ул. Хусаина Мавлютова, 50 (сентябрь 2020)
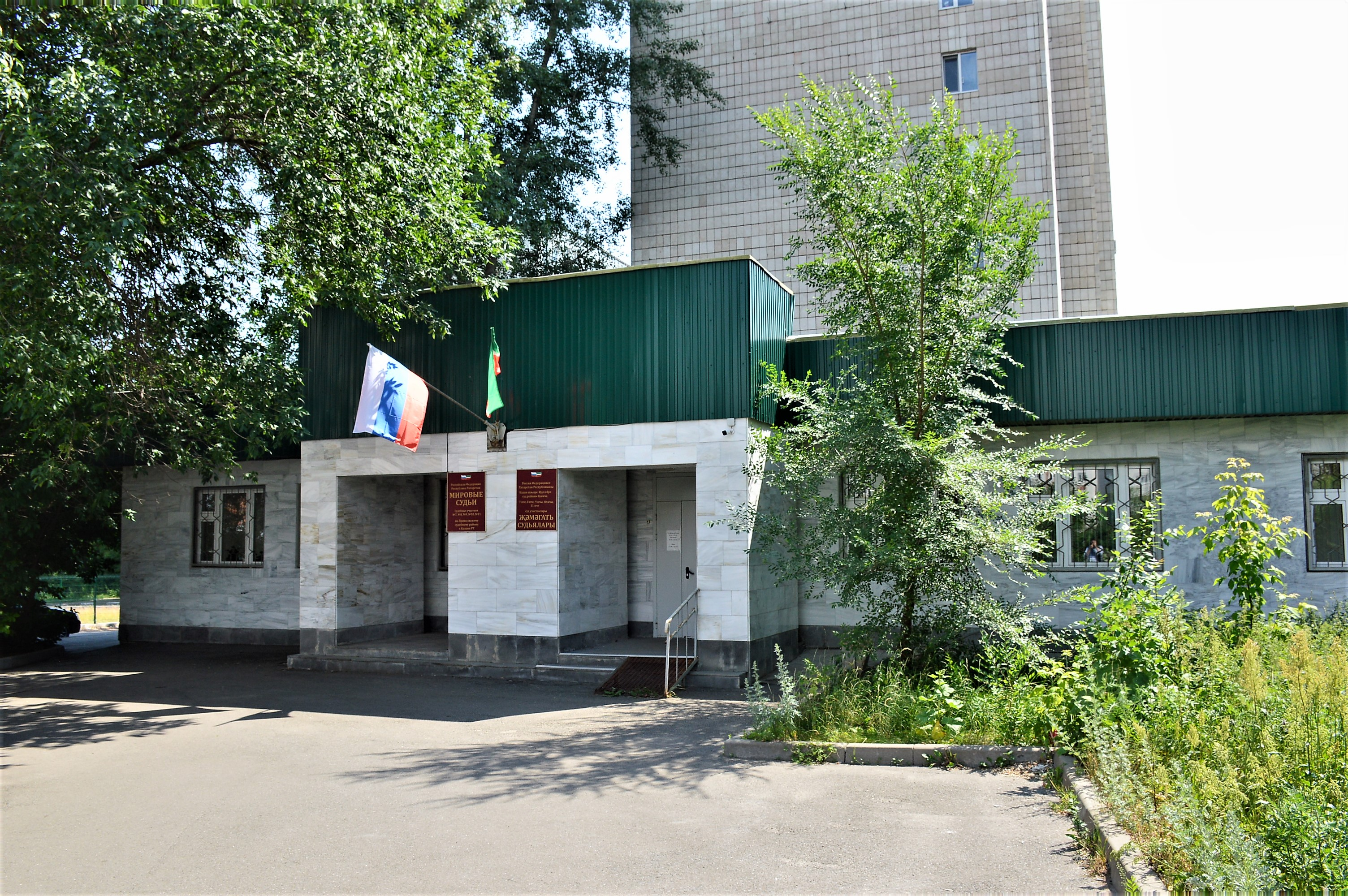
Здание мировых судей судебных участков №№ 7, 8, 9, 10, 11 по Приволжскому судебному району г. Казани: ул. Комиссара Габишева, 35 (июнь 2019)
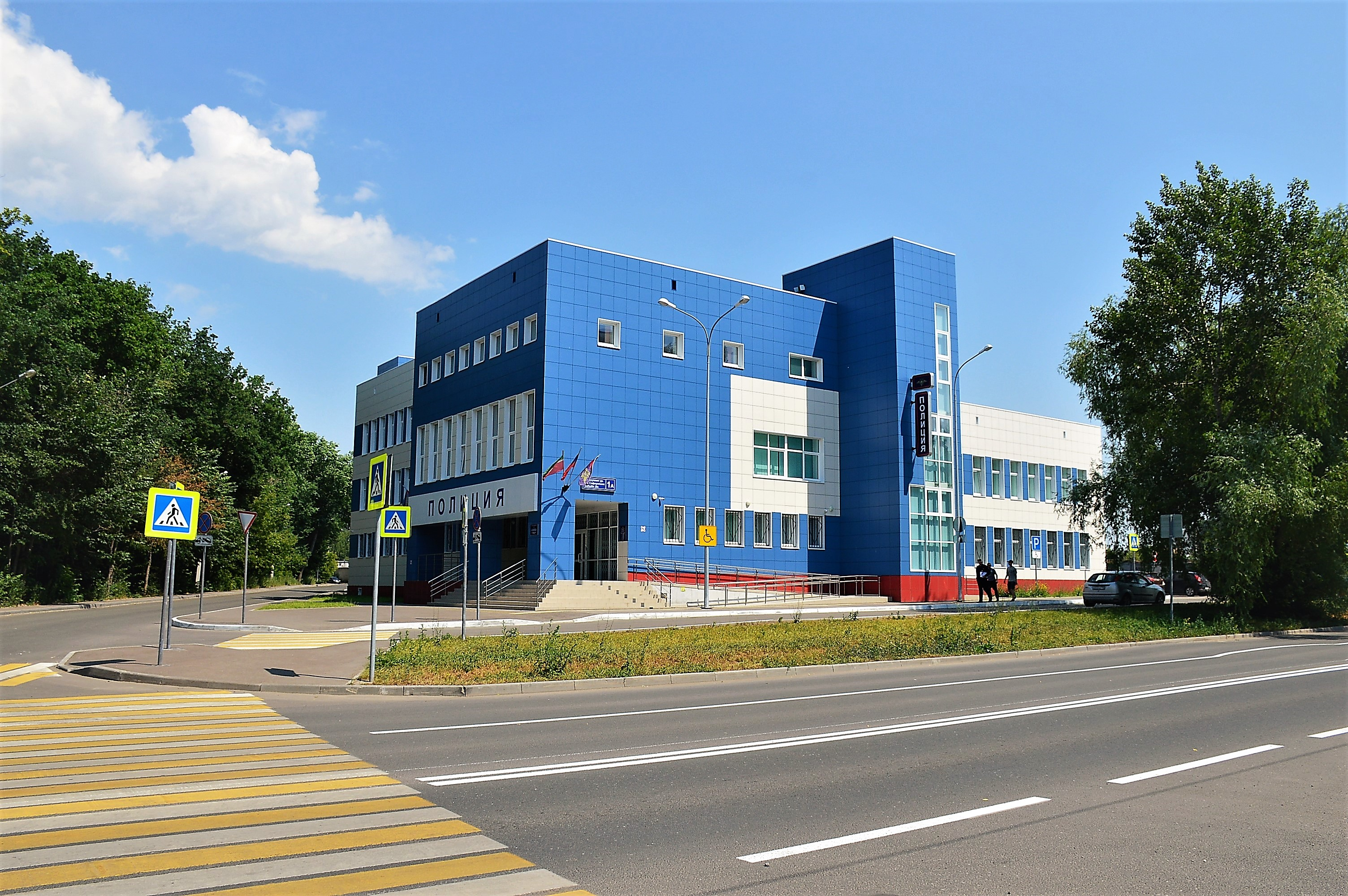
Здание отдела полиции № 9 «Сафиуллина»: ул. Сафиуллина, 1А (июнь 2019)
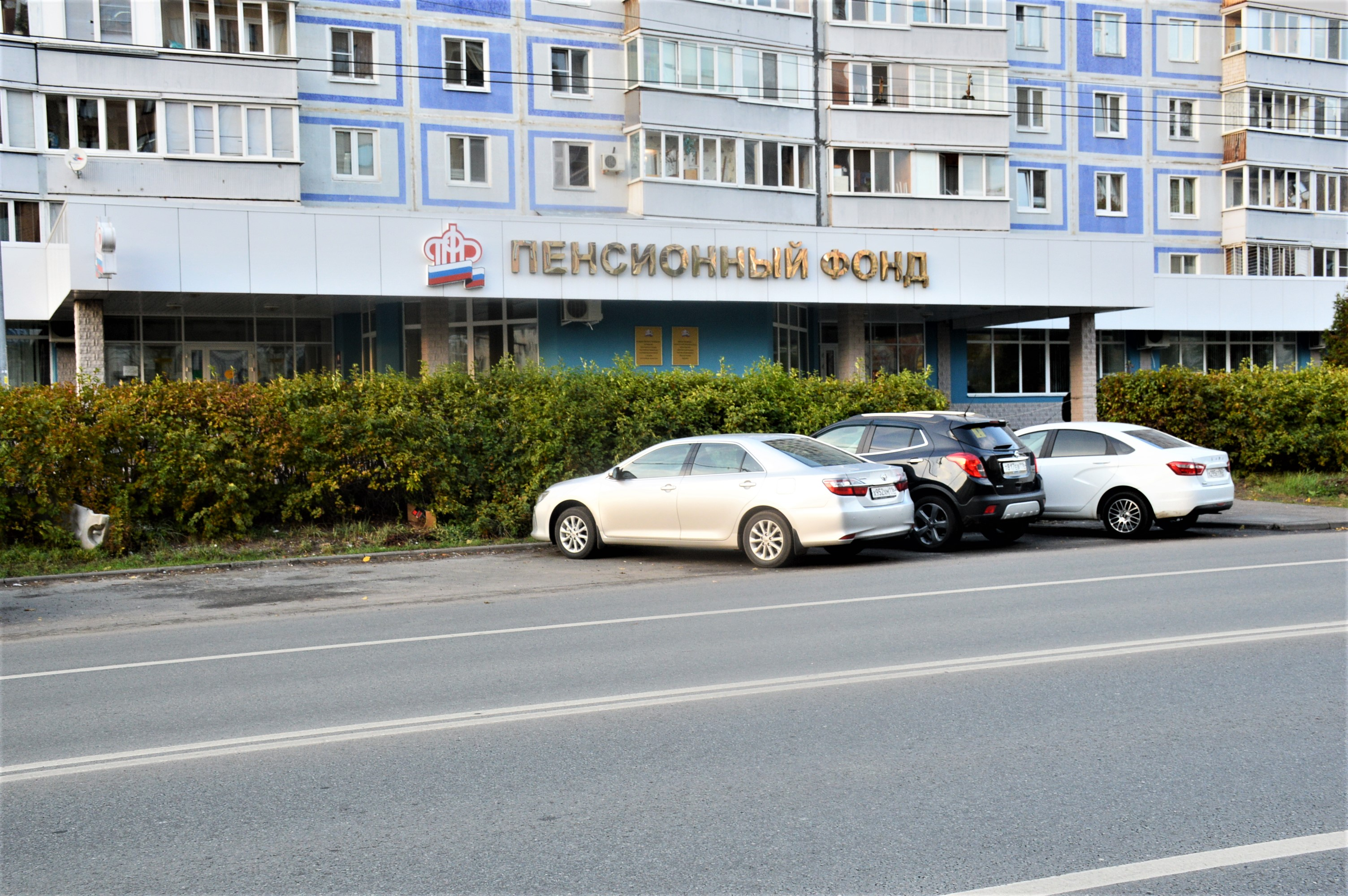
Управление Пенсионного фонда России в Приволжском районе г. Казани: ул. Академика Парина, 16 (октябрь 2018)
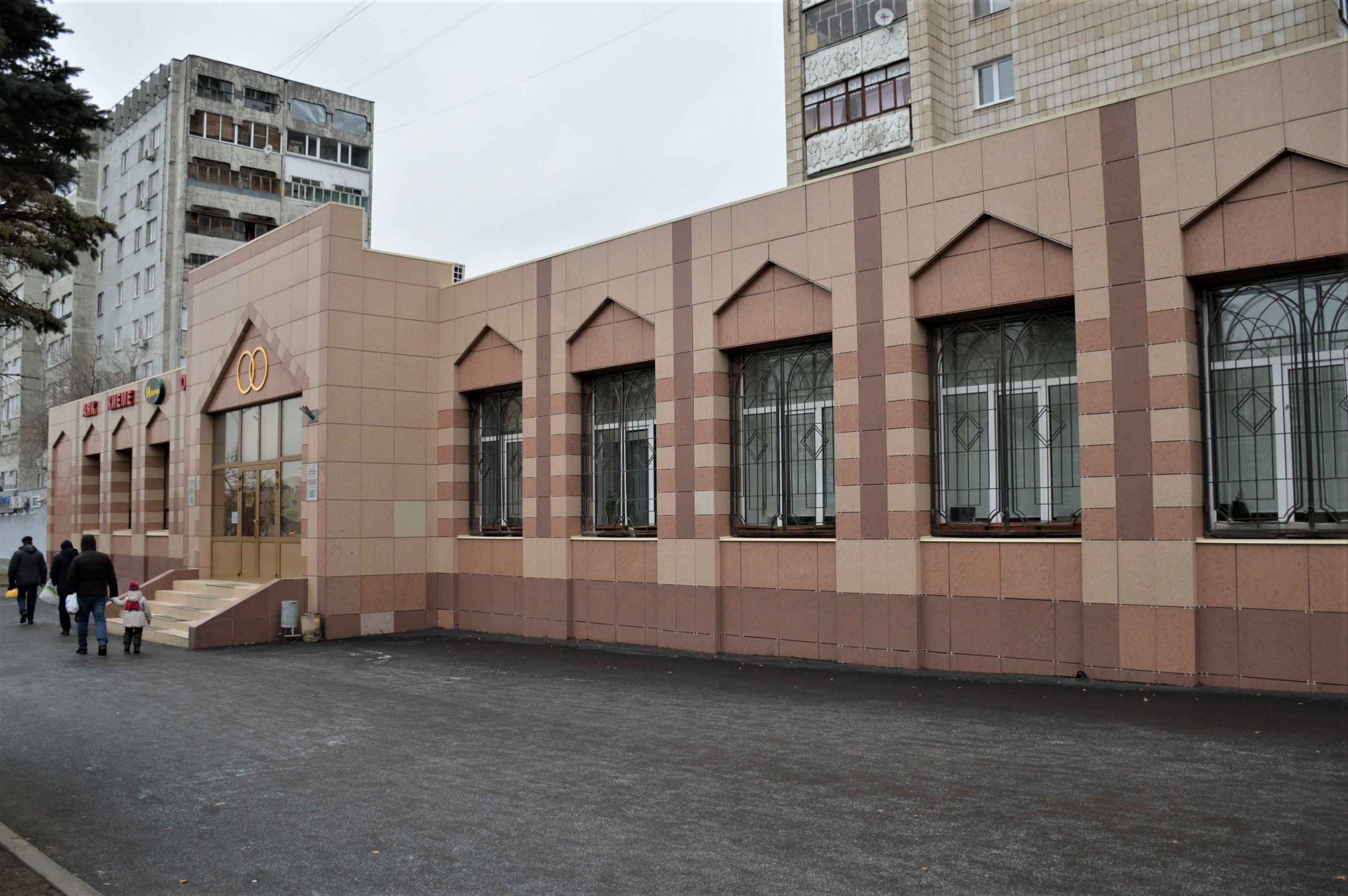
Отдел Управления ЗАГС по Приволжскому району г. Казани: ул. Рихарда Зорге, 89 (ноябрь 2018)

## Учебные заведения
Исторически Горки формировались как расположенный на окраине города «спальный» район. По этой причине здесь изначально строились лишь школы и детские сады. Позже появились учебные заведения начального и среднего профессионального образования (техникум, училище, профтехучилища). А в начале 2010-х годов Горки превратились в крупный студенческий центр благодаря строительству кампуса (Деревня Универсиады) и появлению  Поволжской государственной академии физической культуры, спорта и туризма (ПГАФКСТ).

### Высшее учебное заведение
В июне 2009 года на прилегающей к жилой застройке Горок территории площадью 53 га (между улицами Академика Парина, Хусаина Мавлютова, проспектом Победы и Оренбургским трактом) началось строительство крупнейшего в России студенческого кампуса — Деревни Универсиады. Данный объект, состоящий из комплекса административных и жилых зданий, а также спортивных сооружений, возводился к XXVII Всемирной летней Универсиаде 2013 года.
В 2010 году на территорию Деревни Универсиады из Набережных Челнов была переведена Камская государственная академия физической культуры, спорта и туризма (КамГАФКСиТ), которую тогда же преобразовали в Поволжскую государственную академию физической культуры, спорта и туризма (ПГАФКСиТ), а в марте 2021 года — в Поволжский государственный университет физической культуры, спорта и туризма (Деревня Универсиады, 35).
Данный вуз располагается в учебно-лабораторном корпусе, где в 2013 году находился Международный информационный центр XXVII Всемирной летней Универсиады. В целях реализации учебного процесса ПГАФКСиТ использует ряд спортивных сооружений, в том числе расположенных на территории Деревни Универсиады, а также часть жилого сектора кампуса (большинство общежитий находится в пользовании Казанского (Приволжского) федерального университета).

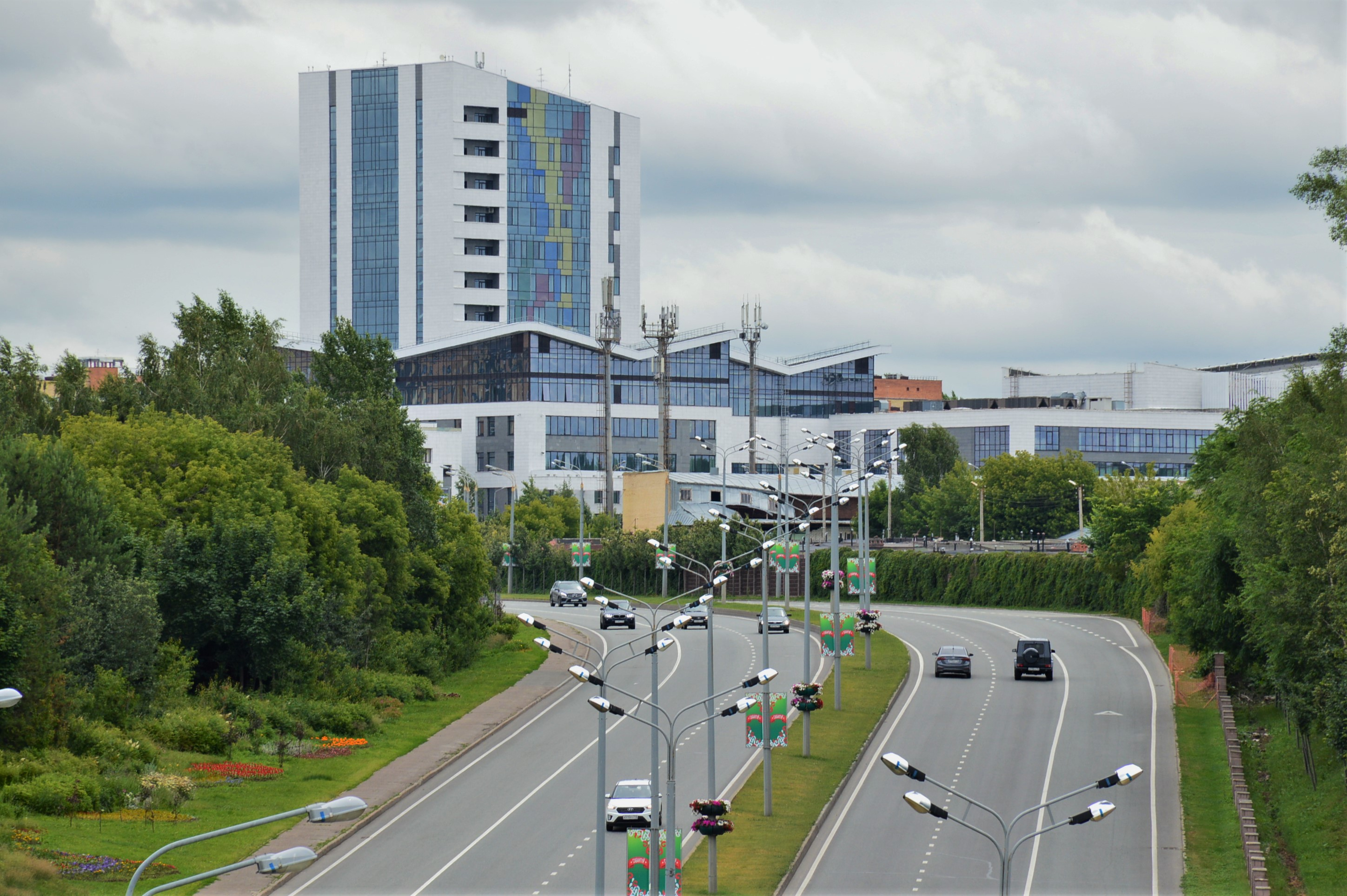
Учебно-лабораторный корпус Поволжской государственной академии физической культуры, спорта и туризма: вид со стороны Оренбургского тракта (июнь 2019)
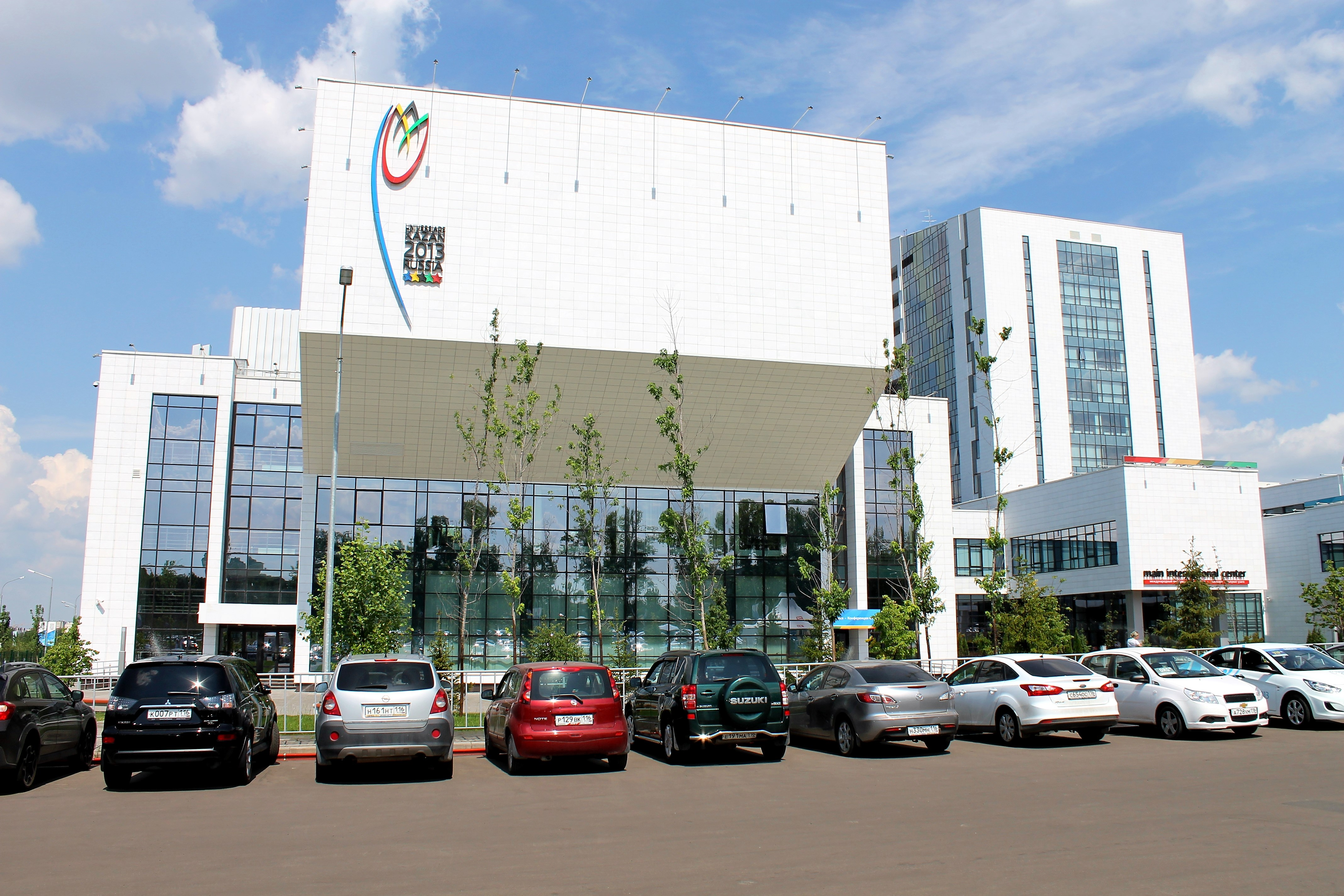
Международный информационный центр в дни проведения игр XXVII Всемирной летней Универсиады 2013 года (июль 2013)
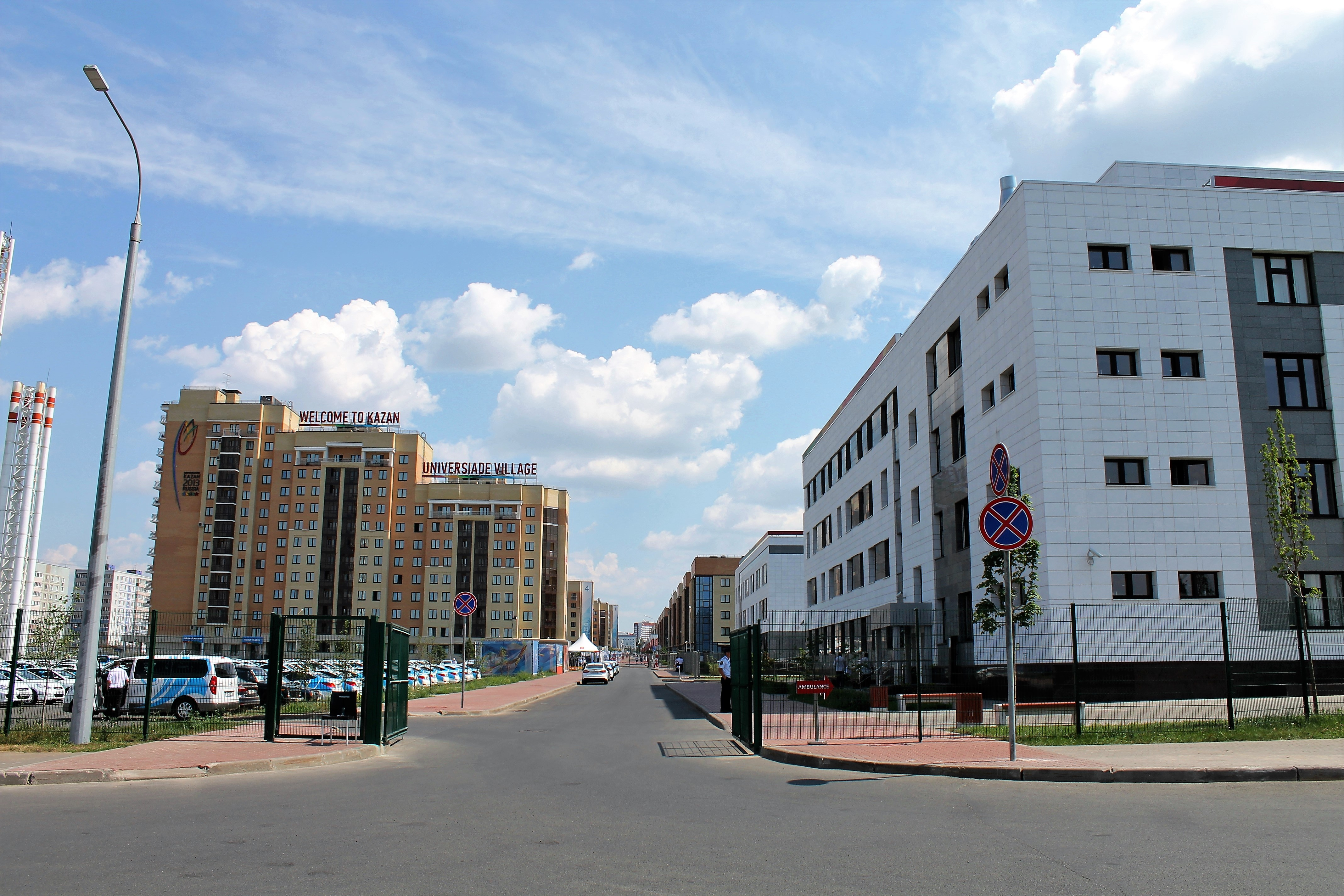
Въезд в Деревню Универсиады со стороны Оренбургского тракта (июль 2013)
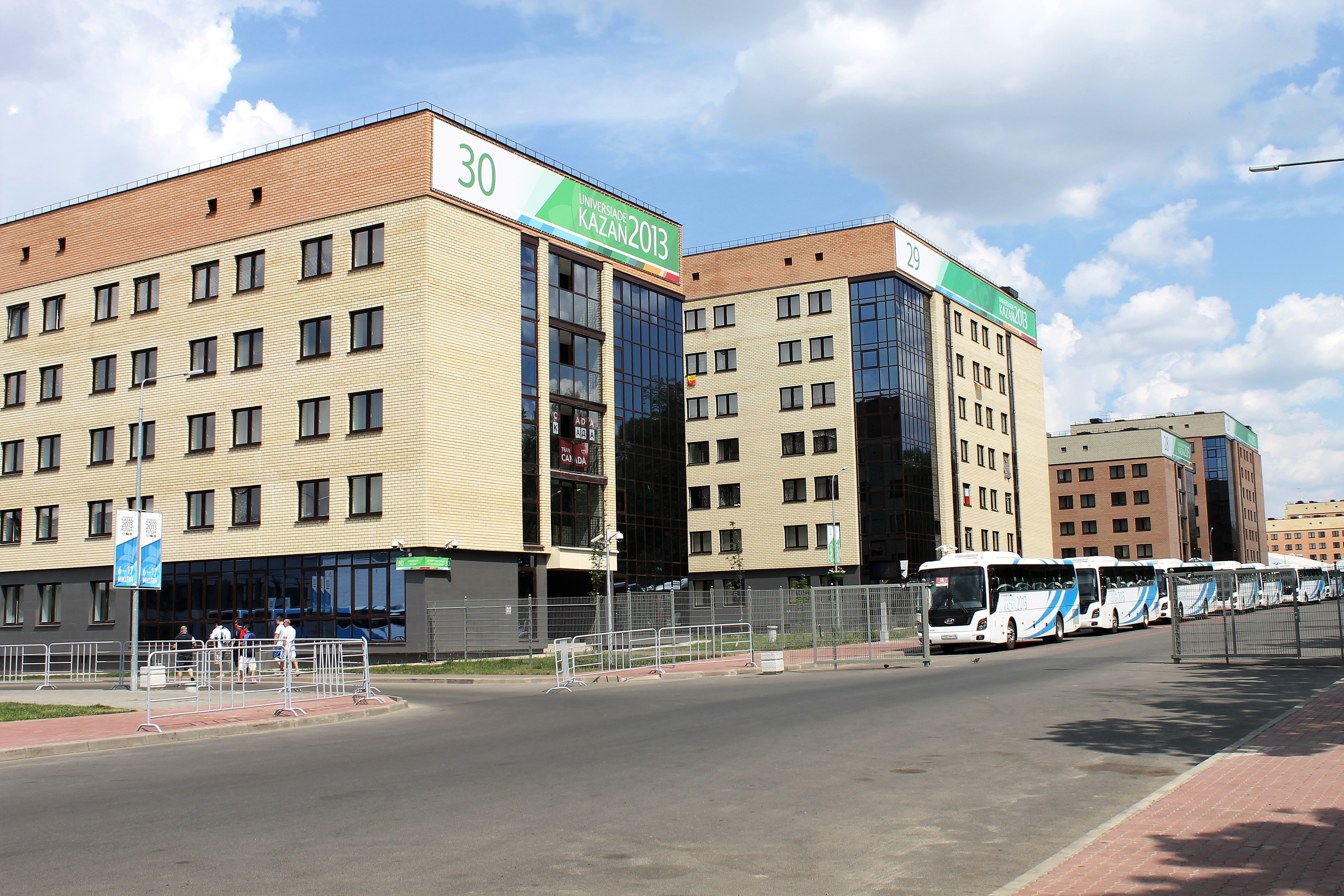
Жилые корпуса в Деревне Универсиады (июль 2013)
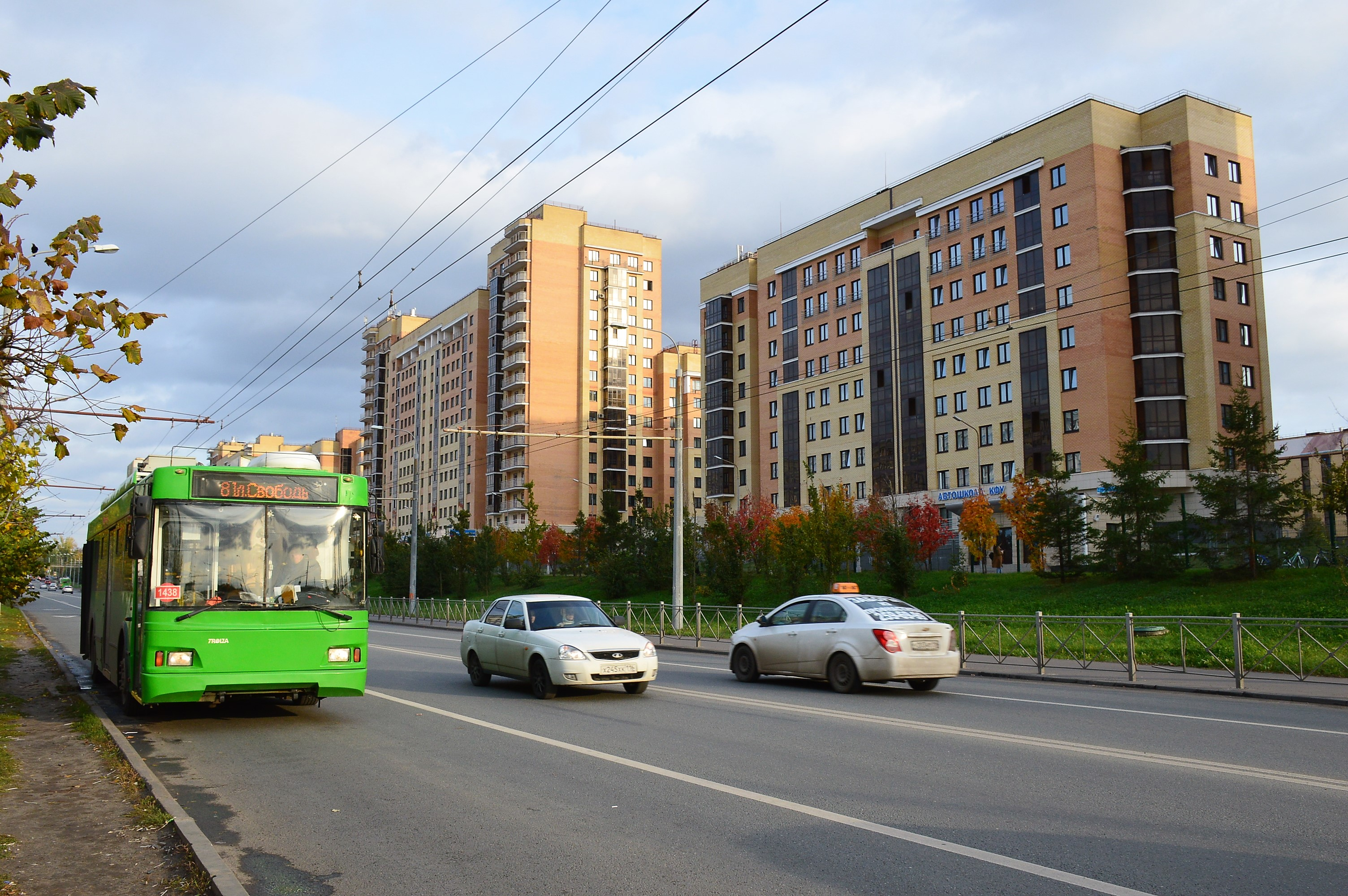
Жилые корпуса Деревни Универсиады со стороны улицы Академика Парина (октябрь 2018)

### Учебные заведения начального и среднего профессионального образования (техникум, колледжи)
На территории жилого района Горки находятся 3 учебных заведения начального и среднего профессионального образования. Из них 2 учебных заведения дают среднее профессиональное образование (Казанский автотранспортный техникум им. А.П. Обыденнова и Казанский медицинский колледж), 1 — начальное профессиональное образование (Колледж пищевых технологий при ГБОУ ВПО КНИТУ).
Казанский автотранспортный техникум им. А. П. Обыденнова (КАТТ) (ул. Карбышева, 64) — основан в 1945 году как Лесной техникум железнодорожного транспорта, в 1954 году преобразован в Васильевский Лесной техникум железнодорожного транспорта, в 1962 году — в Васильевский автомеханический техникум. В 1945—1986 годах техникум находился в пос. Васильево (Зеленодольский район); в 1986 году переведён в Казань по нынешнему адресу и с того времени называется Казанским автотранспортным техникумом. В данном учебном заведении обучается 1282 студента (по состоянию на 2020 год).
Казанский медицинский колледж (ул. Хусаина Мавлютова, 34) возводит начало своей истории к 1837 году, когда в Казани была открыта земская фельдшерская школа. После революции 1917 года на её базе была создана фельдшерско-акушерская школа, в 1954 году преобразованная в Казанское базовое медицинское училище, в 1991 году — в Казанский базовый медицинский колледж. С 1996 года данное учебное заведение именуется Казанским медицинским колледжем. В нём обучается 3427 студентов (по состоянию на 2020 год).
Колледж пищевых технологий при Казанском научно-исследовательском технологическом университете (ул. Рихарда Зорге, 13А) — основан в 1966 году при Казанском мясокомбинате как Городское профессиональное техническое училище № 49 (ГПТУ-49) по подготовке рабочих для предприятий мясной промышленности. В 1977 году ГПТУ-49 переехало в новый учебный корпус по нынешнему адресу, начав подготовку специалистов также для предприятий молочной промышленности, общественного питания и др. В 2009 году училище было преобразовано в Торгово-кулинарный лицей, в 2011 году — в Торгово-кулинарный профессиональный лицей, в 2015 году — в Колледж пищевых технологий при Казанском научно-исследовательском технологическом университете (КНИТУ).

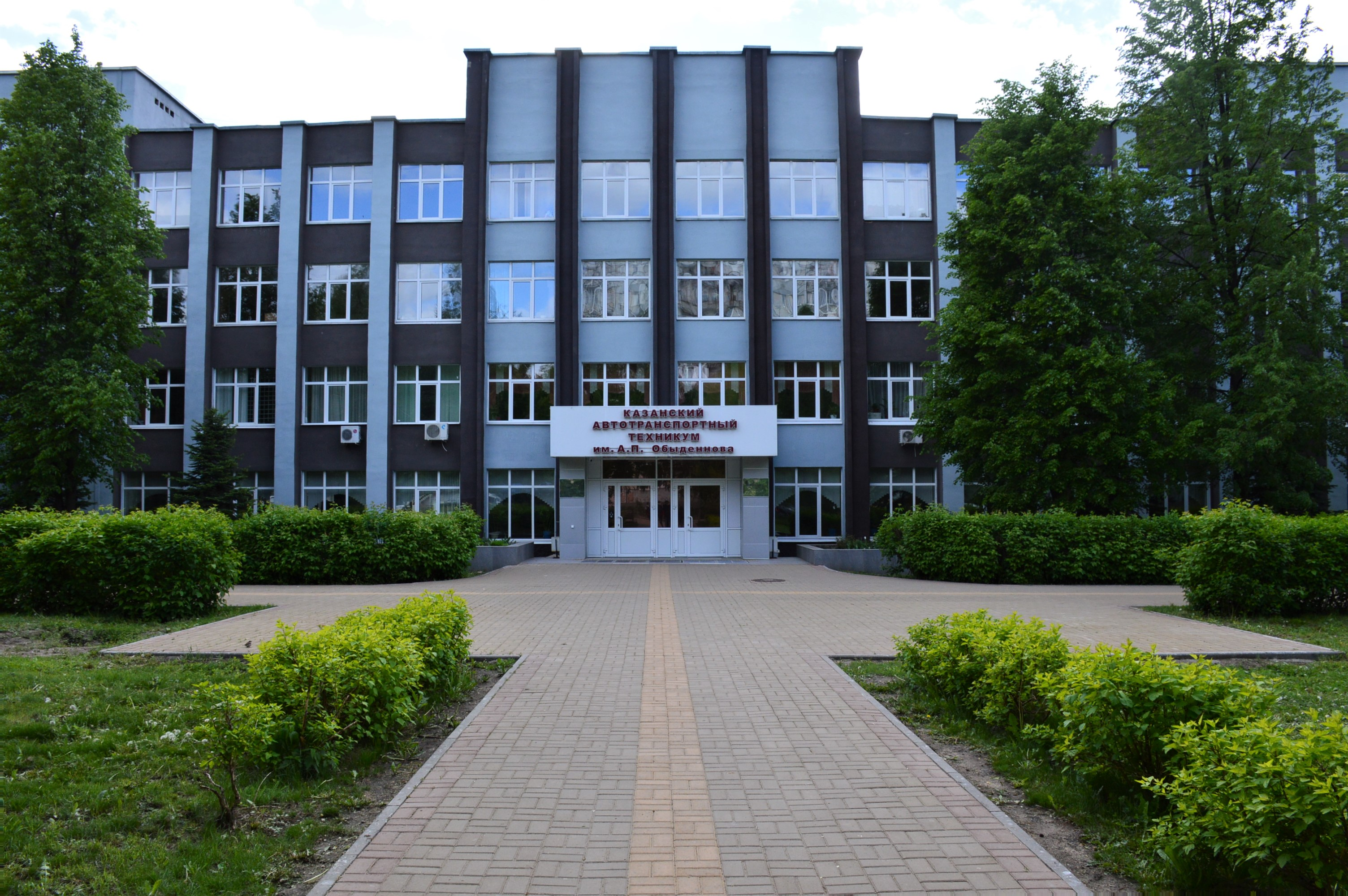
Казанский автотранспортный техникум им. А.П. Обыденнова: ул. Карбышева, 64 (май 2019)
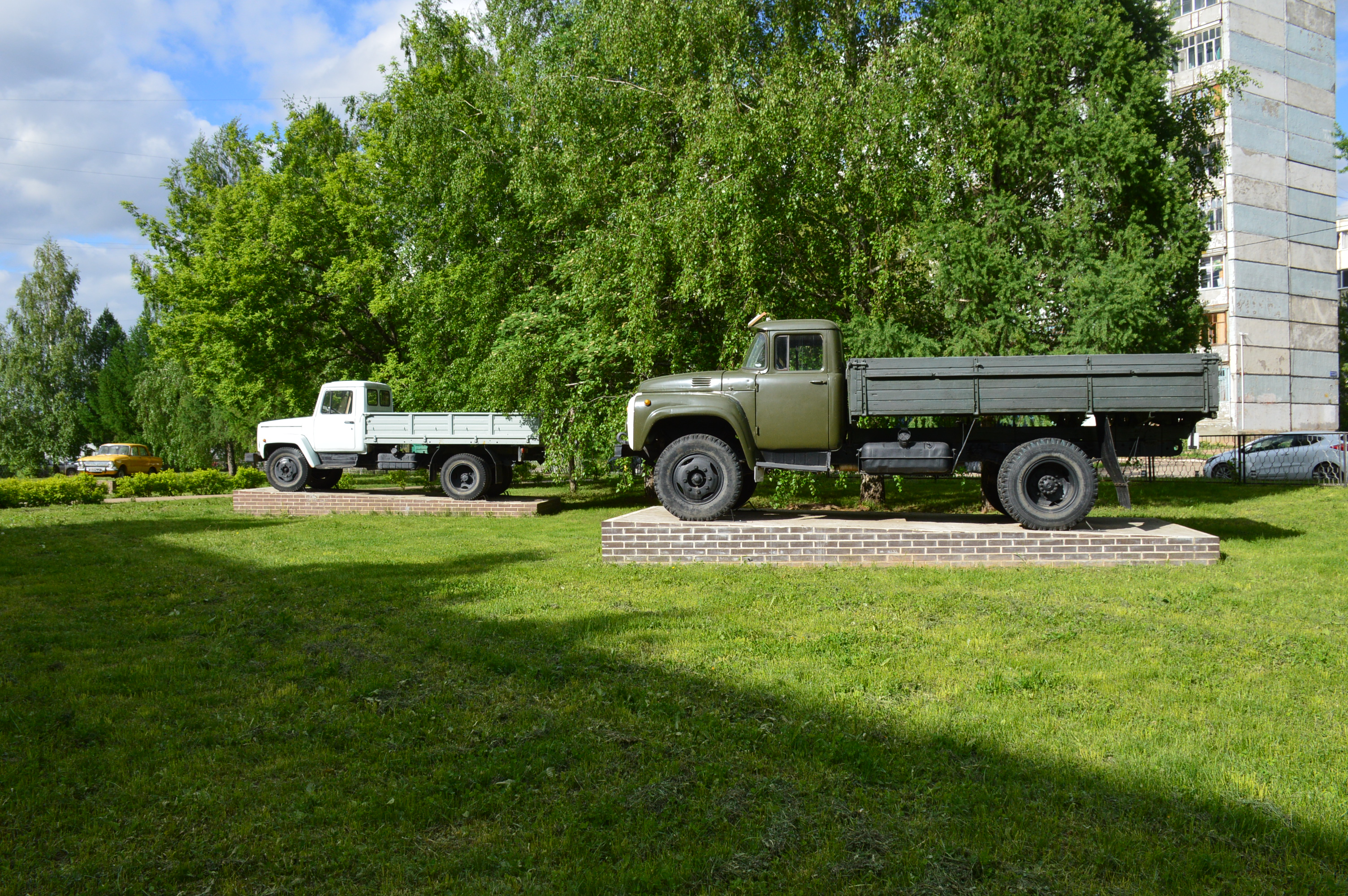
Автомобили-памятники на территории Казанского автотранспортного техникума им. А.П. Обыденнова (май 2019)
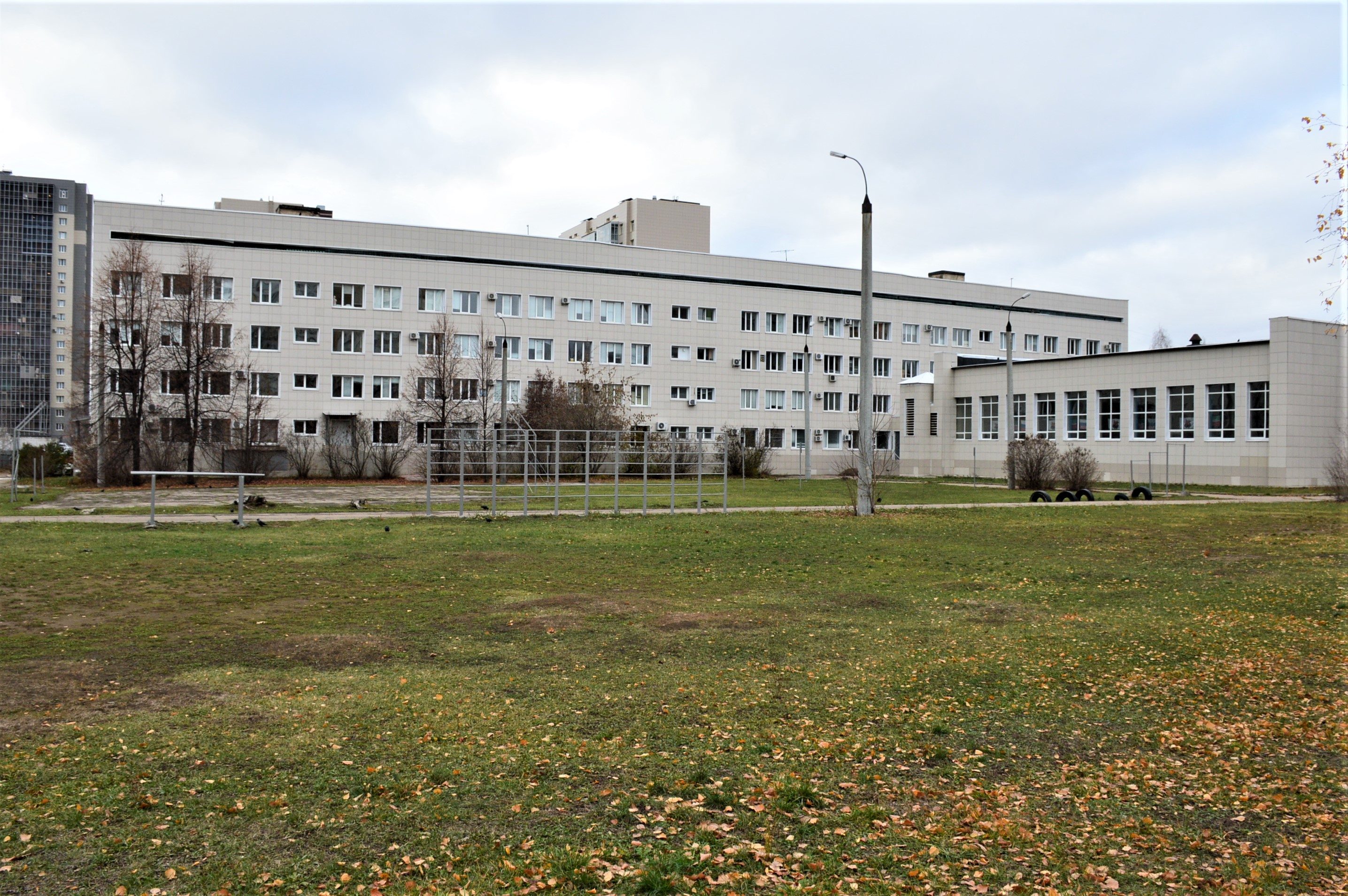
Казанский медицинский колледж: ул. Хусаина Мавлютова, 34 (ноябрь 2018)
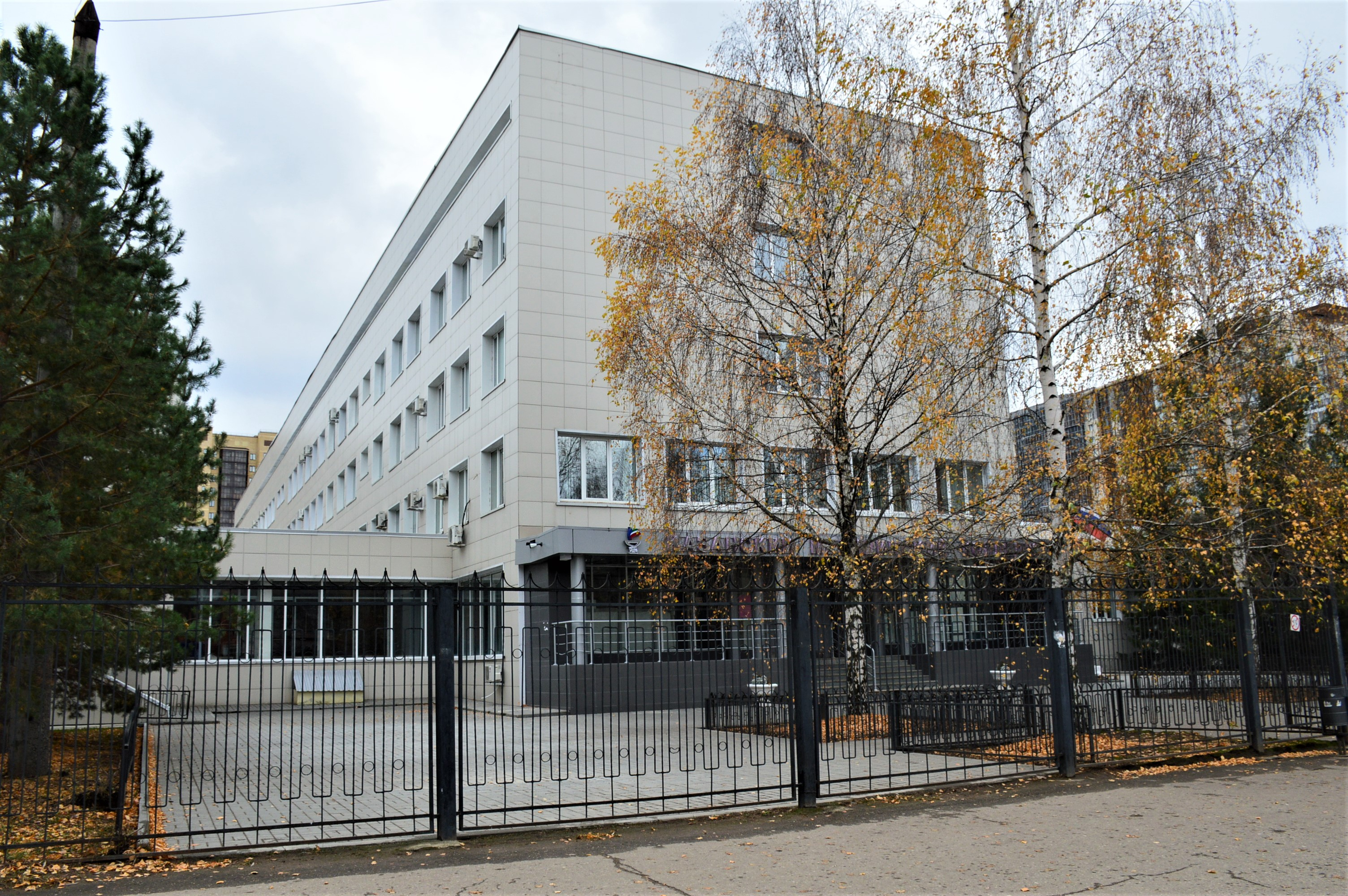
Казанский медицинский колледж: вид со стороны улицы Профессора Камая (ноябрь 2018)
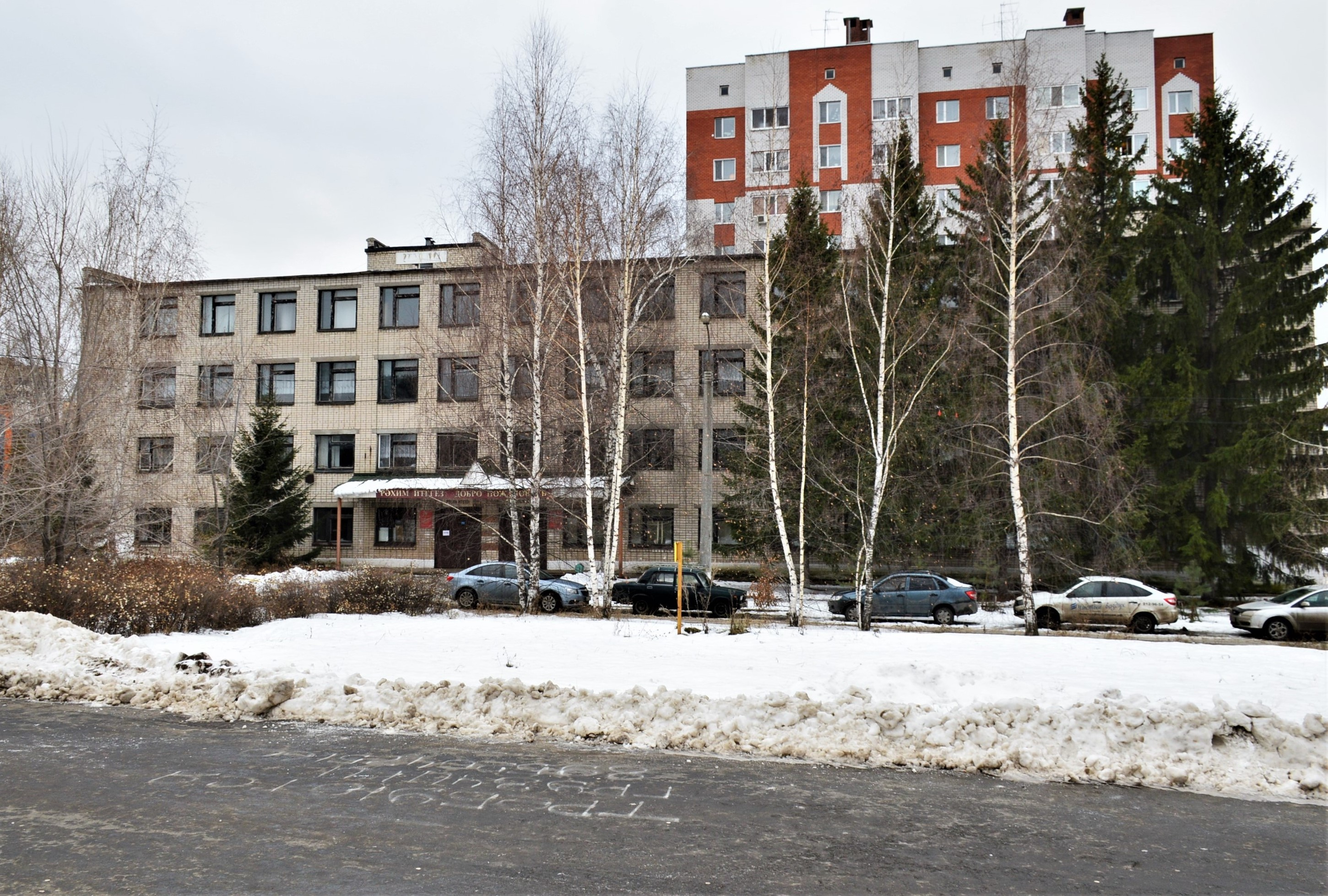
Колледж пищевых технологий при Казанском научно-исследовательском технологическом университете: ул. Рихарда Зорге, 13А (декабрь 2019)

До 2013 года на Горках находилось ещё одно учебное заведение начального профессионального образования — Дорожно-строительный профессиональный лицей № 54 (ул. Хусаина Мавлютова, 5). Он был открыт в 1980 году как Профессионально-техническое училище № 54 (ПТУ-54) на базе треста «КазТранСтрой». В 1995 году ПТУ-54 стало одним из центров подготовки и переподготовки специалистов в сфере строительства из числа безработных граждан. На момент закрытия в данном учебном заведении обучалось около 450 человек. После закрытия лицея в его помещениях планировалось разместить Центр спортивно-патриотической и допризывной подготовки молодежи, но в 2014 году было принято решение об открытии здесь Международной школы Казани.

### Общеобразовательные учебные заведения (школы, гимназии, лицеи)
На территории жилого района Горки находятся 19 общеобразовательных учебных заведений. Это более половины от общего количества учебных заведений данного типа, расположенных в Приволжском районе Казани (всего их — 35).
Из 19 общеобразовательных учебных заведений:
- гимназий — 8;
- средних общеобразовательных школ — 7;
- лицеев — 3 (в том числе IТ-лицей);
- международных школ — 1.

Всего на территории Горок в советский период (до 1991) было построено 15 школ, в постсоветские 1990-е годы появилось ещё 3 учебных заведения, а в 2010-е годы — 2. В 2017 году в рамках проекта объединения ряда казанских школ и создания укрупнённых «центров образования» школа № 95 (ул. Братьев Касимовых, 68), открытая ещё в 1973 году, прекратила существование, войдя в состав соседнего лицея № 83 (ул. Братьев Касимовых, 52).
На территории Горок самой первой по времени возникновения является школа (ныне — гимназия) № 40 (ул. Братьев Касимовых, 12), открытая на территории 1-го микрорайона (Горки-1) в 1971 году.
Лицей № 83 (ул. Братьев Касимовых, 52) является самым большим общеобразовательным учебным заведением на Горках по количеству учеников (2650) и преподавателей (185) (по состоянию на 2020 год).

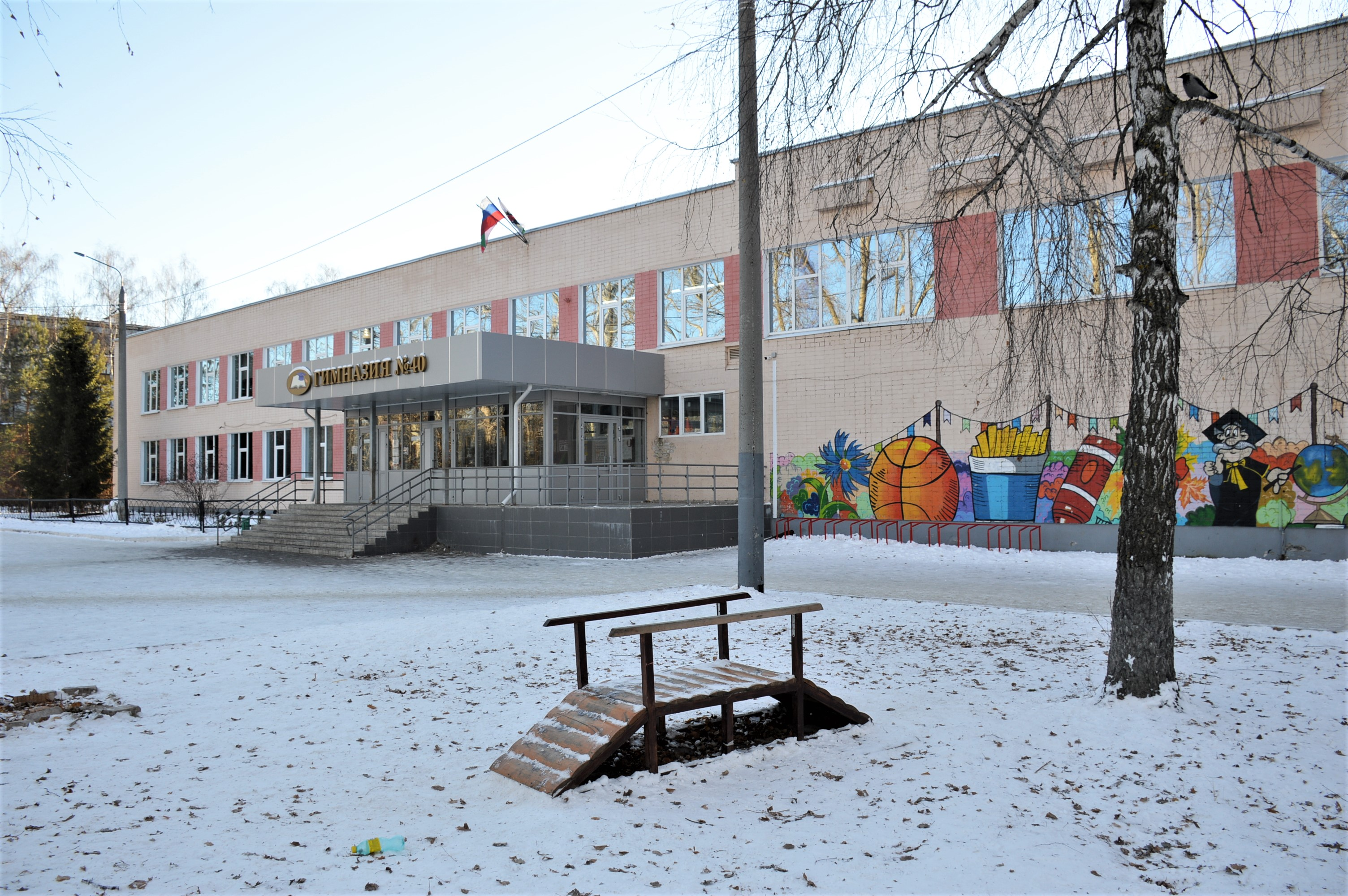
Гимназия № 40: ул. Братьев Касимовых, 12. Это самая первая по времени возникновения школа в жилом районе Горки — открыта в 1971 году (декабрь 2018)
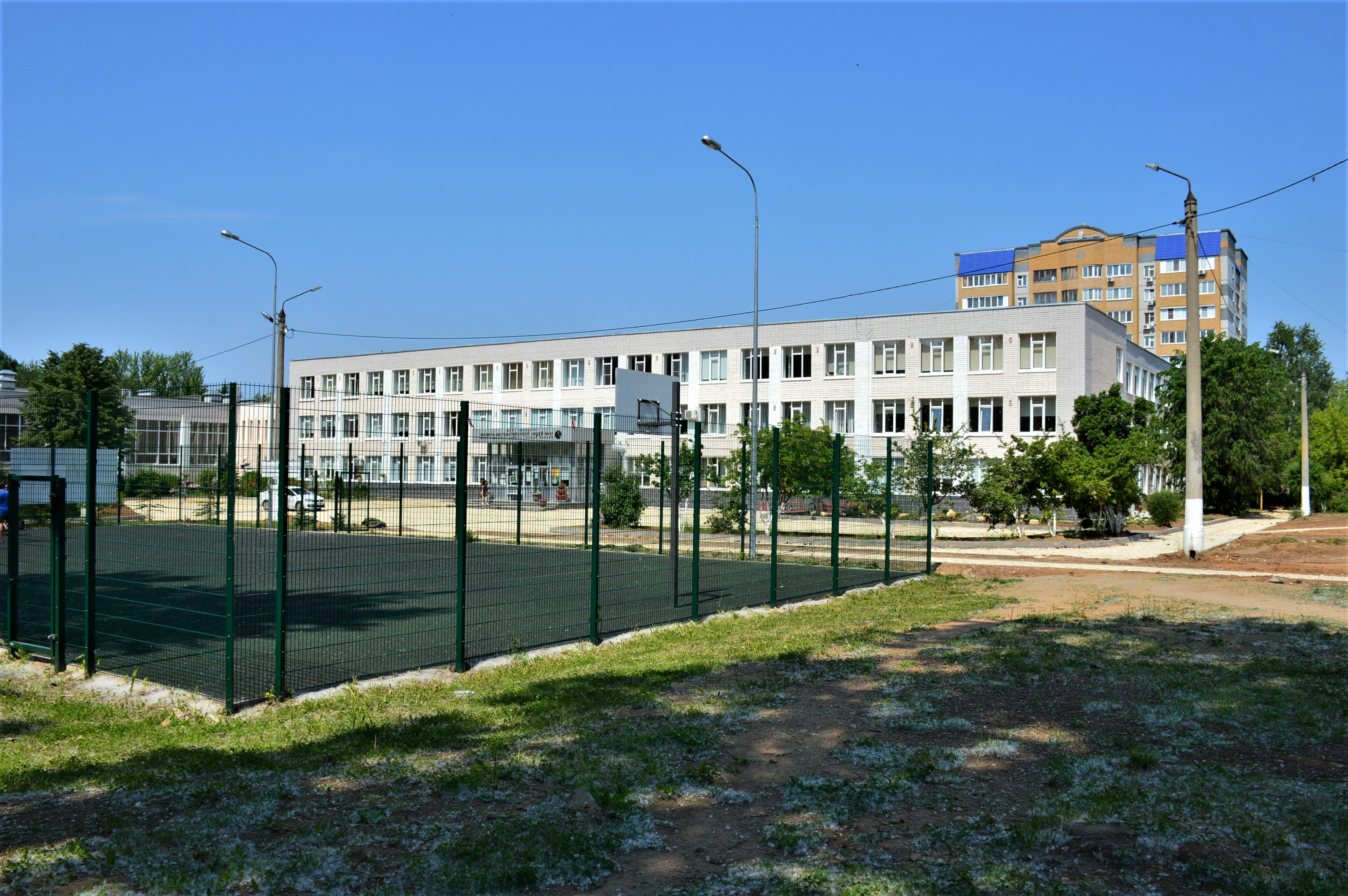
Основное здание лицея № 83: ул. Братьев Касимовых, 52. С 2017 года это самая большая в жилом районе Горки школа по количеству учеников и преподавателей. Открыта в 1973 году (июнь 2019)
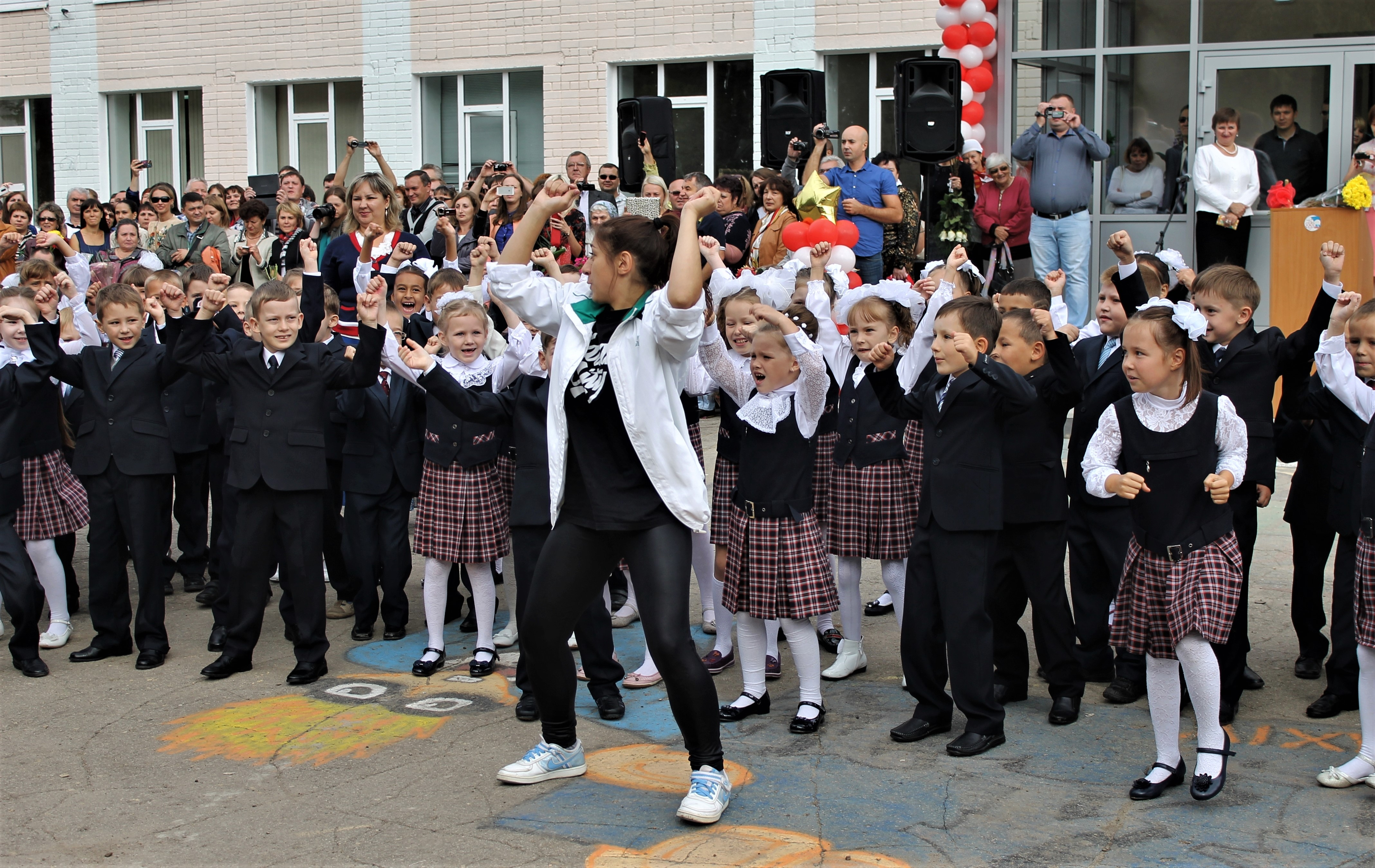
Празднование Дня знаний в лицее № 83: танцуют первоклассники (1 сентября 2014)
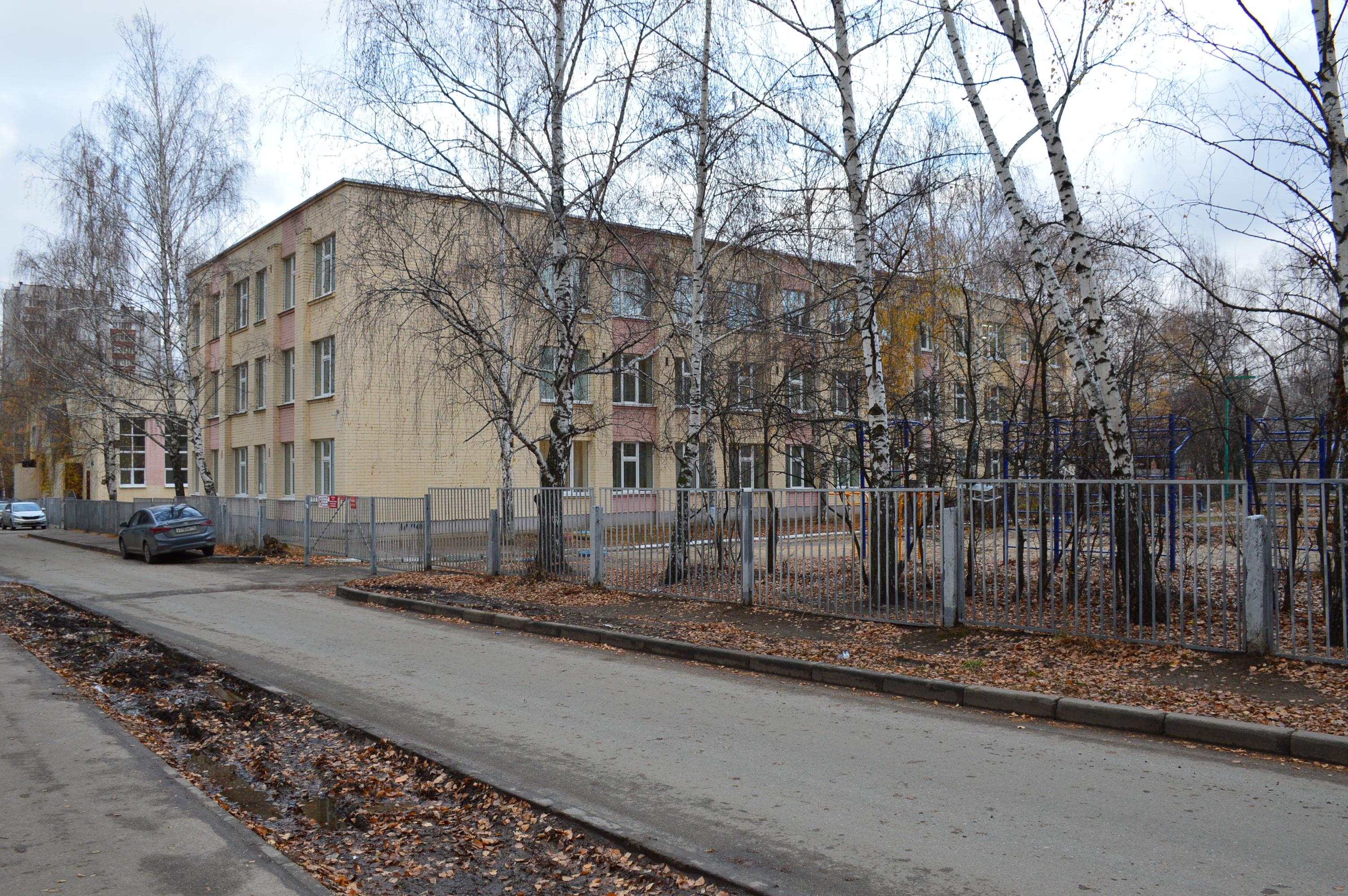
Гимназия № 21: ул. Рихарда Зорге, 71. Открыта в 1976 году (ноябрь 2018)
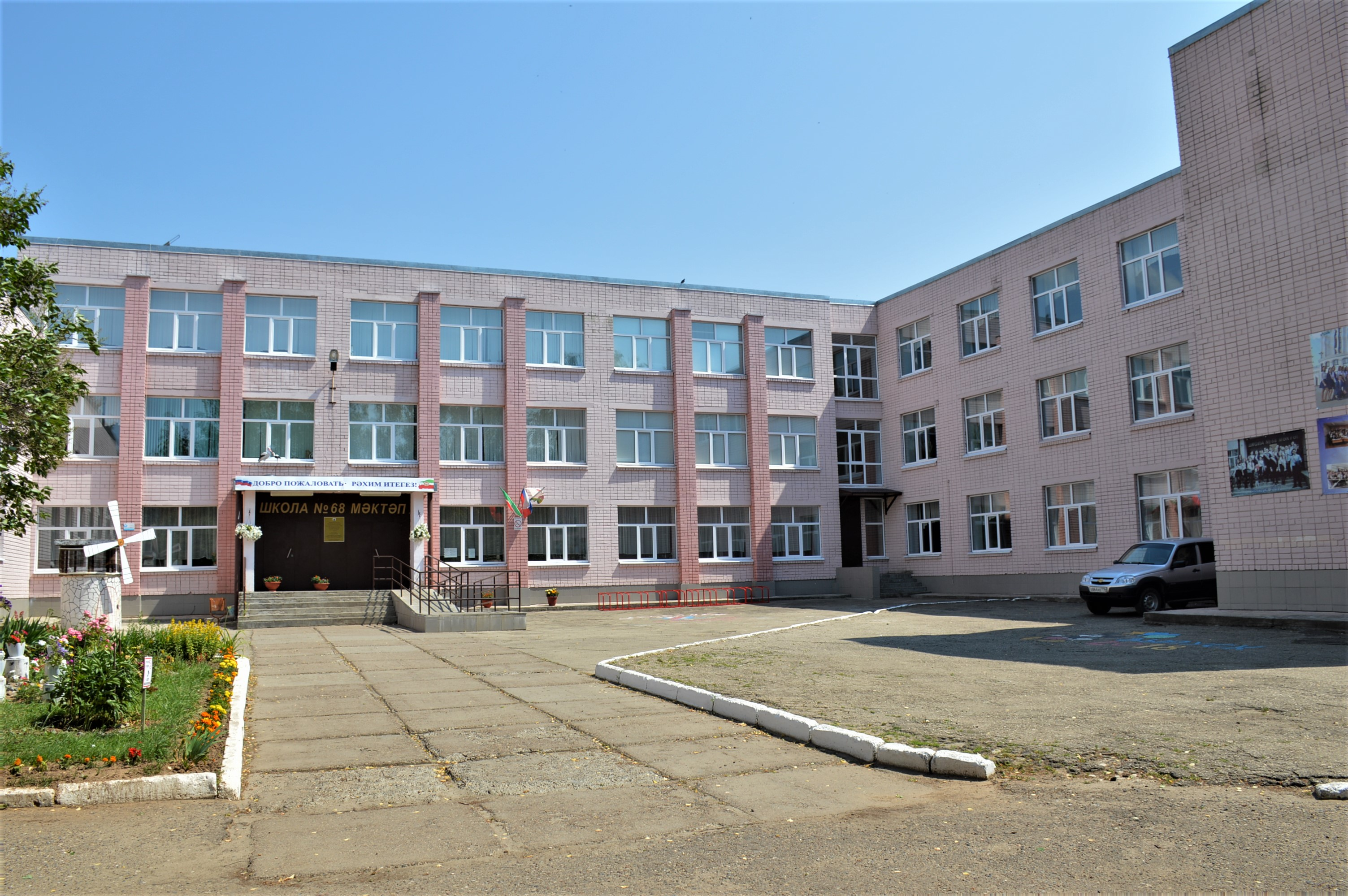
Татарско-русская средняя общеобразовательная школа № 68: ул. Рихарда Зорге, 71А. Открыта в 1977 году (июнь 2019)

| Список общеобразовательных учебных заведений, находящихся на территории жилого района Горки (по состоянию на 2020 год) | Список общеобразовательных учебных заведений, находящихся на территории жилого района Горки (по состоянию на 2020 год) | Список общеобразовательных учебных заведений, находящихся на территории жилого района Горки (по состоянию на 2020 год) | Список общеобразовательных учебных заведений, находящихся на территории жилого района Горки (по состоянию на 2020 год) | Список общеобразовательных учебных заведений, находящихся на территории жилого района Горки (по состоянию на 2020 год) |
| Название и номер учебного заведения                                                                                    | Адрес | Год основания | Количество педагогов                                                                                                   | Количество учащихся |
| --- | --- | --- | --- | --- |
| Гимназия № 6 | ул. Юлиуса Фучика, 26                                                                                                  | 1990 | 134 | 2156 |
| Татарско-русская средняя общеобразовательная школа № 10 с углублённым изучением отдельных предметов                    | ул. Братьев Касимовых, 14                                                                                              | 1977 | 35 | 552 |
| Татаро-английская гимназия № 16                                                                                        | ул. Дубравная, 51А | 1997 | 76 | 1071 |
| Гимназия № 18 с татарским языком обучения                                                                              | ул. Кул Гали, 13 | 1999 | 41 | 557 |
| Гимназия № 19 | просп. Победы, 48 | 1987 | 104 | 1588 |
| Гимназия № 21 | ул. Рихарда Зорге, 71                                                                                                  | 1976 | 56 (+ 9 дошкол. отд-я)                                                                                                 | 698 (+ 64 дошкол. отд-я)                                                                                               |
| Средняя общеобразовательная школа № 24 с углублённым изучением отдельных предметов                                     | ул. Комиссара Габишева, 15                                                                                             | 1986 | 68 | 1216 |
| Гимназия № 40 | ул. Братьев Касимовых, 12                                                                                              | 1971 | 47 | 762 |
| Средняя общеобразовательная школа № 42                                                                                 | ул. Комиссара Габишева, 27А                                                                                            | 1981 | 72 | 1331 |
| Гимназия № 52 | ул. Гарифьянова, 7 | 1972 | 89 | 1497 |
| Татарско-русская средняя общеобразовательная школа № 68 с углублённым изучением отдельных предметов                    | ул. Рихарда Зорге, 71А                                                                                                 | 1977 | 44 | 625 |
| Средняя общеобразовательная школа № 69                                                                                 | ул. Комиссара Габишева, 33А                                                                                            | 1981 | 72 | 1430 |
| Лицей № 78 «Фарватер»                                                                                                  | ул. Юлиуса Фучика, 40                                                                                                  | 1978 | 103 | 1258 |
| Лицей № 83 — Центр образования                                                                                         | ул. Братьев Касимовых, 52                                                                                              | 1973 | 185 | 2650 |
| Средняя общеобразовательная школа № 127                                                                                | ул. Хусаина Мавлютова, 15                                                                                              | 1977 | 51 | 885 |
| Гимназия № 139 — Центр образования                                                                                     | ул. Сафиуллина, 56А | 1989 | 91 | 1607 |
| Средняя общеобразовательная русско-татарская школа № 150                                                               | ул. Дубравная, 45 | 1993 | 47 | 863 |
| Общеобразовательная школа-интернат «IТ—лицей» КФУ                                                                      | Деревня Универсиады, 32                                                                                                | 2012 | 45 | 333 |
| Международная школа Казани                                                                                             | ул. Хусаина Мавлютова, 3, 5                                                                                            | 2014 | 43 | 368 |

Из всех вышеуказанных учебных заведений особо выделяются Общеобразовательная школа-интернат «IТ—лицей» КФУ (2012) и Международная школа Казани (2014). Данные учебные заведения отличаются особыми образовательными стандартами, ориентированными на международные образцы, а также наличием современных учебных корпусов с развитой инфраструктурой.
Общеобразовательная школа-интернат «IТ—лицей» КФУ (Деревня Универсиады, 32) — структурное подразделение Казанского (Приволжского) федерального университета. Данное учебное заведение открыто 1 сентября 2012 года по инициативе Президента Республики Татарстан Р.Н. Минниханова. Обучение ведётся с 6 класса.
Международная школа Казани (ул. Хусаина Мавлютова, 3, 5) — частное учебное заведение, одно из самых элитных в столице Татарстана. Открыта в 2014 году как начальная школа в здании бывшего Профессионально-технического училища № 54. По завершении строительства в 2016 году на прилегающем участке земли современного корпуса функционирует как учебное заведение основного общего образования (до 9 класса). Данный учебный корпус спроектирован и построен американской компанией «Fielding Nair International», он рассчитан на 450 учащихся. Преподают в школе в основном иностранные преподаватели, обучение ведётся на английском языке. В школе обучаются дети высокооплачиваемых родителей-казанцев и экспатов, в том числе иностранных преподавателей; среди учащихся — сын Президента Татарстана Р.Н. Минниханова Искандер.

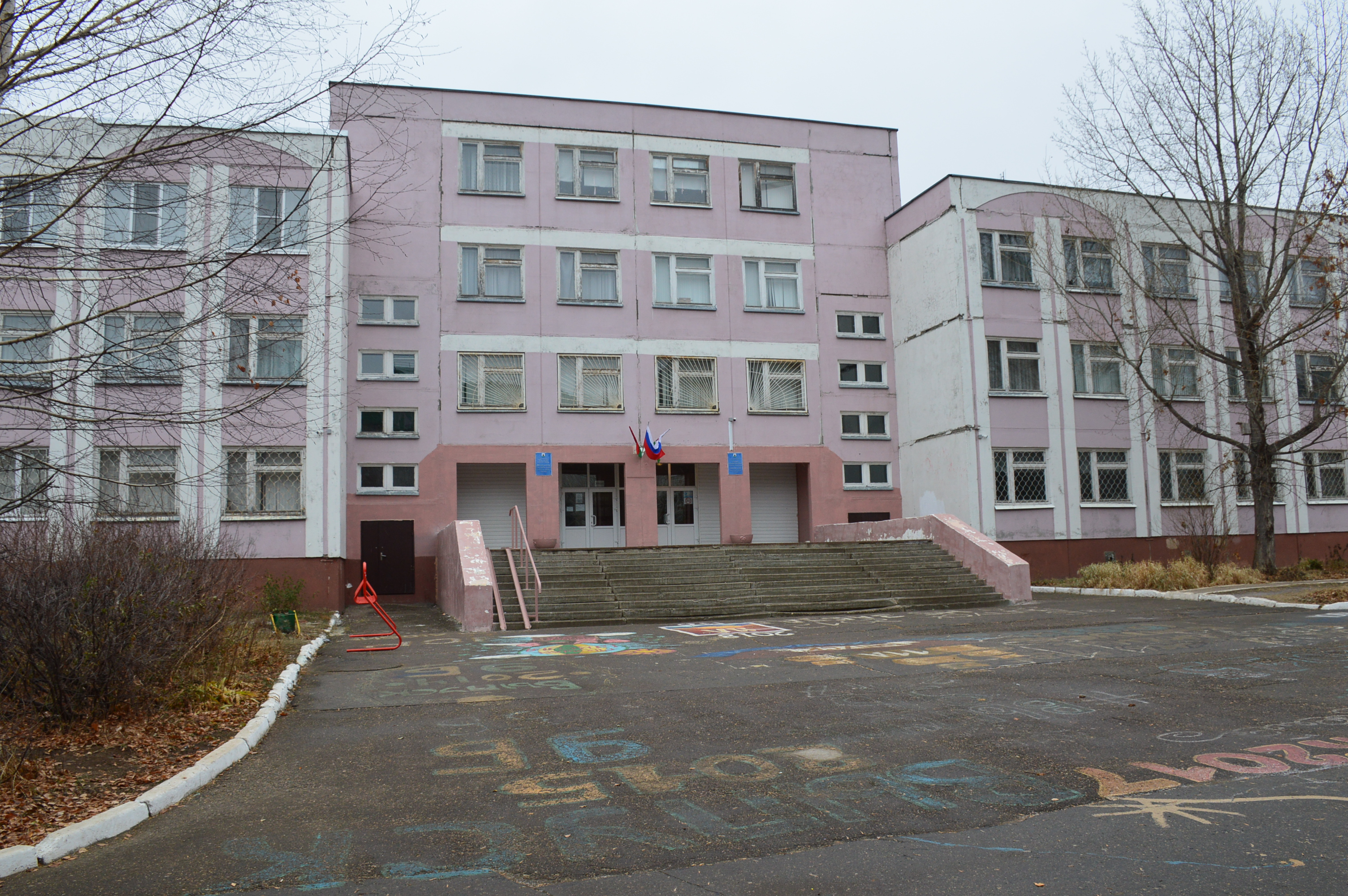
Средняя общеобразовательная школа № 150: ул. Дубравная, 45. Открыта в 1993 году (ноябрь 2018)
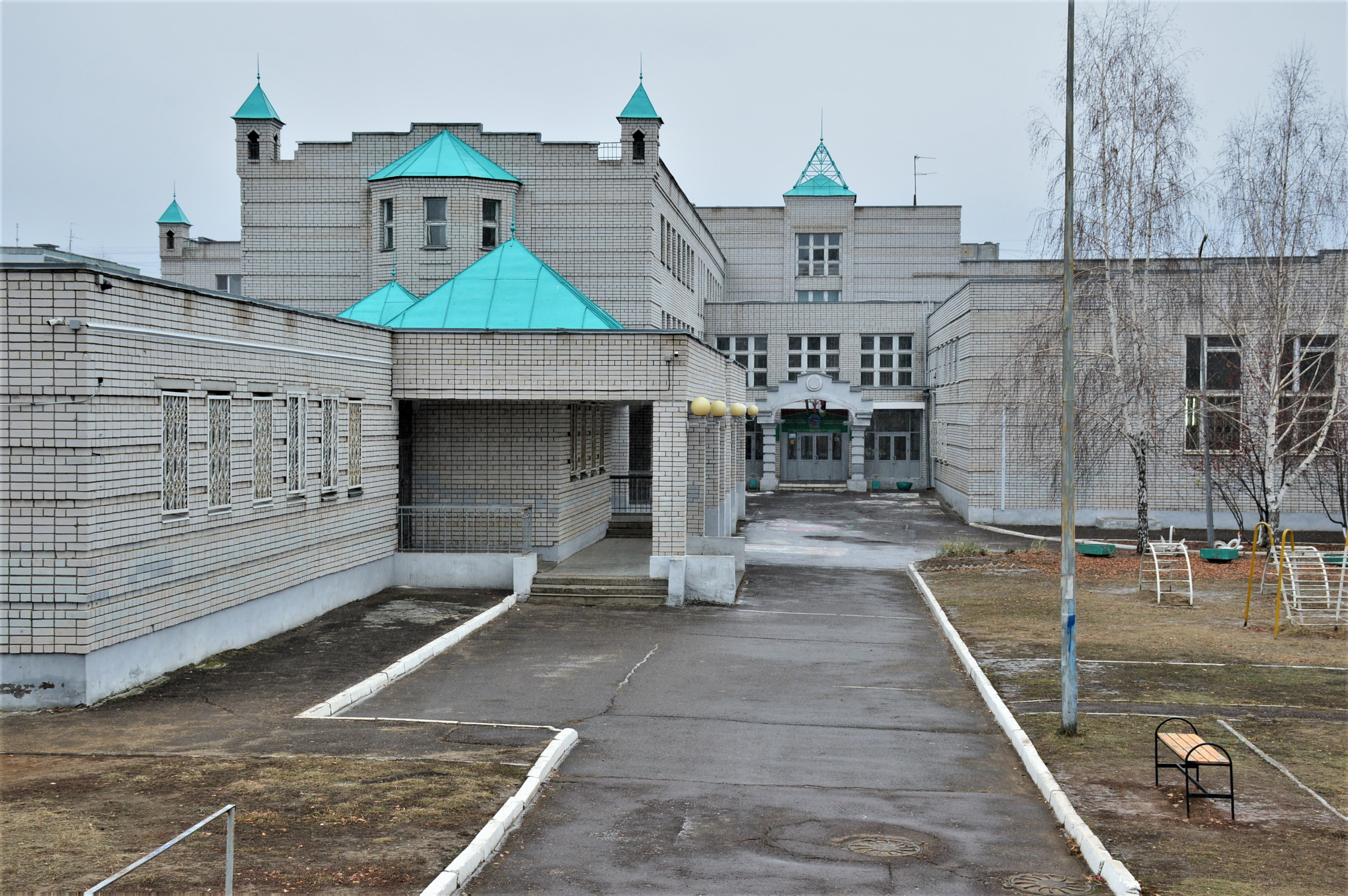
Татаро-английская гимназия № 16: ул. Дубравная, 51А. Открыта в 1997 году (ноябрь 2018)
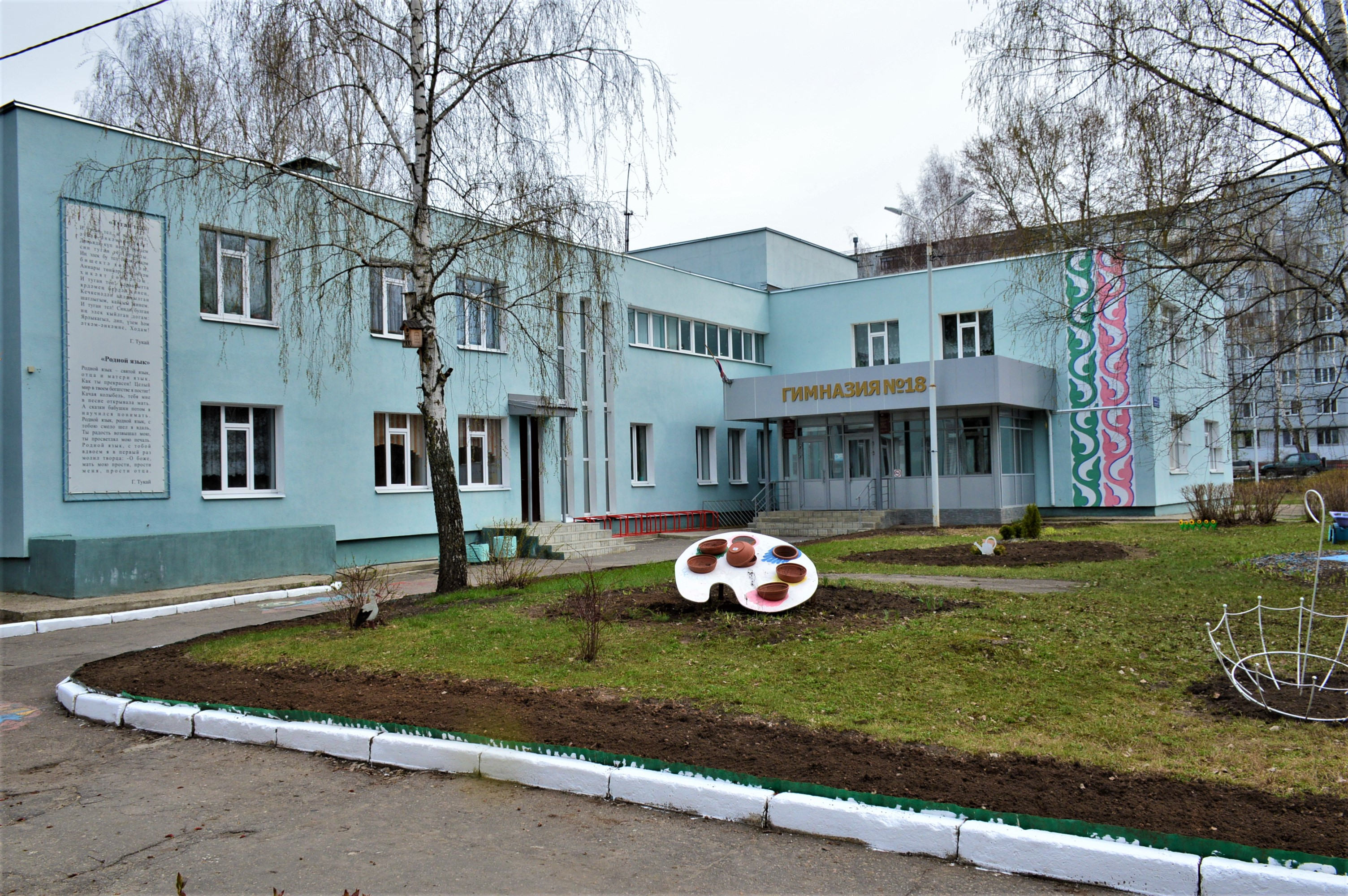
Гимназия № 18 с татарским языком обучения: ул. Кул Гали, 13. Открыта в 1999 году (апрель 2020)
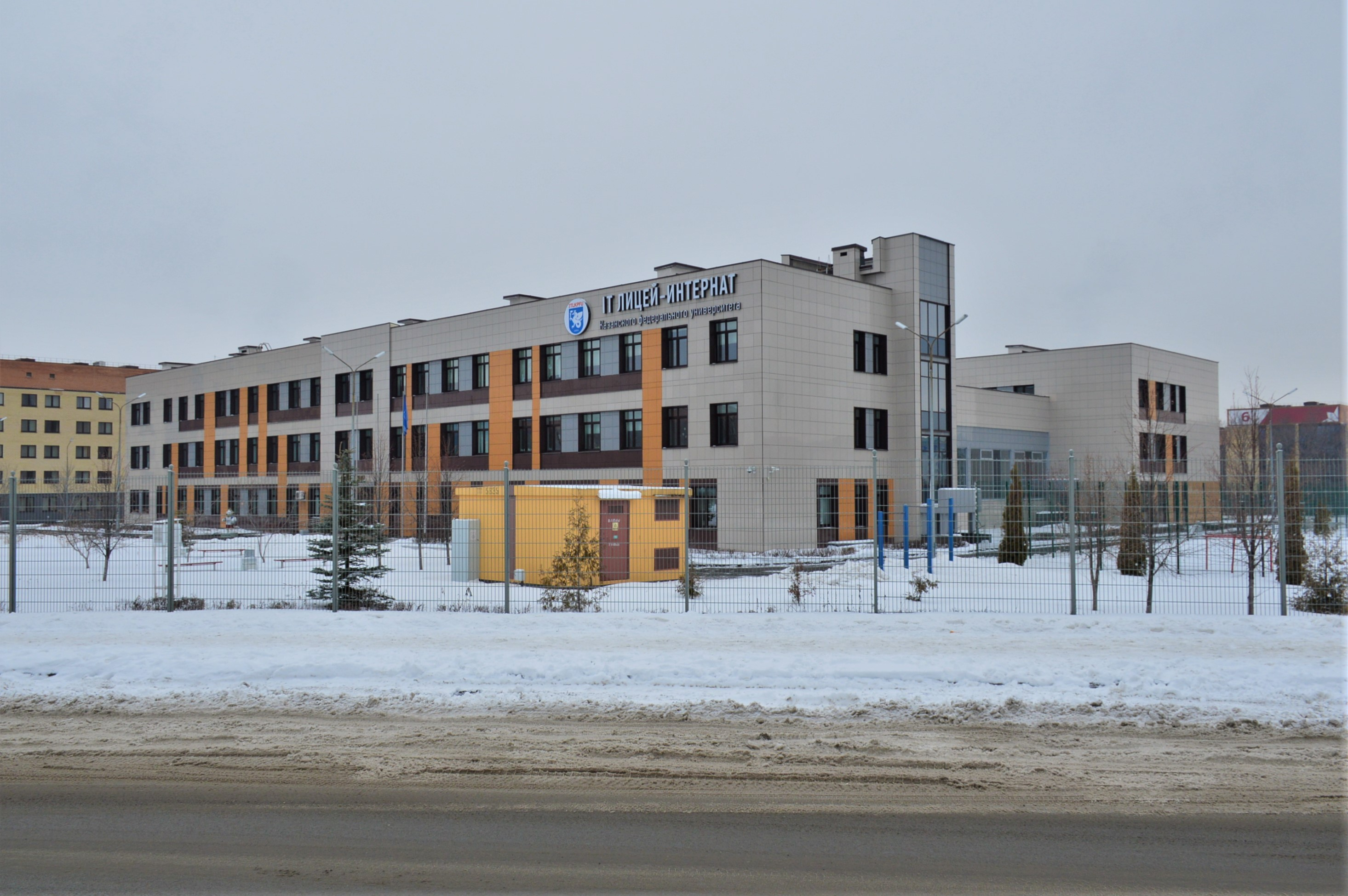
Общеобразовательная школа-интернат «IТ—лицей» Казанского (Приволжского) федерального университета. Открыта в 2012 году (январь 2020)
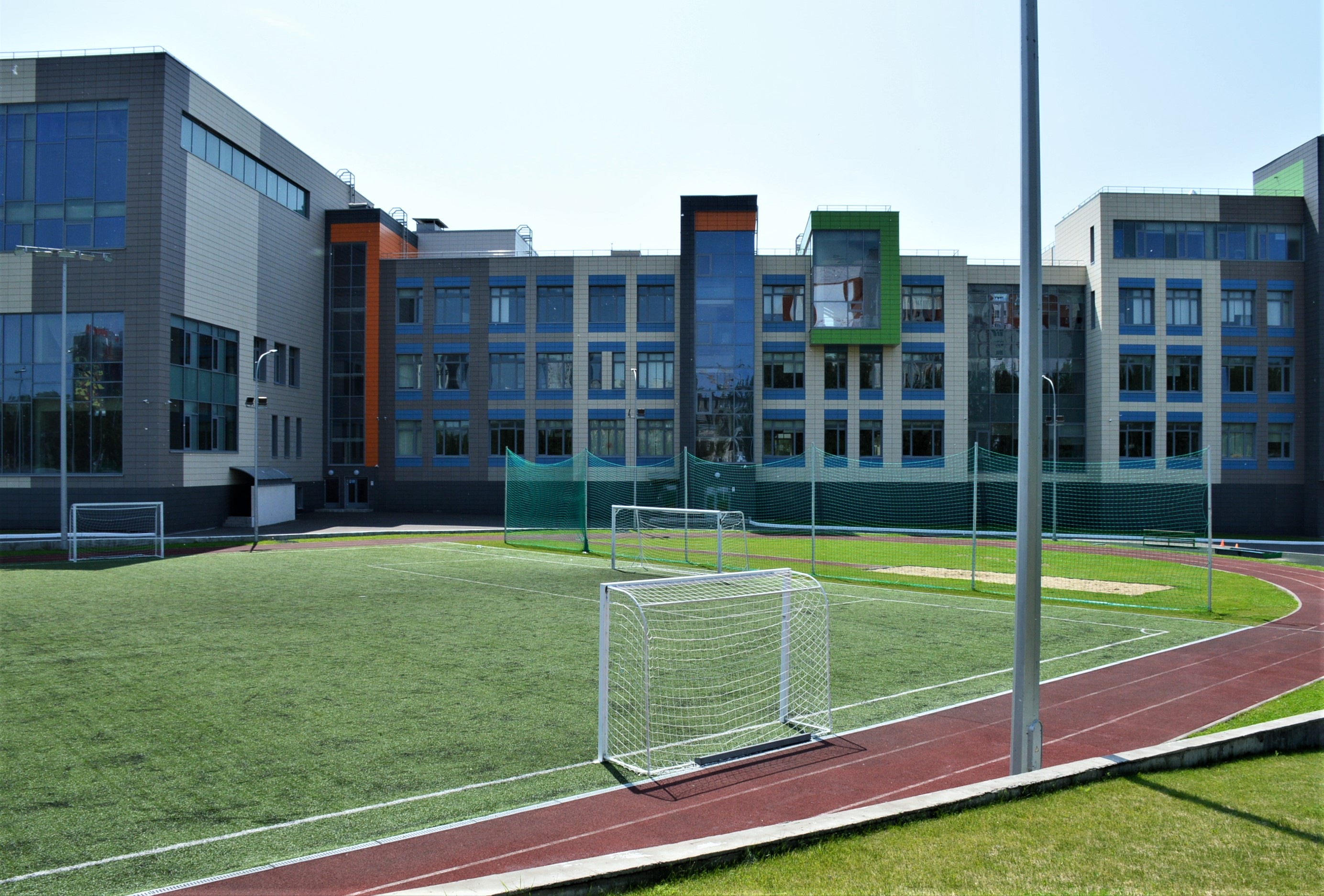
Учебный корпус Международной школы Казани для средних классов: вид со стороны футбольного поля (июнь 2019)

### Дошкольные образовательные учреждения (детские сады, центры развития ребёнка)
На территории жилого района Горки находится 31 муниципальный детский сад, из которых 5 имеют статус центра развития ребёнка.
В советский период (до 1991) было построено 24 детских сада. В отличие от школ, их строительство шло с определённым запозданием. Первый детский сад (№ 42 «Берёзка») был открыт в 1976 году, но отнюдь не там, где в 1970—1971 годах были возведены первые жилые дома Горок, то есть в 1-м микрорайоне (Горки-1), а на территории 7-го микрорайона (Горки-2). Но вскоре ситуация стала исправляться: в 1977—1979 годах было введено в строй 5 детских садов, а в 1981—1991 годах — 18. Благодаря этому, сетью дошкольных учреждений были охвачены почти все построенные к тому времени микрорайоны Горок.
В постсоветские 1990-е годы строительство детских садов в жилом районе Горки фактически прекратилось. Как предполагается, в первую очередь это было обусловлено резким сокращением на государственном уровне объёмов финансирования социальной сферы, а также кризисным состоянием крупных предприятий, строивших детские сады для детей своих сотрудников. В то же время, в условиях «демографической ямы» 1990-х годов потребность в дошкольных учреждениях несколько снизилась. На этом фоне единственным исключением мог бы стать детский сад (ул. Гарифьянова, 4А), построенный Казанским заводом резинотехнических изделий (ныне — АО «КВАРТ»), но ввести в строй его так и не удалось.
В 2000-е годы демографическая ситуация стала меняться к лучшему и к началу 2010-х годов растущий дефицит мест в дошкольных учреждениях превратился в острую социальную проблему. Именно в этот период на территории Горок возобновилось их строительство: в 2007 году был открыт 1 детский сад, в 2010 — 1, в 2011 — 2, в 2014 — 2, в 2019 — 1. Большинство этих детских садов появилось в процессе реализации республиканской программы «Бэлэкэч» («Малыш»), стартовавшей в 2011 году.
На территории Горок самым большим по количеству воспитанников дошкольным учреждением является детский сад № 33 (ул. Профессора Камая, 12Б) — 468 детей; по количеству воспитателей (педагогов) — детский сад № 106 (ул. Юлиуса Фучика, 70) — 60 человек (по состоянию на 2020 год).
| Список муниципальных детских садов, находящихся на территории жилого района Горки (по состоянию на 2020 год) | Список муниципальных детских садов, находящихся на территории жилого района Горки (по состоянию на 2020 год) | Список муниципальных детских садов, находящихся на территории жилого района Горки (по состоянию на 2020 год) | Список муниципальных детских садов, находящихся на территории жилого района Горки (по состоянию на 2020 год) | Список муниципальных детских садов, находящихся на территории жилого района Горки (по состоянию на 2020 год) |
| Название и номер детского сада                                                                               | Адрес | Год основания                                                                                                | Количество воспитателей                                                                                      | Количество детей                                                                                             |
| --- | --- | --- | --- | --- |
| Детский сад № 13 комбинированного вида с воспитанием и обучением на татарском языке                          | просп. Победы, 37                                                                                            | 1979 | 25 | 298 |
| Центр развития ребёнка — Детский сад № 25                                                                    | ул. Юлиуса Фучика, 57                                                                                        | 1991 | 25 | 295 |
| Детский сад № 27 комбинированного вида с воспитанием и обучением на татарском языке                          | просп. Победы, 64                                                                                            | 1977 | 23 | 268 |
| Детский сад № 31 комбинированного вида                                                                       | ул. Академика Парина, 20А                                                                                    | 2011 | 34 | 363 |
| Детский сад № 32 комбинированного вида                                                                       | просп. Победы, 58А                                                                                           | 2011 | 24 | 273 |
| Детский сад № 33 комбинированного вида                                                                       | ул. Профессора Камая, 12Б                                                                                    | 2019 | 48 | 468 |
| Детский сад № 42 комбинированного вида                                                                       | ул. Рихарда Зорге, 91                                                                                        | 1976 | 23 | 290 |
| Детский сад № 43 комбинированного вида                                                                       | ул. Рихарда Зорге, 76А                                                                                       | 1989 | 27 | 330 |
| Детский сад № 55 комбинированного вида                                                                       | ул. Карбышева, 31А                                                                                           | 1977 | 24 | 301 |
| Детский сад № 71 комбинированного вида                                                                       | ул. Сафиуллина, 17А                                                                                          | 1984 | 26 | 365 |
| Детский сад № 90 комбинированного вида с татарским языком воспитания и обучения                              | ул. Комиссара Габишева, 10А                                                                                  | 2014 | 15 | 167 |
| Детский сад № 94 комбинированного вида                                                                       | просп. Победы, 19А                                                                                           | 2014 | 14 | 165 |
| Центр развития ребёнка — детский сад № 106                                                                   | ул. Юлиуса Фучика, 70                                                                                        | 1978 | 60 | 312 |
| Детский сад № 130 комбинированного вида с татарским языком воспитания и обучения                             | ул. Дубравная, 35А                                                                                           | 2010 | 34 | 406 |
| Детский сад № 131 комбинированного вида «Стрекоза»                                                           | ул. Дубравная, 51Б                                                                                           | 2007 | 28 | 341 |
| Детский сад № 157 комбинированного вида                                                                      | ул. Кул Гали, 1А                                                                                             | 1981 | 12 | 156 |
| Детский сад № 163 комбинированного вида с воспитанием и обучением на татарском языке                         | ул. Академика Завойского, 10                                                                                 | 1981 | 14 | 167 |
| Детский сад № 194 комбинированного вида                                                                      | ул. Гарифьянова, 30                                                                                          | 1987 | 22 | 316 |
| Детский сад № 242 комбинированного вида                                                                      | ул. Комиссара Габишева, 1А                                                                                   | 1986 | 28 | 360 |
| Детский сад № 247 комбинированного вида с татарским языком воспитания и обучения                             | ул. Сыртлановой, 16А (1-е здание); ул. Хусаина Мавлютова, 27А (2-е здание)                                   | 1990 | 32 | 369 |
| Детский сад № 342 комбинированного вида                                                                      | ул. Братьев Касимовых, 26А                                                                                   | 1977 | 26 | 321 |
| Детский сад № 357 комбинированного вида                                                                      | ул. Сафиуллина, 54                                                                                           | 1981 | 30 | 346 |
| Детский сад № 358 комбинированного вида с воспитанием и обучением на татарском языке                         | ул. Комиссара Габишева, 15                                                                                   | 1984 | 12 | 161 |
| Детский сад № 362 комбинированного вида                                                                      | ул. Кул Гали, 7А                                                                                             | 1982 | 31 | 333 |
| Детский сад № 369 комбинированного вида с воспитанием и обучением на татарском языке                         | ул. Хусаина Мавлютова, 13                                                                                    | 1983 | 14 | 167 |
| Детский сад № 373 комбинированного вида                                                                      | ул. Рихарда Зорге, 81А                                                                                       | 1984 | 26 | 321 |
| Детский сад № 379 комбинированного вида c воспитанием и обучением на татарском языке                         | ул. Юлиуса Фучика, 46А                                                                                       | 1986 | 29 | 408 |
| Детский сад № 382 комбинированного вида                                                                      | ул. Братьев Касимовых, 70А                                                                                   | 1986 | 25 | 289 |
| Центр развития ребёнка — детский сад № 383                                                                   | ул. Сыртлановой, 21А                                                                                         | 1987 | 24 | 255 |
| Центр развития ребёнка — Детский сад № 385                                                                   | ул. Комиссара Габишева, 41                                                                                   | 1987 | 26 | 294 |
| Центр развития ребёнка — Детский сад № 396                                                                   | ул. Дубравная, 15                                                                                            | 1989 | 30 | 367 |

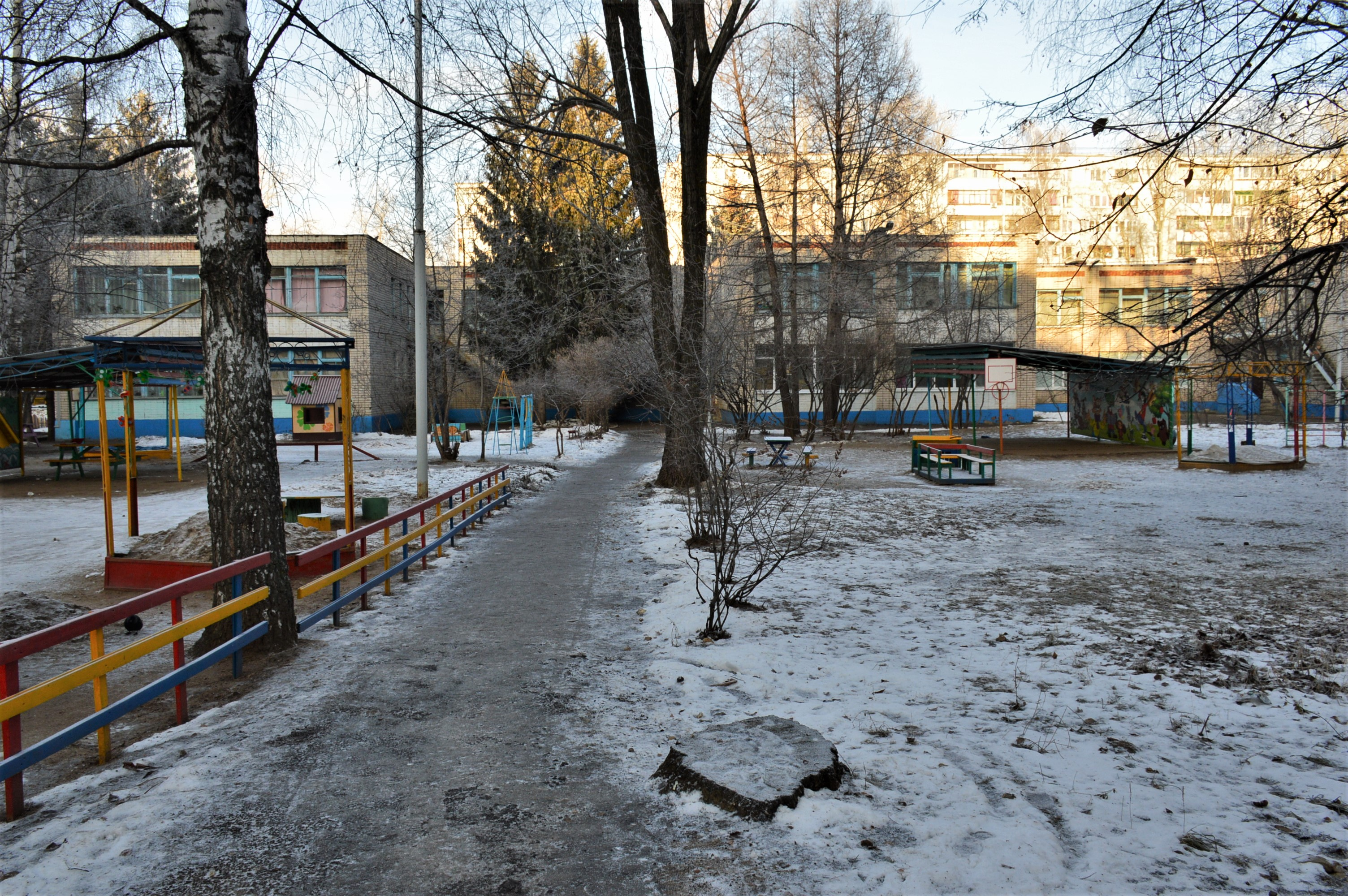
Детский сад № 42: ул. Рихарда Зорге, 91 — самый первый в жилом районе Горки. Открыт в 1976 году (декабрь 2019)
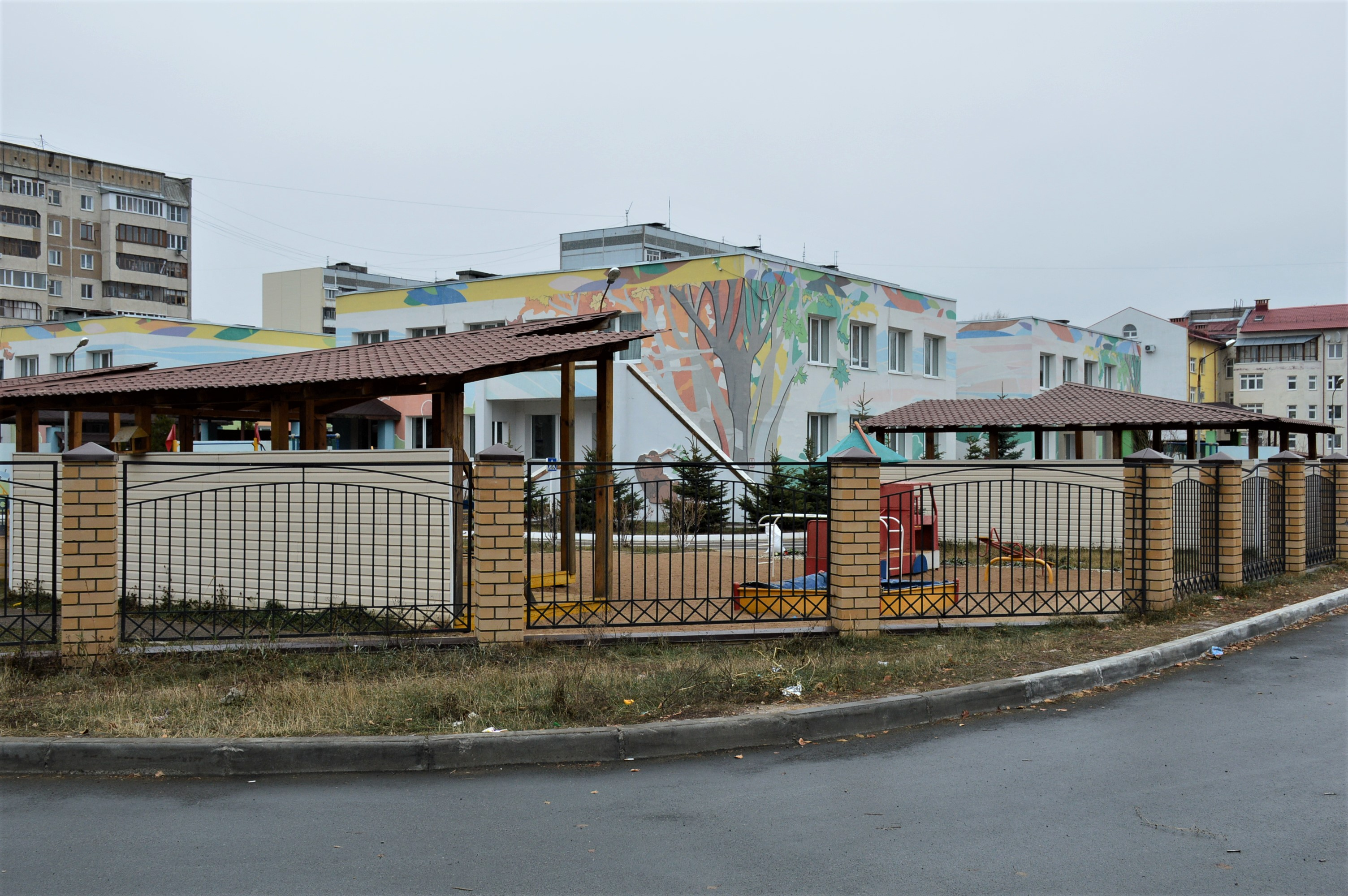
Детский сад № 131: ул. Дубравная, 51Б. Открыт в 2007 году (ноябрь 2018)
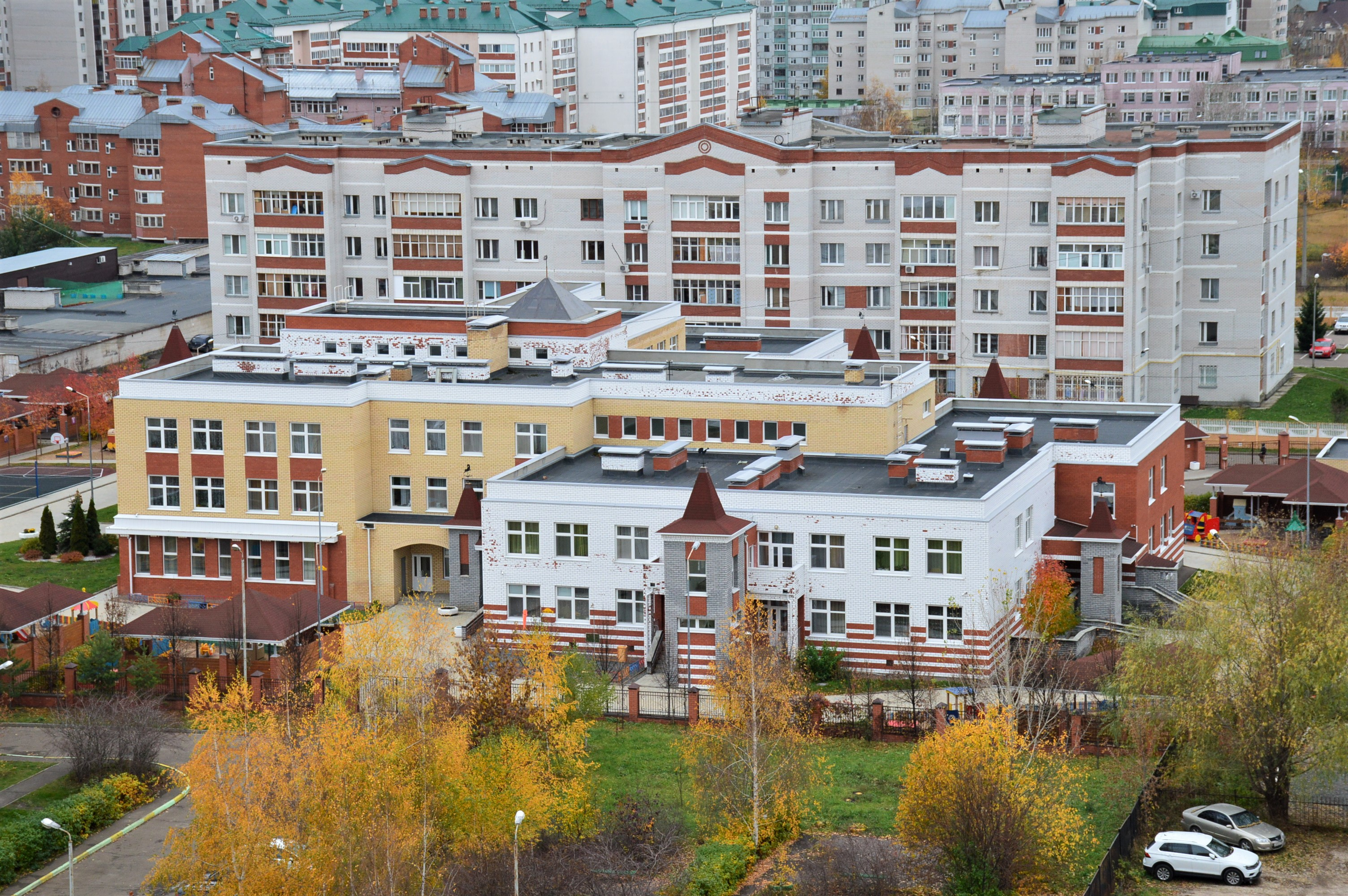
Детский сад № 130: ул. Дубравная, 35А. Открыт в 2010 году (октябрь 2019)
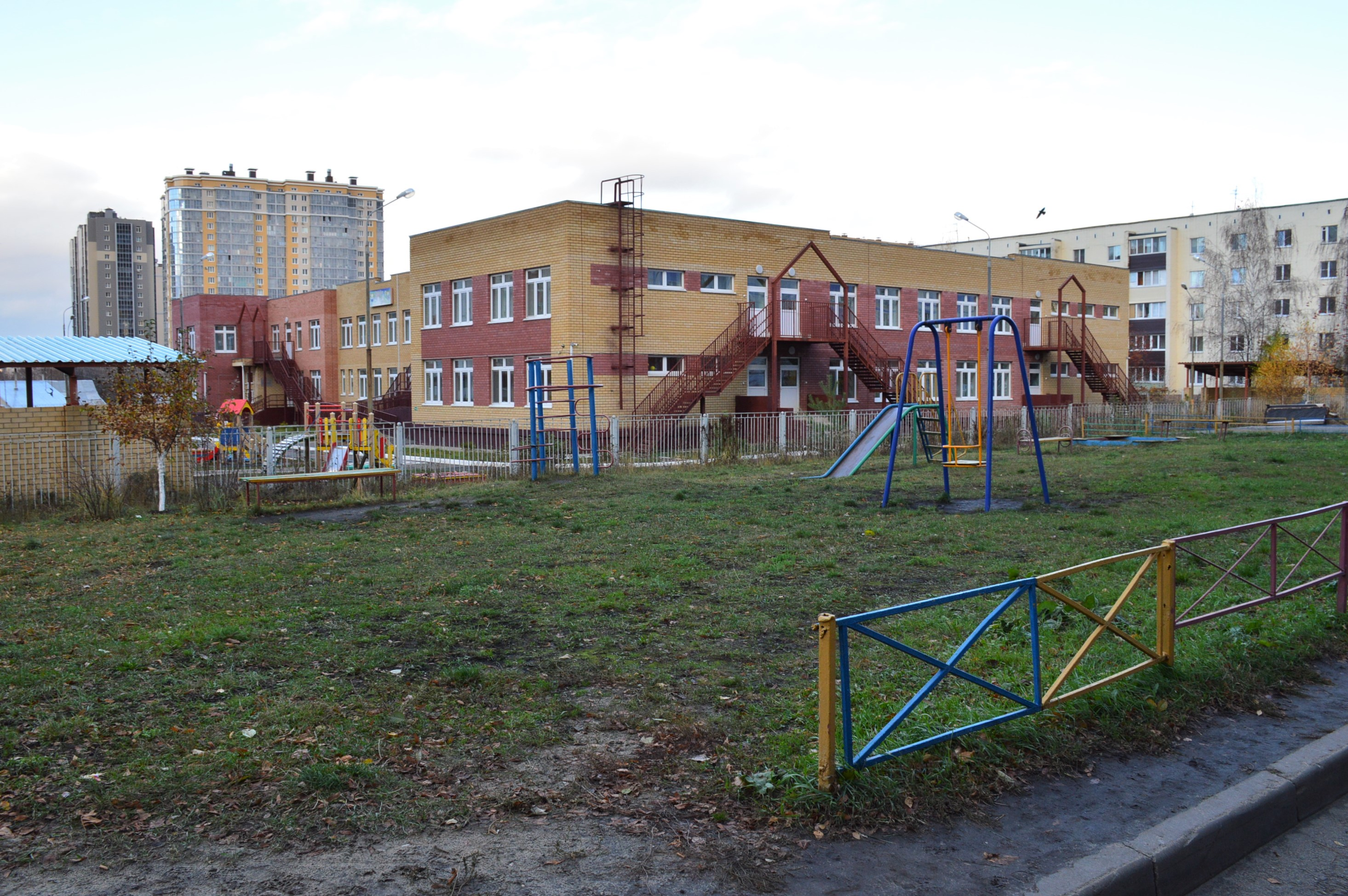
Детский сад № 31: ул. Академика Парина, 20А. Открыт в 2011 году (ноябрь 2018)
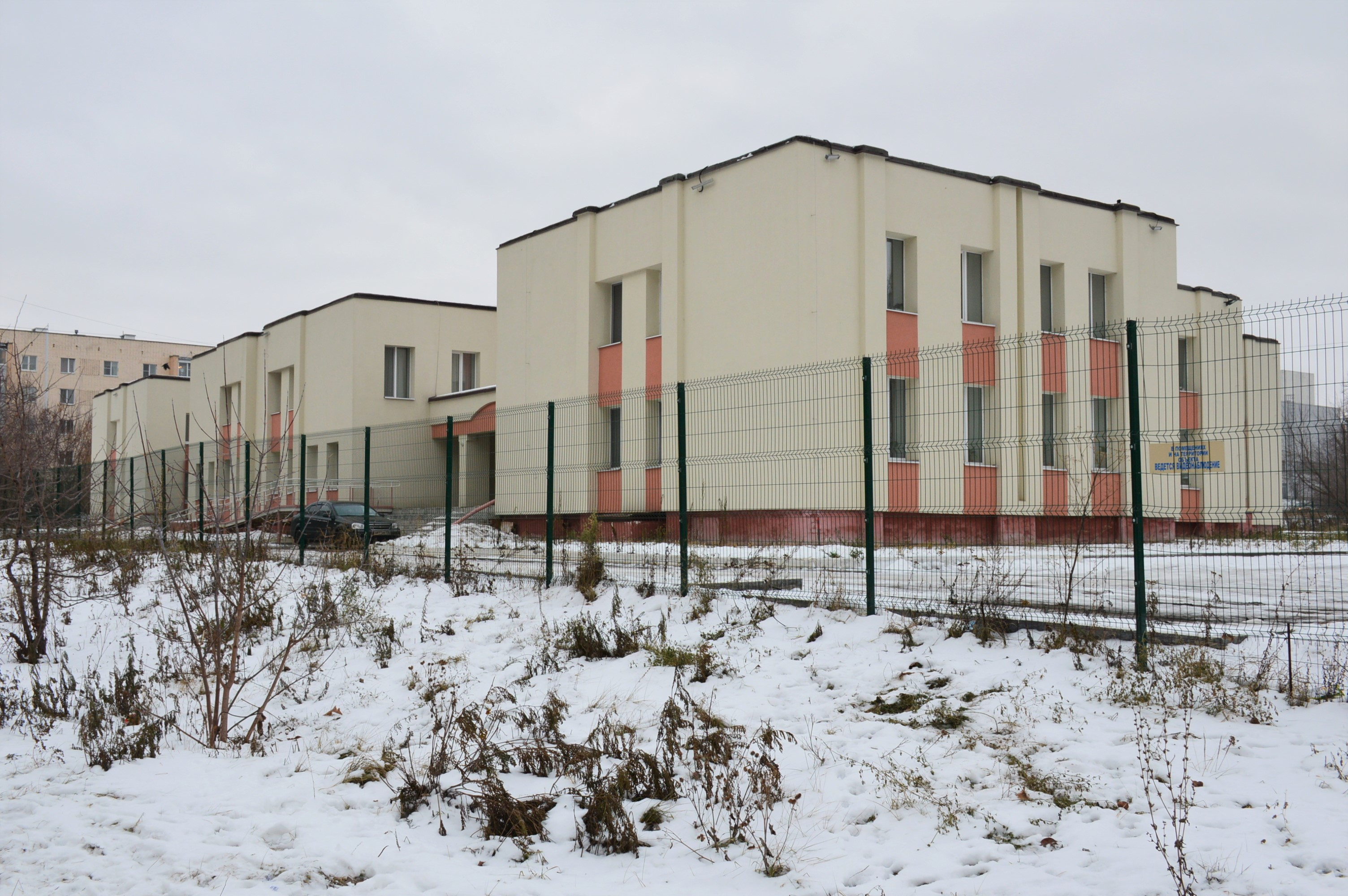
Построенный в 1990-е годы, но так и не открытый детский сад Казанского завода резинотехнических изделий. Теперь в этом здании располагается общежитие сотрудников ПАТП-2: ул. Гарифьянова, 4А (декабрь 2019)

## Учреждения культуры

### Кинотеатры, культурный центр
В советский период на Горках не было ни одного общедоступного кинотеатра, ни культурных центров.
Первым в 1992 году открылся кинотеатр «Чулпан» (просп. Победы, 48А), который, однако, проработал в этом качестве недолго и в 1995 году был преобразован в Культурный центр «Чулпан». В 2019—2020 годах проведена его реконструкция, в результате которой создана современная концертная площадка с залом на 450 мест для Казанской городской филармонии.
Кинотеатр «Алмаз Синема Сувар». В апреле 2003 года открылась первая очередь Торгового центра «Сити Центр» (ул. Хусаина Мавлютова, 45), в составе которого начал работу небольшой трёхзальный кинотеатр «Алмаз Синема Сувар», совокупная вместимость которого составляет 346 мест.

### Музеи
По данным справочника-путеводителя «Все музеи Казани», по состоянию на 2004 год на территории Горок было 8 небольших музеев и музейных уголков; все они располагались при учебных заведениях: 1 — при Казанском медицинском колледже, 7 — при школах и гимназиях.
В 2013 году на территории Деревни Универсиады в здании Международного информационного центра открылся Музей Универсиады.
Музей Универсиады (Деревня Универсиады, 35) при Поволжской государственной академии физической культуры, спорта и туризма. Открыт 29 июня 2013 года в преддверии XXVII Всемирной летней Универсиады. Является первым в мире музеем, посвящённым всемирным студенческим играм. Инициаторами его создания стали Исполнительная дирекция Универсиады 2013 и Международный образовательный центр Международной федерации университетского спорта. На момент открытия экспозиция музея располагалась на площади 100 м² и состояла из более 600 экспонатов.
Экспозиция музея рассказывает об истории летних и зимних Универсиад, включает в себя разнообразные экспонаты, в том числе личные вещи и спортивные костюмы ряда российских атлетов, атрибутику универсиад прошлых лет.
Музей Казанского медицинского колледжа (ул. Хусаина Мавлютова, 34). Открыт 21 ноября 1997 года по случаю 160-летия основания в Казани земской фельдшерской школы. Располагается на площади 40 м².
«Большой вклад в создание музея внесли ветераны медучилища и прежде всего его директор М.А. Сергеева, которая занимала эту должность с 1944 по 1972 год. Ею написан реферат по истории училища, она принимала самое активное участие в сборе экспонатов.
Музейная коллекция насчитывает около 500 экспонатов, рассказывающих об основных этапах истории медицинского училища, начиная с 1837 года. Фотографии, документы (1920-1990 гг.); учебники и пособия (1940-1950 гг.); образцы документации разных лет (студенческие билеты, классные журналы, ведомости и т.д.).
Несомненный интерес у посетителей вызывают письма с фронта, личные вещи фронтовиков — преподавателей, студентов училища.
В музее хранится уникальный экспонат — золотая медаль Международного Красного Креста им. Флоренс Найтингейл, учреждённая ещё в 1912 году. Ею награждены всего 33 медицинских сестры во всём мире. Среди них Фаина Хусаиновна Чанышева, выпускница Казанского медицинского училища 1939 года, более тридцати лет проработавшая медицинской сестрой в Казанском суворовском военном училище, награждённая медалью в 1969 году.»
Музеи при общеобразовательных учебных заведениях (по состоянию на 2004 год):
- Историко-археологический музей при гимназии № 6 (ул. Юлиуса Фучика, 26);
- Музей истории народного образования Приволжского района при гимназии № 16 (ул. Дубравная, 51А);
- Литературный уголок при гимназии № 19 (просп. Победы, 48);
- Музей этнографической культуры народов Татарстана при гимназии № 40 (ул. Братьев Касимовых, 12);
- Уголок боевой славы и этнографический уголок при средней общеобразовательной школе № 42 (ул. Комиссара Габишева, 27А);
- Музей боевой славы Героя Советского Союза М. Г. Сыртлановой при гимназии № 52 (ул. Гарифьянова, 7);
- Этнографический музей при школе № 95[173] (ул. Братьев Касимовых, 68).

### Библиотеки
На территории Горок находятся две муниципальные библиотеки, входящие в состав Централизованной библиотечной системы города Казани:
- Филиал № 13 (ул. Хусаина Мавлютова, 17Б);
- Центральная детская библиотека (ул. Гарифьянова, 42).

Кроме того, при приходе преподобного Серафима Саровского (ул. Сафиуллина, 7) функционирует библиотека православной литературы с читальным залом и абонементом.

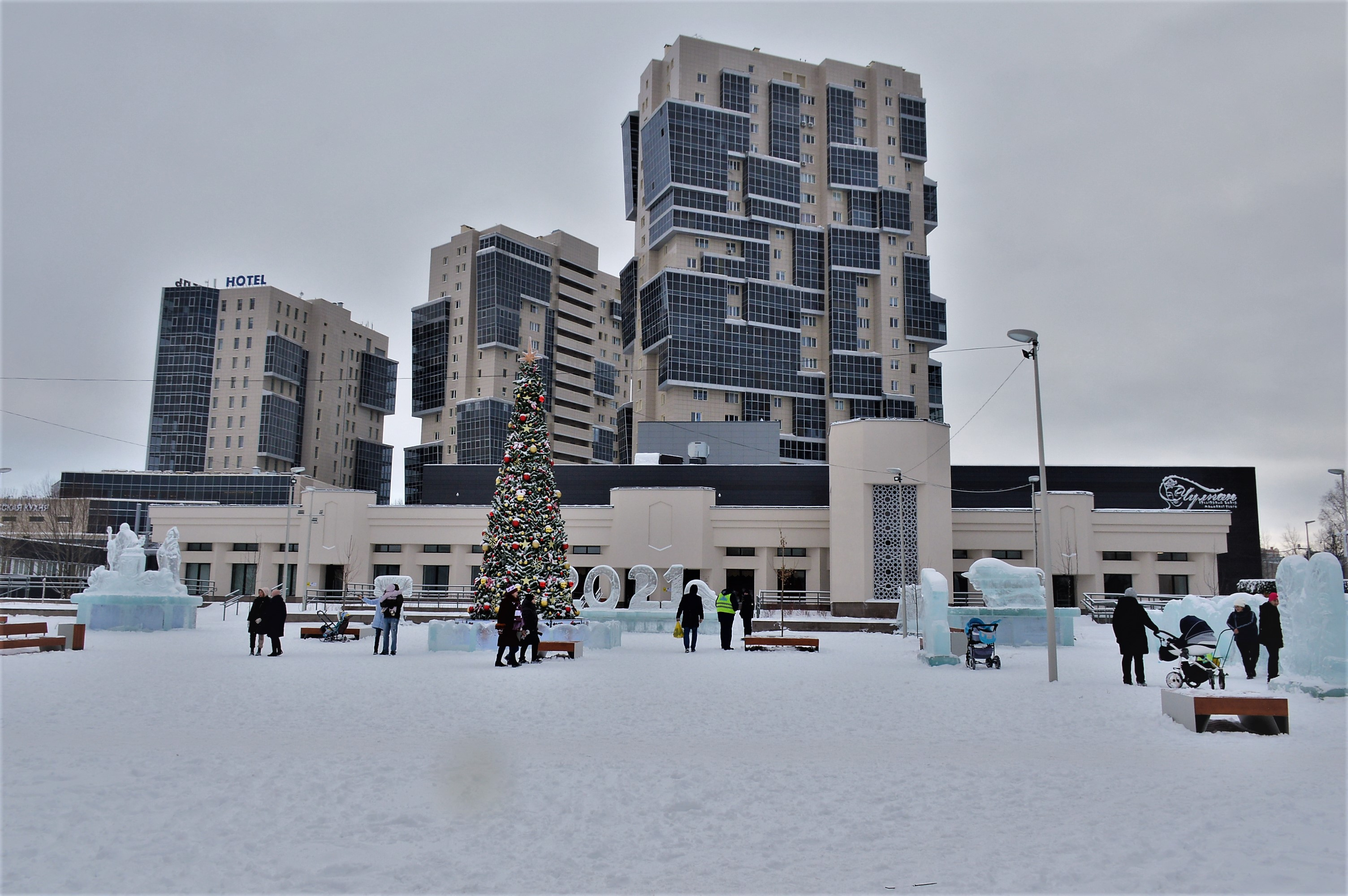
Культурный центр «Чулпан»: просп. Победы, 48А (декабрь 2020)
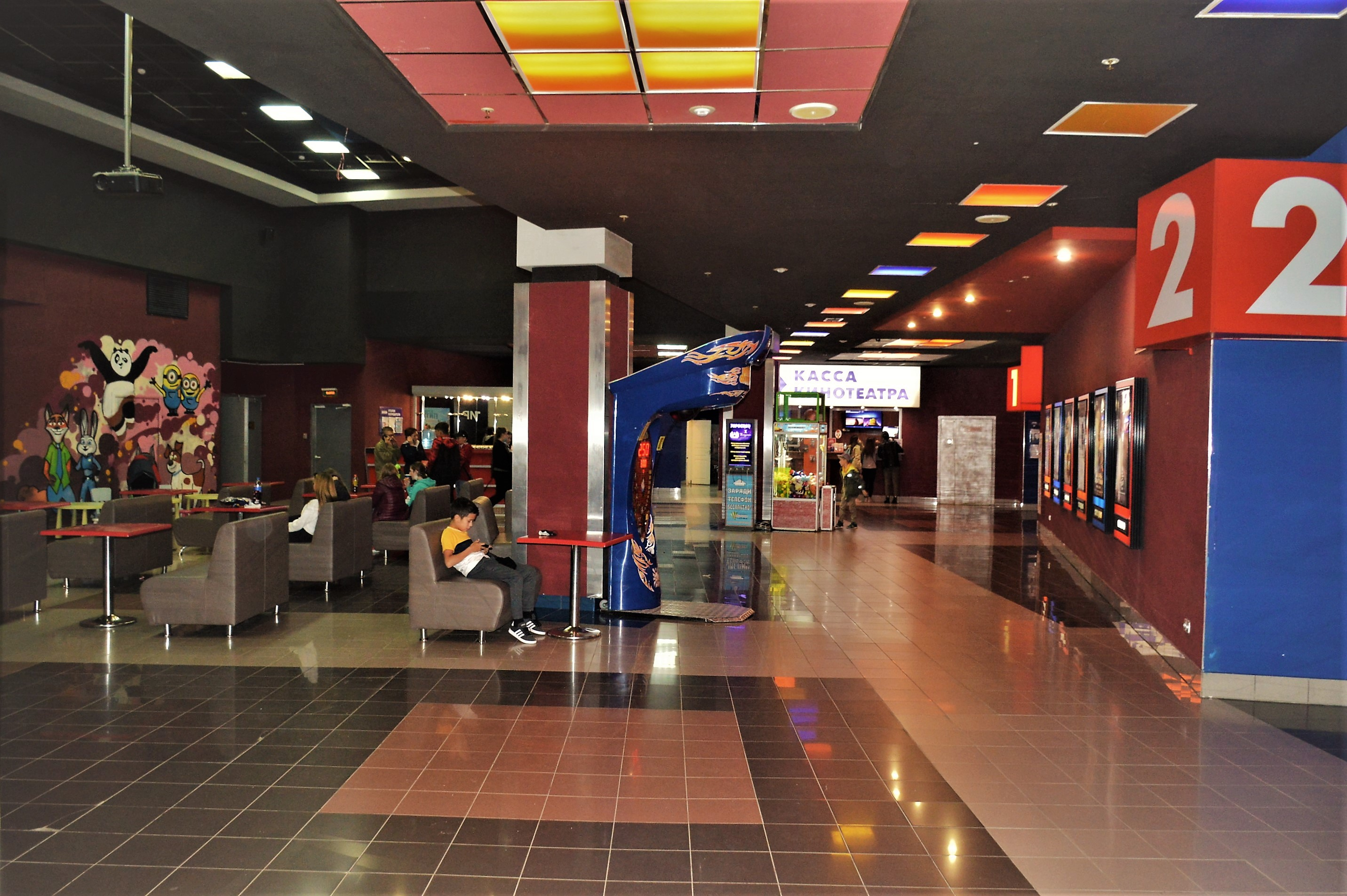
Вестибюль кинотеатра «Алмаз Синема Сувар» в торговом комплексе «Сити Центр»: ул. Хусаина Мавлютова, 45 (сентябрь 2020)
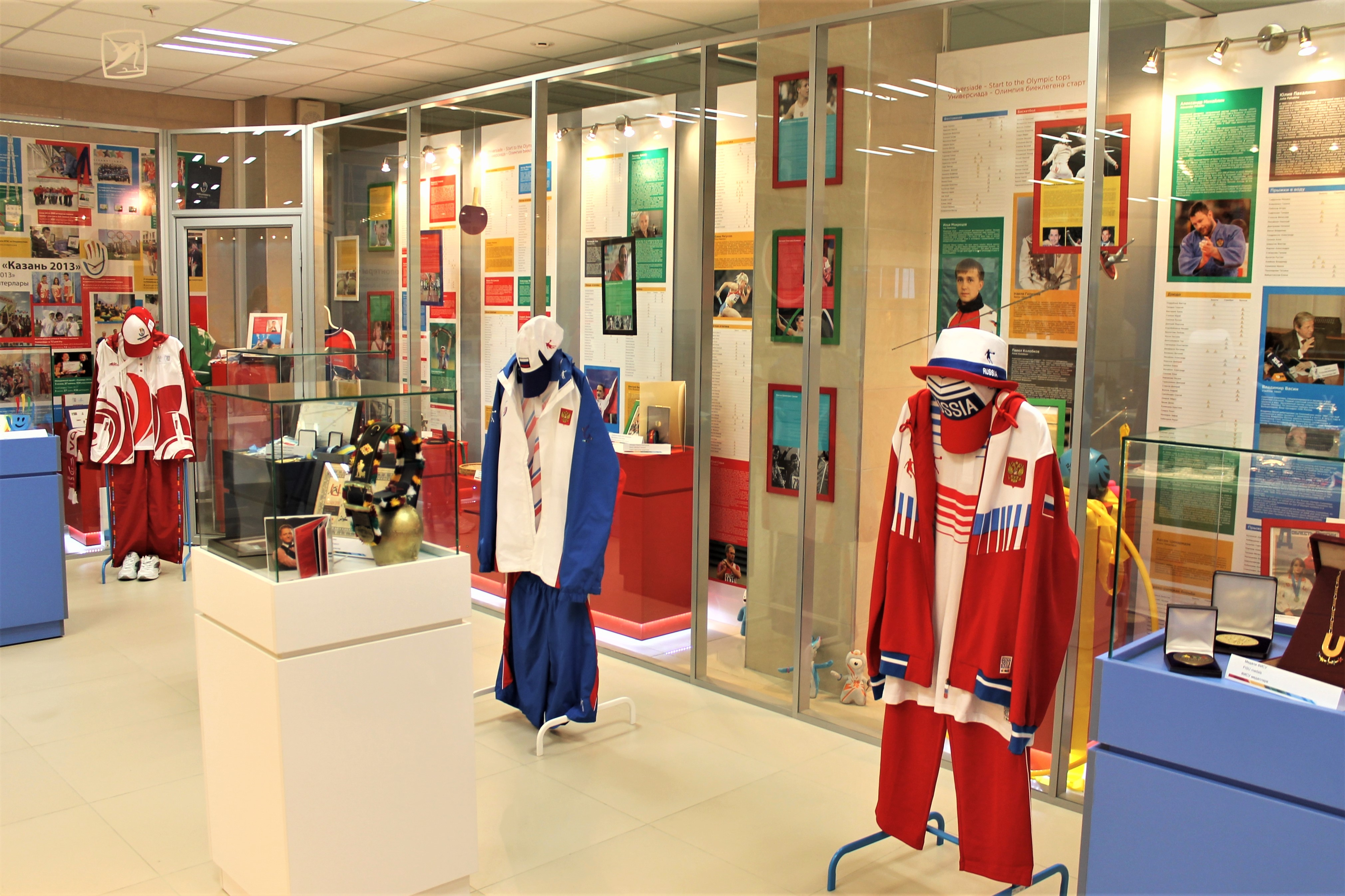
В экспозиционном зале Музея Универсиады: Деревня Универсиады, 35 (июль 2013)
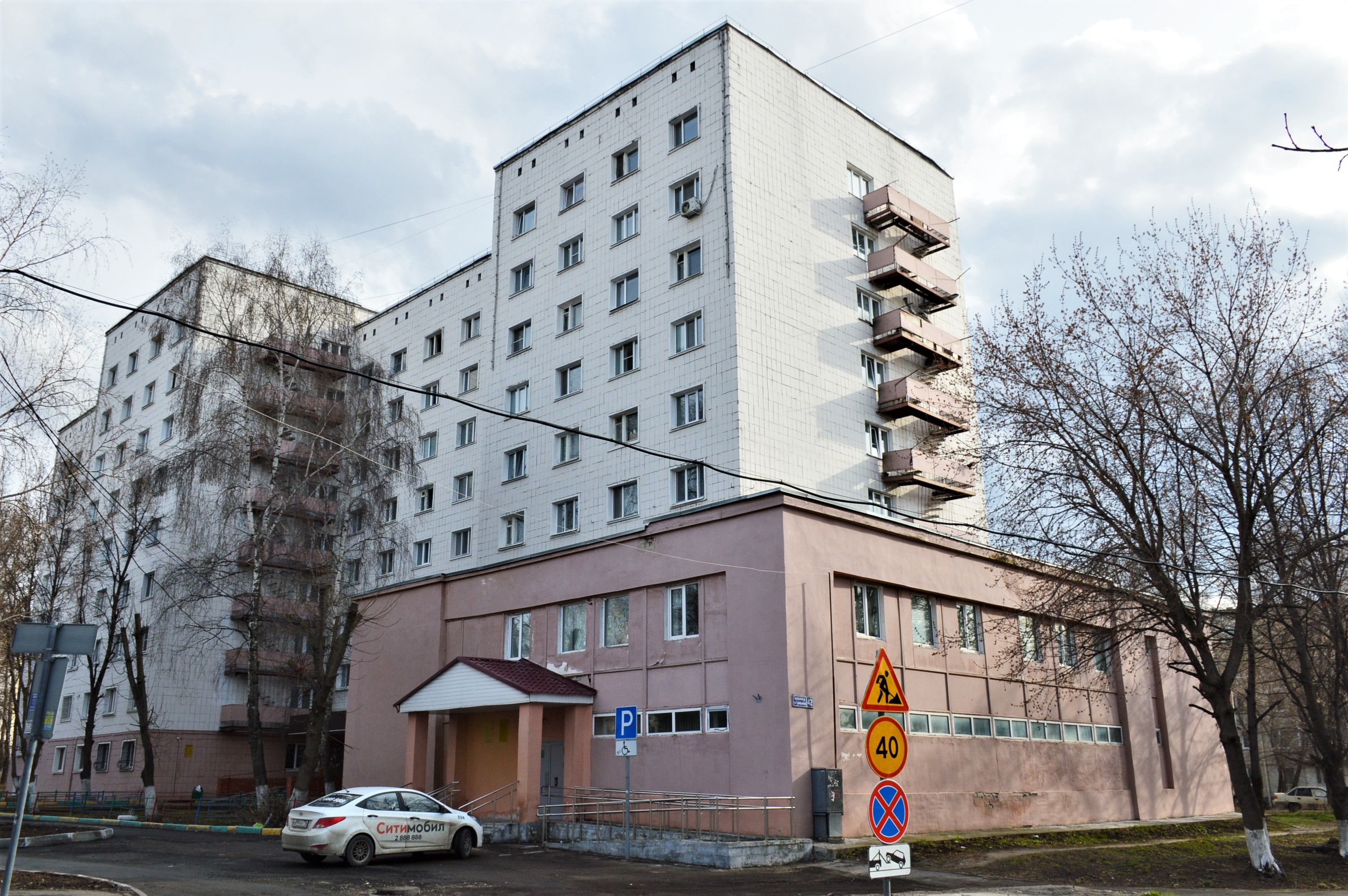
Центральная детская библиотека: ул. Гарифьянова, 42 (апрель 2020)
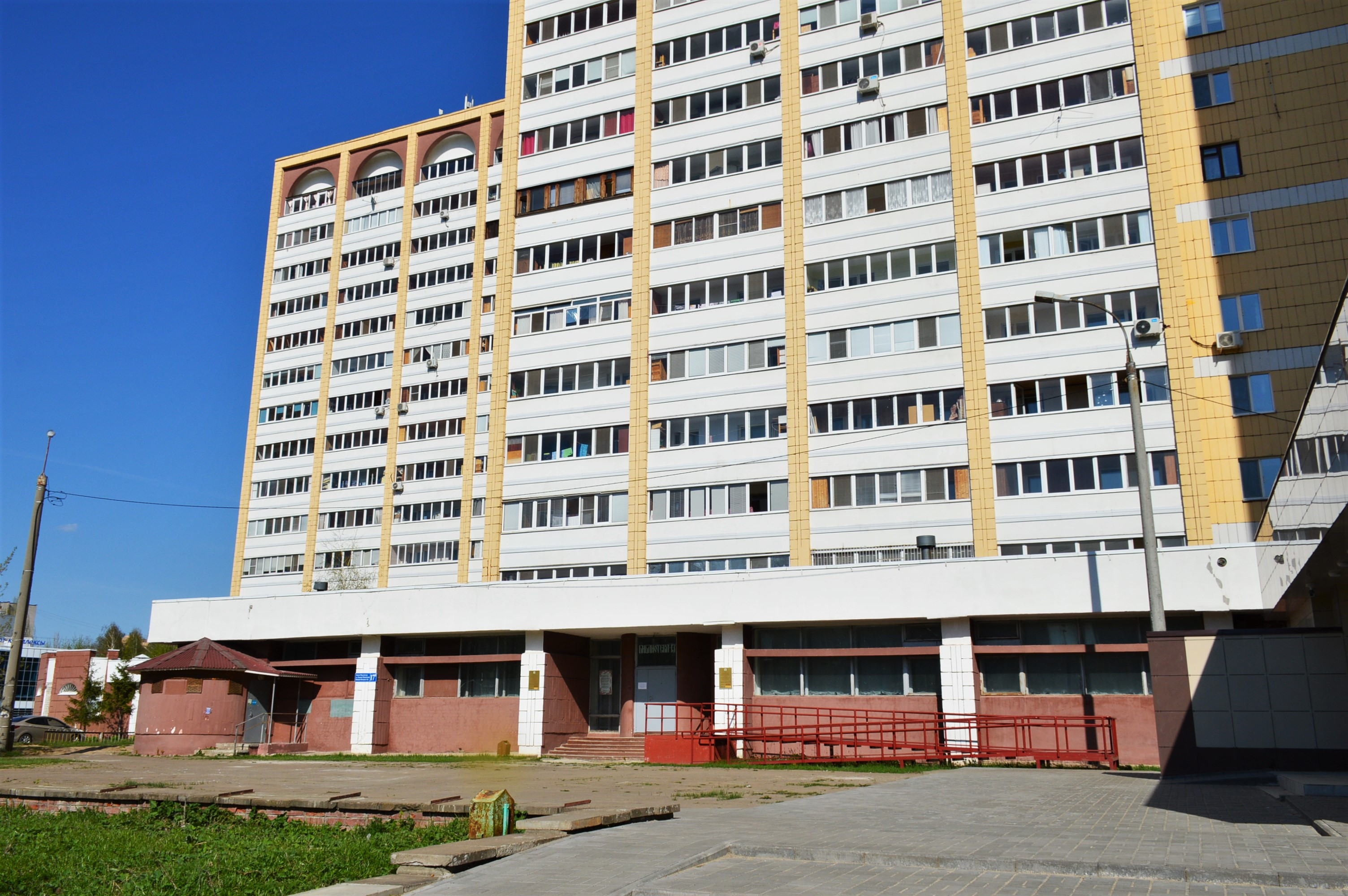
Филиал № 13 Централизованной библиотечной системы города Казани: ул. Хусаина Мавлютова, 17Б (май 2020)

## Памятники, монументы и иные памятные объекты
Первым памятным объектом на Горках стал списанный пассажирский самолёт Ту-124, установленный на «вечную стоянку» в 1979 или 1980 году на территории создаваемого Детского парка, на углу улиц Хусаина Мавлютова и Сыртлановой. Его предполагалось использовать как детский кинотеатр, но эта идея так и не была реализована, через несколько лет самолёт убрали.
Первым скульптурным памятником в данном жилом районе стал бюст Героя Советского Союза М. Х. Сыртлановой.
В настоящее время на территории Горок находятся: один мемориальный комплекс, три памятника-бюста Героям Советского Союза времён Великой Отечественной войны, один памятник литературному персонажу, три памятника автомобилям. Кроме того, на ряде домов установлены памятные доски.

### Мемориальный комплекс сквера Славы
В 1995 году с открытием сквера Славы на его территории стал создаваться мемориальный комплекс, посвящённый Победе советского народа в Великой Отечественной войне (1941—1945). У главного входа в сквер возвели плоскую земляную насыпь высотой около 2 метров, с восточной стороны которой установили массивную памятную стелу с надписью: «СКВЕР СЛАВЫ ЗАЛОЖЕН В ЧЕСТЬ 50-летия ПОБЕДЫ В Великой Отечественной войне».
В ходе реконструкции 2005 года на поверхности земляной насыпи сформировали площадку, выложенную брусчаткой, в центре которой казанская компания «Фонтан-Сити» по собственному проекту сделала клумбу в форме пятиконечной звезды, облицованную красным гранитом. Недалеко от насыпи построили фонтан «Звезда», который также стал частью мемориального комплекса. Кроме того, частью мемориального комплекса стали памятные камни чёрного цвета, установленные в разных частях сквера в честь крупнейших сражений Великой Отечественной войны, отдельных родов войск и др.
В ходе реконструкции сквера 2015 года на вершине насыпи вместо клумбы был установлен обелиск «Вечный огонь» из искусственного камня. Его автором является казанский архитектор Ирина Аксёнова, а изготовлен он был в течение двух недель в Санкт-Петербурге. В настоящее время обелиск «Вечный огонь» является центральным элементом всего мемориального комплекса сквера Славы.

### Памятники-бюсты известным людям
- Памятник-бюст Герою Советского Союза Магубе Сыртлановой. Установлен, предположительно, в советский период на территории школы (ныне — гимназии) № 52, носящей имя М. Х. Сыртлановой.
- Памятник-бюст Герою Советского Союза Дмитрию Карбышеву. Открыт 6 мая 2010 года в центре безымянного сквера, расположенного на улице Карбышева. Отлит из полимерного материала (под бронзу) и установлен на мраморном постаменте. Автором скульптурного портрета знаменитого советского генерала является татарский скульптор М. М. Гасимов. Финансировал изготовление памятника-бюста основатель компании DOMO, депутат Государственного Совета Республики Татарстан четвёртого созыва (2009—2014) А. Р. Сайфутдинов[179].
- Памятник-бюст Герою Советского Союза Рихарду Зорге. Открыт 22 июня 2016 года в сквере Славы в присутствии премьер-министра Татарстана И. Ш. Халикова. Автором скульптурного портрета известного советского разведчика краснодарский скульптор Александр Аполлонов. Данный памятник-бюст установлен в рамках проекта «Аллея Российской Славы»[180][181].

### Памятник литературному персонажу
- Памятник Доктору Айболиту — знаменитому персонажу сказочной повести и нескольких стихотворных сказок детского писателя К.И. Чуковского. Установлен, предположительно, в 2017 году в 10-м микрорайоне Горок, около стоматологической клиники (ул. Юлиуса Фучика, 62). Имеет неофициальные названия — «Памятник пенсионеру», «Зубной Фей»[182].

### Памятники автомобилям
На территории Казанского автотранспортного техникума им. А. П. Обыденнова (КАТТ) (ул. Карбышева, 64) установлены в качестве памятников три автомобиля — легковой Москвич-412 и грузовые ГАЗ-3307 и ЗИЛ-431410 (ЗиЛ-130).

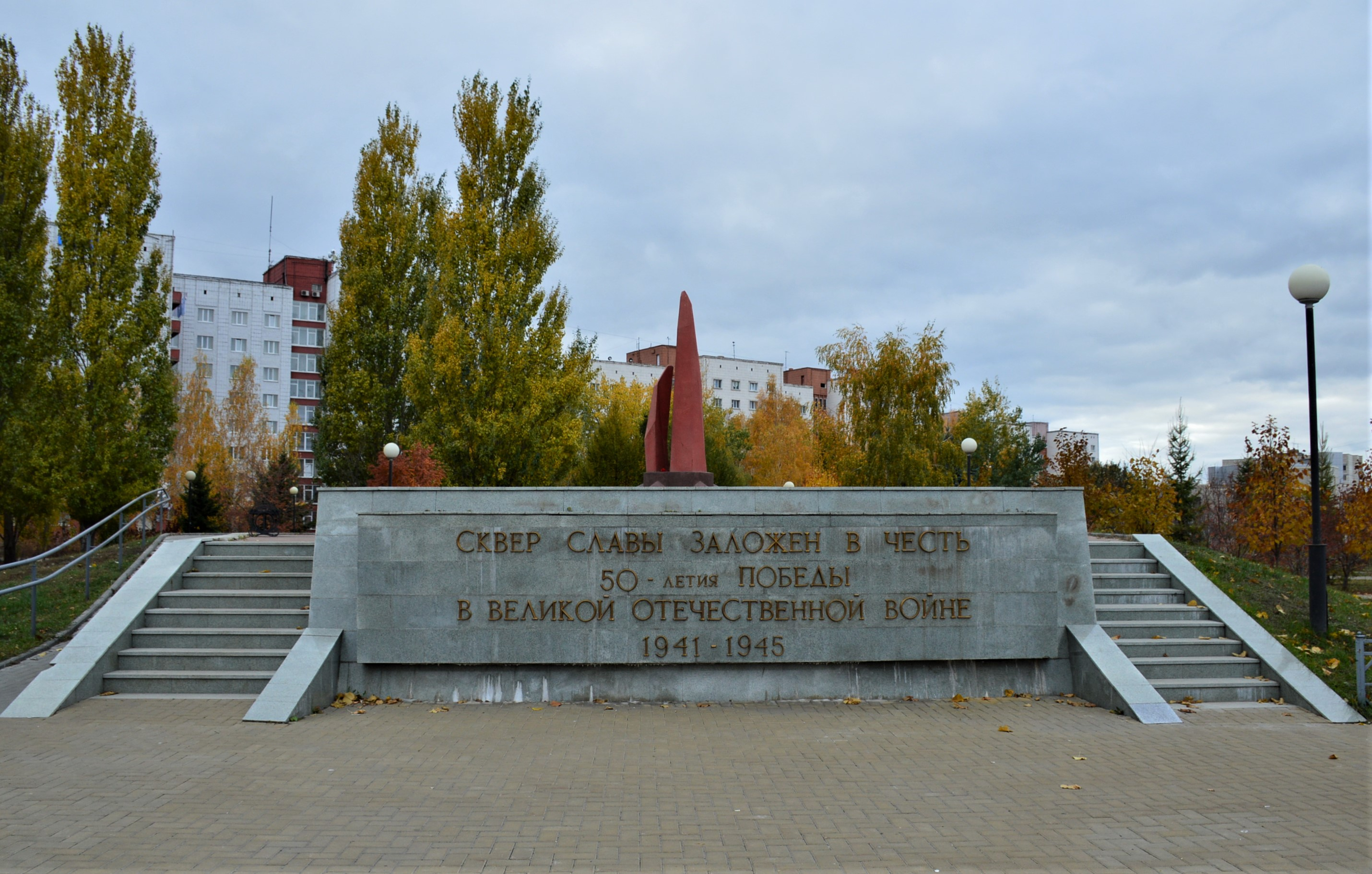
Памятная стела и обелиск «Вечный огонь» в сквере Славы (октябрь 2018)
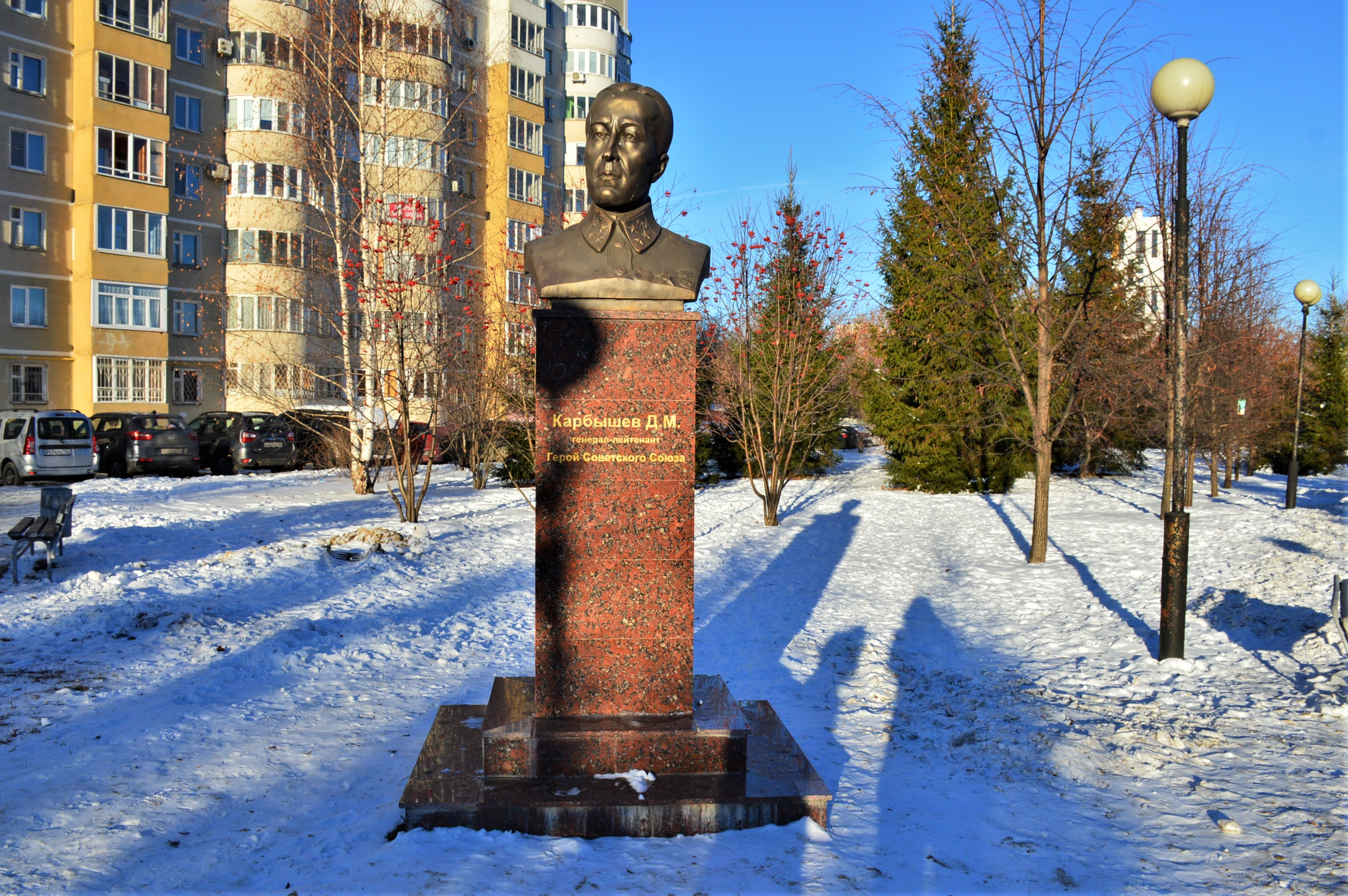
Памятник-бюст Герою Советского Союза Дмитрию Карбышеву (декабрь 2018)
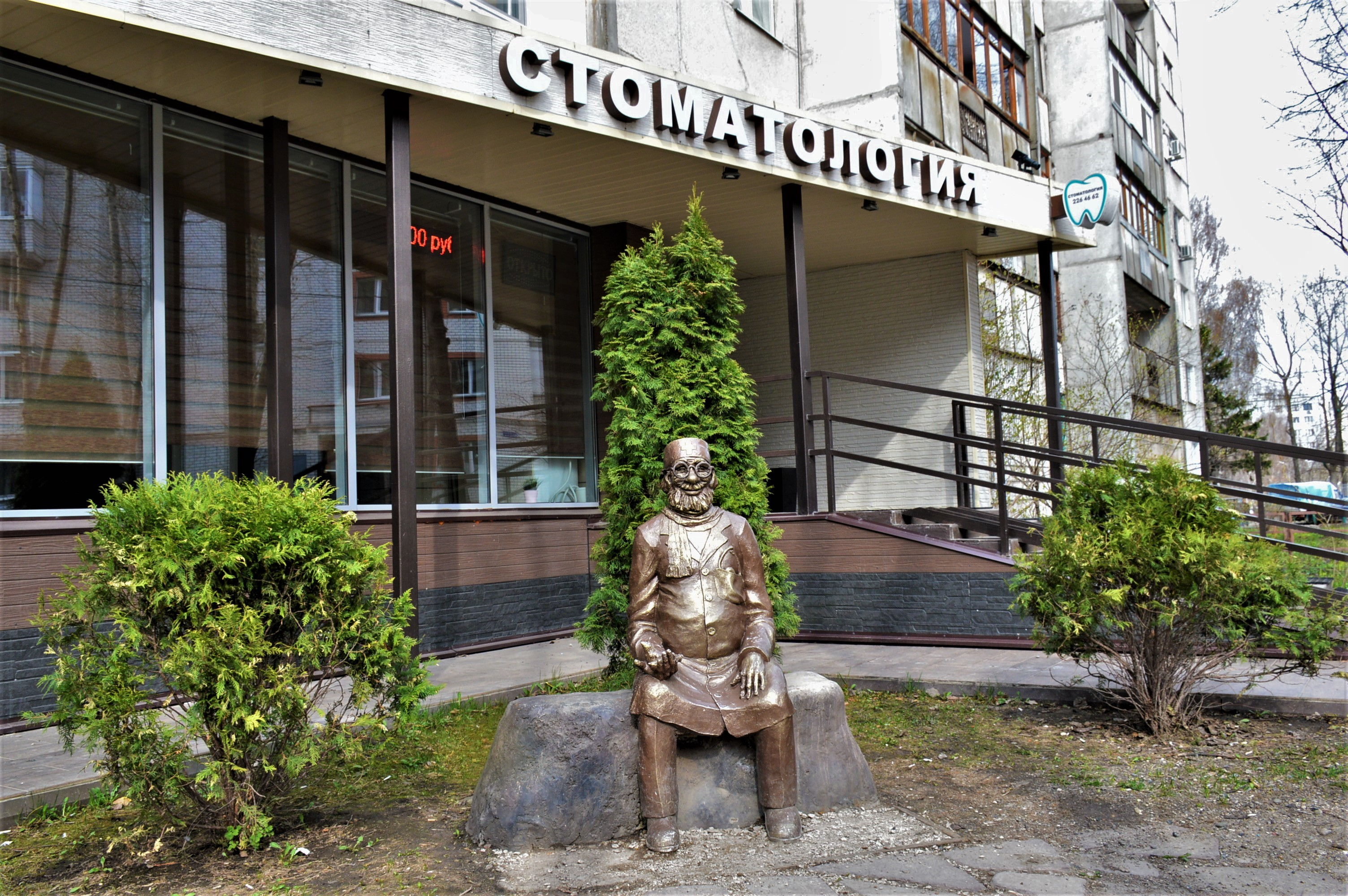
Памятник доктору Айболиту у стоматологической клиники: ул. Юлиуса Фучика, 62 (апрель 2020)
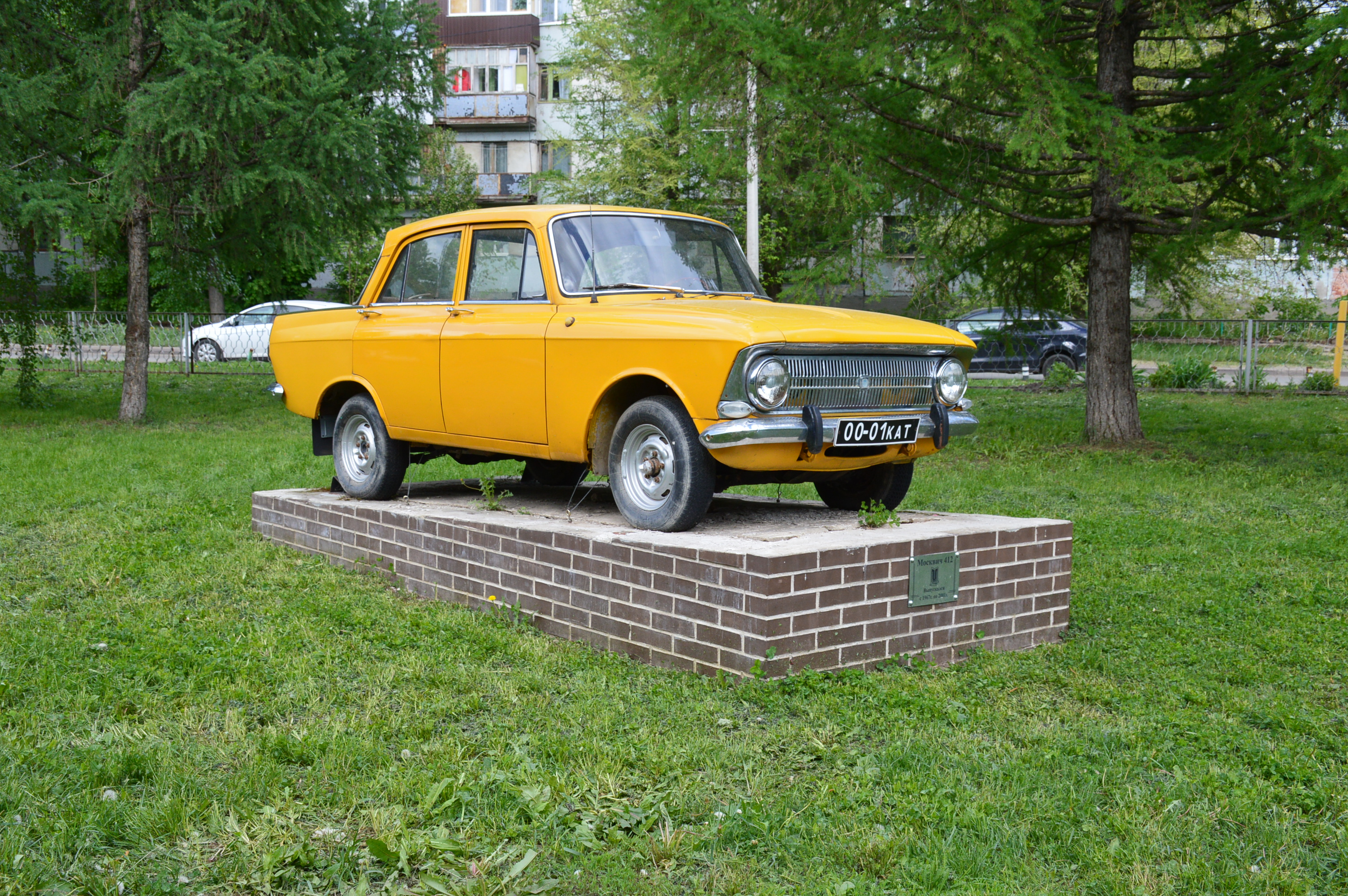
Памятник автомобилю Москвич-412 (май 2019)
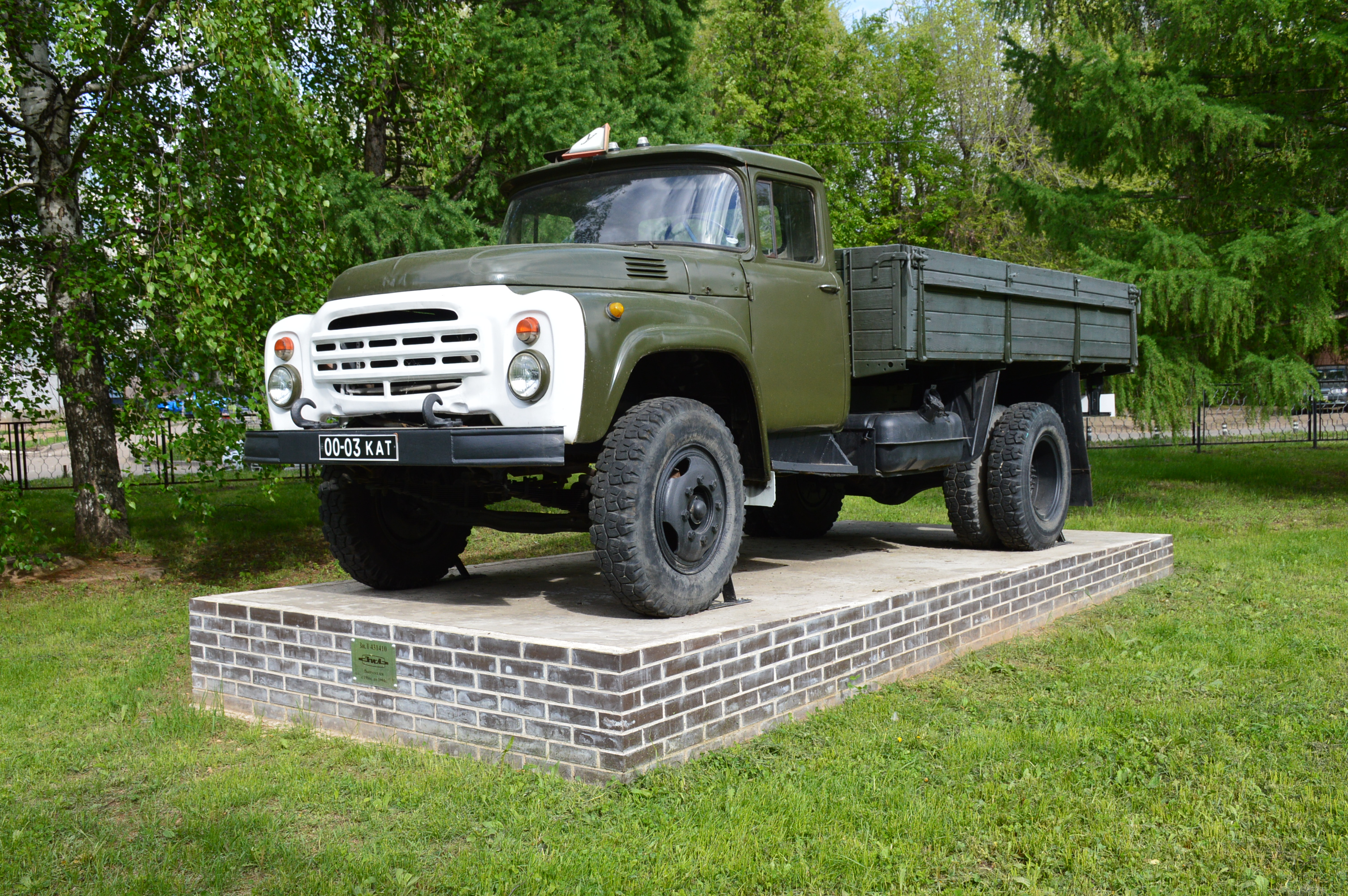
Памятник автомобилю ЗиЛ-431410 (май 2019)

## Спортивные сооружения. Школьная и дворовая спортивная инфраструктура
В советский период на Горках практически не было полноценных спортивных сооружений, за исключением крытого 25-метрового бассейна Детско-юношеской спортивной школы (ДЮСШ), построенного в 1990 году рядом с будущим сквером Славы (ул. Рихарда Зорге, 64).
Впрочем, в соответствии с проектом застройки Горок на территории 5-го микрорайона предполагалось строительство стадиона местного значения, но до практической реализации дело не дошло. Фактически в 1970-х — 1980-х годах вся спортивная инфраструктура ограничивалась школьными и дворовыми спортивными площадками.
Главными объектами школьной спортивной инфраструктуры традиционно являлись спортивный зал и футбольное поле. Планировка многих микрорайонов Горок предусматривала наличие на их территории, как правило, двух школ, которые чаще всего возводились ближе к центральной части микрорайона в непосредственной близости друг от друга. В целях экономии между школами размещали футбольное поле, которое становилось объектом общего пользования. Такая ситуация сложилась в 1-м, 6-м, 7-м, 8-м и 10-м микрорайонах. В остальных микрорайонах Горок, где построили школы, каждая из них имело собственное футбольное поле. В зимний период многие футбольные поля превращали в ледовый каток. В некоторых школах работали детские спортивные секции, которые получали материальную поддержку от профсоюзов или производственных организаций. Впрочем, в ряде случаев такая поддержка была номинальной, а спортивные секции работали на энтузиазме тренеров и родителей школьников. Подобная ситуация, к примеру, имела место в спортивной секции школы № 68 в 7-м микрорайоне, о чём говорится в документальном фильме 1980-х годов «А начинать надо — с детства!» на YouTube.
Дворовая спортивная инфраструктура в советский период в целом была примитивной и, как правило, ограничивалась игровыми площадками. Впрочем, в некоторых дворах строили хоккейные коробки.

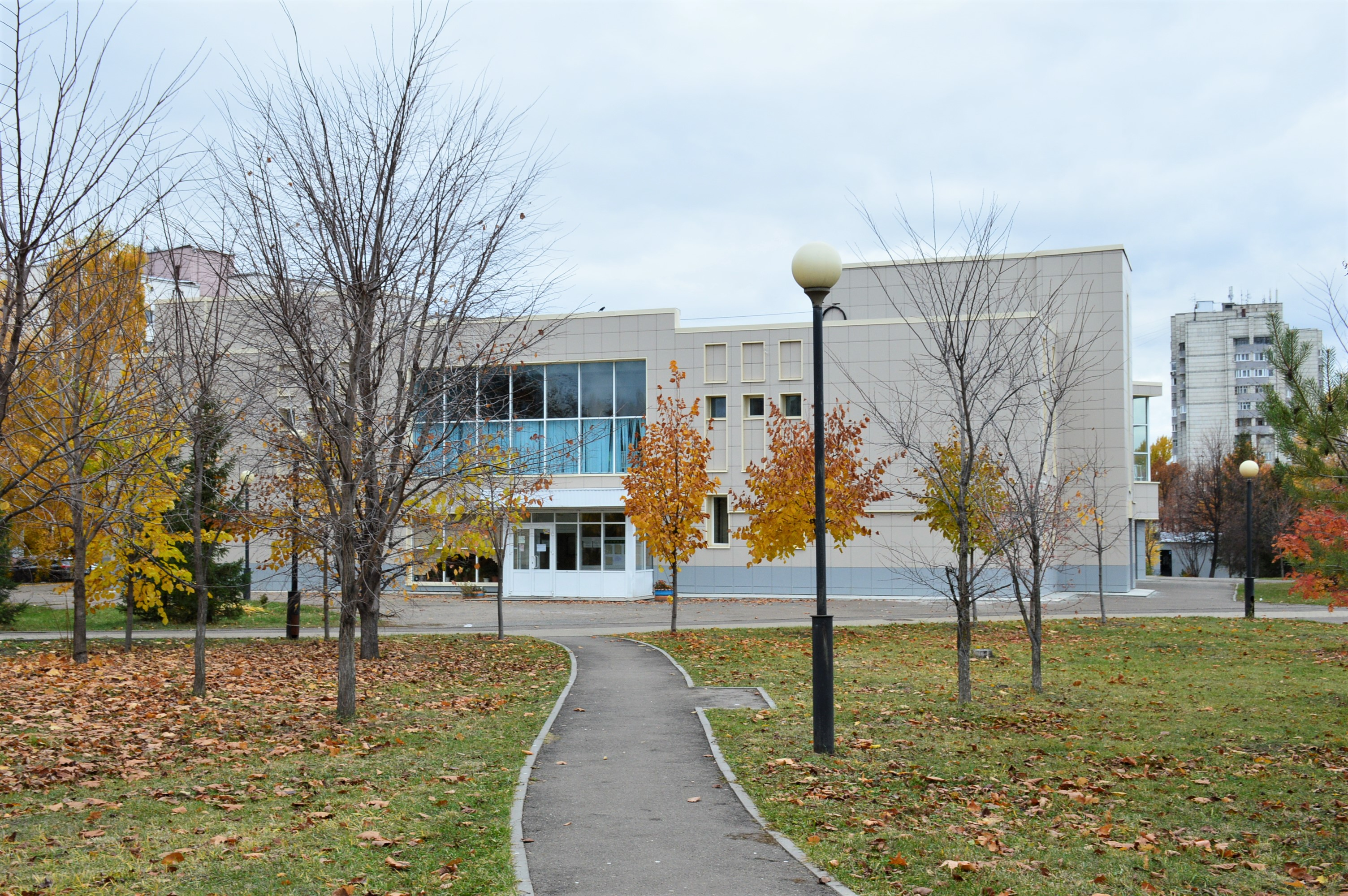
Плавательный бассейн у сквера Славы: ул. Рихарда Зорге, 64 (октябрь 2018)
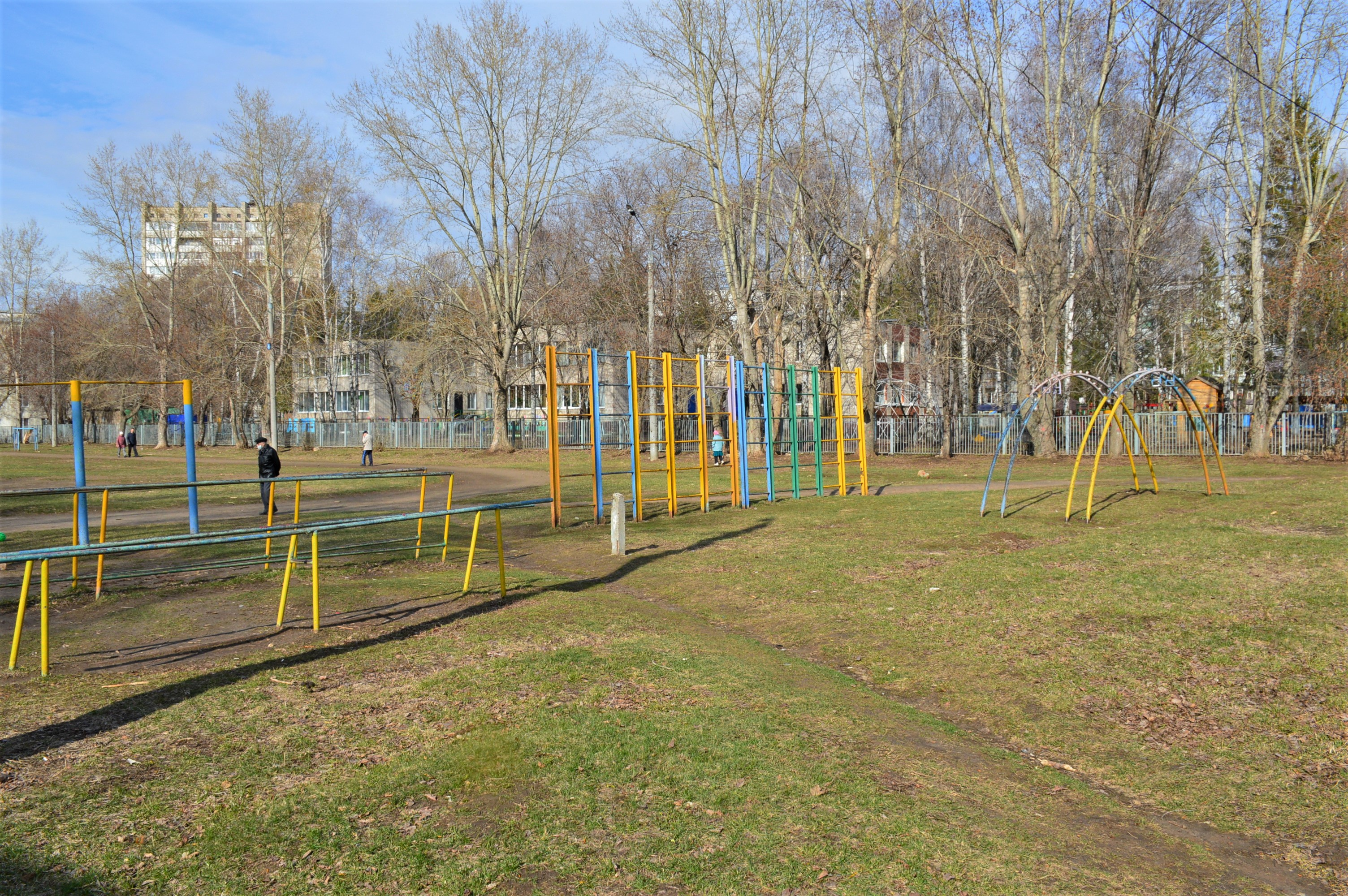
Старая спортивная площадка рядом с футбольным полем гимназии № 52 (Горки-1): ул. Гарифьянова, 7 (апрель 2020)
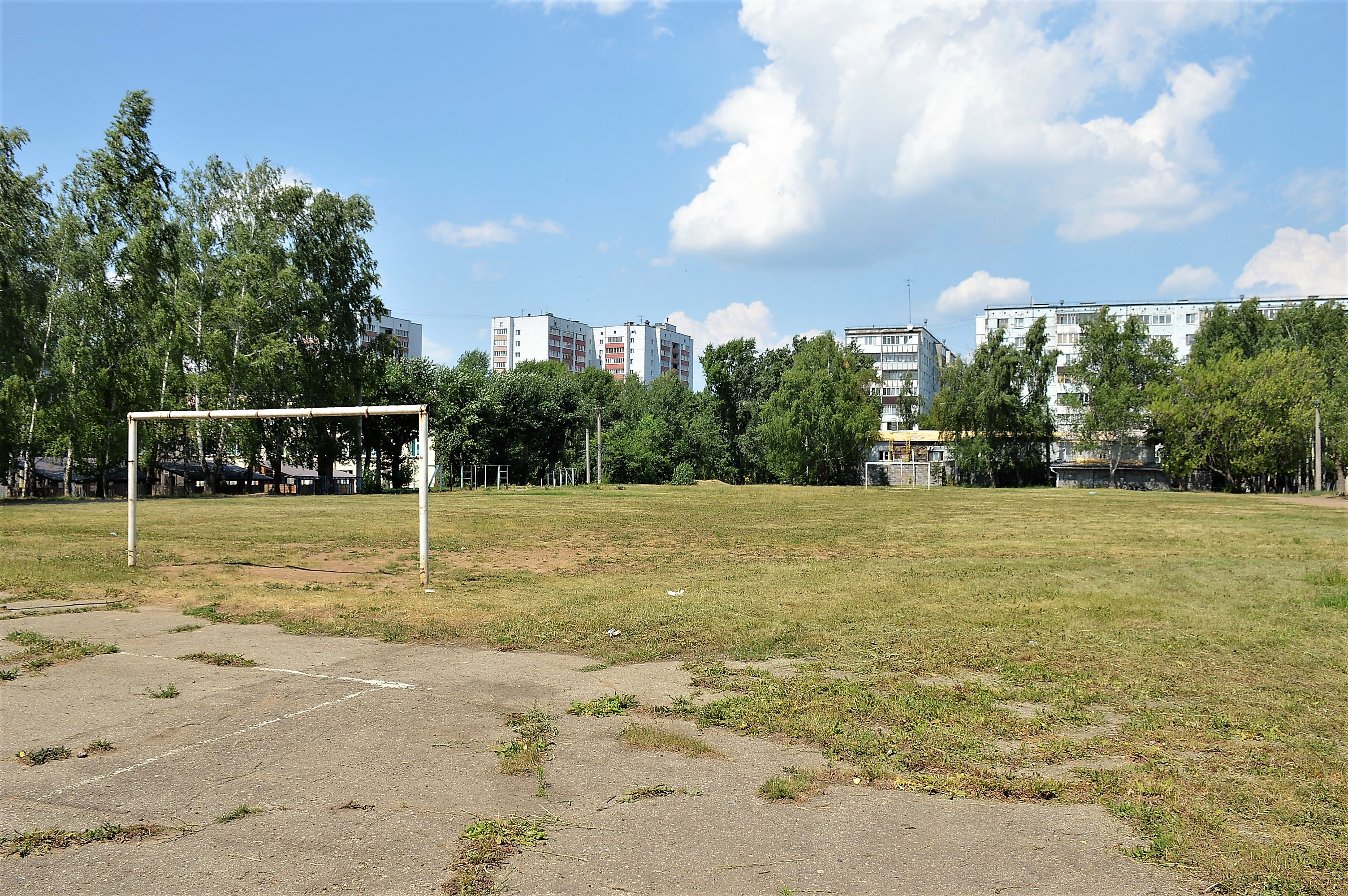
Футбольное поле у школы № 68 (Горки-2) до реконструкции (июнь 2019). Именно здесь находилась хоккейная коробка, показанная в документальном фильме 1980-х годов «А начинать надо — с детства!» на YouTube.
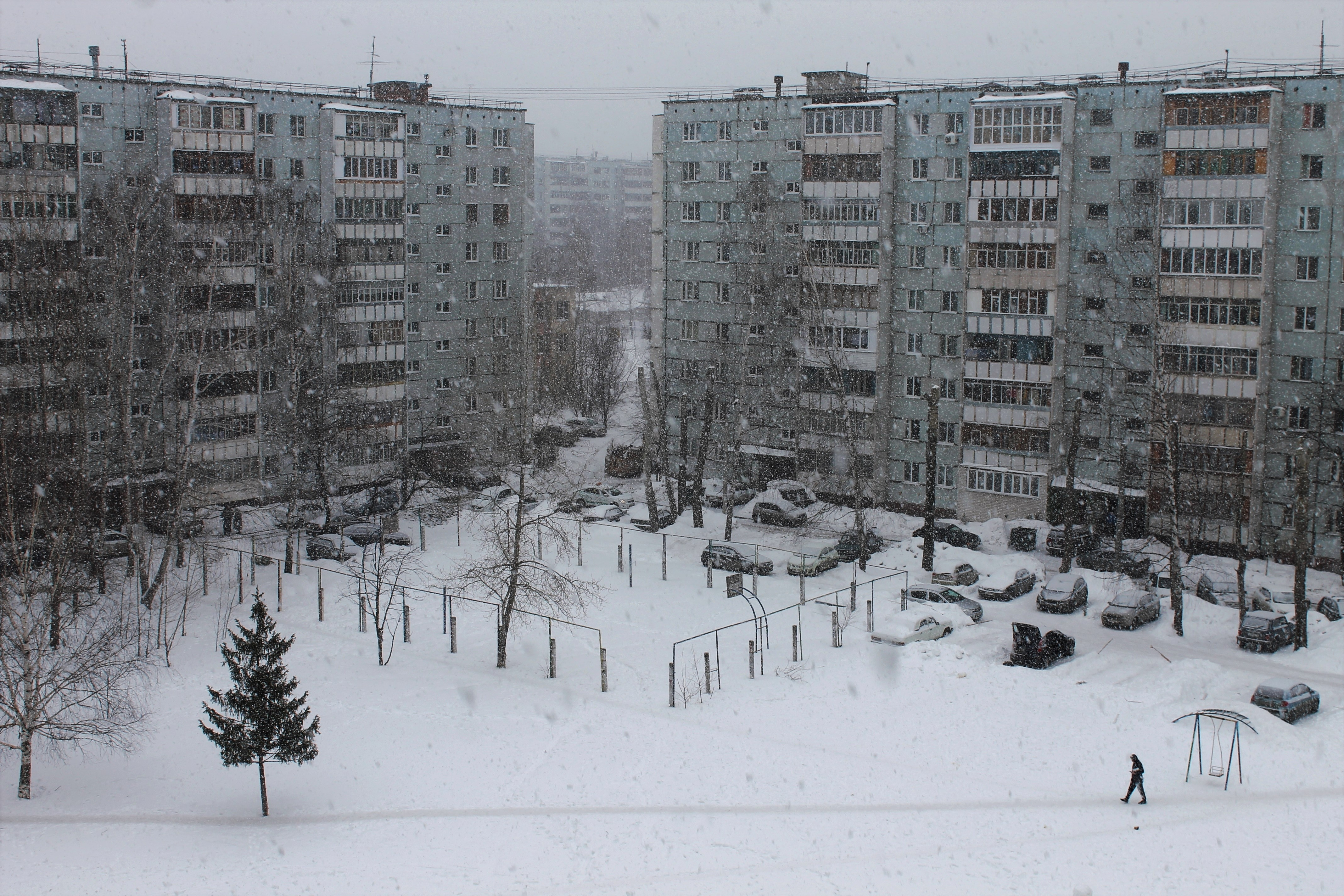
Старая дворовая спортивная площадка советского времени в 7-м микрорайоне (Горки-2): просп. Победы, 56. За полгода до реконструкции двора (февраль 2016)
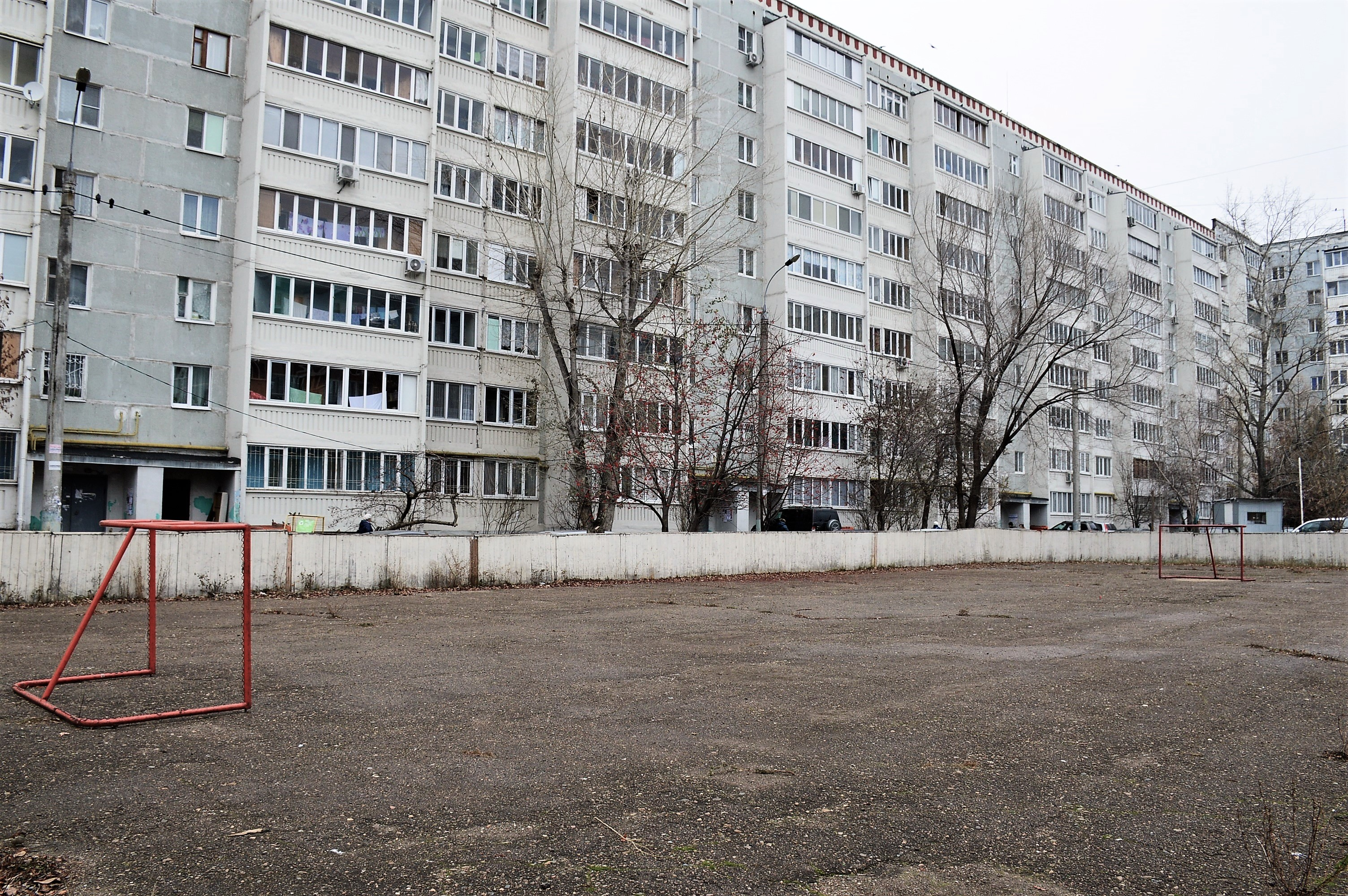
Старая хоккейная коробка в микрорайоне 7А (Горки-3): просп. Победы, 34 (ноябрь 2018)

На протяжении 1990-х — начала 2000-х спортивная инфраструктура Горок практически оставалась неизменной с советского периода. В 1991 году была предпринята попытка построить на улице Хусаина Мавлютова, со стороны нынешнего детского парка «Калейдоскоп» крытую ледовую арену для казанского хоккейного клуба «Тан», спонсором которого был С.П. Шашурин. Но довести этот проект до конца так и не удалось. Долгие годы каркас недостроенной арены стоял без движения (каток использовался по назначению лишь в зимнее время), но в 2000-х годах его разобрали. В 2014 году на месте спортивного долгостроя стали возводить жилой комплекс «Три богатыря».
Ситуация со строительством на Горках спортивных сооружений начала меняться к лучшему на исходе первого десятилетия нынешнего века.
В 2007—2009 годах в непосредственной близости от жилого района было построено крытое спортивное сооружение — Казанская академия тенниса (Оренбургский тракт, 101). Этот комплекс включает в себя здание общей площадью 19 500 м² с двумя залами по четыре корта в каждом (вместимость трибун большого зала — 3200 зрителей, малого — 400), а также площадку с 18 открытыми кортами и трибунами на 4000 посадочных мест.
Впрочем, главный толчок развитию спортивной инфраструктуры на Горках дала победа Казани 31 мая 2008 года за право проведения XXVII Всемирной летней Универсиады 2013 года. В течение последующих нескольких лет на территории жилого района и в прилегающей зоне было построено пять крупных спортивных сооружений (плавательные бассейны «Буревестник» и «Акчарлак», стадион Деревни Универсиады, Федеральный спортивно-тренировочный центр гимнастики, Универсальный спортивный комплекс «Зилант»), а также комплекс жилых и административных зданий Деревни Универсиады.
Плавательный бассейн «Буревестник» (просп. Победы, 7) был построен компанией ОАО «Татстрой»; его торжественное открытие состоялось 28 октября 2010 года. Данный спортивный комплекс включает в себя здание общей площадью 12 271 м², в котором находятся бассейн 52 × 25 м с трибунами на 835 посадочных мест, зал сухого плавания площадью 293 м², спортивный зал 36 × 24 м.
Плавательный бассейн «Акчарлак» (ул. Кул Гали, 13А) был спроектирован ГУП «Татинвестгражданпроект» и построен в 2010 году. Данный спортивный комплекс включает в себя здание общей площадью 9 857,6 м², в котором находятся бассейн 50 × 25 м с трибунами на 536 посадочных мест, бассейн 10 × 5 м, спортивный зал 24 × 12 м.
Стадион Деревни Универсиады (просп. Победы). Данный спортивный комплекс общей площадью 26 000 м² включает в себя футбольное поле 105 × 68 м и 8 круговых легкоатлетических дорожек.
Федеральный спортивно-тренировочный центр гимнастики (ул. Сыртлановой, 6) был торжественно открыт 14 ноября 2012 года. Данный спортивный комплекс включает в себя здание общей площадью 20 254 м², в котором находятся соревновательный зал 70 × 40 × 18 м с трибунами на 2569 посадочных мест, 4 тренировочных зала 48 × 18 м, зал хореографии 24 × 12 м, тренажёрный зал 24 × 12 м.
Универсальный спортивный комплекс «Зилант» (ул. Хусаина Мавлютова, 17В) был построен в 2008—2009 году. Его торжественное открытие состоялось 19 октября 2009 года. Данный спортивный комплекс включает в себя здание общей площадью 11 000 м², в котором находится крытая ледовая арена 62 × 34 м с трибунами на 942 посадочных места, а также два тренажерных зала.

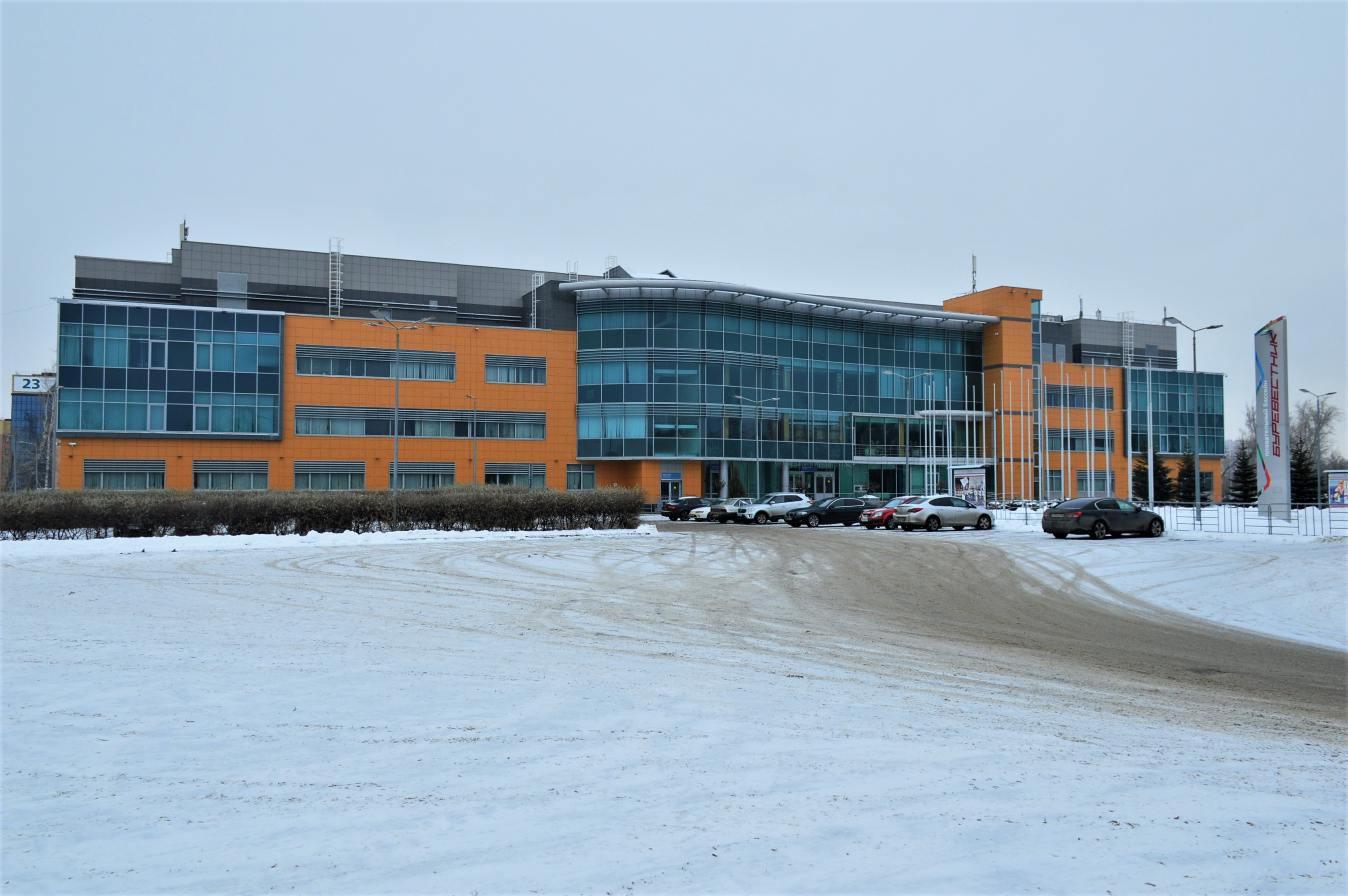
Плавательный бассейн «Буревестник»: просп. Победы, 7 (январь 2020)
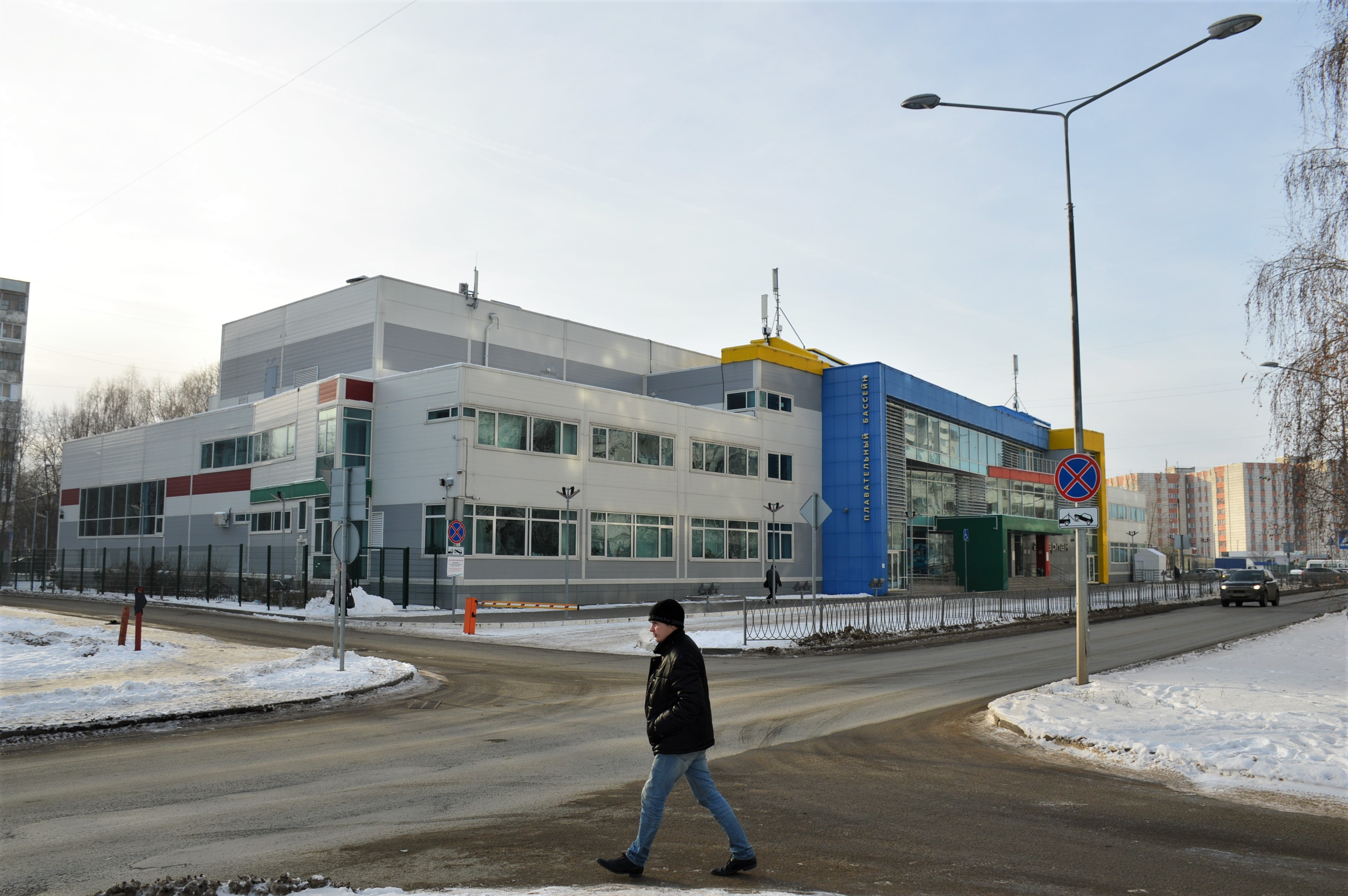
Плавательный бассейн «Акчарлак»: ул. Кул Гали, 13А (декабрь 2018)
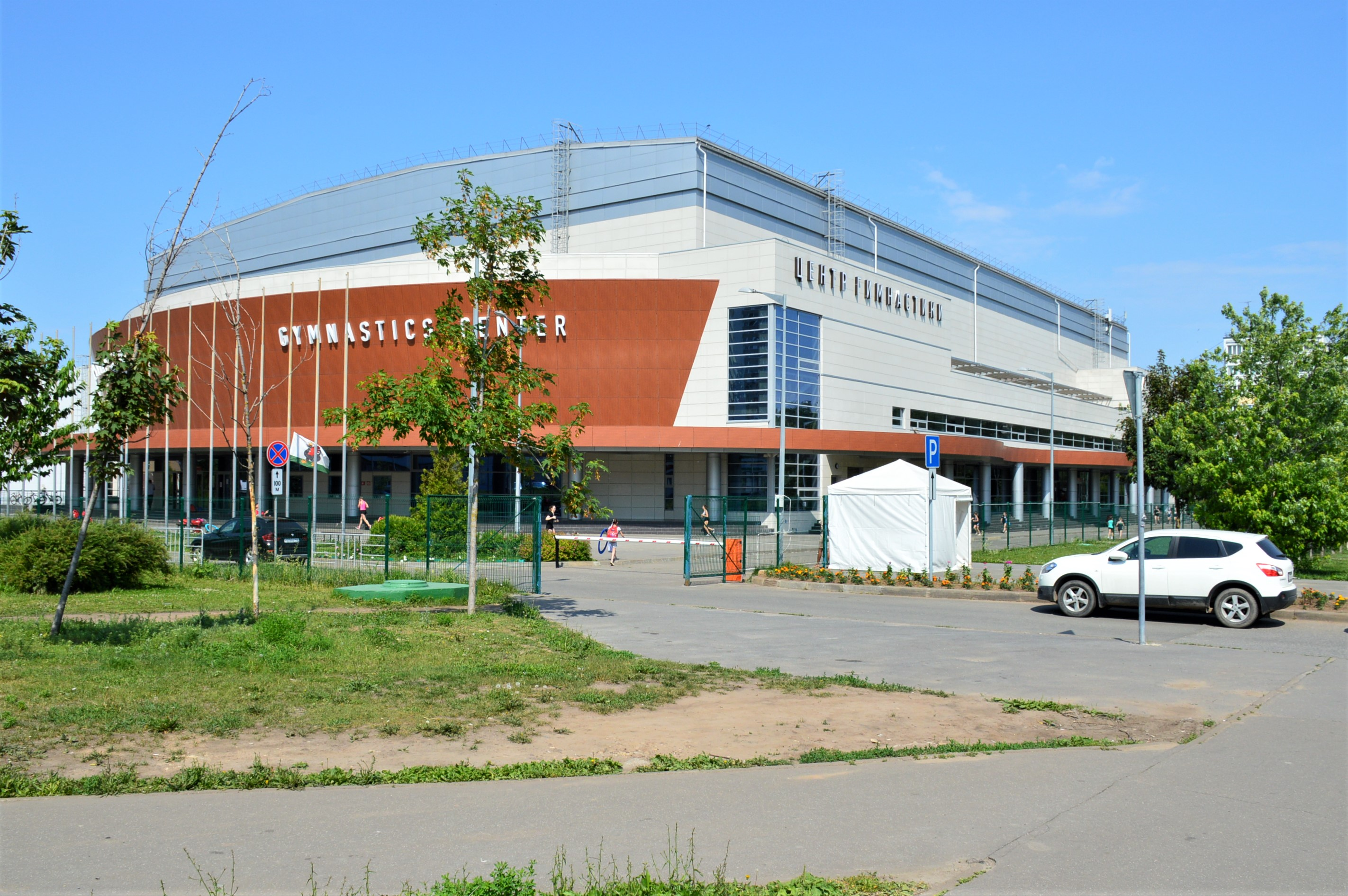
Федеральный спортивно-тренировочный центр гимнастики: ул. Сыртлановой, 6 (июнь 2019)
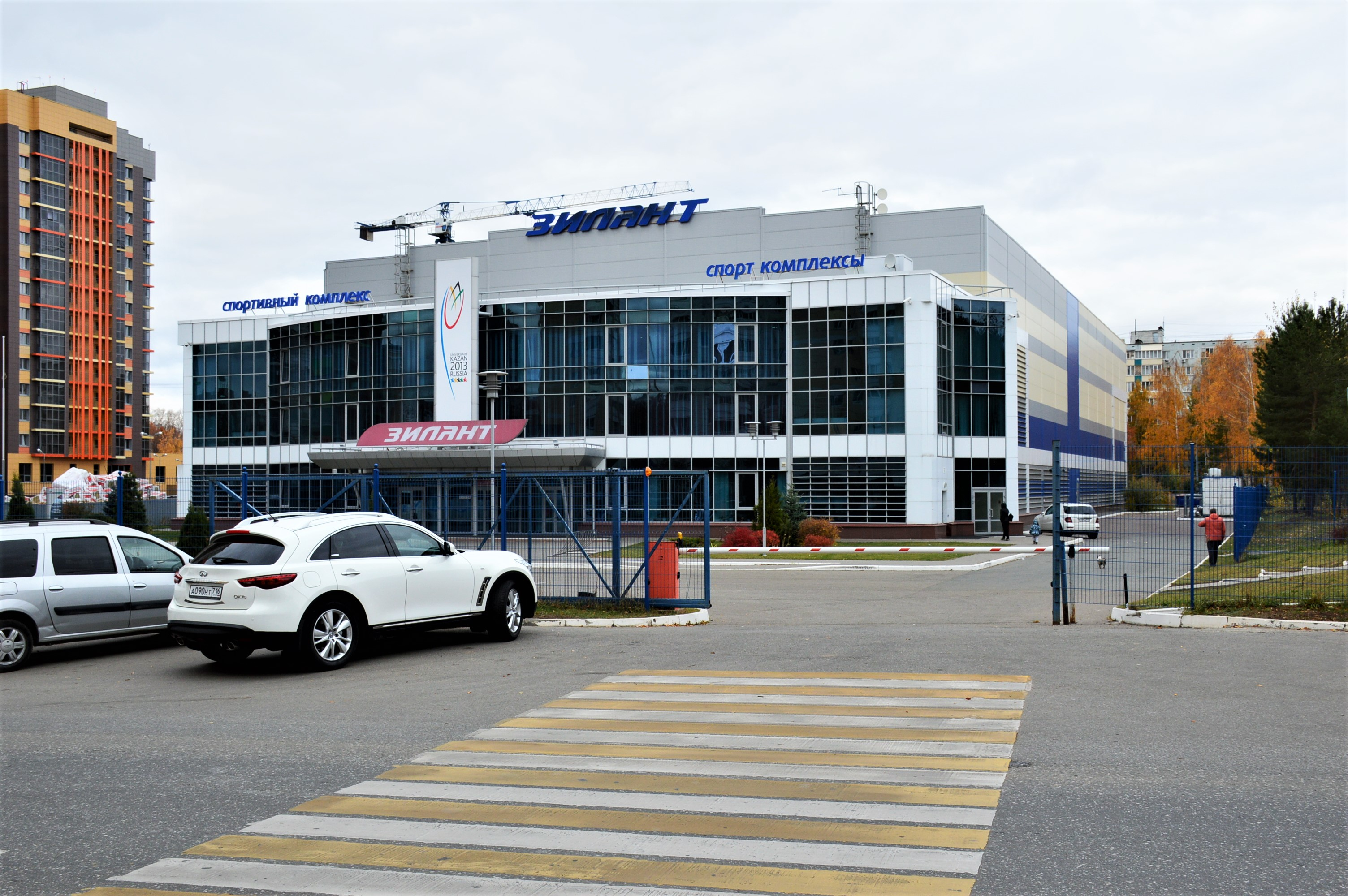
Универсальный спортивный комплекс «Зилант»: ул. Хусаина Мавлютова, 17В (октябрь 2018)

По окончании XXVII Всемирной летней Универсиады 2013 года строительство спортивных объектов продолжилось. В частности, были построены Центр бадминтона и Футбольный манеж «Максат».
Центра бадминтона (Оренбургский тракт, 99). Его строительство началось в сентябре 2015 года на территории Деревни Универсиады, рядом с Казанской академией тенниса, а торжественное открытие состоялось 13 февраля 2016 года.  Данный спортивный комплекс включает в себя здание общей площадью 3184,76 м², в котором находится спортивный зал 51,7 × 36 × 12 м с 12 площадками для игры в бадминтон и трибунами на 300 посадочных мест.
Футбольный манеж «Максат» (ул. Хусаина Мавлютова, 4) расположен южнее городской клинической больницы № 18, около перекрёстка улиц Хусаина Мавлютова и Братьев Касимовых. Он возведён в рамках проекта строительства четырёх футбольных манежей в городах Татарстана: двух — в Казани (в том числе «Максат»), по одному — в Набережных Челнах и Нижнекамске. Церемония начала их строительства состоялась 7 декабря 2019 года, а открытие — 10 сентября 2020 года. Проект футбольного манежа «Максат» разработан ГУП «Татинвестгражданпроект». Он представляет собой одноэтажное здание общей площадью около 6000 м², внутри которого расположены футбольное поле с искусственным покрытием размером 90 × 45 м и трибунами на 160 человек, 8 раздевалок вместимостью по 20 человек, медицинская часть, помещения для хранения инвентаря, вестибюль и пункт питания для гостей и персонала. Фасад манежа украшен портретами известных футболистов — Николая Сентябрёва, Льва Яшина, Галимзяна Хусаинова, Виктора Колотова, Вагиза Хидиятуллина, Рината Дасаева, Курбана Бердыева, Гёкдениза Карадениза, Лионеля Месси.
На протяжении 2010-х годов стала меняться к лучшему дворовая спортивная инфраструктура на Горках. Во многих дворах появились современные спортивные площадки с искусственным покрытием, построенные за счёт государственного финансирования.

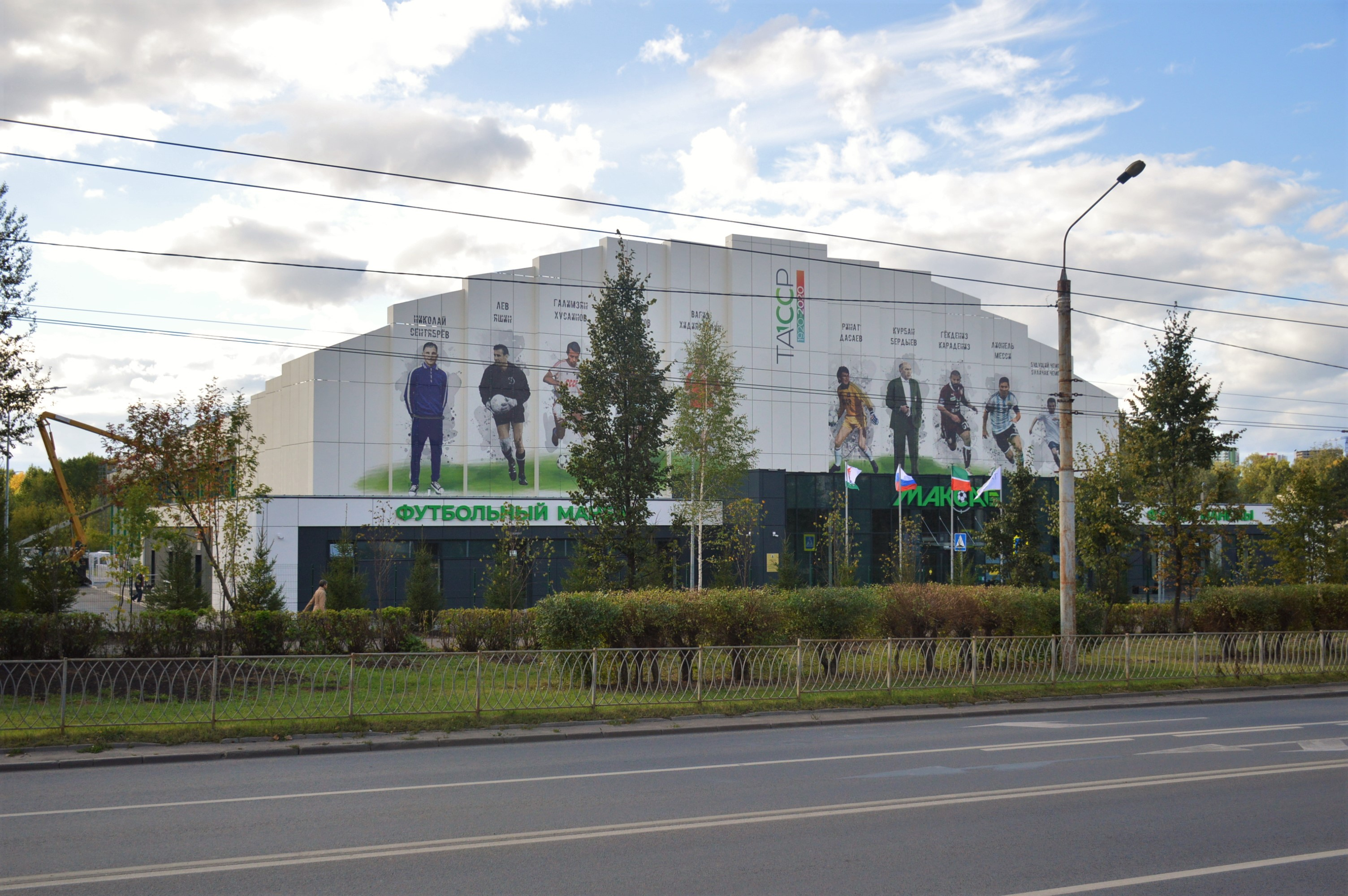
Футбольный манеж «Максат»: ул. Хусаина Мавлютова, 4 (сентябрь 2020)
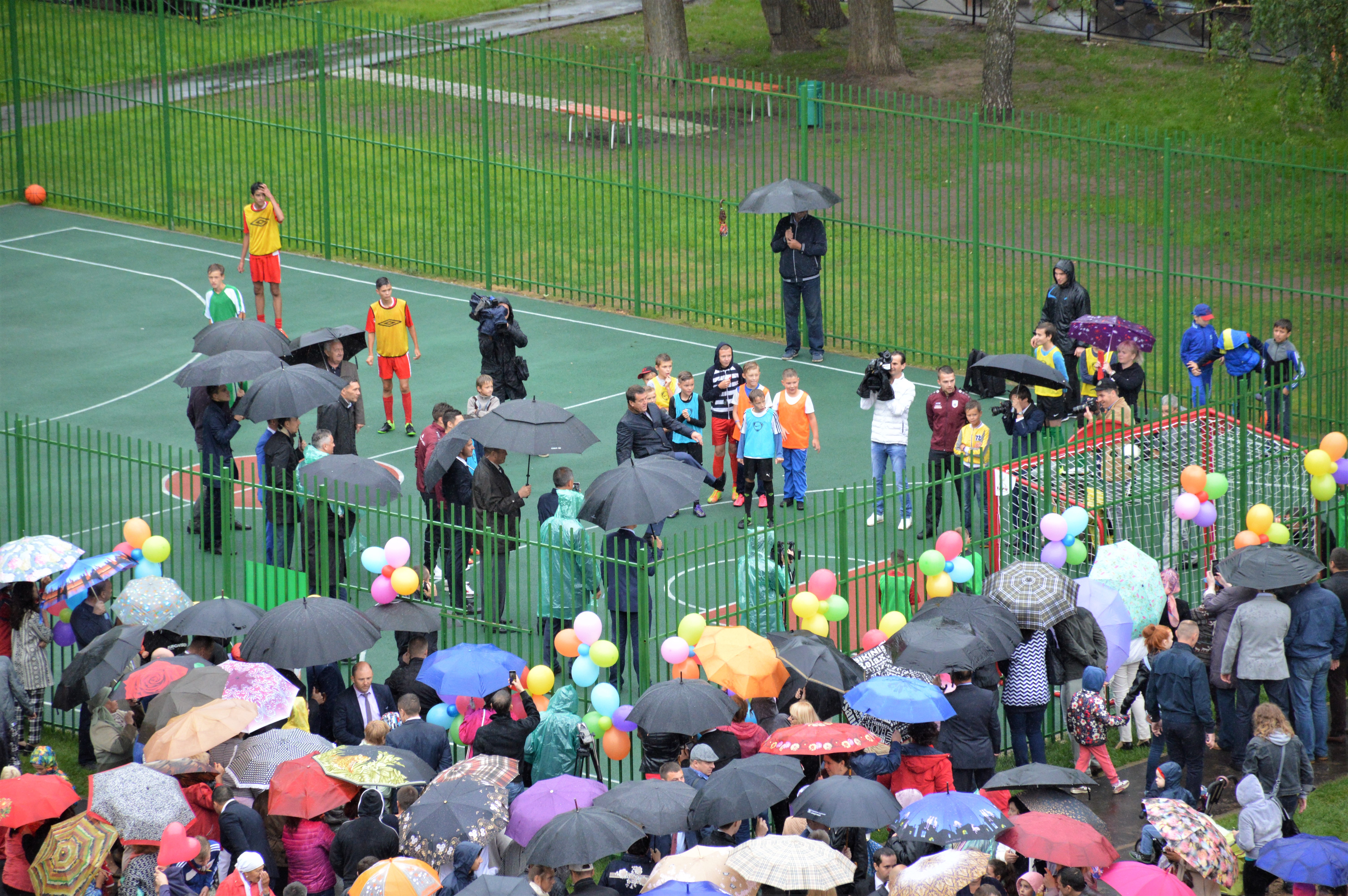
Торжественное открытие детской площадки «Счастливое детство» в 7-м микрорайоне (Горки-2). Мэр Казани И.Р. Метшин бьёт мячом по воротам (30 августа 2016)
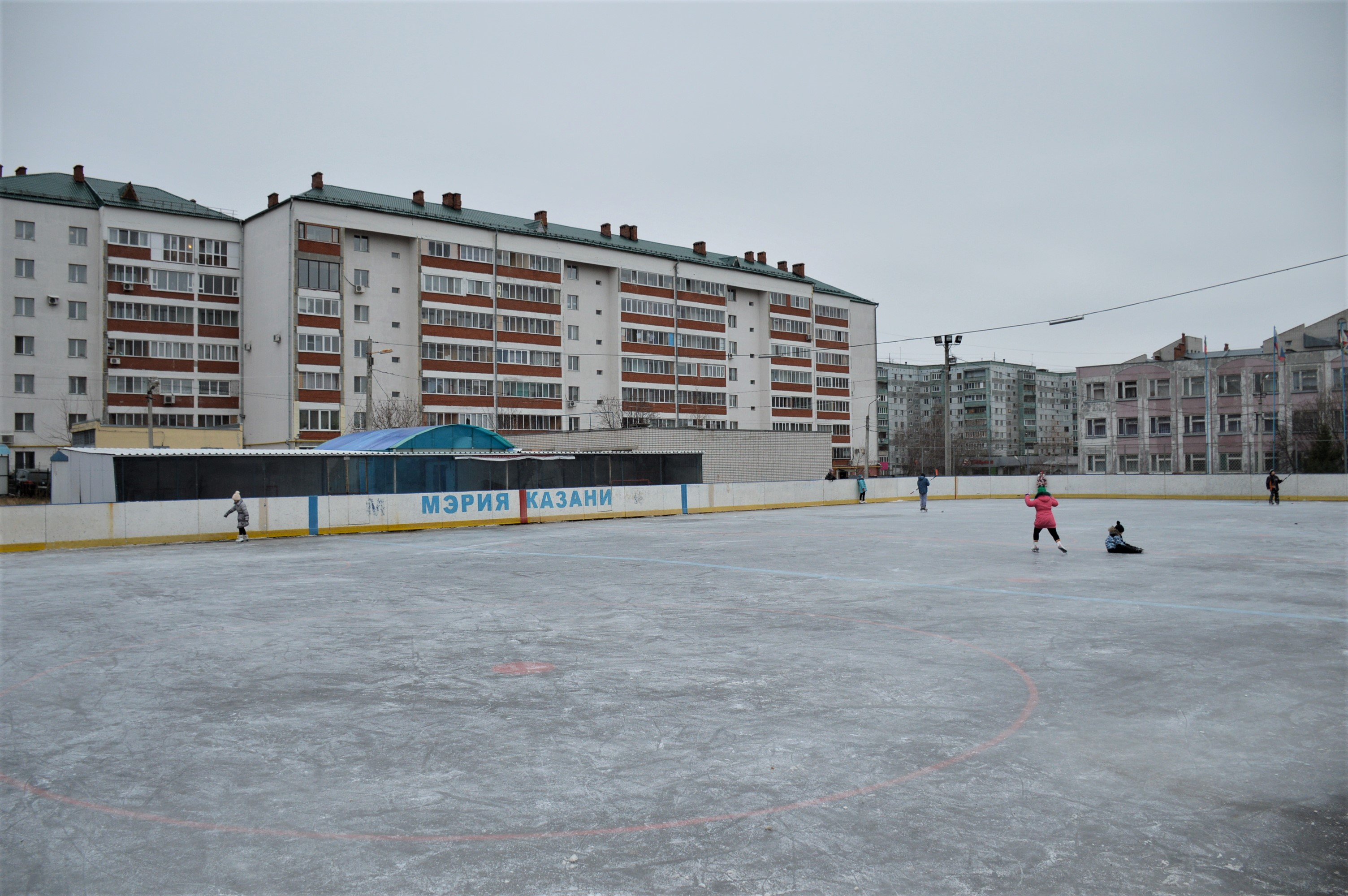
Хоккейная коробка в микрорайоне 9А, Горки-3 (ноябрь 2018)

## Гостиницы
Горки — это периферийный «спальный» район, поэтому гостиниц здесь немного.
Первая гостиница в данном жилом районе появилась с открытием в декабре 1986 года Колхозного рынка № 7, позже названного Приволжским. Она располагалась в двухэтажном здании с тыльной стороны рыночного комплекса и была рассчитана на 75 мест. Эта гостиница в основном предназначалась для обслуживания приезжих из сельской местности торговцев, являясь по существу «Домом колхозника». В 1990-е годы она была закрыта.
Следующей по времени появления на Горках стала гостиница «Кварт» (просп. Победы, 21), возникшая ориентировочно в начале 2000-х годов. Она была переоборудована из общежития Казанского завода резинотехнических изделий (ныне — АО «КВАРТ»). Это гостиница, имеющая около 200 номеров, относится к бюджетной категории.
На территории Межрегионального клинико-диагностического центра (МКДЦ) расположена трёхзвёздочная гостиница «Ильмар Сити» (ул. Карбышева, 12А), открытая в 2008 году.
Самой крупной на Горках гостиницей является трёхзвёздочный «Олимп» (ул. Зорге, 66Б). Расположенная в 14-этажном здании, гостиница «Олимп» была построена вместе с прилегающим к ней одноимённым торговым комплексом. Данные объекты возводились по инициативе бывшего владельца Приволжского рынка И. Г. Минкина. Их строительство началось в мае 2011 года, открытие состоялось летом 2013 года. На момент открытия гостиница «Олимп» была рассчитана на 103 места (93 номера).
В жилом районе Горки есть также небольшая (всего три номера) специализированная гостиница для свиданий — «Love Hotel Sweet House» (ул. Братьев Касимовых, 22/7), занимающая часть помещений в здании бывшего общежития.

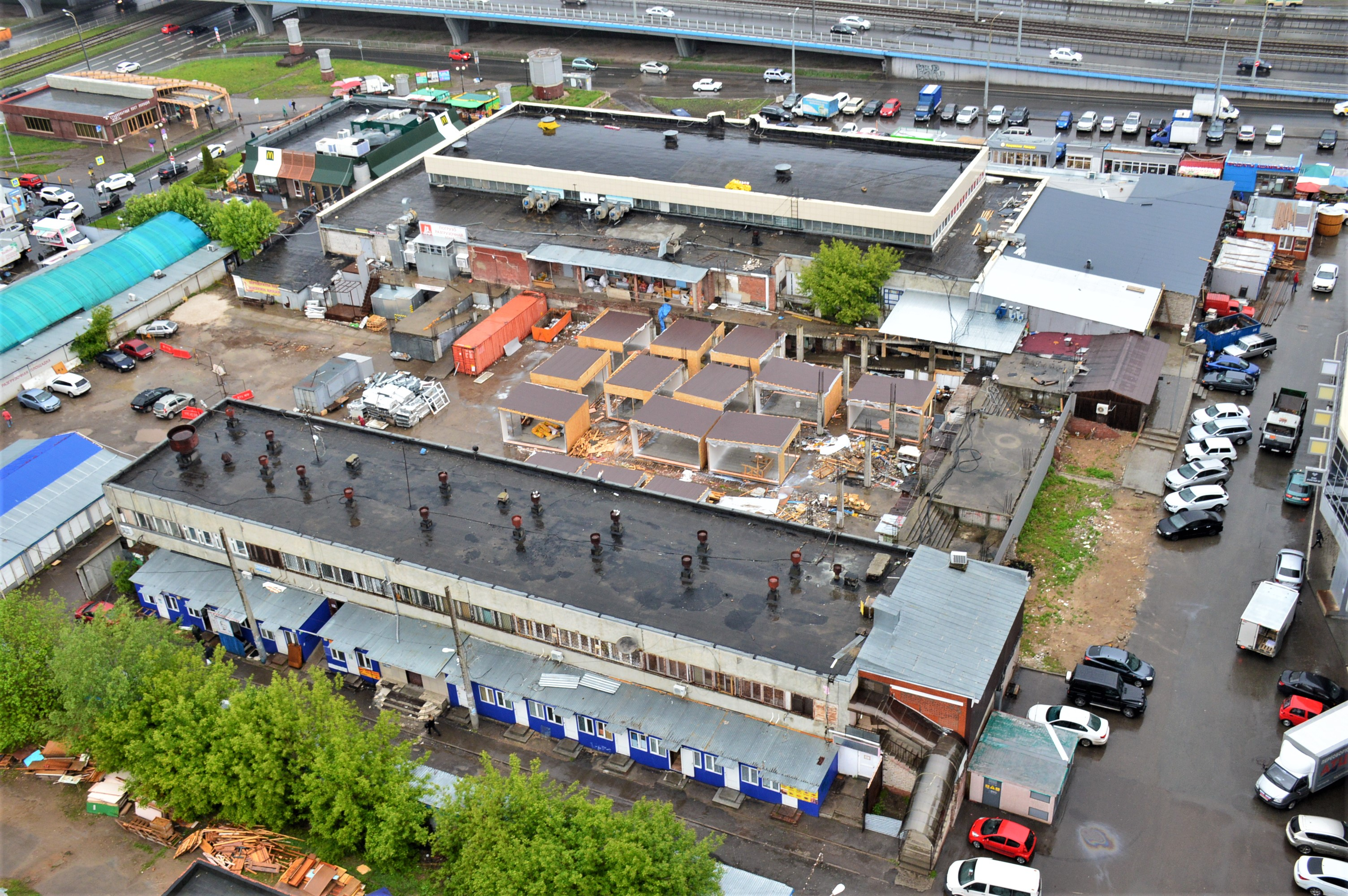
В двухэтажном здании администрации Приволжского рынка (на переднем плане) в советский период располагалась гостиница на 75 мест (май 2019)
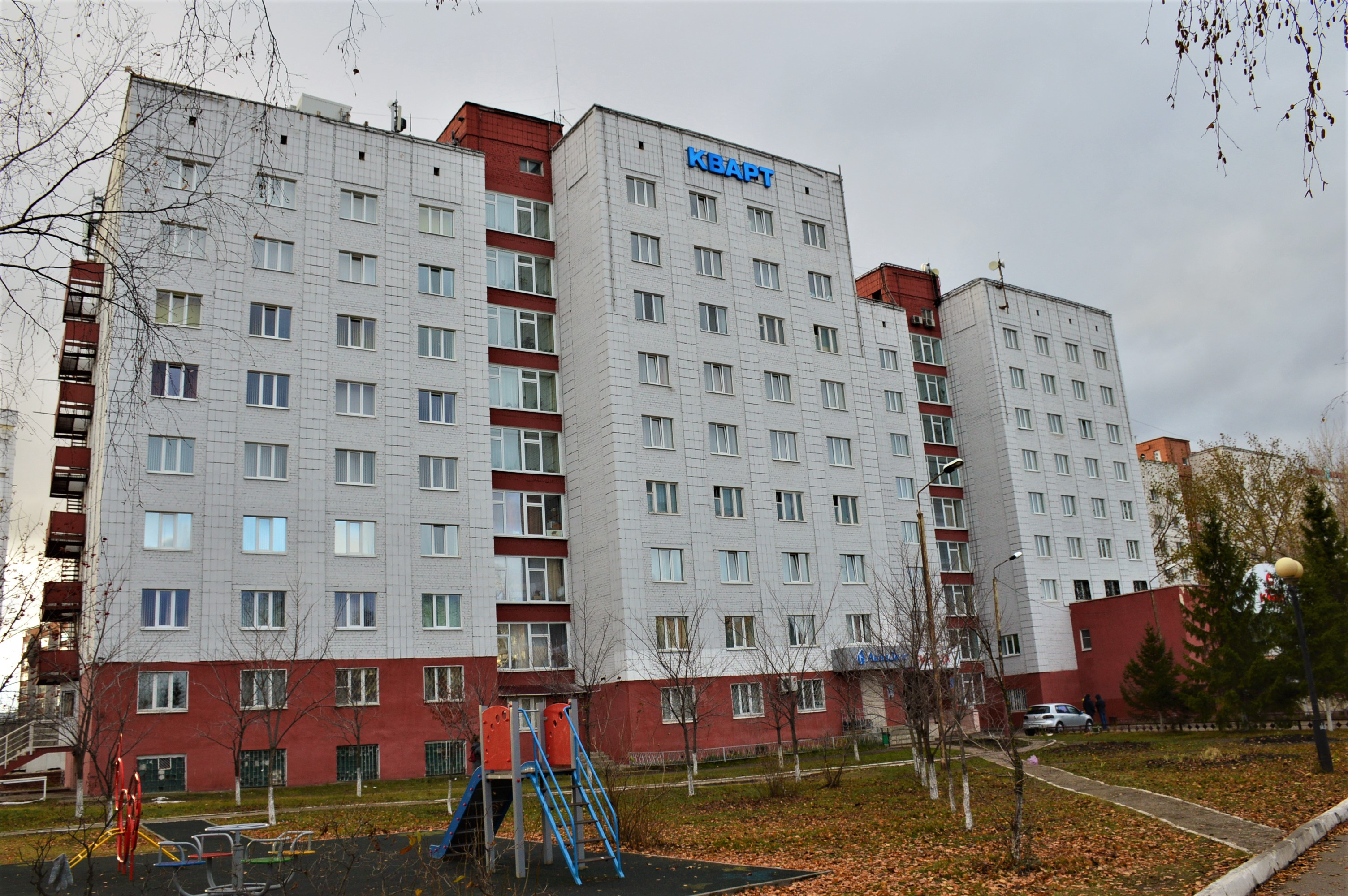
Гостиница «Кварт»: просп. Победы, 21 (ноябрь 2018)
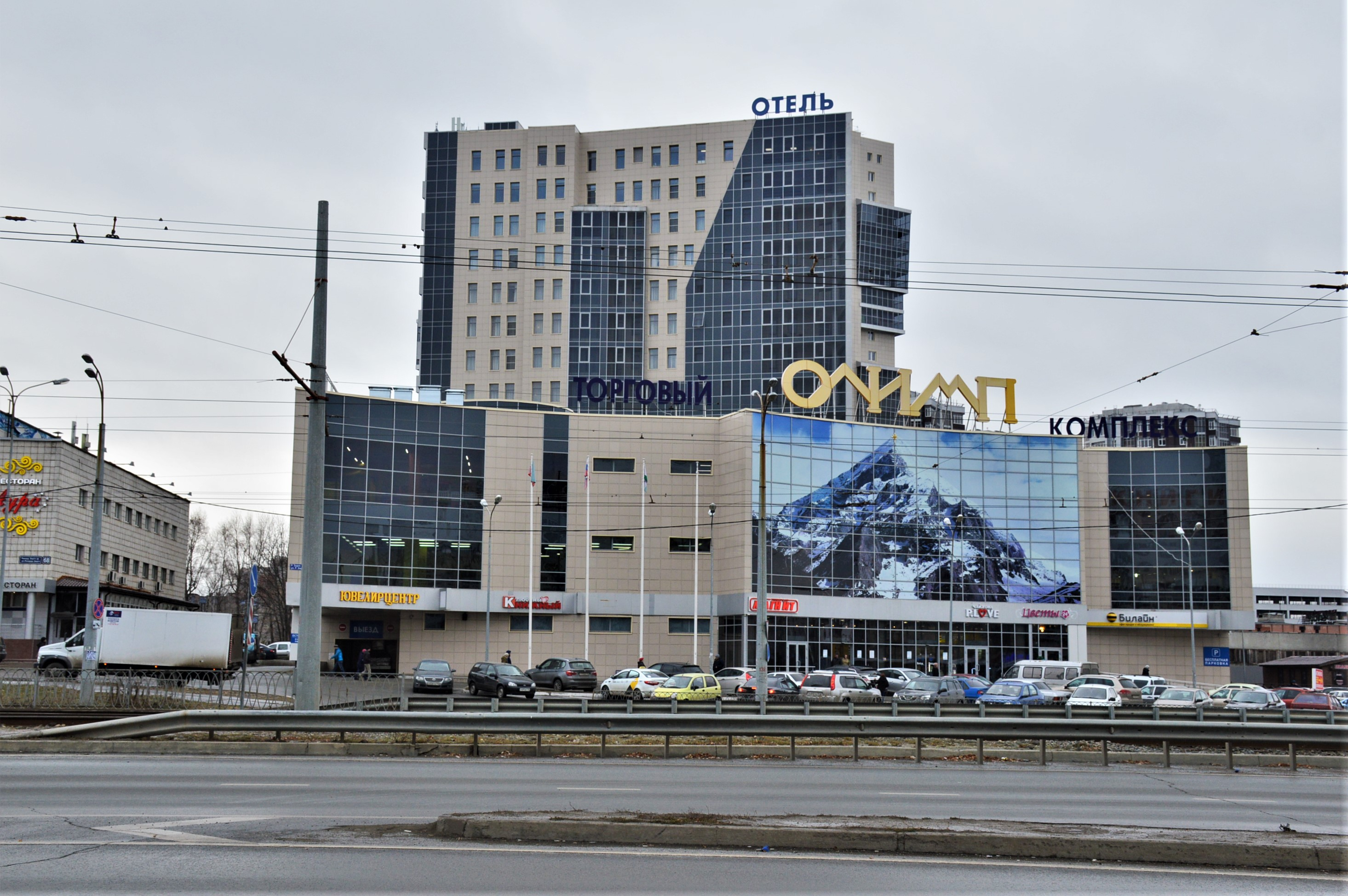
Торговый комплекс и отель «Олимп»: ул. Рихарда Зорге, 66Б (ноябрь 2018)
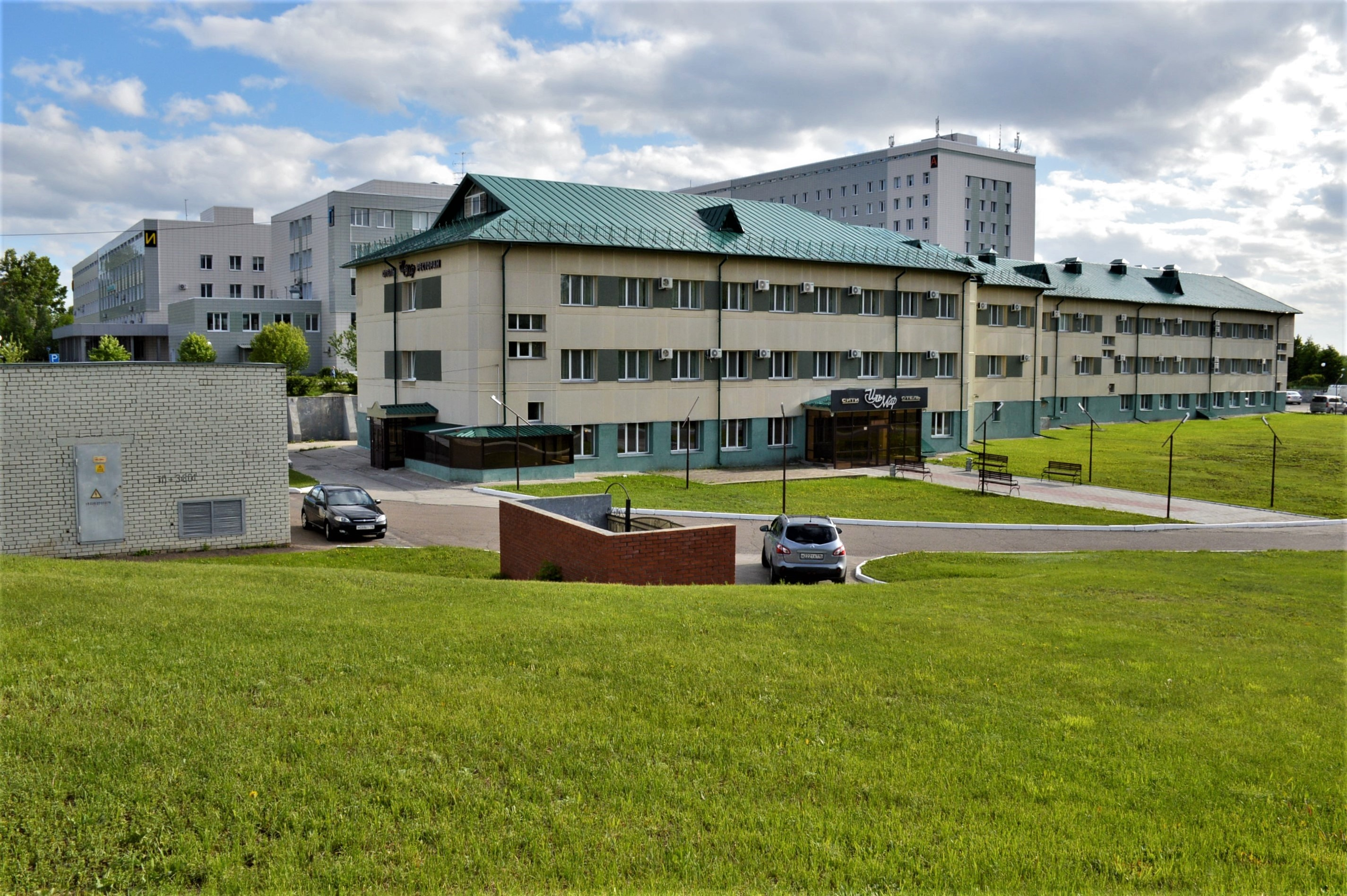
Отель «Ильмар Сити»: ул. Карбышева, 12А (май 2019)
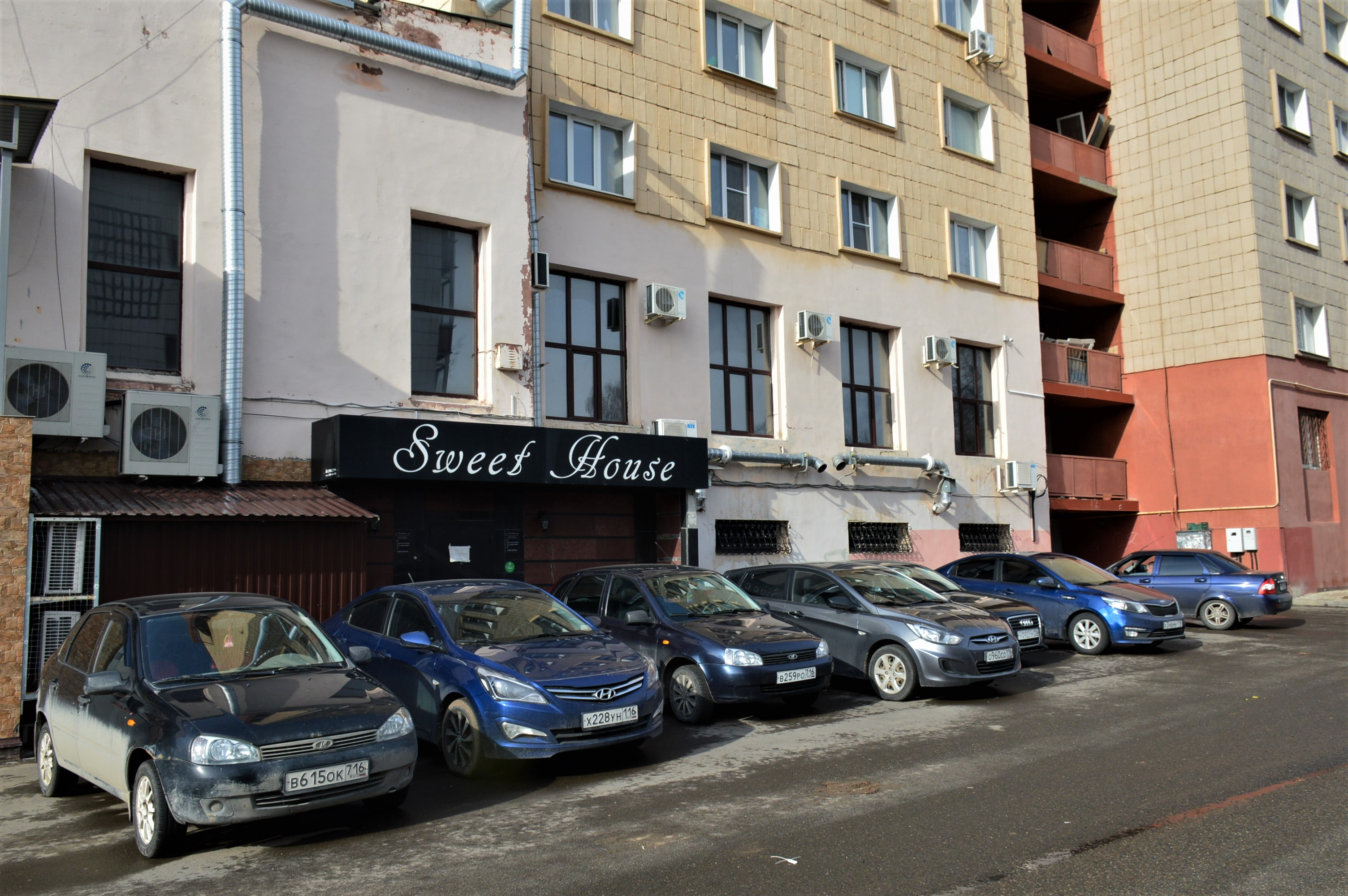
Гостиница для свиданий «Love Hotel Sweet House»: ул. Братьев Касимовых, 22/7 (апрель 2020)

## Парки, скверы
На территории жилого района Горки находятся два парка (детский парк «Калейдоскоп», Кедровый парк), четыре сквера (сквер Славы,  сквер «Ёлочный городок», сквер по улице Академика Парина, безымянный сквер по улице Карбышева), одна лесопарковая зона (Соловьиная роща).
До начала 1980-х годов в жилом районе Горки не было полноценных парковых зон. Основу зелёных пространств составляли дворовые насаждения, появившиеся в процессе озеленения новых микрорайонов, а также старые лесозащитные полосы, высаженные в послевоенный период по периметру сельскохозяйственных полей в целях сохранения влаги и защиты от ветровой эрозии. При строительстве многоэтажных домов часть лесозащитных полос была вырублена, но многие их участки сохранились. Некоторые из сохранившихся лесополос, которые оказались вдоль автомобильных дорог, стали выполнять функцию зелёной защиты жилой зоны от насыщенной автомобильными выхлопами проезжей части улиц (например, на улице Хусаина Мавлютова со стороны 1-го микрорайона, на улице Академика Завойского со стороны 10-го и 11-го микрорайонов). Две параллельные друг другу лесополосы оказались вписанными в планировку Деревни Универсиады, превратившись в бульвары. В одном случае (на улице Гарифьянова) участок лесополосы стал выполнять функцию разделительной полосы между обеими сторонами проезжей части. В иных случаях сохранившиеся участки лесополос оказались внутри жилой застройки, вдоль некоторых из них были проложены пешеходные дорожки, благодаря чему возникли зелёные пешеходные зоны. Впрочем, многие их сохранившихся лесополос до сих пор не окультурены, имеют заброшенный вид, являясь в летний период прибежищем различных асоциальных элементов — алкоголиков, бомжей и др.

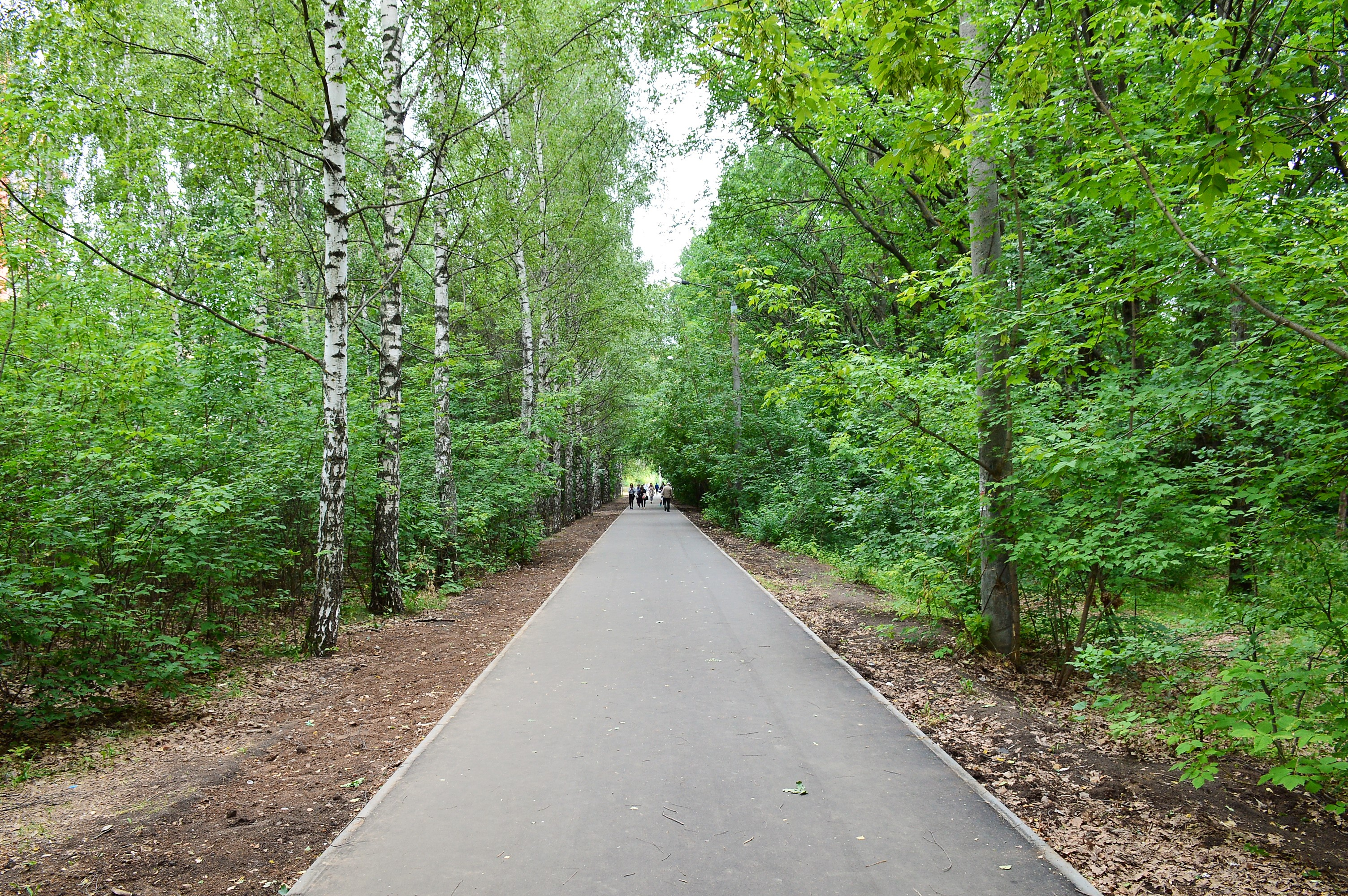
Защитная лесополоса вдоль улицы Хусаина Мавлютова, отделяющая жилые дома 1-го микрорайона (Горки-1) от проезжей части, превращена в бульвар (июнь 2019)
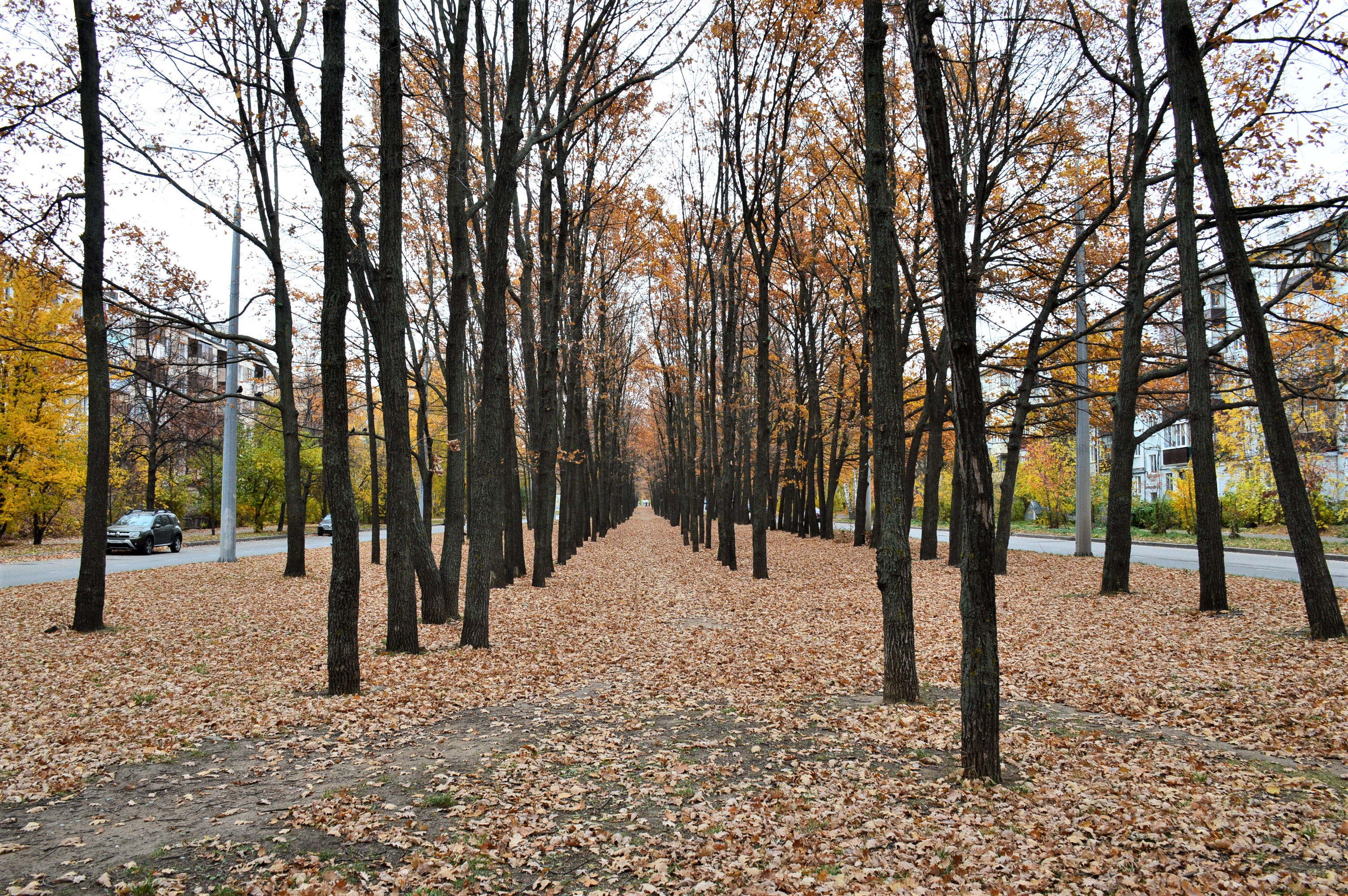
Защитная лесополоса на улице Гарифьянова выполняет функцию разделительной полосы между обеими сторонами проезжей части (октябрь 2018)
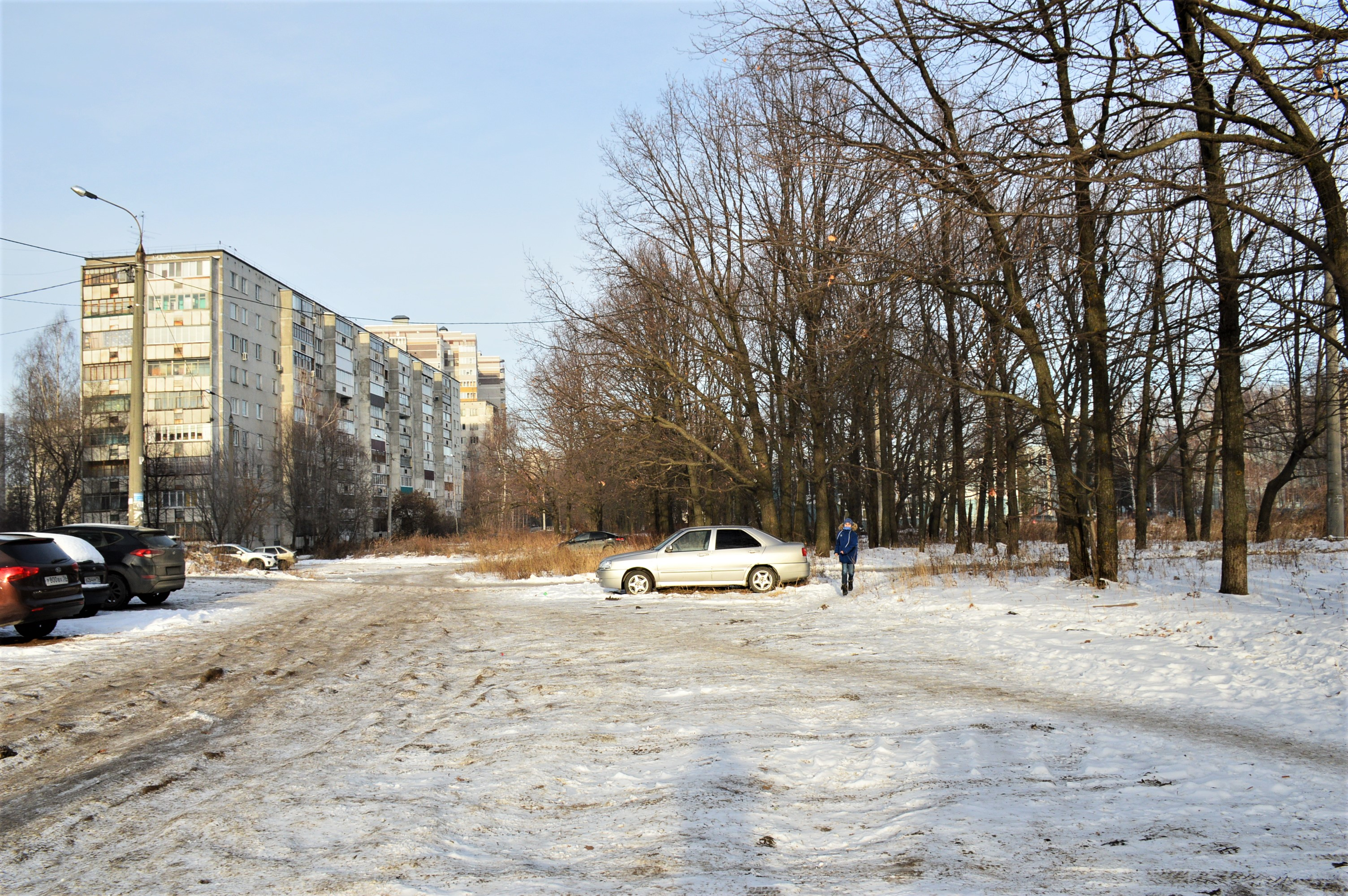
Защитная лесополоса в 10-м микрорайоне (Горки-2): вид со стороны улицы Кул Гали (декабрь 2018)
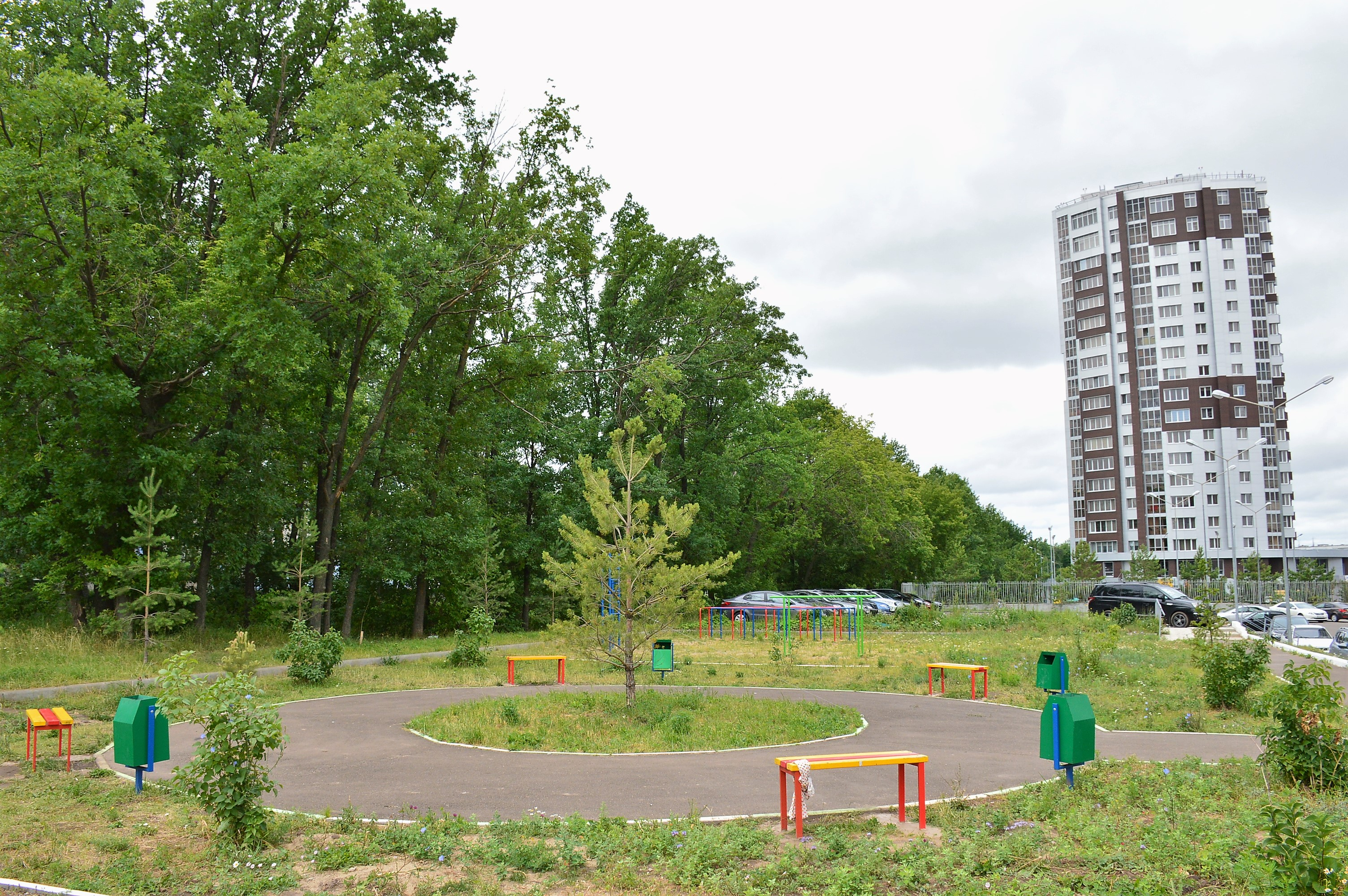
Защитная лесополоса у жилых комплексов «Флагман» и «Олимп» (июнь 2019)

Детский парк «Калейдоскоп» — первый полноценный парк, появившийся на территории жилого района Горки. Заложен в 1979 году на участке площадью 4,5 га между улицами Хусаина Мавлютова, Сыртлановой и Гарифьянова. До реконструкции 2017 года назывался Детским парком по улице Сыртлановой, но после сменил название на «Калейдоскоп». Площадь нынешнего парка — менее 2,95 га.
Кедровый парк — зелёная зона, находящаяся на углу улиц Танковой и Хусаина Мавлютова, на территории городской клинической больницы № 18. У пешеходной аллеи, ведущей от главного входа в сторону поликлиники «Горки» (находится на территории больницы), установлен информационный стенд, на котором написано:
«Парк заложен в 1988 году посадкой 500 привитых на сосну кедров в честь воинов, погибших в Великую Отечественную войну 1941—1945 гг.
Из редких растений здесь выращиваются орех маньчжурский, бархат амурский, ель голубая (колючая), туя и ряд кустарников. Инициатором создания сада явился кандидат сельскохозяйственный наук агроном-садовод Г. Ш. Камалетдинов.
Площадь 1 га.»
В 1992 году постановлением Кабинета Министров Республики Татарстан парк при городской клинической больнице № 18 был удостоен статуса памятника природы регионального значения. Тогда же ему было присвоено и официальное название — «Кедровый парк».
Сквер Славы — самый первый сквер на территории жилого района Горки. Заложен в 1995 году в честь 50-летия Победы в Великой Отечественной войне на участке площадью 2,5 га между улицами Гарифьянова, Рихарда Зорге и проспектом Победы. Дважды подвергался реконструкции — в 2005 и 2015 годах.
Сквер «Ёлочный городок» открылся в 2012 году на территории микрорайона 7А (Горки-3), с западной стороны от жилого комплекса «Флагман». Его появление было результатом договорённости компании-застройщика данного жилого комплекса (ООО «Проспект») с городскими властями. Значительную часть территории сквера составляет участок сохранившейся защитной лесополосы. Компания-застройщик профинансировала работы по благоустройству сквера, в том числе строительству детской площадки, прокладыванию пешеходных дорожек, дополнительному озеленению, ограждению его территории.
Сквер по улице Академика Парина создан в 2016 году и представляет собой протяженный бульвар, основой которого стала старая защитная лесополоса, протянувшейся почти на 600 м вдоль южной границы 4-го микрорайона (Горки-1) по пешеходному участку улицы Академика Парина. Общая площадь сквера составляет 3,1 га, в том числе площадь озеленения — 1,7 га.
Ещё один сквер, не имеющий официального названия, расположен по улице Карбышева, напротив 1-го микрорайона (Горки-1). Он был создан в 2005 году на месте пустыря благодаря посадке около 100 елей. Через пять лет, 6 мая 2010 года в центре сквера был открыт памятник-бюст Герою Советского Союза Д. М. Карбышеву.

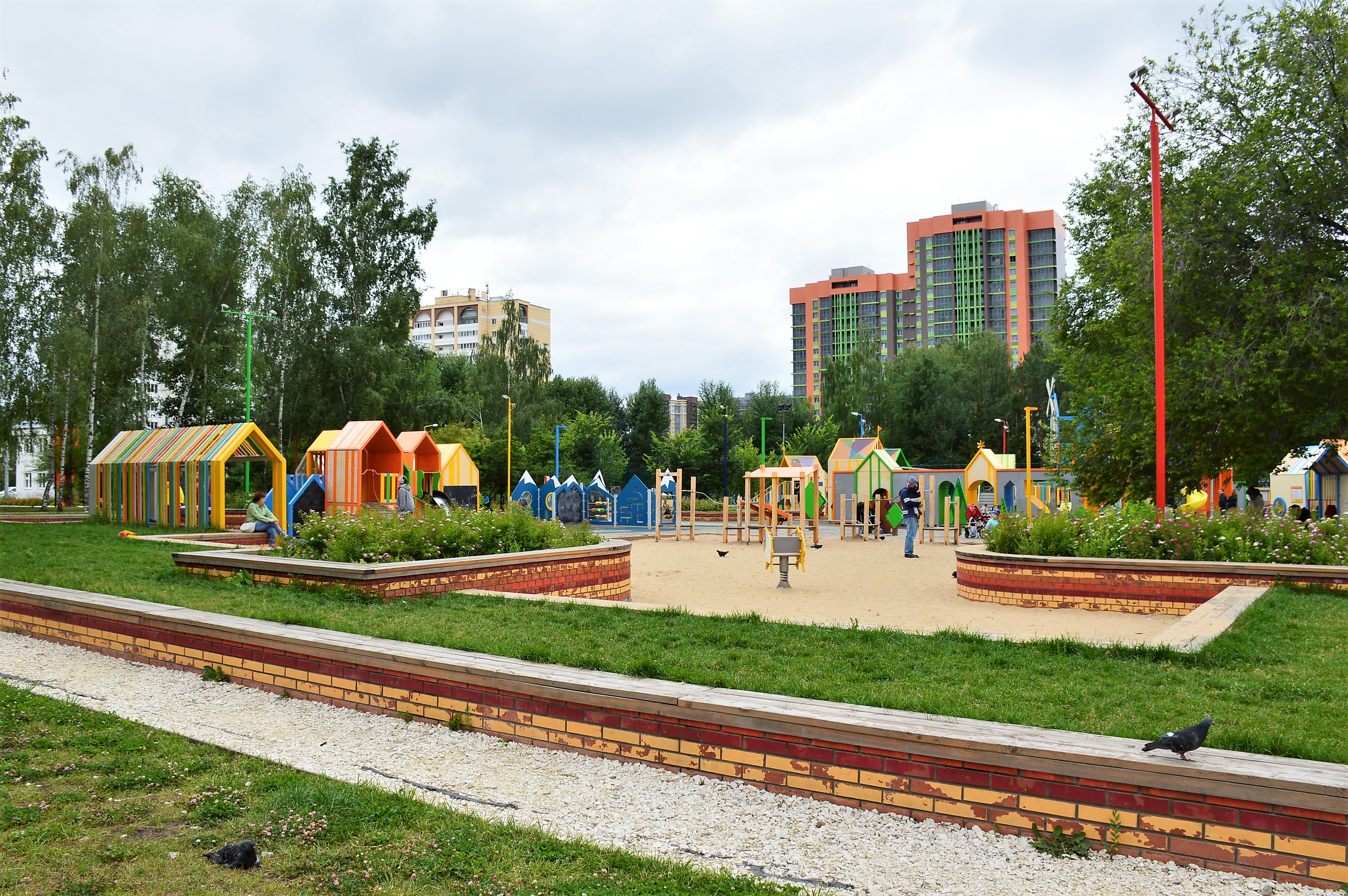
Одна из игровых площадок в Детском парке «Калейдоскоп» (июнь 2019)
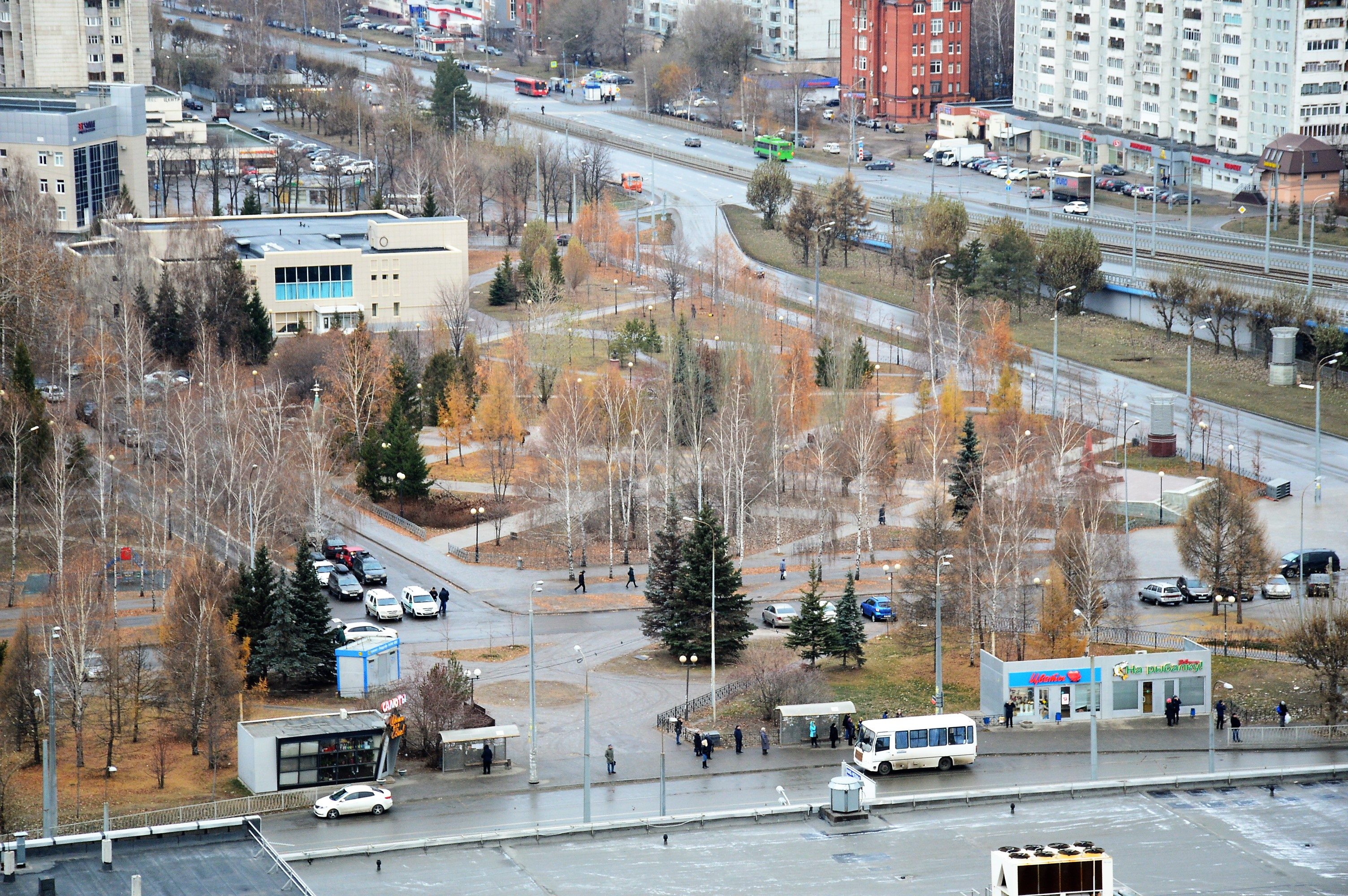
Сквер Славы (ноябрь 2018)
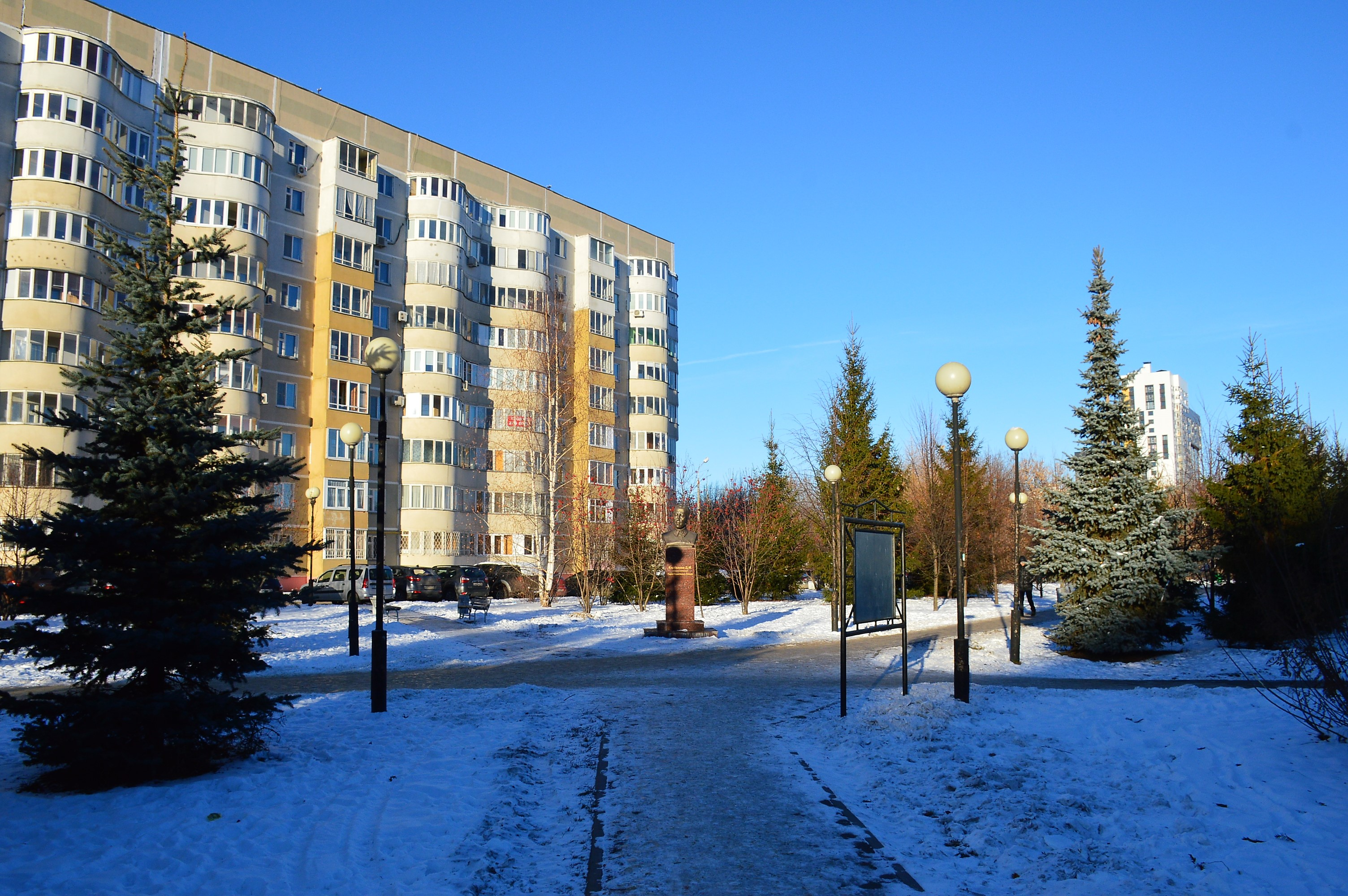
Безымянный сквер на улице Карбышева (декабрь 2018)
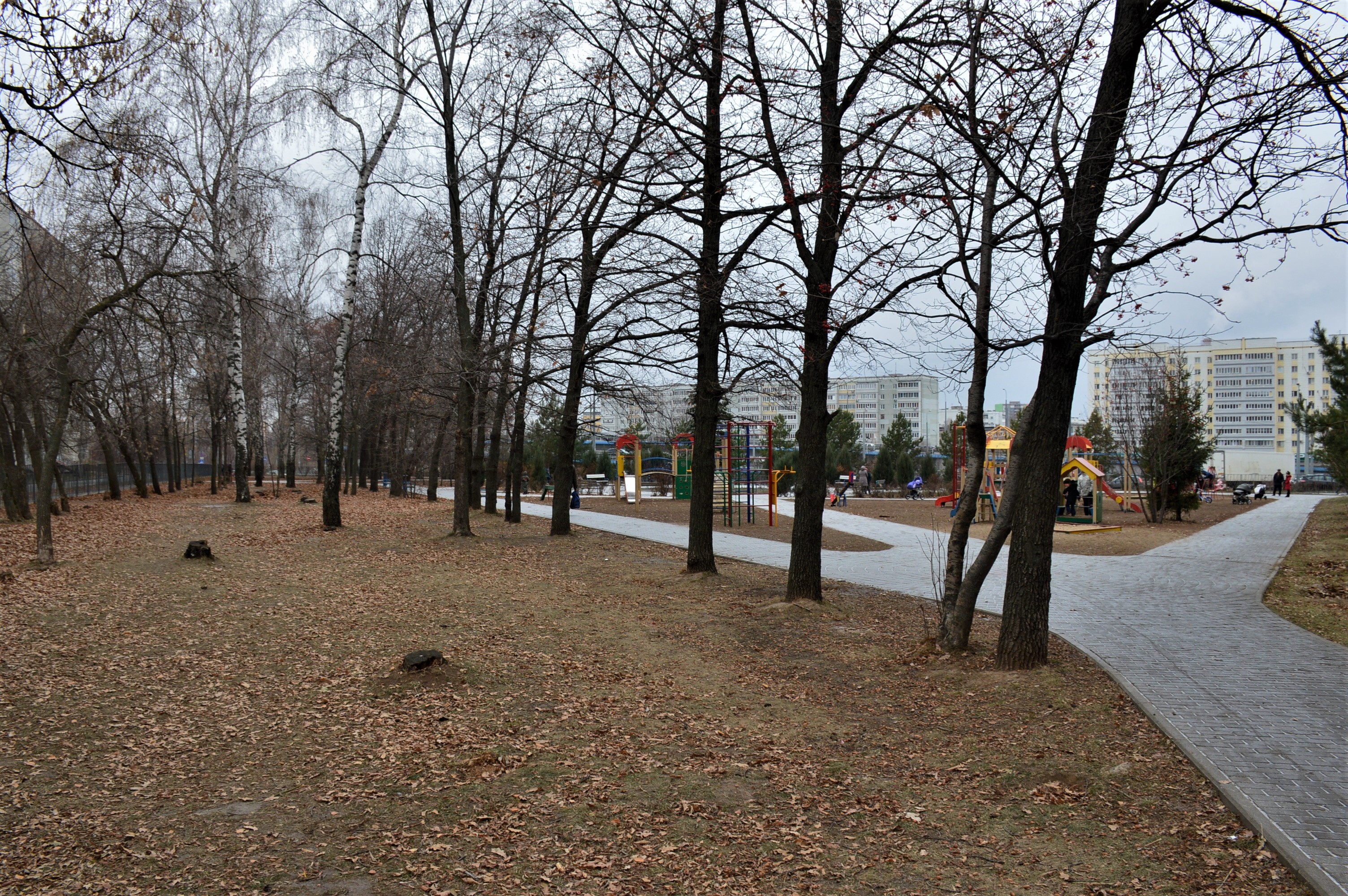
Сквер «Ёлочный городок» (ноябрь 2018)
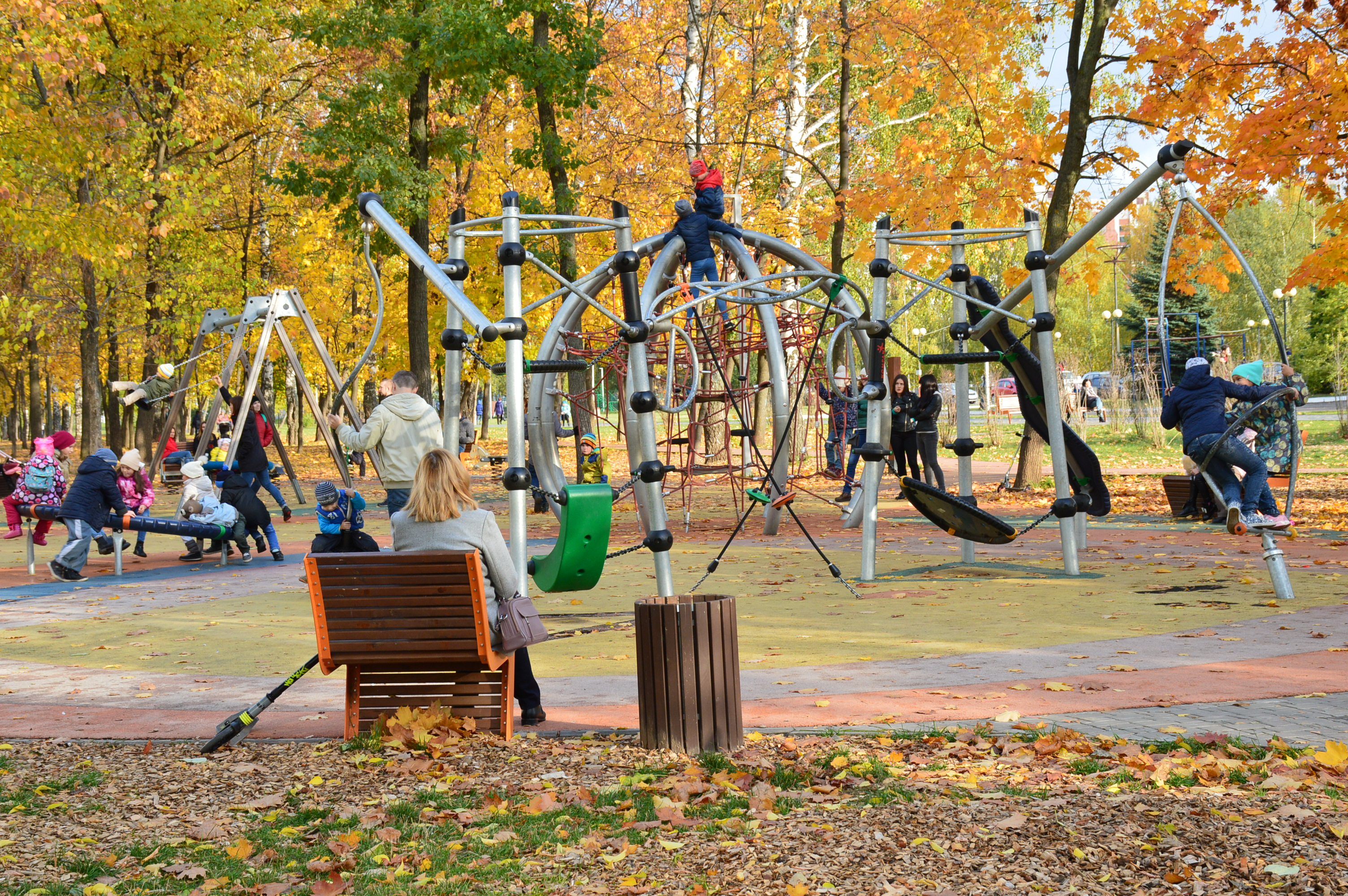
Детская площадка в сквере по улице Академика Парина (октябрь 2018)

Соловьиная роща — небольшая лесопарковая зона, находящаяся на участке между проспектом Победы, а также улицами Сафиуллина, Академика Завойского, Кул-Гали (Горки-2). До 1980-х годов эта роща являлась частью более обширного лесного массива — Горкинского леса. В ходе строительства жилого района Горки была проложена важная городская магистраль — проспект Победы, соединившая Оренбургский и Мамадышский тракты. На выходе из Горок проспект Победы, сворачивая в северном направлении, прошёл через Горкинский лес, разрезав его на две части — западную и восточную. В начале 1980-х годов от проспекта Победы в восточном направлении стали прокладывать будущую улицу Академика Завойского, которая разрезала теперь уже восточную часть Горкинского леса на два участка: северный участок оказался на закрытой территории водозабора «Танкодром», а южный участок превратился в рощу, позже названную Соловьиной. До настоящего времени Соловьиная роща в целом сохраняет свой природный облик, по её территории проложены лишь тропинки.
Непосредственно к границам территории Горок также примыкают две крупные природные лесопарковые зоны: с севера — парк «Горкинско-Ометьевский лес», с юга — лесопарк «Дубрава».
Парк «Горкинско-Ометьевский лес» — самый крупный по территории парк Казани. Создан на основе двух внутригородских лесных массивов: расположенного с южной стороны Горкинского леса и с северной стороны — Ометьевского леса. Парк открыт 25 декабря 2016 года. Он расположен на территории Советского района, но своей южной частью, выходящей на улицу Братьев Касимовых, вплотную примыкает к жилому району Горки. Площадь существующей парковой территории составляет 66,45 га.

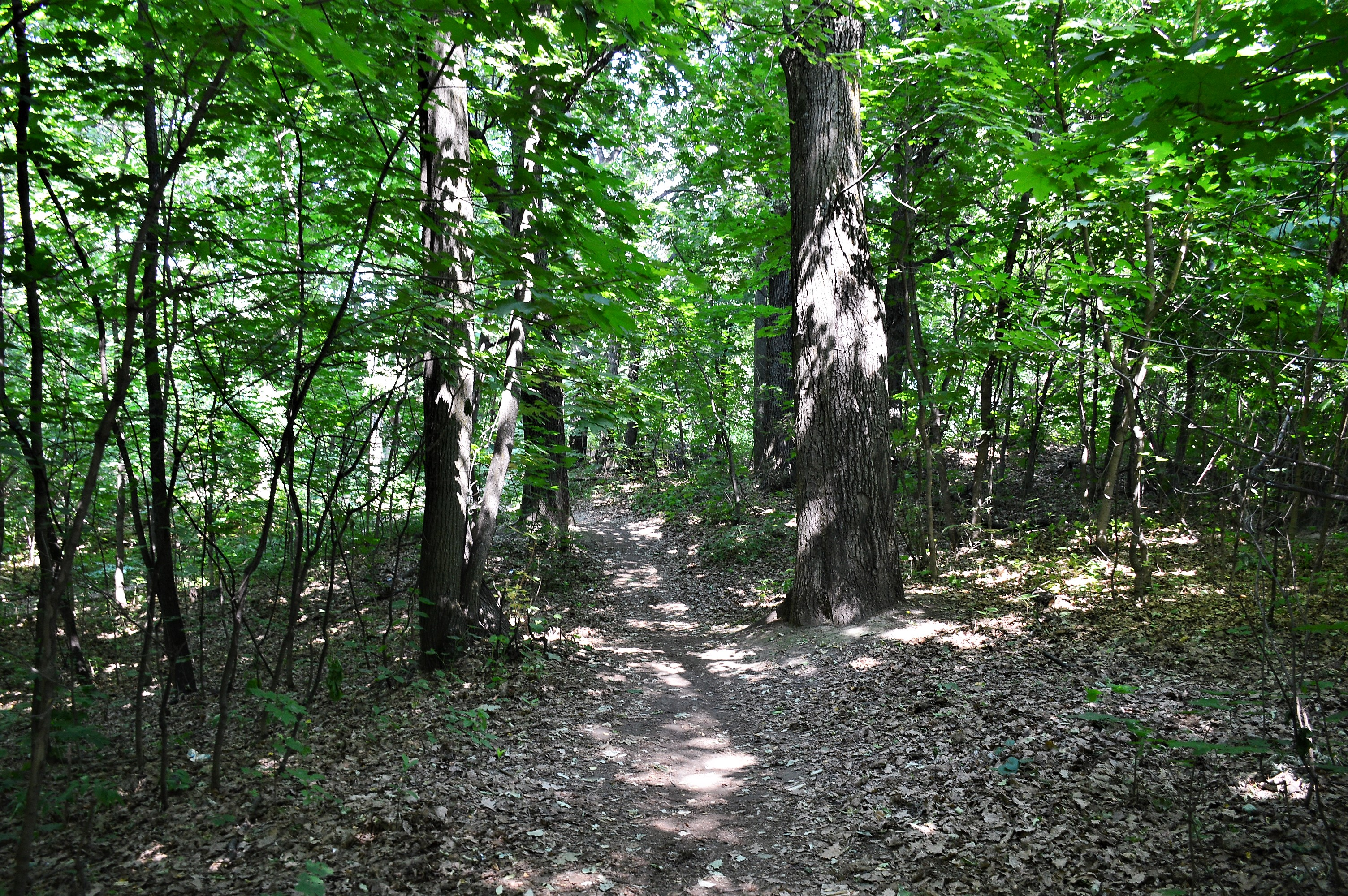
Одна из тропинок в Соловьиной роще (июнь 2019)
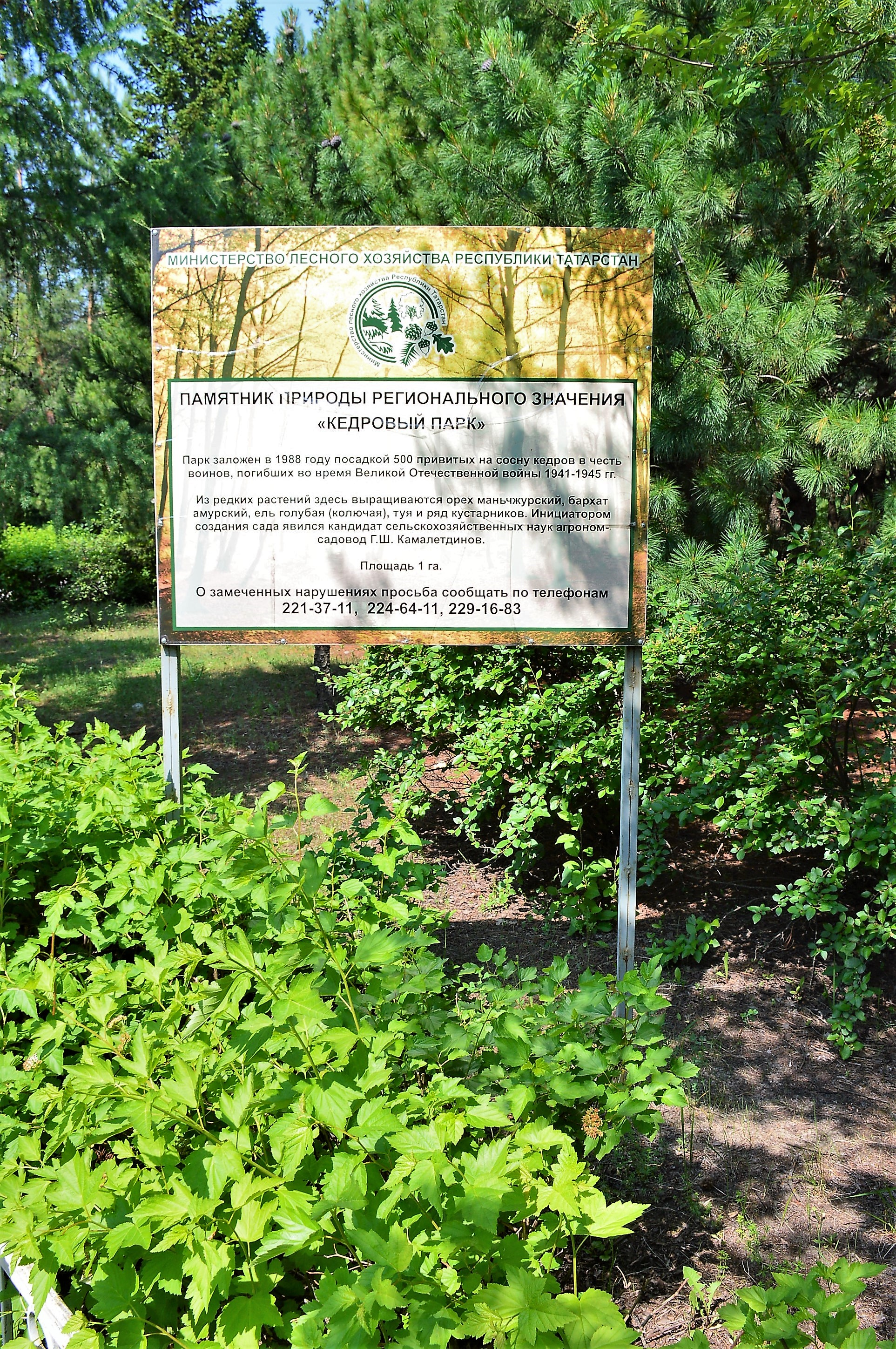
Информационный стенд в Кедровом парке, находящемся на территории городской клинической больницы № 18 (июнь 2019)
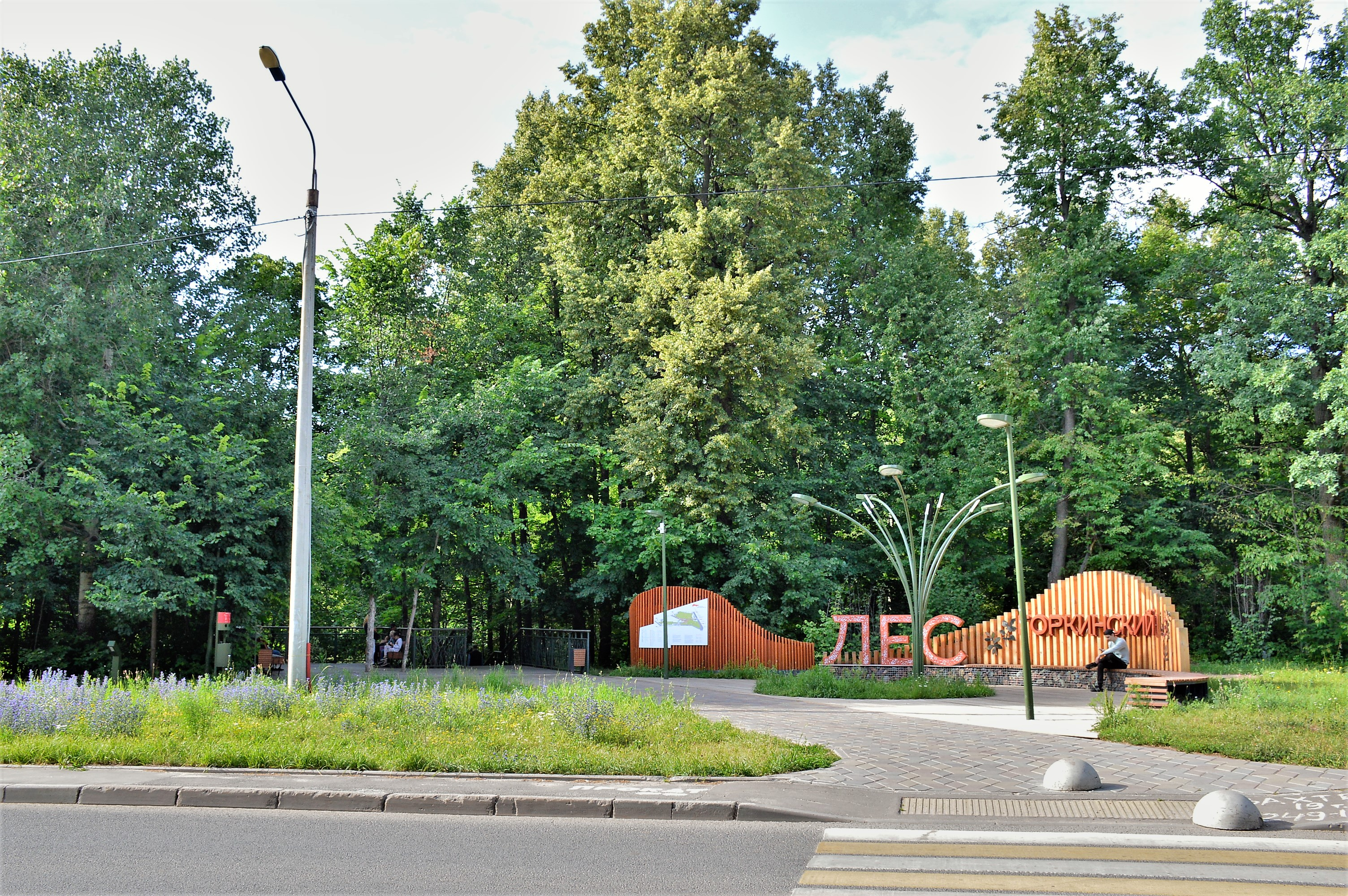
Вход в парк «Горкинско-Ометьевский лес» со стороны жилого района Горки (ул. Братьев Касимовых) (июль 2019)
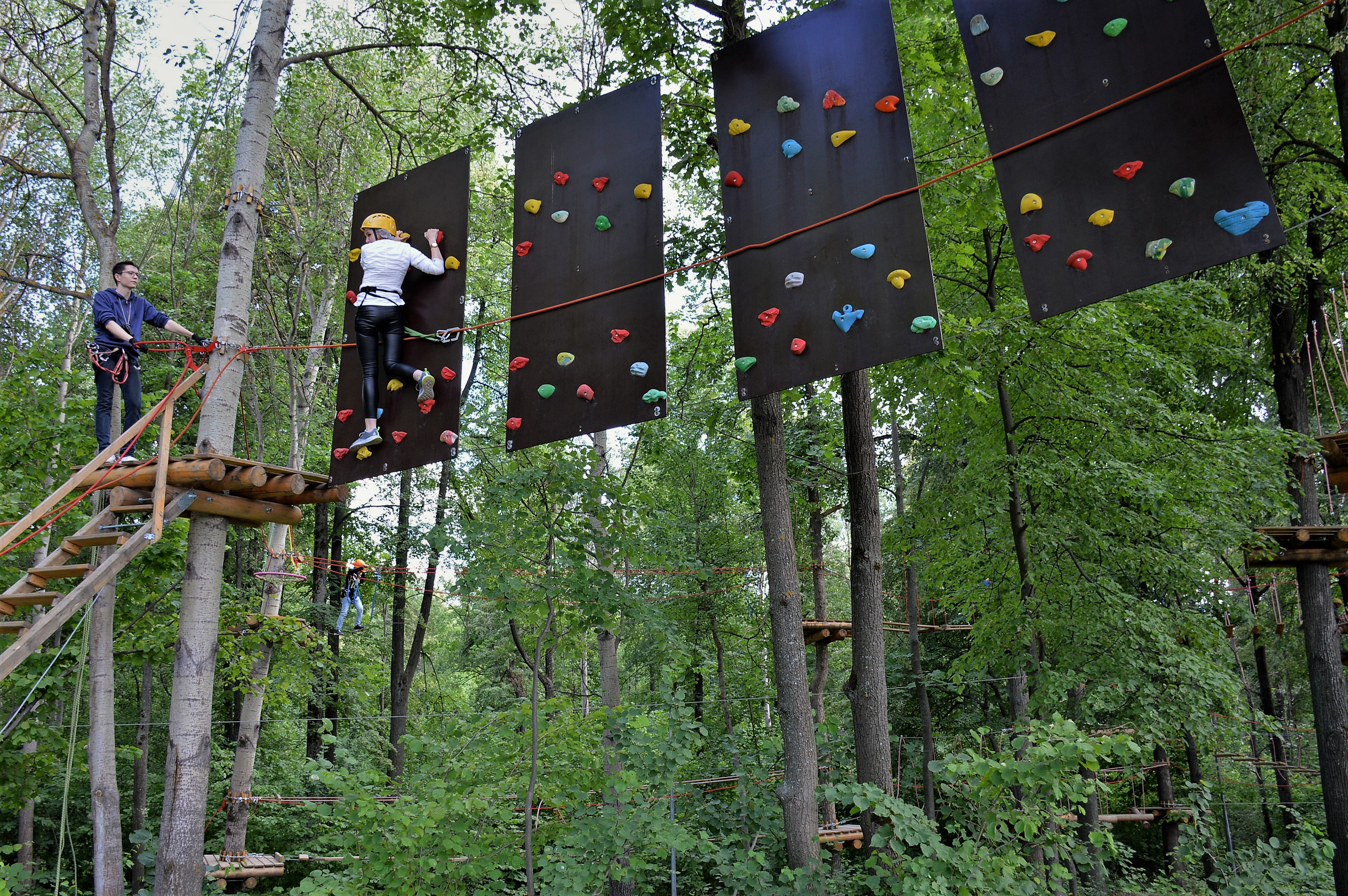
Скай-парк в парке «Горкинско-Ометьевский лес» (июль 2019)
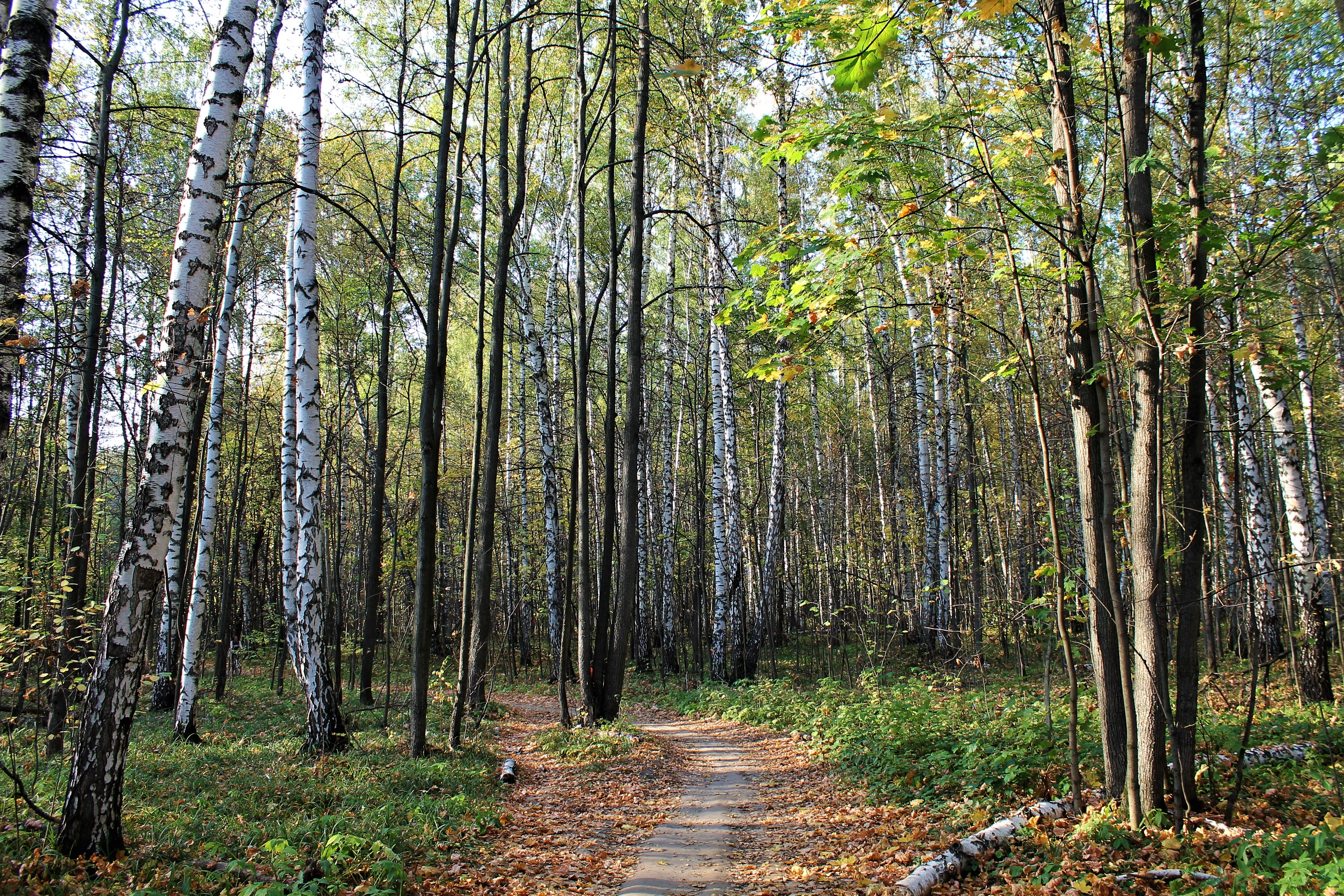
Лесопарк «Дубрава» (сентябрь 2015)